# Supresión de defensas aéreas enemigas

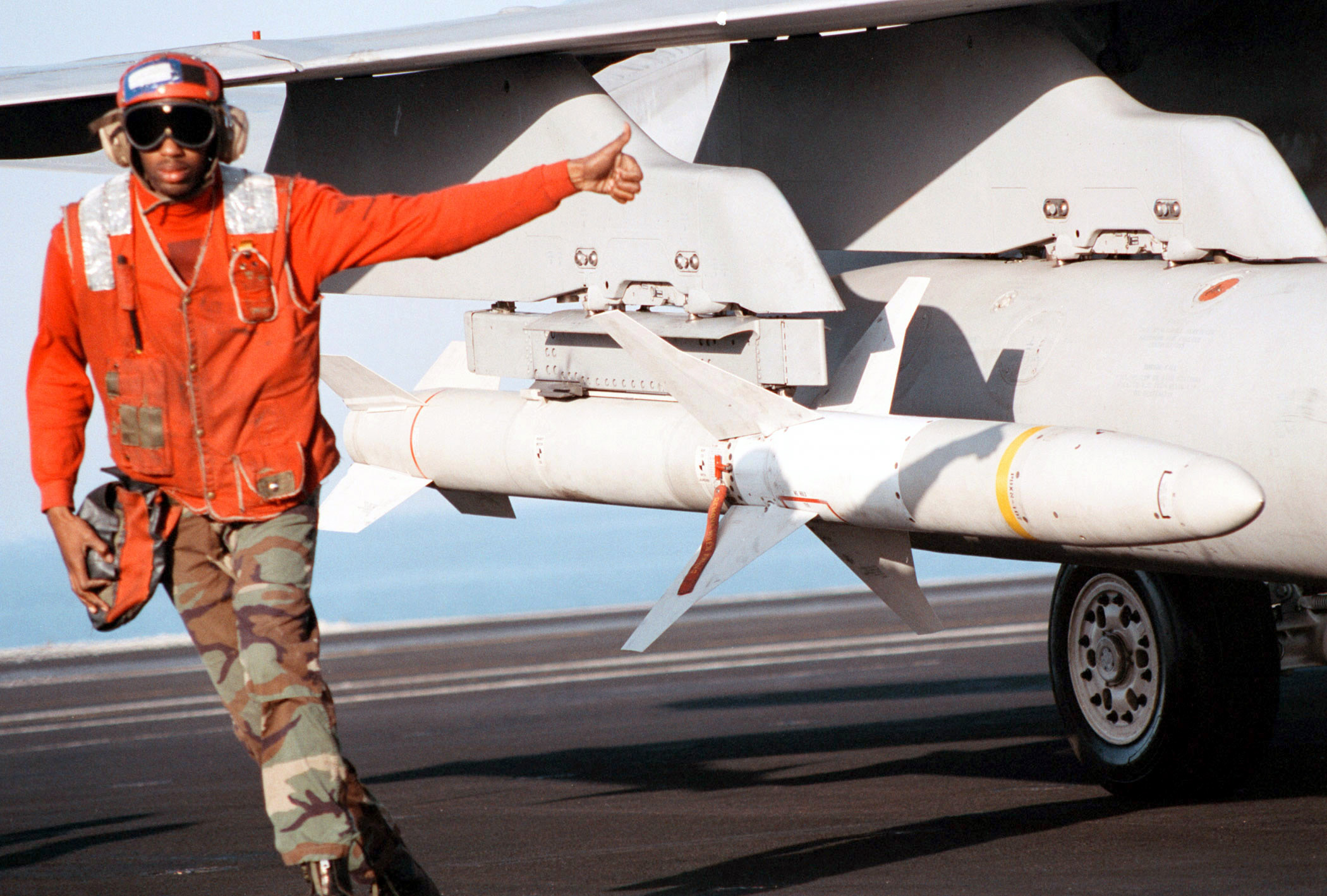
Un misil AGM-88 HARM en caza de la Armada de los Estados Unidos.

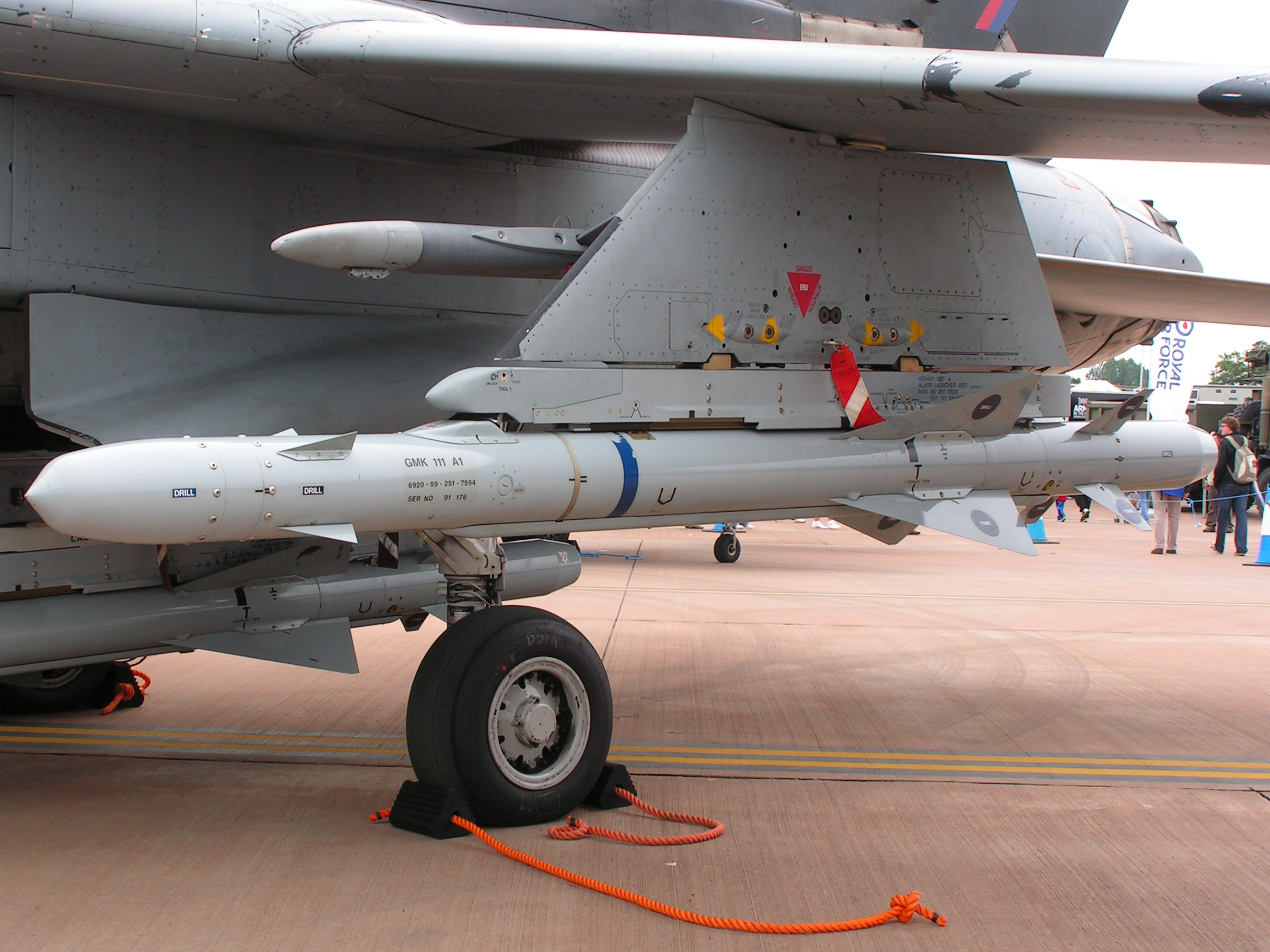
Un misil ALARM en un Tornado GR4 de la Real Fuerza Aérea.

La Supresión de Defensas Aéreas Enemigas o SEAD (Suppression of Enemy Air Defenses, por sus siglas en inglés), es una acción militar de interdicción aérea llevada a cabo para suprimir las defensas aéreas enemigas situadas en la superficie terrestre. 
Es conocida también como operación Wild Weasel (Comadreja Salvaje, en español) y Iron Hand (Mano de Hierro, en español), en Estados Unidos. Tiene como objetivo destruir los misiles superficie-aire (SAM, del inglés Surface to Air Missile) y la artillería antiaérea del enemigo, principalmente en las primeras horas de un ataque.
Este tipo de misión no requirió especialización hasta la guerra de Vietnam, ya que anteriormente no había ningún entrenamiento, equipo o fuerza especial para atacar la defensa aérea enemiga. 
Durante la guerra de Vietnam se crearon unidades especializadas, empiezan a aparecer los primeros aviones modificados para especializarse en estas misiones y se crean las tácticas especiales.

## Definición
La batalla aérea busca el dominio del aire mediante la ejecución de operaciones aéreas dirigidas a la destrucción de todos los medios de combate enemigos, ofensivos y defensivos que puedan oponerse a la acción aérea propia.  
La superioridad aérea es necesaria para ejecutar operaciones militares libremente y con reducido riesgo y al mismo tiempo niega al enemigo la suya. Lograr el dominio del aire incluye operaciones de supresión de las defensas antiaéreas enemigas y operaciones ofensivas y defensivas contra los aviones enemigos. Las misiones SEAD consisten en la neutralización, destrucción o degradación del sistema de defensa aérea del enemigo, lo cual permite que otras operaciones aéreas se realicen sin pérdidas innecesarias. 
Las operaciones SEAD no son misiones por sí mismas sino un medio para crear condiciones favorables para todas las operaciones propias.
La supresión de las defensas aéreas enemigas (SEAD) emplea medios destructivos o degradativos. Los requisitos para estas misiones dependen de los objetivos, las capacidades de los sistemas y la complejidad de la amenaza. Las operaciones SEAD se dividen en tres categorías:
- Supresión de defensas aéreas: se trata de operaciones contra sistemas defensivos específicos para degradar o destruir su efectividad. Los blancos son aquellos cuya neutralización procure la mayor degradación posible de la capacidad total de los sistemas enemigos, permitiendo operaciones propias efectivas. Los objetivos son centros de C3i (mando, control, comunicaciones e inteligencia), depósitos logísticos, SAM, etc.
- Supresión localizada: se trata de operaciones confinadas a un área geográfica asociada con sistemas determinados o rutas de tránsito aliadas, contribuyendo a la obtención de la superioridad aérea local. Los objetivos son todas las defensas aéreas que puedan poner en peligro la operación en una zona determinada y se coordinará con ataques a bases aéreas enemigas.
- Supresión de oportunidad: Ss trata de operaciones no planificadas, que incluye por tanto la autodefensa realizada por las tripulaciones y el ataque a blancos discrecionales.

Estas capacidades solo están al alcance de un exclusivo club del que pocos países son miembros. Las misiones SEAD se asocian con las operaciones de ofensiva contra-aérea (Offensive Counter-Air, OCA), que engloban:
- Supresión de la defensa aérea enemiga (SEAD): realizadas por plataformas capaces tanto de ataque físicos como electrónicos (Electronic Attack, EA) contra radares hostiles. Dentro de estas misiones se habla de la destrucción de la defensa aérea enemiga (DEAD por sus siglas en inglés) cuando se busca la destrucción física.
- Recolección de datos (Electronic Intelligence, ELINT): la elaboración de mapas electrónicos con la ubicación de radares y sus frecuencias permite planificar misiones y conocer como opera el enemigo su defensa aérea.

La misión SEAD consiste en reducir, neutralizar o destruir los sistemas antiaéreos y de mando, control y de comunicaciones de forma que las operaciones aéreas puedan llevarse a cabo con la mayor libertad y menor número de pérdidas. Incluye tanto el ataque físico como la guerra electrónica. 
Las defensas antiaéreas contra las que se lucha, móviles o fijas, están integradas en una red que combina cañones y misiles SAM con sistemas C³ (centros de mando, control y comunicaciones) y sistemas de guerra electrónica. Por ello la supresión de las defensas puede suponer una neutralización temporal de algunos elementos y la destrucción total o parcial de otros elementos esenciales de la defensa aérea enemiga. 
Las armas con que cuentan los aviones SEAD son los misiles antirradar (ARM), misiles stand-off, bombas convencionales o guiadas, chaff y equipos de contramedida e interferencia electrónica. Los objetivos prioritarios a atacar son los emplazamientos de misiles SAM y artillería antiaérea que protegen las bases aéreas y centros de mando del enemigo.
La relación entre SEAD y guerra electrónica es muy estrecha. Como los sistemas de defensa antiaérea se basan en el radar y emplean redes de comunicaciones para transmitir datos esto permite emplear energía electromagnética para neutralizarlos. Históricamente los aviones dedicados a realizar ataques electrónicos han sido considerados como plataformas SEAD y se han convertido en una herramienta fiable para inhabilitar las defensas antiaéreas. Esto ha llevado a trabajar en perfeccionar una estrecha coordinación entre aviones SEAD y aviones de guerra electrónica.

## Armas
La supresión se puede lograr destruyendo físicamente la defensa enemiga, interrumpiéndola, engañándola a través de guerra electrónica o mediante señuelos y drones. Las operaciones SEAD se pueden realizar por cualquier medio naval, aéreo o terrestre, incluido el empleo de artillería y las acciones de fuerzas especiales.

### Misiles y bombas guiadas

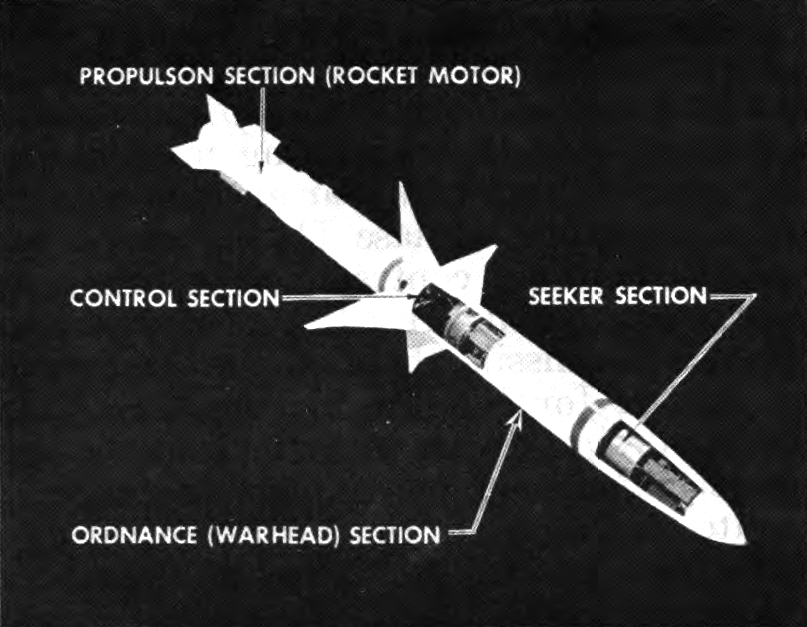
Dibujo mostrando los subsistemas del misil HARM. El AGM-88 tiene una velocidad de 2.200 km/h y un alcance de 150 km en sus últimas versiones.

El arma por excelencia es el misil antirradiación, que tiene un buscador capaz de rastrear la misma banda. Muchos misiles antirradiación antiguos solo podían ver una o dos bandas de radar, generalmente centradas en los misiles SAM, y ahora empiezan a verse algunos capaces de detectar las bandas utilizadas por radares aerotransportados y SHORAD. Aunque los buscadores de banda ancha con los años han incluido la mayoría de las bandas de radar en uso, los misiles más modernos probablemente podrían guiarse sobre casi cualquier emisión electrónica.

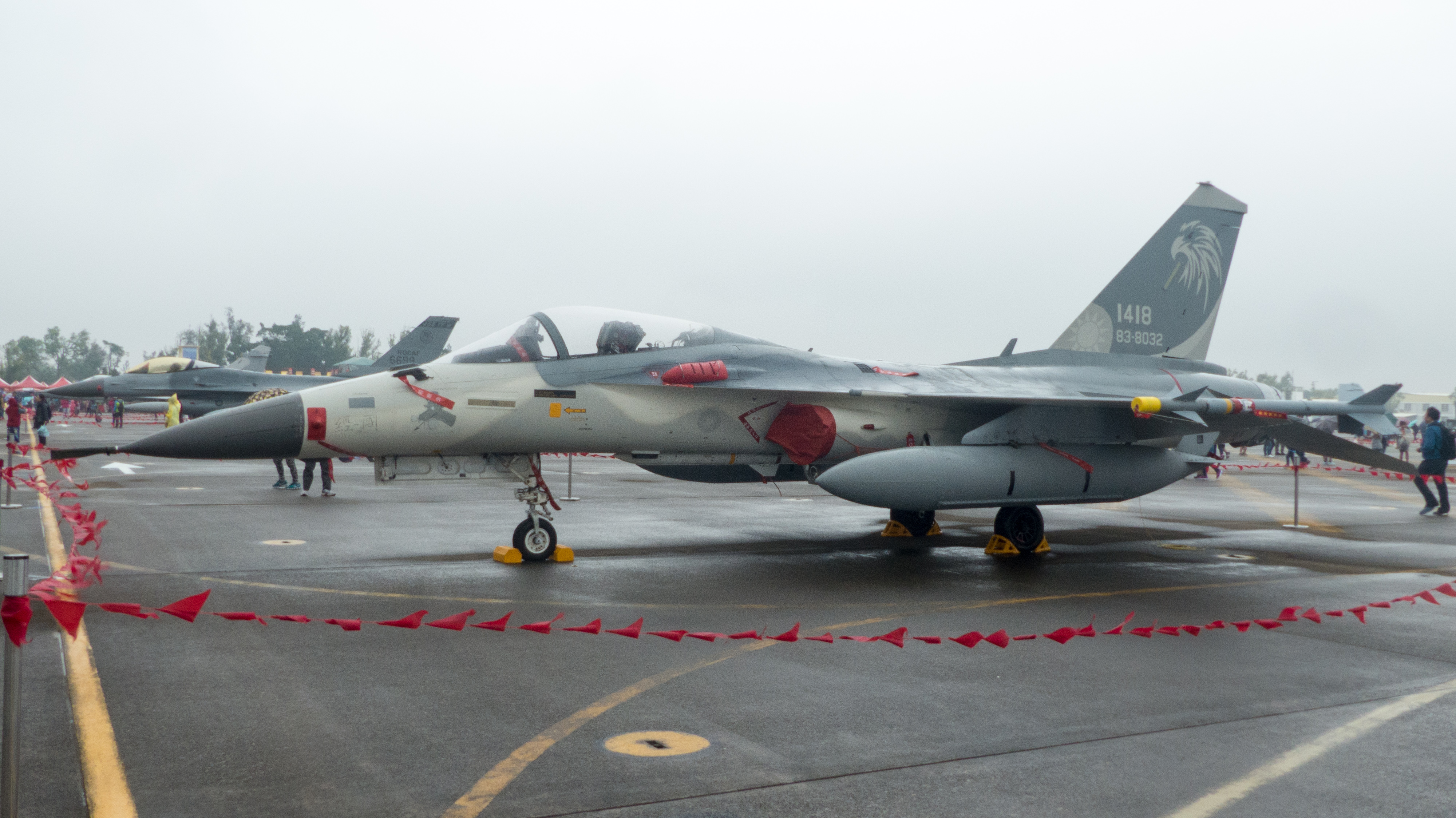
Avión de Taiwán, armado con misiles antirradar TC-2A debajo de las alas.

El misil antirradiación sin embargo necesita una buena captación de las emisiones radar. No todos los modelos son lo suficientemente sensibles como para guiarse por los lóbulos laterales del radar, y necesitan seguir el lóbulo principal hasta la antena. Por lo tanto en caso de lanzarse, serían más efectivo desde el aspecto frontal, e idealmente volando directamente hacia un radar que escanea un volumen pequeño o incluso en modo de seguimiento, recibiendo una ráfaga de radiación más frecuente para guiarse. Dado que los misiles antirradiación utilizan principalmente buscadores pasivos (aunque los misiles antirradiación modernos tienen múltiples modos de guiado, incluido el radar activo) su objetivo no sabrá que han sido disparados. Los misiles antirradiación también pueden teóricamente apuntar a las interferencias de radar, no solo a los radares de búsqueda/seguimiento.
Actualmente las armas que suelen ser asociadas con la misión de ataque SEAD, son los nuevos misiles antirradiación (ARM) como el AGM-88 HARM de Estados Unidos o los MBDA SPEAR y MBDA ALARM de Europa. Estos misiles se enfocan exclusivamente en destruir los radares de la defensa aérea, guiándose por sus emisiones. 
Para encontrar su objetivo tiene un buscador pasivo capaz de rastrear la señal de un radar hasta su fuente para destruirlo, incluso si el radar deja de transmitir ya que el misil apunta a la última posición conocida y puede destruir la fuente a menos que se mueva rápidamente. 
La versión AGM-88E incluye un sistema GPS/INS que puede tener pre-programadas las coordenadas del radar enemigo que, aunque deje de emitir o evite la detección será destruido.
Sin embargo, un arma usada para una misión SEAD puede ser en realidad cualquiera que dañe o destruya un componente de un sistema de defensa aérea; por ejemplo, bombas convencionales de caída libre, bombas de racimo, las bombas guiadas por láser Paveway, bombas guiadas por satélite GPS o misiles crucero. Todas ellas llevan munición no específica para SEAD, pero pueden ser usadas para destruir radares enemigos y lanzaderas de misiles Misil superficie-aire (SAM), antes de lanzar un ataque a gran escala con aviones sobre territorio enemigo. Entre los sistemas europeos destaca el tándem formado por el cazabombardero Panavia Tornado IDS/ECR y el misil antirradar BAe/MATRA ALARM.
No todos los misiles antirradiación pasaron la fase de prototipo. El misil AGM-136 Tacit Rainbow era uno de los diseños más avanzados de su tiempo y era, de hecho, un dron SEAD que en caso de guerra abriría corredores en las defensas aéreas enemigas. Con el final de la Guerra Fría fue cancelado en 1991 a pesar de haber pasado exitosamente la fase de pruebas.
En occidente el misil antirradar más usado es el AGM-88 HARM, probado en combate en numerosas ocasiones. La versión AGM-88E podría tener algo de efectividad contra la defensa aérea de barcos, algo hasta hace poco que se pensaba imposible. La última versión AGM-88F promete ser efectiva contra buques, algo dictado por la rivalidad China-EE. UU.
Para afrontar los misiles SAM más modernos, como el S-400, la Marina de EE. UU. ha estado trabajando en el diseño del AARGM-ER (AGM-88G) que utiliza la base del AGM-88E pero con un sistema de guía rediseñado y un motor cohete que duplica el alcance e incrementa la velocidad. El tamaño del misil permite que pueda llevarse en la bodega interna de armas del Lockheed Martin. F-35 Lightning II. 
El misil también se utilizará por los F/A-18E/F Super Hornet y EA-18G Growler, explorándose el uso desde plataformas terrestres de los Marines y del avión de patrulla marítima P-8. El AARGM-ER se empleará asimismo por la USAF y además será la base para el Stand In Attack Weapon (SiAW), un misil SEAD lanzado desde plataformas terrestres. Ya se han encargado más de 2000 misiles AGM-88E/F por US Navy, Marines, Italia, Alemania, Australia y Taiwán. 
En Europa se ha creado el SPEAR-EW por encargo británico para equipar a la Royal Air Force en misiones de Supresión de Defensas Aéreas. El desarrollo se combinará con un sistema de Guerra Electrónica y un sistema de perturbación y engaño.

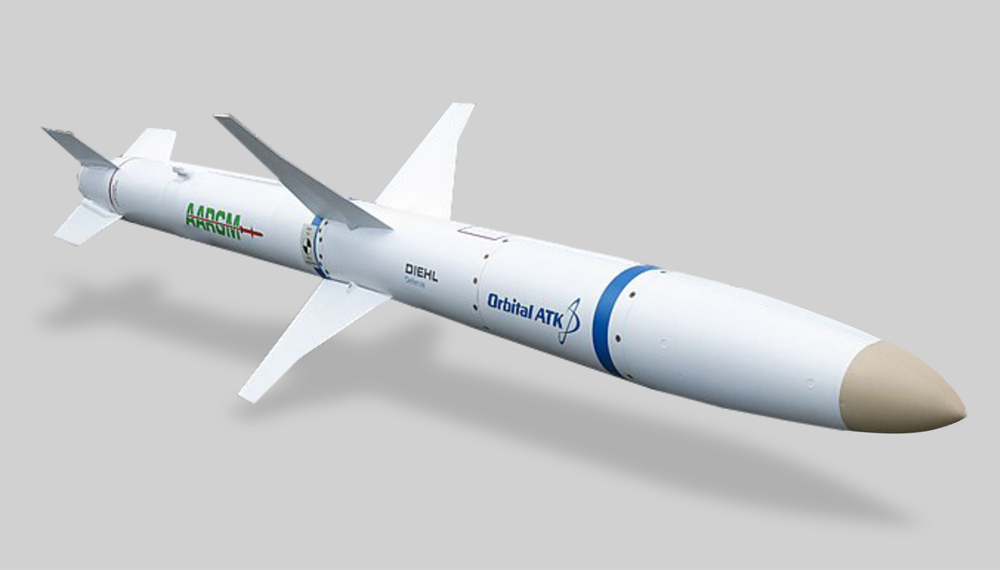
Maqueta del AGM-88E AARGM, versión con alcance y prestaciones mejoradas.

Mientras que el HARM es el arma principal en las operaciones SEAD/DEAD de aviones como el F-16, las armas empleadas por el F-35 de 5.ª generación son la AGM-154 JSOW y la bomba de pequeño diámetro GBU-39. Todavía los F-35 no emplean el misil AGM-88G (AARGM-ER), pero esta capacidad se incluye en la actualización bloque 4 del F-35.
Los Marines crearon el misil antirradar AGM-122 aprovechando misiles AIM-9C fuera de servicio. Concebido y desarrollado en China Lake se probó por primera vez en 1981 y, en 1984, Motorola recibió un contrato para convertir un total de unas 700 unidades. 
Era menos capaz pero mucho más barato que el AGM-88 HARM. Se preveía usarlo desde los helicópteros de ataque AH-1W y aviones AV-8B contra misiles SAM de corto alcance y artillería antiaérea como el ZSU-23-4 Shilka.
No solo en los países occidentales se han empleado estas armas. El primer misil antirradiación de la Unión Soviética fue el Kh-22P, desarrollado para bombarderos pesados a partir del misil Raduga Kh-22 (AS-4 'Kitchen') de 6 toneladas. La experiencia adquirida llevó en 1973 a encargar el Kh-28 (AS-9 'Kyle') para armar a aviones tácticos como el Su-7B, Su-17 y Su-24.
A mediados de la década de 1970 la URSS había desarrollado igualmente la familia Kh-25 de misiles aire-tierra de corto alcance, incluyendo el Kh-25MP (AS-12 'Kegler') para uso antirradar. La URSS diseñó el misil Kh-58 para atacar los radares de misiles de la OTAN, como el MIM-14 Nike-Hercules o el MIM-104 Patriot. El Kh-58 original tenía un alcance de 36 km cuando era lanzado a baja altura, 120 km lanzado desde 10 000 m de altura y 160 km desde 15 000 m de altura. El Kh-58 entró en servicio en 1982 en el Su-24M 'Fencer D' y en 1991 en el MiG-25BM 'Foxbat-F'. 
La versión Kh-58E también puede armar al Su-22M4 y el Su-25TK, mientras que el Kh-58UshE parece estar destinado a los Su-30MKK chinos. La búsqueda por parte de la URSS de un misil antirradiación eficaz de largo alcance llevó al Kh-31 en 1982. El Kh-31 entró en servicio en 1988 y se mostró por primera vez en público en 1991. En 2001, India compró misiles Kh-31 para sus Su-30MKI y unos pocos Kh-31P se vendieron a China en 1997, aparentemente para prueba y desarrollo de misiles propios. China compró 200 Kh-31 en 2005, que se destinaron a los Su-30MKK de la 3.ª División Aérea.
Los misiles antirradiación de la URSS incluían una versión para uso contra aviones AWACS, al menos así se anunció en la exhibición aérea de Moscú de 1992. 
Este misil contaría con un alcance de 200 km, menos de los 300–400 km declarados en los misiles Vympel R-37 (AA-13 'Arrow') y Novator R-172, pero a cambio podrían armar a una gama más amplia de aviones. Años después se cree que esta versión aire-aire del Kh-31 pudo haber sido mera propaganda, aunque persisten los rumores acerca de la existencia de este tipo de misil, esta vez acerca de los chinos y el misil YJ-91 derivado del Kh-31P.

### Aeronaves

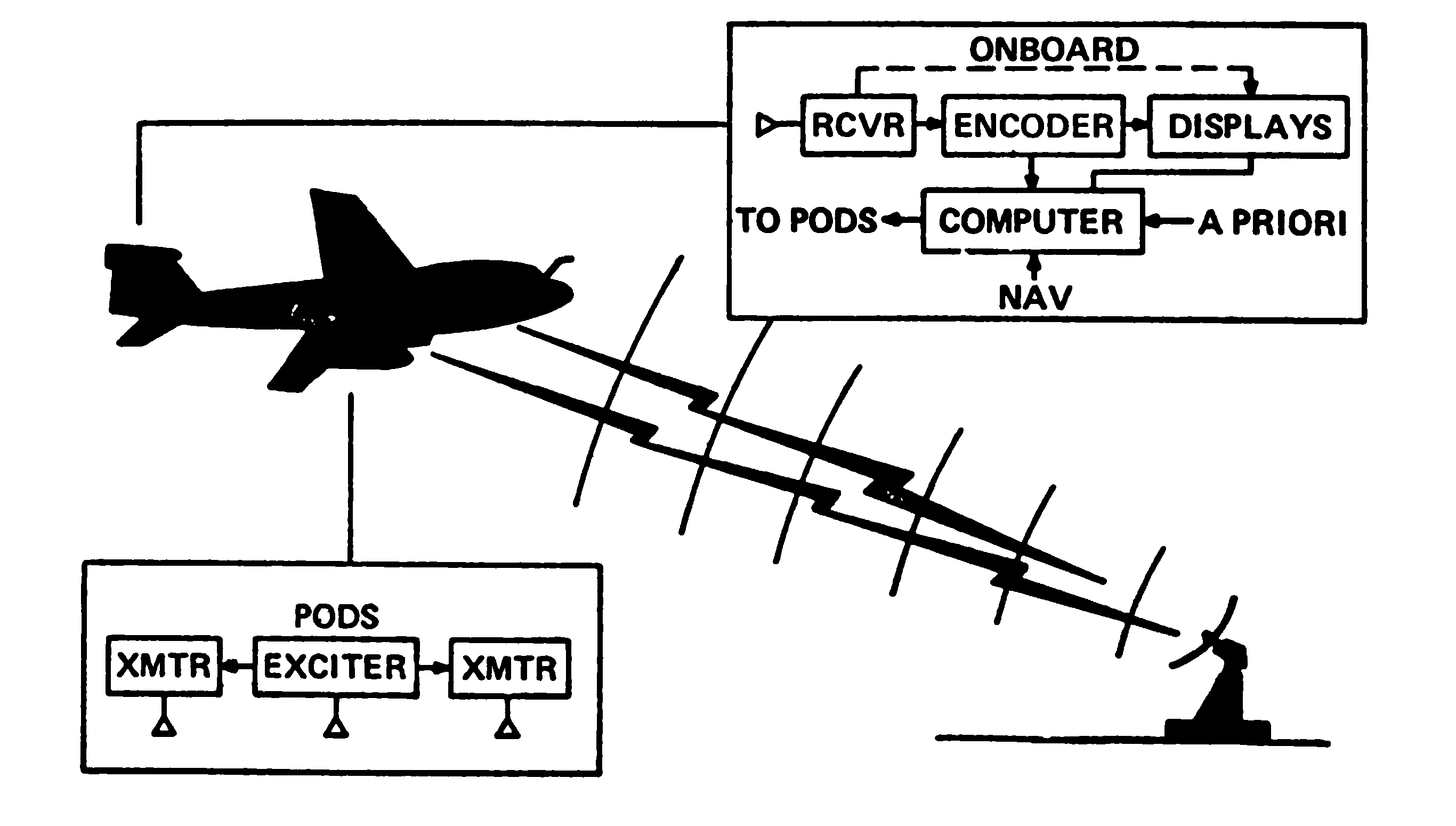
Dibujo mostrando el sistema de interferencias del EA-6B.

Existen aeronaves especializadas en misiones SEAD: Boeing EA-18G Growler, F-16CJ Fighting Falcon o el ya retirado EA-6B Prowler. Estos son versiones de aviones especialmente modificados para potenciar su capacidad y eficacia para la supresión de las defensas aéreas, solo al alcance de grandes presupuestos. 
Aparte de los occidentales hay aviones rusos como el ya retirado MiG-25BM preparados para la supresión de defensas aéreas enemigas, armados con misiles KH-58 o KH-31. La URSS contaba con Tupolev Tu-22KP/KDP equipados con misiles KH-22P. También está activo desde hace pocos años el J-16D chino, creado para interferir, neutralizar y destruir la defensa antiaérea enemiga. 
Al igual que el F/A-18G Growler cuenta con un puesto de pilotaje trasero para el operador de los sistemas. Hasta ahora la Fuerza Aérea Francesa había confiado en las características del Dassault Rafale y su sistema de guerra electrónica SPECTRA junto a la munición guiada stand-off HAMMER para ser usada contra los sistemas de defensa área. Ahora parece que se encargará una versión SEAD del Rafale para hacer frente a la amenaza SAM. Alemania ya ha encargado el Eurofighter ECR, versión SEAD del avión con sistema HENSOLDT de guerra electrónica.
Entre los aviones especializados se encuentran los que cuentan con capacidad electrónica ofensiva para interferir radares y comunicaciones enemigas y aquellos aviones con capacidad de lanzar el armamento antirradiación. En algunos casos ambos están combinados en un mismo avión (caso del EA-18G Growler o EA-6B Prowler). 
Los F-16CJ especializados en SEAD están equipados con el pod AN/ASQ-213A HTS que permite detectar y apuntar automáticamente a los radares con misiles HARM en lugar de depender solo de los sensores del misil. Con la automatización el operador de sistemas del F-4G ya no es necesario, del mismo modo que el EA-18G solo cuenta con 2 tripulantes frente a los 4 del EA-6B. A la lista se añade el F-35 que es empleado en la USAF por algún escuadrón especializado en misiones de ataque a centros de mando, control y comunicaciones (C3), en entornos altamente disputados de guerra convencional.
Esto incluye la misión de suprimir, destruir y engañar a las defensas aéreas de superficie (Surface-Based Air Defenses-SBAD) compuestas por misiles y artillería antiaéreos, radares y las funciones C3.

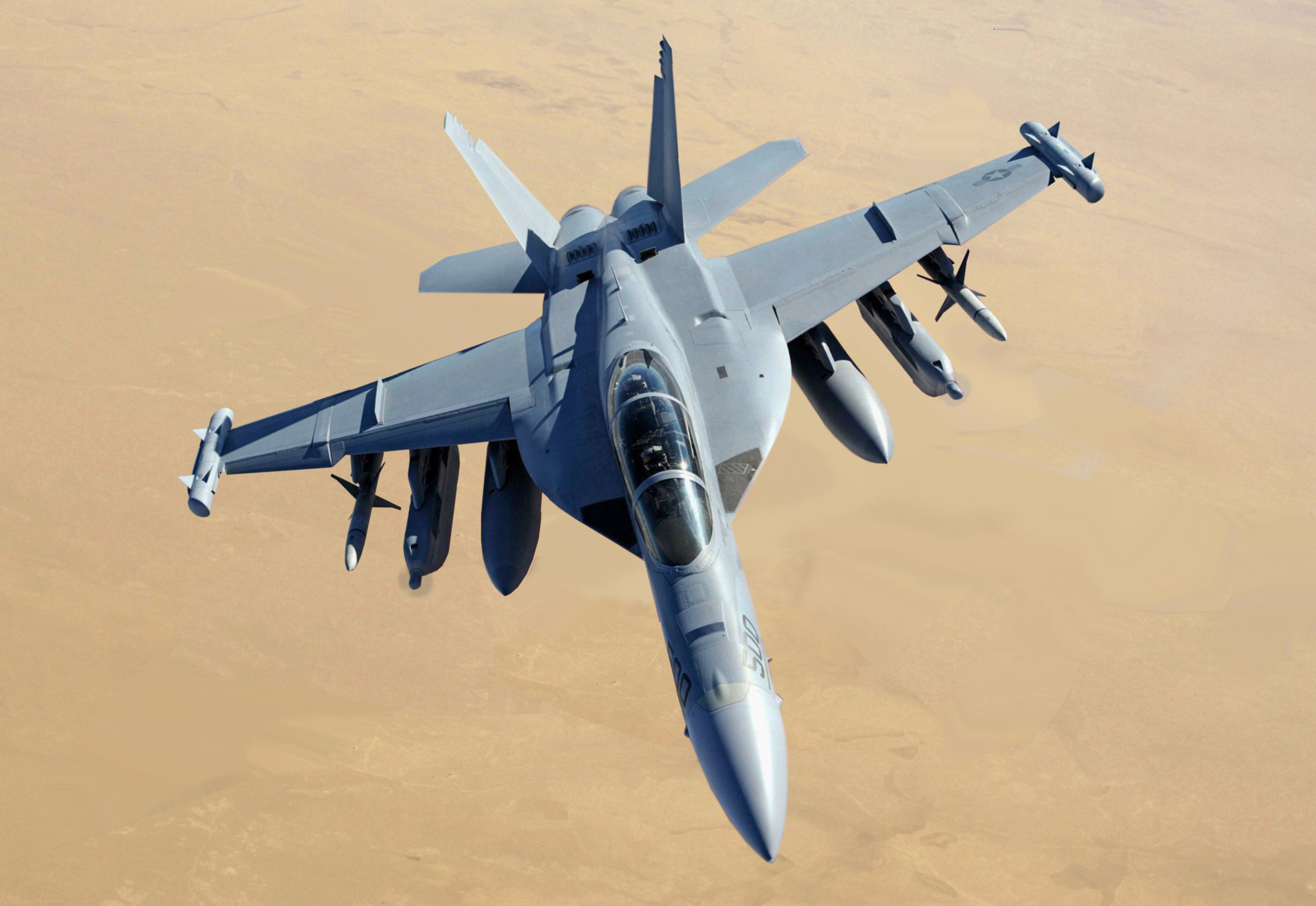
El EA-18G es el avión de guerra electrónica más moderno de EE. UU.

Los aviones de quinta generación como el Su-57, J-20 o F-35 también tienen un gran potencial SEAD gracias a su baja visibilidad al radar. Podrían acercarse mucho a la defensa aérea y el tiempo de reacción de esta sería mínimo. El sistema de guerra electrónica ASQ-239 del F-35A le permite detectar las emisiones de la defensa aérea enemiga y geolocalizarla. 
Esta información puede pasarse en tiempo real a los F-16CM y EA-18G para proceder al ataque. Si además los F-35 operan en equipo con drones, que tanto pueden hacer de cebo como ir equipados con armas serían todavía más eficaces. 
Actualmente muchas fuerzas aéreas investigan las aplicaciones de drones invisibles que emplean inteligencia artificial y se integran con aviones tripulados de 5.ª o 6.ª generación.
De manera indirecta aviones ELINT/COMINT como los RC-135 o los EC-130 también colaboran en estas misiones SEAD recopilando datos de señales electrónicas o de radio (naturaleza, equipo emisor, distancia, etc) previamente al ataque que permiten identificar los radares y misiles empleados por el enemigo así como localizar sus emplazamientos. También pueden en algunos casos crear interferencias electrónicas. En el caso de la USAF la familia de aviones RC-135V/W Rivet Joint se cree es capaz de geolocalizar el 99 % de emisores de radio y radar a grandes distancias y recolectar y procesar en tiempo real enormes cantidades de datos demodulados, distribuyendo la información a través de la red de datos tácticos vía satélite.
Este mapa electrónico permite tanto planificar las mejores rutas de ataque así como las armas idóneas que deben emplearse para acabar o neutralizar la amenaza para así reducir las bajas de la fuerza atacante.
La USAF no tiene un avión táctico especializado en guerra electrónica desde la retirada del EF-111A Raven en 1998. Desde entonces la US Navy es responsable de proporcionar esa capacidad con sus escuadrones expedicionarios de EA-18G Growler, anteriormente equipados con los EA-6B Prowler retirados en 2019. Parece ser que los dos servicios están investigando en drones de guerra electrónica que realicen ese papel y mientras tanto los F-15E y los F-15EX de la USAF quizás podrían recibir los mismos equipos de guerra electrónica de los EA-18. 
La Fuerza Aérea de EE. UU. ya está trabajando para reemplazar su flota de 14 EC-130H que se ha quedado obsoleta y pequeña ante la enorme demanda por una versión del Gulfstream 550 Airborne Early Warning (AEW) como su nueva plataforma EC-37B. Por su parte la Armada ya está actualizando la arquitectura de los sistemas de misión y estructurales de los 160 aviones EA-18G Growler en servicio. Esos Growlers están especializados en la interferencia de señales de radar y comunicaciones de las fuerzas enemigas, deshabilitando su capacidad para detectar y rastrear los aviones estadounidenses y aliados.

### Otras armas
Los misiles de crucero, como el americano AGM-109 Tomahawk, también han sido empleados para atacar emplazamientos conocidos de radar, plataformas de misiles aire-superficie (SAM) y baterías de artillería antiaérea (AAA), minimizando los riesgos para pilotos y aviones sobre territorio hostil.

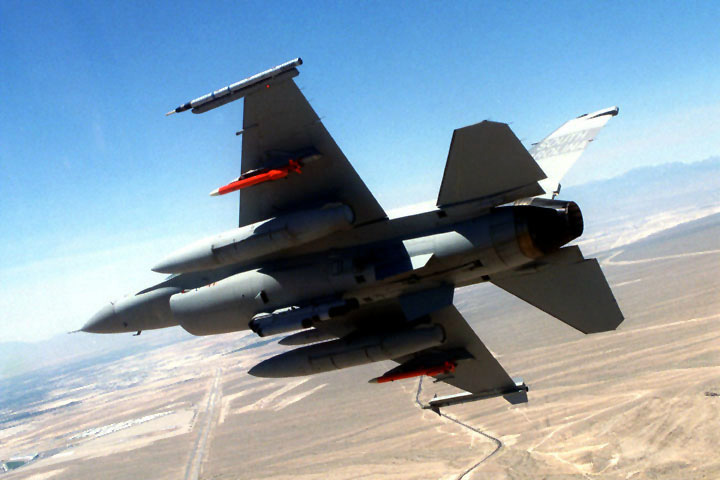
F-16C Falcon Block 52 de la Guardia Nacional Aérea, tomando parte en pruebas del Miniature Air-Launched Decoy (MALD) en Nellis.

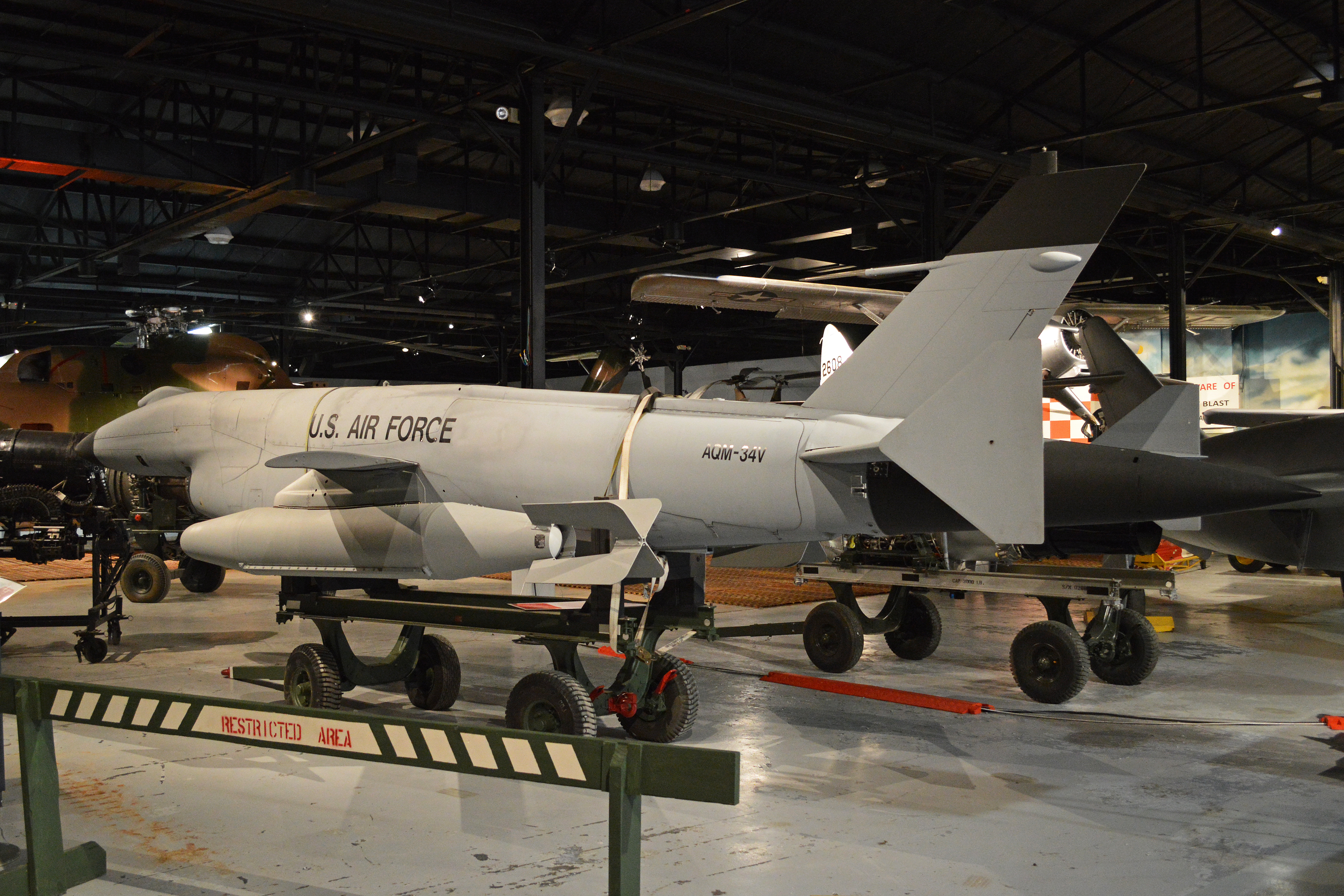
Las pérdidas en Vietnam llevaron a la USAF en los años 1970 a convertir drones blanco en drones AQM-34 de contramedidas electrónicas.

También los drones pueden ser empleados en misiones SEAD, como las municiones merodeadoras de hecho desde 1982 su empleo es cada vez mayor y parecen ser el futuro de las misiones SEAD. 
En caso de ser empleados como señuelos son tomados como aviones reales, con el objetivo bien de saturar las defensas enemigas o hacer que estas delaten su posición haciendo posible un ataque. En Líbano (1982) y en Kuwait (1991) los drones fueron empleados con éxito como señuelos contra las baterías de misiles enemigos. 
Rusia se cree ha convertido viejos aviones An-2 en drones para engañar y saturar las defensas ucranianas. China se cree está haciendo lo mismo con viejos MiG-17 para emplearlos contra las defensas de Taiwán. También empiezan a aparecer drones especializados en guerra electrónica, que abrirán paso a aviones y drones de ataque. 
La frontera entre dron, misil crucero y misil antirradar es cada vez más tenue, como muestra el caso del dron Delilah. Primero fue el dron objetivo aéreo MQM-74 Chukar para pasar a mediados de la década de 1980 a ser un dron que identifica los emplazamientos de radar haciendo de señuelo para destruirlos y acabar formando una familia de misiles de ataque en la década de 1990.
Actualmente EE. UU. investiga el empleo de drones más avanzados, además de replicar el patrón de vuelo de un avión real son capaces de devolver la señal radar del avión simulado (B-52, F-15E, B-1, etc..). Esto permite que la defensa aérea quede expuesta a los aviones SEAD. Además se les empieza a dotar también con capacidad SEAD de manera que de señuelos se conviertan en misiles que destruyan los emplazamientos de la defensa enemiga. 
Adicionalmente, los drones cada vez son más autónomos a la vez que en estos drones la conexión digital permitirá gran flexibilidad, ya que los aviones de ataque o SEAD pueden ir dirigiéndolos a las zonas más sensibles a medida que los aviones se internen en territorio enemigo. Los drones además pueden distraer, engañar y estimular los radares enemigos. El dron señuelo ADM-160C (MALD J) no sólo es capaz de replicar la señal radar de aviones reales (Signature Augmentation Subsystem) sino que además también tiene capacidad de Guerra Electrónica y puede interferir las redes de la defensa aérea enemiga. En la década de 1980 Israel creó la clase de armas de municiones merodeadoras cuando presentó Harpy, equipado con un buscador antirradiación estaba diseñado para realizar de forma autónoma misiones SEAD. Hoy en día munición merodeadora más avanzada pueden ser utilizada contra una amplia gama de objetivos que emitan señales electromagnéticas.
Los drones en misión SEAD son muy interesantes ya que son baratos y evitan arriesgar aviones y tripulantes en misiones peligrosas, y hay que recordar que nadie que no sea la USAF cuenta con la capacidad SEAD necesaria para lograr con certeza cierta seguridad frente a la defensa antiaérea. Por otro lado los sistemas de guerra electrónica requieren grandes potencias de emisión, consumen mucha energía y generan mucho calor, lo que implica potentes medios para refrigerarlos y puede estar actualmente fuera de las capacidades de drones de tamaño medio. 
Aunque no sean propiamente armas los aviones pueden estar equipados con sistemas de guerra electrónica que les ayuden a desactivar las defensas aéreas. Es el llamado Soft Kill. Estos equipos pueden operarse en cualquiera de las tres áreas básicas de la guerra electrónica:
- Reconocimiento radioelectrónico pasivo (Electronic Support Measures o ESM). Hay aviones especializados pero otros que pueden llevar equipos solo para volar una misión específica.
- Contramedidas electrónicas activas (Electronic CounterMeasures o ECM). Desde que se inventó el radar existen diferentes equipos dedicados a ECM.
- Medidas electrónicas de protección (Electronic Counter-CounterMeasureso ECCM aunque algunos las denominan Electronic Protective Measures o EPM).

Uno de los problemas de los dos últimos ámbitos es que cada desarrollo de dispositivos de interferencia provoca una mejora de las medidas de protección contra estas interferencias. Ambas tienen una gran influencia mutua, y no es raro que el fabricante de un transmisor de interferencia sea también el del filtro de protección adecuado para él.
No hay que olvidar por último los sistemas terrestres de guerra electrónica como el Aselsan Koral, que puede saturar y degradar las prestaciones de los radares en un radio de docenas de kilómetros tal y como demostró a la defensa aérea de Armenia.
Desde hace décadas se viene investigando en los drones y como pueden ayudar a superar las defensas aéreas. En la guerra fría Israel y EEUU lideraron la investigación. Actualmente tanto China como EE. UU. investigan la posibilidad de emplear en el futuro "enjambres" de drones que saturen las defensas enemigas. Muchos sistemas baratos y desechables podrían ser una mejor alternativa que varios aviones tripulados costosos. Por tanto, el empleo de grandes números de drones como armas SEAD es un área que verá muchos cambios futuros. Además también en algunos casos se han utilizado equipos de operaciones especiales en la lucha contra las defensas aéreas.
La doctrina soviética de la guerra fría llegaba a contemplar el empleo de detonaciones de armas nucleares a gran altitud para que su pulso electromagnético interfiriera los radares de la OTAN. No hay que olvidar que para la doctrina soviética la lucha contra la defensa aérea no era una prioridad. La defensa aérea contra los aviones de la OTAN si lo era.
Actualmente se contempla también el empleo de artillería como arma SEAD. Israel empleó en 1973 y 1982 con éxito artillería de largo alcance para atacar la defensa aérea enemiga. La doctrina militar de EE. UU. contempla emplear munición inteligente, disparada por obuses o cohetes de largo alcance, que destruya emplazamientos SAM enemigos. Incluso la precisión lograda por GPS puede ser suficiente para destruir lanzaderas y radares móviles con disparos normales.  
Los lanzacohetes MLRS e HIMARS pueden ser usados contra las baterías SAM enemigas una vez que son localizadas. Su gran alcance les permite destruirlas. Además EE. UU. los diseñó para ser compatibles con el lanzamiento terrestre de misiles antirradar. Israel también plantea lo mismo con su sistema Puls.
Los sistemas de guerra electrónica (Electronic Warfare - EW) están diseñados para proporcionar protección a los aviones que se adentran en un entorno en el que se encuentran sistemas de defensa aérea. El primer avión equipado con contramedidas electrónicas apareció en 1943, un Avro Lancaster de la RAF equipado con el sistema ABC o Airborne Cigar. A veces un único avión dotado de estos sistemas es capaz de buscar, detectar, identificar y perturbar (jamming) las señales radar que se va encontrando, de tal manera que se puede apoyar un grupo de aviones en misión de ataque o misión SEAD. 
Están diseñados normalmente para ser instalados en aviones de guerra electrónica (Airbone Electronic Attack - AEA) que escoltan un grupo de aviones. Su cada vez mayor automatización hace que requieran muy poca intervención manual y que se instalen también en aviones como el Rafale, B-52 o el F-15E. En la mayor parte de aviones la configuración en formato pod permite superar las limitaciones de espacio dentro del avión. 
Además estos pods son intercambiables entre aviones, son programables y actualizables para afinar los modos de detección y perturbación según las amenazas. El primer empleo en combate de barquillas o pods de contramedidas electrónicas (ECM) tuvo lugar durante la guerra de Vietman cuando el F-105 Thunderchief y F-4 Phantom se enfrentaron a los misiles SA-2. Los avances en electrónica han visto como los aviones de combate más modernos han sido equipados con sistemas de guerra electrónica automatizados para autodefensa que identifican las amenazas y activan las contramedidas más adecuadas. Un ejemplo es el sistema EPAWSS del F-15E Strike Eagle. 
Este sistema mejora mucho al AN/ALQ-135 y es capaz de afrontar los últimos avances en defensas aéreas. Desde 2021 el Dassault Rafale ha disfrutado de un éxito comercial significativo debido en parte a su sistema SPECTRA de guerra electrónica. En combates simulados en Egipto sus Rafale lograron bloquear los radares de los Su-35. Northrop Grumman diseñó el pod de guerra electrónica ALQ-131 para que cualquier F-16 Fighting Falcon pueda modernizar su capacidad de autoprotección. Los Eurofighter alemanes contarán con la cápsula de guerra electrónica Sky Shield e internamente con el sistema de ataque Kalætron, enfocado a la interferencia e incorpora un bloqueador definido por software controlable electrónicamente. 
Mediante el uso de la tecnología AESA el pod Sky Shield es capaz de generar transmisiones simultáneas de interferencia y engaño contra una amplia gama de amenazas. España por su parte encargó a Indra el sistema DASS. Los Typhoon de la RAF contarán con el radar ECRS Mk2 para suprimir las defensas aéreas mediante interferencias de alta potencia y además permitirá atacar desde fuera del alcance de los misiles SAM enemigos.
Durante muchos años el jamming ha sido la contramedida electrónica (ECM) por excelencia, ahora se llama ataque electrónico. Este también incluye el empleo de potencia radiada o energía dirigida hacia los emisores de señal radar para dañar físicamente alguna capacidad adversaria. El jamming es soft kill debido a que neutraliza la capacidad temporalmente, sin destruir físicamente. El jamming consiste en introducir una señal en el receptor adversario junto con la señal esperada y es efectivo cuando la señal de interferencia es lo suficientemente fuerte como para evitar que el adversario pueda recibir información de la señal que espera.
Por último los misiles antibuque son un caso curioso, ya que incluyen la capacidad de localizar el radar de defensa aérea enemigo para dirigirse contra él. Esto hace que el uso de misiles antiaéreos semiactivos contra ellos sea peligroso. El misil soviético SS-NX-13 era el cuerpo de un SS-N-6 unido a un buscador radar cuya finalidad era atacar los grupos de combate de portaviones.

## Operaciones en combate
Los radares son aparatos vulnerables a una amplia gama de tecnologías y armas. Las primeras medidas fueron dejar caer las llamadas tiras metálicas que crearan falsos reflejos y también simplemente saturar las frecuencias habituales utilizadas por los radares. 
Como los radares más sofisticados pueden hacer frente a esas maniobras, los sistemas de interferencias se han ido sofisticando para ser capaces de interceptar las señales y enviar información falsa. Además desde la guerra de Vietnam se han usado medidas para la eliminación física de los radares, sofisticándose paulatinamente las armas empleadas.
Un cuarto de las salidas de combate estadounidenses en los conflictos más recientes han sido misiones SEAD.
Estas misiones de ataque se pueden efectuar con aviones diseñados para misiones de ataque profundo sobre territorio enemigo Avión de ataque a tierra, como el SEPECAT Jaguar y el Panavia Tornado de Inglaterra, el F-18 Growler de los Estados Unidos y antiguamente en plataformas como el Dassault-Breguet Super Étendard de Francia, el Republic F-105 Thunderchief, General Dynamics F-111 Aardvark y ocasionalmente el Lockheed Martin F-16 Fighting Falcon de Estados Unidos, que tienen buen rendimiento de vuelo a poca altitud, donde el aire es más denso, húmedo y pesado, y es necesario volar bajo a gran velocidad, con vuelos rasantes sobre el mar para esquivar las señales de radar enemigas, hasta alcanzar el territorio enemigo y con vuelos entre las montañas para lanzar las bombas convencionales de caída libre, bombas guiadas por láser y satélite GPS.

### Segunda Guerra Mundial
En esta guerra las defensas aéreas hicieron un amplio uso del radar en tierra y en aviones, haciéndose básico el anularlos para lograr el dominio del aire sobre territorio enemigo o al menos reducir las pérdidas de aviones propios. Las fuerzas aéreas desarrollaron técnicas para interferir en el los radares enemigos, mediante equipos activos o elementos pasivos.

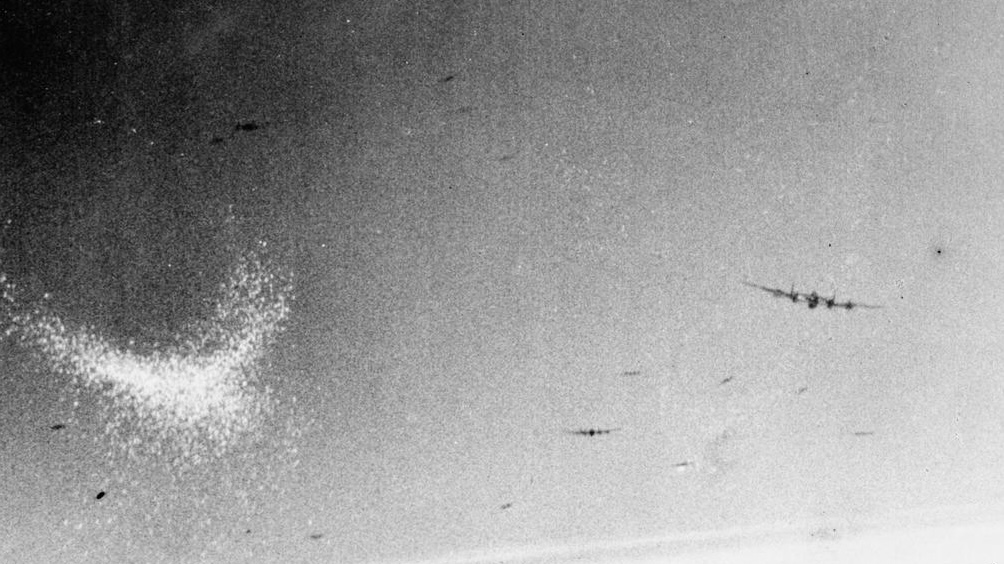
Bombarderos de la RAF lanzando chaff durante un bombardeo.

En 1943 aparecen los primeros aviones de guerra electrónica, se trataba de bombarderos B-24 Raven, que operan en el Pacífico preparando los mapas de emisiones electrónicas del territorio enemigo para sus planes de operaciones. 
En marzo de 1943 un B-24D Liberator equipado con un sistema APR-4 detecta y localiza el radar japonés en Kiska, Aleutianas.

#### Europa
En 1939 ya había 20 estaciones operando en Inglaterra. Las primeras operaciones se dieron cuando la Luftwaffe fue consciente 1940 que la RAF tenían algún tipo de alerta. Sospechaban que los mástiles de la costa podrían ser radares. Como la destrucción de los radares pondría en desventaja a la RAF, ya que los bombarderos alemanes serían detectados por encima del objetivo o sobre la costa, se decidió tomar medidas. Tras unos ataques iniciales de Ju-87 se crearon equipos de dos Bf-110 con escolta de Bf-109 para atacar las estaciones de radar inglesas. El primer ataque dañó los radares de tres ubicaciones, que estuvieron sin operar durante unas horas. Goering concluyó que era imposible dañar la red y aunque se llevaron a cabo algunos ataques más finalmente se paró.
La batalla de Inglaterra fue la señal que el radar había cambiado como se luchaba la guerra aérea. La estrategia de la Luftwaffe fracasó por la red de radares, la Chain Home que detectaba las aeronaves enemigas a distancias de hasta 180 km. Los datos del radár eran pasados a la central de mando que dirigía las fuerzas de cazas de la RAF de acuerdo con la amenaza. La RAF sabía el número y dirección del ataque en tiempo útil. 
En 1943 4 B-17F Ferret, equipados con APA-24 y otros equipos electrónicos instalados en la bodega de bombas, llegaron a Túnez como parte del 16th Reconnaissance Squadron de la USAAF. Se dedicaron a localizar instalaciones de radar alemanas en el Mediterráneo.
Los datos recogidos fueron empleados para planificar operaciones anfibias (Husky, Avalanche, Shingle, Dragoon) y organizar misiones de bombardeo de la 15th Air Force. Otros 35 B-17 fueron modificados para misiones Ferret. De mayo de 1943 a septiembre de 1944 se realizaron 184 misiones nocturnas y a baja altura en el Mediterráneo, identificando 450 instalaciones de radar. 
En Inglaterra el 36th Bomb Squadron fue encargado desde agosto de 1944 de interferir la señal de radar alemana, siendo la única unidad de este tipo de la 8.ª Fuerza Aérea. Se emplearon en este rol también los B-24J Crow. En el Pacífico los B-29 Raven también fueron dedicados a la localización e interferencia de radares enemigos. Sobre Japón los B-29 equipados para interferir los radares de la artillería antiaérea fueron un gran apoyo en los raids nocturnos. En los raids diurnos los B-29 en formación cerrada lograban apoyarse mutuamente al emplear sus equipos de interferencias.
Aunque tecnológicamente EE. UU. demostró estar por delante los ingleses también se aplicaron en la lucha contra los radares alemanes y fueron pioneros en muchas soluciones. La RAF en 1942 modificó algunos bombarderos Wellington para dedicarlos a guerra electrónica. Los Wellington del 109 Squadron fueron equipados para detectar las emisiones del radar alemán y así estudiar como perturbarlas. Pronto detectaron al menos 27 Freyas y 9 Würzburgs. Las contramedidas electrónicas inmediatamente aparecieron en la RAF para combatir el uso del radar. Se empezó a emplear cla generación de ruido de fondo, interferencias y distorsionar la señal radár para hacer parecer el objetivo detectado mayor.
En agosto de 1941 la Luftwaffe tuvo su primer derribo nocturno con un radar aerotransportado cuando un Dornier Do 215 equipado con FuG 202 Lichtenstein  derribó un Vickers Wellington. La RAF vio en 1942 que los cazas nocturnos alemanes estaban teniendo un éxito sin precedentes en el derribo de aviones. Se creó un equipo de especialistas para intentar identificar las características electrónicas del radar de esos cazas nocturnos. El No.1474 Flight empleó un Wellington para conseguir las frecuencias de radar de los cazas nocturnos alemanes y así diseñar contramedidas. Tras 18 misiones logró en diciembre de 1942 grabar las emisiones de un radar Lichstenstein de la caza nocturna alemana, aunque hubo de amerizar debido a los daños sufridos en el encuentro. Para el otoño de 1942 la mayoría de los cazas nocturnos alemanes estaban dotados con alguna versión de radar. El 214 y 223 escuadrón del 100 Bomber Group de la RAF se dedicaron a guerra electrónica, equipados con Fortress Mk.III (algunos cedidos por la USAF) y Liberator. Los aviones interferían los radares y comunicaciones de la artillería antiaérea y los cazas nocturnos. 
En otro tipo de tácticas los británicos capturaron un radar Würzburg en la costa francesa durante febrero de 1942 y ese mismo año lanzaron la Operación Bellicose para bombardear la supuesta planta de fabricación del radar Würzburg. Además un caza nocturno Junkers Ju88R-1 fue capturado en un golpe de suerte en mayo de 1943. Con todo este trabajo se pudo conocer las frecuencias y longitudes de onda de los equipos de radar alemanes. 
Para comprender el problema que suponía la artillería antiaérea pesada alemana hay que saber que estaba compuesta de cañones de calibre 88 mm., 105 mm. o 128 mm. organizados en baterías dirigidas por radar de cuatro piezas. En las zonas más sensibles se situaban baterías reforzadas o Grossbatterien, de seis y hasta ocho piezas. Cañones ligeros protegían a los cañones pesados y también los objetivos susceptibles de ser atacados a baja altura. Las piezas de 20 mm, 37 mm y a veces de 40 mm se agrupaban en baterías de 9 a 12 piezas por batería. 
Como ejemplo, a finales de 1943 la defensa de Berlín contaba con unos 350 cañones pesados y 250 piezas ligeras, a los que había que añadir 200 reflectores. En enero de 1944, sólo en Alemania, se contaba con 6716 cañones pesados y 8484 piezas ligeras. El radar alemán no sólo dirigía el tiro de la artillería sino que también permitió a la caza nocturna la interceptación controlada desde tierra. Más de 4000 baterías antiaéreas alemanas dirigidas por radar Wurzburg defendían los objetivos importantes, derribando muchos bombarderos aliados.

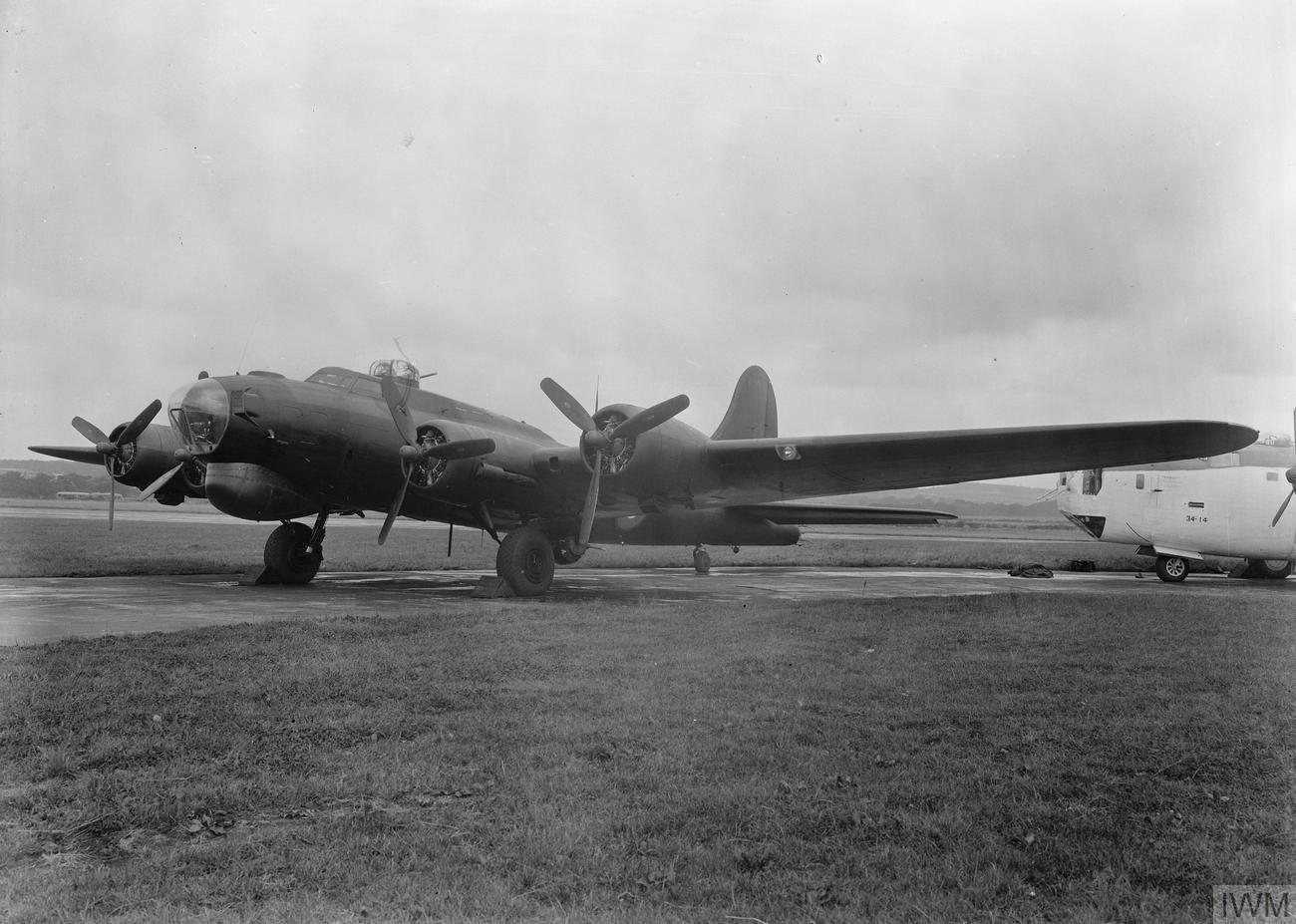
Avión de contramedidas del 214 Sqn de la RAF en su base de Prestwick.

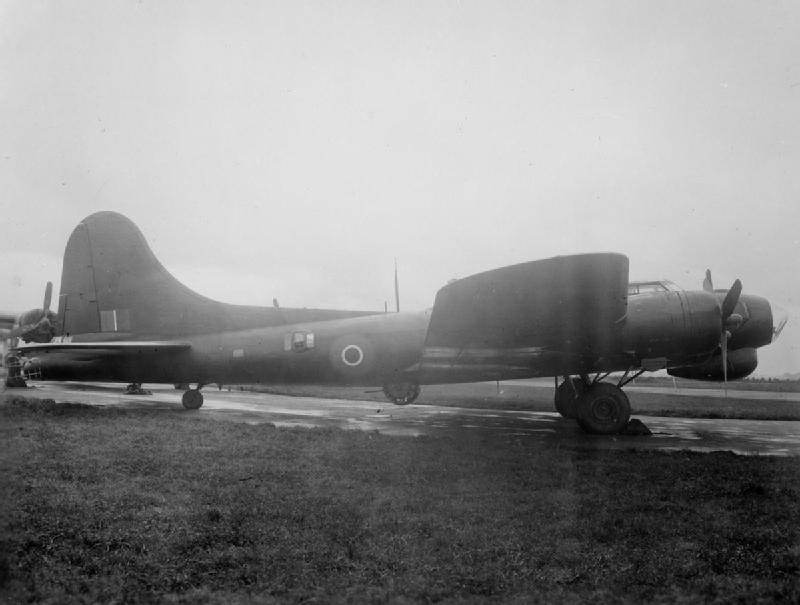
B-17 con los equipos electrónicos: radar AN/APS15 radar debajo del morro, antenas ABC de interferencias de radio sobre el fuselaje y antenas Airborne Grocer de interferencia de radar en la cola.

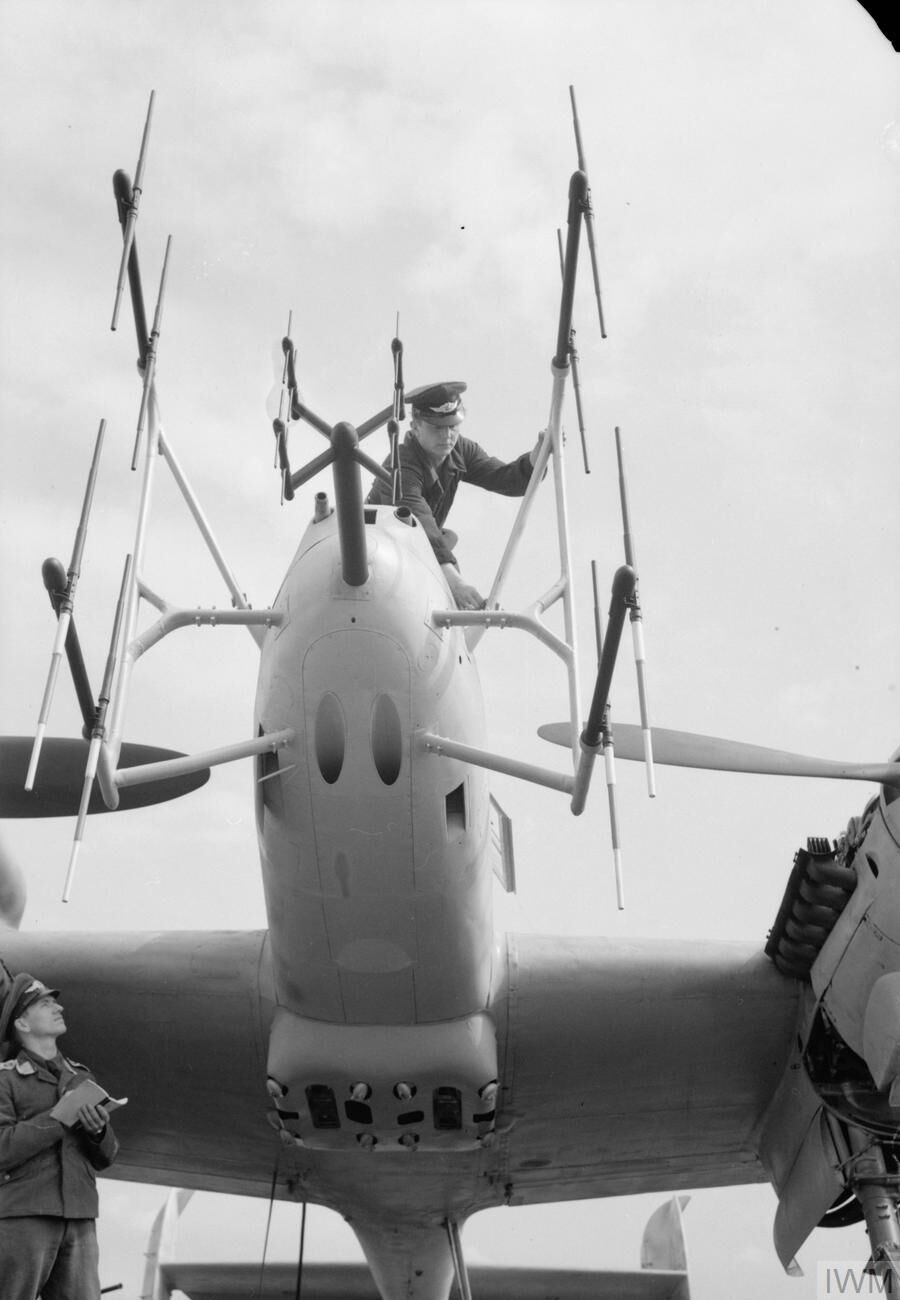
Radares de un Me 110 de la caza nocturna alemana.

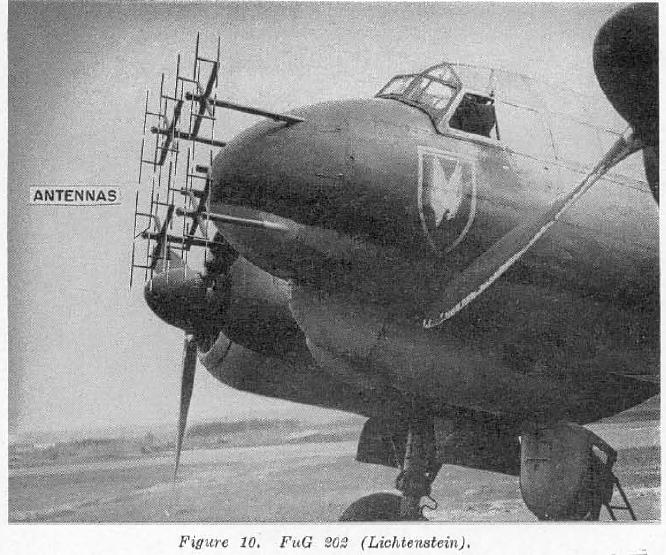
Radar Lichtenstein instalado en un Ju-88.

En diciembre de 1942 por primera vez la RAF desplegó su sistema Mandrel en un frente de 300 km para interferir y reducir el alcance del radar alemán de alerta temprana Freya. El equipo Piperack hacia lo mismo con el Lichtenstein de los cazas nocturnos. Por su parte las comunicaciones entre el control de tierra y los cazas nocturnos alemanes fueron interferidos con el dispositivo Tinsel. 
A mediados de 1943 los británicos ya disponían de la suficiente información sobre los diferentes sistemas de radar alemanes, tanto los empleados en tierra Freya y Würzburg como los Lichtenstein de la caza nocturna. Las contramedidas electrónicas aparecieron para reducir la efectividad del radar. Los ingleses crearon dispositivos de interferencia para sus aviones: Mandrel, Cigar, Piperack y Jostle. Mandrel era un bloqueador de señal de los radar Freya mientras que el sistema Airborne Grocer interfería el radar FuG 202 y 212. 
En 1943, los ingleses equiparon a sus bombarderos con el sistema Boozer, que detectaba las señales de los radares Liechtenstein, avisando a los pilotos de la presencia de un caza nocturno que se aproximaba. También instalaron en algunos cazas nocturnos Beaufighter el sistema Serrate, un receptor para detectar los pulsos del radar Lichtenstein. Los Beaufighter volaban muy lento junto a los bombarderos para engañar a los cazas nocturnos alemanes, y cuando estos se acercaban trataban de ponerse en su cola para derribarlos. El sistema Perfectos utilizaba la señal IFF de los cazas alemanes para revelar su posición. A su vez Moonshine distorsionaba la señal de retorno de modo que un solo avión podía parecer una formación y engañar así al enemigo.
El sistema ABC (Airborne Cigar) interfería las señales radio y fue sustituido por Jostle IV en 1944, que operaba en todo el espectro de bandas. Los ABC se transfirieron al 462 Squadron de la RAAF en 1945. 
Los alemanes pronto reaccionaron e introdujeron mejoras en el radar de sus cazas nocturnos. Ante el aumento de pérdidas de sus bombarderos los ingleses investigaron las señales radar alemanas pero no dieron con la solución hasta que el 13 de julio de 1944 un Ju-88 G1 aterrizó por error en Inglaterra, siendo capturado intacto y sin daños. El Ju-88 G-1 estaba equipado con los radares y equipos de radio de última generación y dio a los ingleses la información que necesitaban.
Tras muchos meses de discusión en 1943 los aliados empezaron a usar en sus bombarderos equipos de interferencias y las nuevas técnicas Window (chaff) para confundir la señal del radar alemán. Fue usado por primera vez en la incursión de 2 de agosto de 1943 sobre Hamburgo. Fueron lanzados 2 millones de tiras de 30 x 1,5cm. En el primer ataque la RAF  perdió 12 aviones, según las estadísticas se deberían haber perdido 50 aviones. En diciembre la 8.ª Fuerza Aérea también empezó a usar Window. Al final del año 1943, los bombarderos americanos utilizaban ya masivamente perturbadores activos y pasivos en sus misiones sobre Alemania. 
En noviembre de 1944 más del 50 % de la 8.ª Fuerza Aérea estaba equipada con “perturbadores”, esto es equipos electrónicos y 50 kilogramos de “chaff”. Con un equipo similar volaban los Stirling, Halifax y Lancaster de la RAF. Se cree que ayudaron a reducir los derribos logrados por la artillería antiaérea alemana, dirigida por radar.
Sin embargo la mayor parte de las acciones fueron de guerra electrónica y apenas hay acciones organizadas de los aviones contra los radares o artillería antiaérea enemigos, como fue el caso puntual de los ataques de la Luftwaffe contra las estaciones de radar inglesas en 1940. 
Se empleó la artillería y ataques de bombarderos pesados contra la artillería antiaérea alemana en las grandes operaciones aerotransportadas (Market Garden, Varsity), pero sin gran éxito.
Los británicos emplearon en las grandes operaciones la artillería contra los radares y emplazamientos de artillería antiaérea, así en el Día D la artillería naval británica destruyó las antenas del radar de Douvres, que después fue tomado por los Royal Marines tras una dura lucha. 
En el ejército británico se conocieron estas misiones como Apple Pie. La misión más grande tuvo lugar en marzo de 1945 cuando la artillería del XII Cuerpo Británico bombardeó la defensa aérea alemana en apoyo de la Operación Varsity. Se dispararon 24 000 proyectiles en 22 minutos contra unos 100 objetivos pero fue un fracaso debido a datos inexactos y potencia de fuego insuficiente. 
Durante Market Garden los P-47 Thunderbolt atacaron posiciones antiaéreas alemanas para proteger a los aviones que llevaban a los paracaidistas. En Market Garden los aliados reclamaron la destrucción de 118 posiciones antiaéreas y daños en otras 127, pero perdieron 104 aviones derribados por los artilleros alemanes. En la Operación Market Garden había 112 objetivos fotografiados que amenazarían el ataque. Se enviaron bombarderos para atacar los objetivos. Cuatro grupos de P-47 de la 8.ª TAF suprimieron la artillería antiaérea en la ruta de aproximación por el sur y cuatro de la 9.ª TAF suprimieron la artillería durante la operación. En total 59 posiciones de artillería antiaérea fueron destruidas y 80 resultaron dañadas. El mal tiempo obligó a los P-47 a volar bajo y 16 fueron derribados. Solo el primer día de la operación fue un éxito en cuanto a supresión de defensas aéreas. 
En el Pacífico los americanos destinaban los B-25J del 499th Squadron de la 20th Air Force para trabajar en equipo, un avión localizaba el radar y guiaba a los otros para destruir estaciones de radar de los japoneses. En Europa se volaron misiones similares empleando los P-38. Los Beaufighter del Costal Command tenían secciones especializadas en atacar los barcos antiaéreos de los convoyes alemanes.
La mayor parte de proyectos que implicaban ataque deliberado a los radares no llegó a probarse en combate: Abdullah (RAF) probado por el 1320 Special Duty Flight, Perfectos (USAAF), Hookah (RAF) o la bomba guiada BV-246 Hagelkorn (Luftwaffe). El Abdullah suponía usar un Hawker Typhoon equipado con detector de radar, para que una vez localizado el radar lo marcará a otros Typhoon para su destrucción. EE. UU. creó la bomba guida Moth, basada en la Mk7 Pelican de la US Navy. La US Navy cedió el proyecto a la USAAF, que quería emplear la bomba contra los radares alemanes. El arma guiada BV-246 alemana fue rediseñada a principios de 1945 como un primitivo misil antiradar, utilizando el buscador pasivo Radieschen para localizar los transmisores de radar, pero nunca se utilizaron operativamente.
Para descartar la ubicación exacta del desembarco del 6 de junio de 1944 los aliados atacaron todos los radares desde Bélgica hasta St Malo. Había 26 estaciones costeras, 24 estaciones de control de combate en el interior y 12 estaciones de control de combate nocturno. Todos fueron localizados por fotografía aérea. En Normandía se exigió la destrucción total de todas las estaciones de radar.
La Luftwaffe también empleó contramedidas. Para combatir los radares británicos se emplearon equipos Garmisch-Partenkirchen que creaban objetivos aéreos falsos en los radares ingleses. Estos equipos de interferencia en 1942 se instalaron en varios Heinkel He 111. Se pensó en atacar las estaciones de radar mediante equipos que guiaran aviones Me-110 contra ellos pero se desistió. En 1942 se emplearon estaciones de interferencia Karl contra los equipos de comunicación de las fuerzas que defendían Malta.
Después de Hamburgo la Luftwaffe fue autorizada a utilizar Düppel (el nombre alemán para el Chaff) durante una incursión nocturna sobre Inglaterra en octubre de 1943. En las incursiones de 1943 y la Operación Steinbock entre febrero y mayo de 1944 el empleo de Düppel permitió a los bombarderos alemanes volar sobre Londres. Sin embargo el pequeño número de bombarderos en relación con la gran fuerza de cazas nocturnos le quitó efectividad. 
A los alemanes les fue mejor durante el ataque aéreo a Bari el 2 de diciembre de 1943, cuando los radares aliados si que fueron engañados por el Düppel. Los aliados y alemanes se enzarzaron hasta el final en una guerra electrónica que cambiaba de semana en semana, cambiando quien llevaba ventaja con frecuencia. Desde diciembre de 1943 la caza nocturna empleó el sistema Flensburg, que informaba a los pilotos cuando un radar enemigo los había detectado. 
Los alemanes crearon varios equipos para interferir el radar y comunicaciones: Caruso, Breslau II, Karl II, etc. Otros equipos les permitieron localizar los bombarderos de la RAF gracias a las emisiones de sus equipos de radar o de sus equipos de Contramedidas. El FuG 530 NAXOS Z captaba las emisiones del radar H2S de los bombarderos a distancias de hasta 48 km. Los cazas equipados con Naxos Z podían encontrar a los bombarderos gracias a las emisiones del radar de ayuda a la navegación H2S sin necesitar las indicaciones de los controladores de tierra. Incorporado a los cazas nocturnos en septiembre de 1943 no era capaz de detectar aviones individualmente, pero detectaba el grueso de una formación.
El Flensburg detectaba las señales del dispositivo de alerta radar Mónica montado en la cola de los bombarderos ingleses. Caruso y Starnberg eran equipos de interferencia electrónica compactos, instalados en bombarderos alemanes. A finales de 1944 entró en funcionamiento una red de estaciones para interferir la comunicación de los aliados, Karl II.

#### Pacífico
Cuando la guerra comenzó en el Pacífico los japoneses carecían de radares de defensa aérea. En Singapur y Filipinas los japoneses capturaron equipos de radar. Basándose en ellos crearon sus propios equipos, lo cual no evitó que siguieran atrasados en el área de radares tres años con respecto a los aliados.
En el Pacífico el radar de defensa aérea era fundamental ya que permitía a los portaviones detectar el enemigo con suficiente antelación para organizar una defensa efectiva. Los portaviones americanos contaban con radar, los japoneses no y en Midway esto les costó perder cuatro portaviones. Lo mismo sucedía en los aeródromos situados en las numerosas islas. La falta de alerta temprana hizo que muchas veces los aviones japoneses fueran sorprendidos en el suelo. Además el radar permitía un uso eficiente de los aviones, evitando mantener de modo constante en el aire patrullas de caza. En las operaciones de desembarco que se fueron sucediendo en 1943 y el principio de 1944, el radar era el primer equipo en llegar a las playas, con objeto de proporcionar alerta aérea frente a las incursiones japonesas. En Guadalcanal los americanos gracias al radar interceptaron las incursiones japonesas exprimiendo al máximo sus escasos cazas.

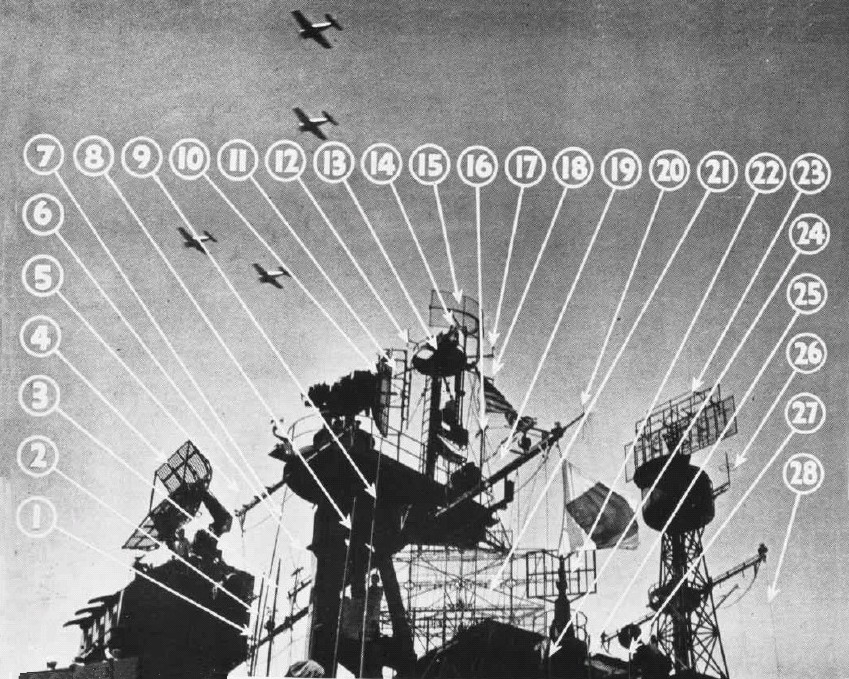
Equipos de Radar del portaviones Lexington, 1944.

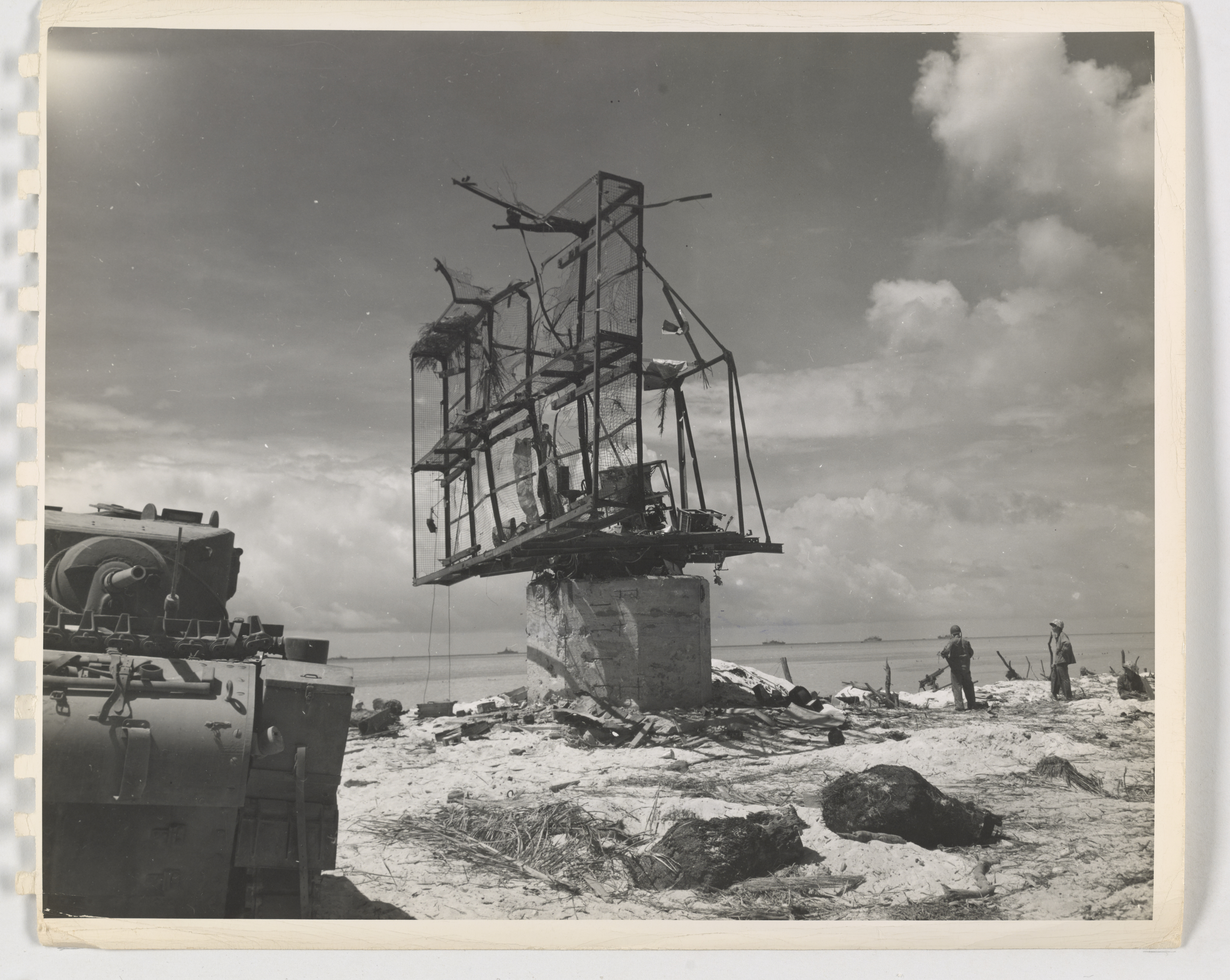
Equipo radar japonés destruido.

Los dos radares japoneses capturados en agosto de 1942 en Guadalcanal fueron una gran sorpresa para los militares estadounidenses. La respuesta fue el envío de equipos XARD de la US Navy y SCR-587 del ejército al Pacífico. El XARD era lo suficientemente pequeño para ser instalado en un bombardero B-17E que desde Espíritu Santo sobrevoló en octubre de 1942 las islas Salomón buscando infructuosamente señales de radar japonés.
En 1942 la USAAF ya había empezado en Boca Ratón un curso de 90 días para operadores de equipos electrónicos bajo el término en clave RAVEN, relacionado con los cuervos que roban cosas audazmente. Sin embargo el término Hurón por parte del personal implicado hizo que FERRET se convirtiera en la identidad no oficial de todos los operadores. Las fotos aéreas de la isla de Kiska descubrieron dos unidades de radar japonesas. Como no se sabía nada de los radares japoneses se modificó un bombardero Consolidated B-24D Liberator, número 41-23941, que fue entregado al Wright Field Radio Research Laboratory en julio de 1942. Al avión se le instalaron equipos SCR-587 para volar en misiones secreta ELINT en Kiska con graduados y equipos del programa Raven. El avión operó en Aleutianas en 1943 y sus tripulantes establecieron el mapa electrónico. Fue el principio de la conversión de varios B-17 y B-24 que operaron en Europa y el Pacífico. En el Pacífico los B-24 Ferret del 868.º Escuadrón de Bombarderos de la 13.ª Fuerza Aérea estaban equipados con detectores de radar y contramedidas. Estos aviones volaron tanto misiones de interferencia del radar japonés para proteger a otros aviones como hacían incursiones en solitario para realizar un mapa electrónico del despliegue japonés y así evaluar rutas de aproximación para futuros ataques. La US Navy y USAAF modificaron otros aviones sobre el terreno, añadiendo equipos de interferencias y localización de emisiones radar a diversos aviones, pero nunca fueron tan efectivos como los Ferret transformados en Estados Unidos.
La Sección 22 se creó con personal de la USAAF, US Navy, la Commonwealth y los Países Bajos para tener una organización permanente cuya misión era comprender el uso del radar por parte de Japón y desarrollar contramedidas. Utilizaron equipo capturado, propio e interceptación de señales desde plataformas aéreas, terrestres y navales. A los aliados no les preocupaba tanto la amenaza de la artillería antiaérea como el hecho de que los japoneses supieran que venían ataques y no se pudiera aprovechar se el factor sorpresa. Debían localizarse las estaciones de radar japonesas y si era posible destruirlas. Se instalaron equipos australianos SN-2 o americanos Hallicrafter S-27 en aviones y así desde mayo de 1943 el 380th Bomb Group comenzó a volar misiones Ferret. Inicialmente se instaló en los B–24D estanterías, cableado y antenas para poder instalar cuando fuera necesario equipos que serían operados por los miembros de e la sección 22. Así se creó la Field Unit 6 asociado a la 5ª Fuerza Aérea, que comenzó a trabajar con el 380th
BG. Cuando el 868th Bomb Squadron llegó al Pacífico en enero de 1944 uno de sus B-24 sufrió la misma conversión sobre el terreno  recibiendo detector de radar AN/ARC-1 cuando volaba misiones Ferret. En septiembre de 1944 dos B-24 convertidos en Ferret en EE UU. (Ferret VII y VIII) fueron asignados a la 5.ª Fuerza Aérea, quedando bajo el control de la Sección 22. En 1945 llegarían para reemplazarlos  desde EEUU dos B-24J modificados, Ferret X y XI. Los aviones recién llegados ayudaron a detectar los radares Type 11 y Type 12 de Rabaul y ayudaron en los ataques de la Fifth Air y US Navy. El ataque a los radares de Rabaul comenzó en mayo, con la mitad de ellos fuera de servicio para agosto. Ferret VIII además voló misiones localizando radares en Timor, Ambon y oeste de Nueva Guinea. Los aviones fueron actualizandos de modo continuo con nuevos equipos e informes enviados a EEUU para la mejora de los aviones Ferret y sus equipos.
Además se hizo evidente que destruir las estaciones de radar debía ser el objetivo de la misión, hasta entonces se hacía si existía la oportunidad. La US Navy estaba trabajando en cómo modificar un F6F Hellcat para la misión pero iba muy retrasada. Por ello se modificó sobre el terreno en octubre de 1944 el B-25J, s/n 43-27983 Beautiful Ohio, del 100th Bomb Squadron del 42nd Bomber Group instalandole un receptor de radar AN/APR-4 y analizador de pulsos AN/APA-11. Entre noviembre y diciembre el avión voló 10 misiones para localizar radares en la estregica isla de Halmahera. En diciembre se atacó Halmahera con 11 A-20, 24 B–25 y 12 P-38. El B–25 Ferret apoyó el ataque  destruyendo una hora antes del ataque la estación de radar de Cabo Petak, a 45 kilómetros del objetivo. El B-25 marcó la dirección a otros dos bombarderos B-25 que lanzaron bombas y ametrallaron el radar durante 50 minutos. El radar de Cabo Noesanive fue atacado el 14 de diciembre por 6 B–25 y el de Cabo Petak fue atacado otra vez el día siguiente. Con la misión cumplida el B-25  Ferret fue asignado a la zona de la isla de Ceram. En 1945 se hizo lo mismo con un B-24L que fue equipado con receptores AN/APR-4, analizador de pulso AN/APA-11 y cámaras K-17 y K-20. Los B-25J del 499th Squadron de la 20th Air Force trabajaban en equipo, el avión Ferret localizaba el radar y guiaba a los otros para destruir estaciones de radar de los japoneses. Se utilizaron también aviones y equipos de reconocimiento para fotografiar los objetivos. Actuaron inicialmente en Nueva Guinea, Borneo y Java en 1944 y luego en Filipinas y la costa de China. Destruyeron ocho radares y se realizaron fotos de los ataques. Con el tiempo se fueron empleando nuevos equipos AN/APR-1, AN/APA-6 y AN/SPA-1 que se iban recibiendo de EEUU. La Sección 22 ubicó 30 radares japoneses entre noviembre de 1944 y marzo de 1945, el 90% del total localizado. El mapa electrónico de la cobertura radar ayudó a reducir las pérdidas de bombarderos en los ataques contra bases aéreas, puertos y refinerías.
Los japoneses tomaron desde el principio medidas para dificultar su localización. El camuflaje dificultaba la localización precisa de los radares. Las antenas estaban ocultas por hojas de palmera e incluso instalaron las antenas en los árboles. La señal electrónica no permitía una ubicación precisa y eran necesarias fotografías para la ubicación exacta y el ataque. Gracias a este procedimiento los P-70 Havoc y P-38 atacaron radares en Rabaul en tres ocasiones entre enero y marzo de 1944. Los B-24J Ferret participaron en el ataque a Soerabaja el 24 de abril de 1944 con sus equipos de interferencias y lanzando Window para bloquear los reflectores y los radares de control de disparo de los antiaéreos. La noche del 2 de noviembre de 1944 se localizó una estación radar al este de Mindanao. En el vuelo de regreso se detectó un radar Tipo 13 en la isla de Sibago. Se tomaron fotografías pero cuando regresaron para atacar no se logró dar con en el radar.

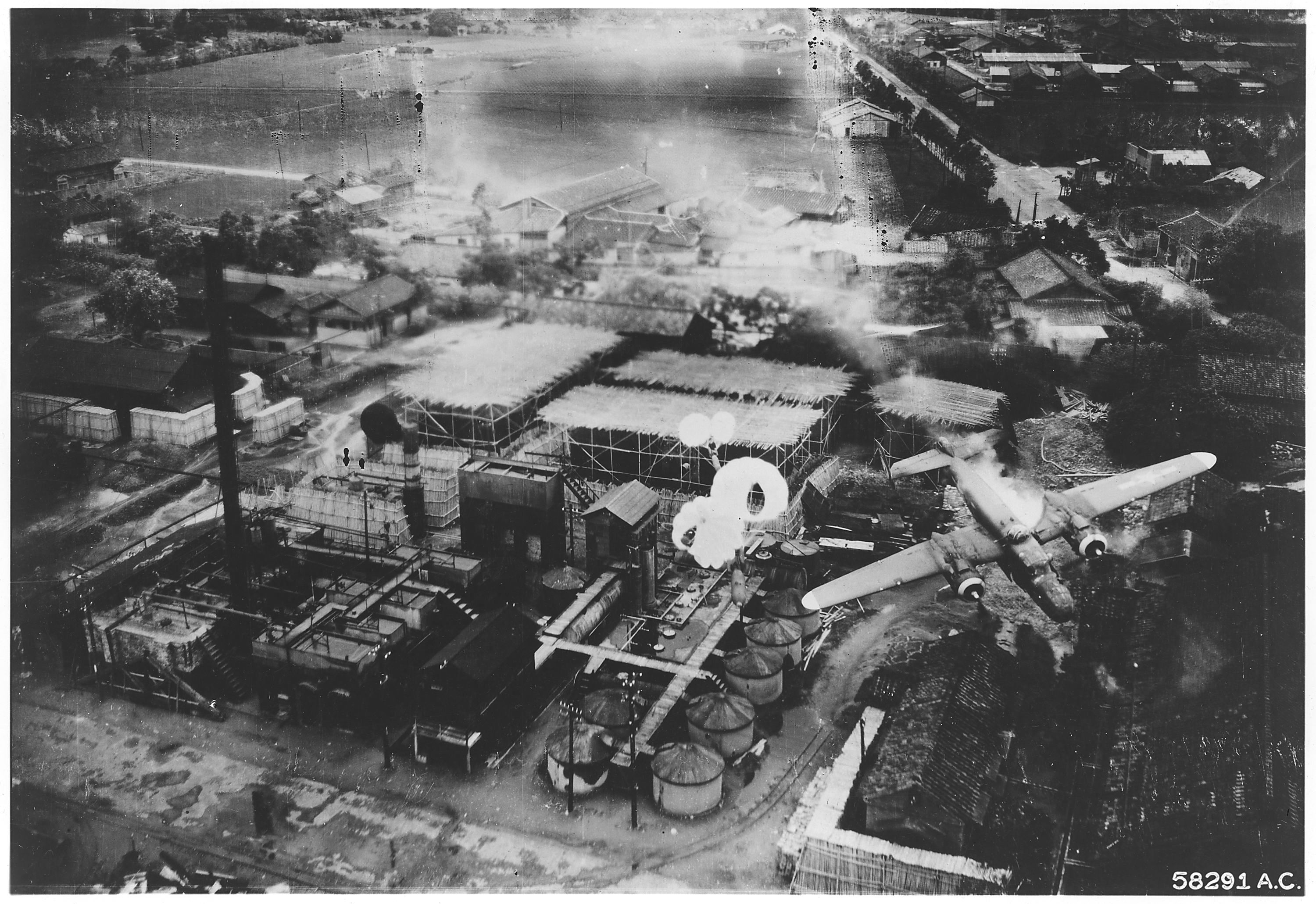
Una típica misión de ataque a baja altura de los B-25 en el Pacífico.

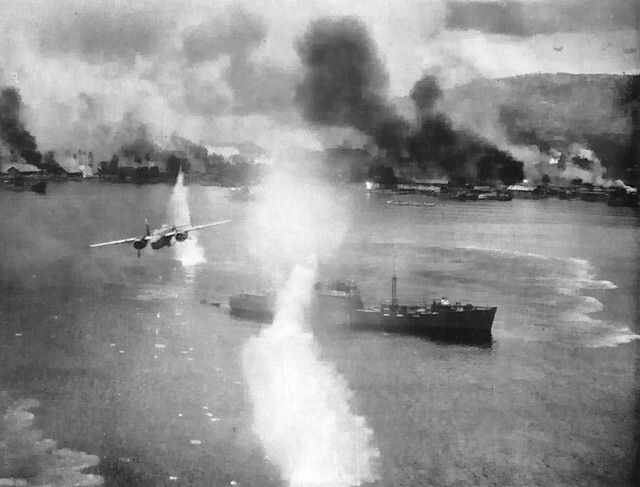
Ataque sobre Rabaul.

El B–25 Ferret realizó 28 misiones desde su nueva base, que incluyeron 12 ataques contra estaciones de radar. El 28 de diciembre junto a otros B-25 atacó el radar de la isla de Laoet para facilitar el ataque contra las islas de Ambon y Haroekoe. Se lanzaron bombas de fragmentación cada 15 minutos para asegurar que el radar no se usara. En febrero de 1945 el mismo patrón se empleó contra la estación de radar de Boela, ya atacada previamente 6 veces. Los japoneses dejaron de emitir para evitar ser localizados. Los japoneses comenzaron a reconocer los Ferret y comenzaron a apagar los radares para dificultar la triangulación. Aun así se detectaron radares en las islas Ceram, Banda y Ambelau. Junto con los datos de reconocimiento terrestre, se pudieron localizar y destruir radares.
La última misión del B-25 Ferret fue el 16 de febrero de 1945 apoyando a 24 B-25 en su ataque a Kendari. Se validó el plan de ataque mapeando la cobertura de los radares japoneses para determinar rutas seguras a baja altura. El éxito no cayó en saco roto y en cuanto le fue posible la Sección 22 convirtió el B-25D Dirty Dora II para la 5ª Fuerza Aérea. El avión fue basado en Filipinas y desde febrero de 1945 voló misiones antirradar.
La extensión de la zona de operaciones a cubrir obligó a seguir el mismo enfoque de aviones convertidos sobre el terreno que ejercían de bombarderos o Ferret según la ocasión. Algunos B-24 del 868th BS de la 13th Air Force fueron operados como Ferret por la Field Unit 13 de la Section 22. La 13.ª Fuerza Aérea fue la usaría del B–24L Ferret, s/n 44-41464, que operó junto al 868th BS. Entre marzo y abril de 1945 realizó 6 misiones en el estrecho de Makassar, Mindanao y las islas Halmahera y
Ceram. Su alcance era una gran mejora respecto al B-25. En las misiones se confirmaron estaciones de radar. El ataque sobre el radar de Boela fracasó debido a las nubes. También se atacó el radar de Donggala. Las misiones Ferret del 868th detectaron en 1945 varios radares japoneses Type 12, Type 13 Type 11-Mod.2. Alguno fue atacado.
La US Navy también instaló equipos de detección de emisiones radar e interferencias en aviones de patrulla. Además de radares terrestres también detectaban radares de buques y aviones, lo cual era aprovechado para localizar y atacar convoyes durante la noche, e incluso aviones de patrulla japoneses equipados con radar. Sin embargo el rendimiento de los aviones modificados sobre el terreno siempre fue menor al de los Ferret convertidos en Estados Unidos. En diciembre de 1942 se creó Cast Mike #1, un pequeño grupo temporal de personal formado en el Naval Research Lab, que comenzó sus pruebas instalando un equipo XARD en un PBY-5A del escuadrón VP-72 en las islas Salomón. Después de un par de meses sin detectar ningún radar se instaló un AN/ARC-1 y a partir de entonces se comenzó a tener éxito. En febrero de 1944 se retomaron los esfuerzos y el escuadrón VP-104 convirtió uno de sus Consolidated PB4Y-1, volando unas 20 misiones Ferret sobre Truk, islas Carolinas y Nueva Bretaña. En julio de 1944 los PB4Y-1 del escuadrón VPB-116 fueron destinados a Enewetok, tres se equiparon con receptores de señal radar. Para agosto de 1944 13 de los 18 escuadrones de patrulla basados en tierra tenían aviones con equipos AN/APR-1, AN/APA-6, antenas de dirección y equipos de interferencias AN/APT-1. En octubre se autorizó que 3 aviones en cada escuadrón estuvieran permanentemente asignados a la misión. Buscando un avión más especializado en abril de 1944 dos PBY Catalina fueron transformados en Australia en Ferret equipadolos con AN/ARC-1. Quedaron bajo control de la Section 22 y operaron sobre Nueva Guinea, Halmaheras y Filipinas empotrados en escuadrones como el VP-33, VP-34 y VP-71. La Field Unit 3 y Field Unit 11 se encargaron de dar apoyo por parte de la Section 22 a los escuadrones de la US Navy, proporcionando equipos y técnicos especialistas.
En otro enfoque de supresión de defensas aéreas los cazas de la US Navy fueron destinados a suprimir la artillería antiaérea de los barcos japoneses antes de los ataques de Helldiver y Avenger. Se atacaba en picado y desde distintas direcciones simultáneas, empleando bombas y ametralladoras.
Los japoneses emplearon también chaff para engañar la señal radar. Lo conocían como giman-shi y fue inventado por el teniente general de la Armada Sudo Hajime. Si primer uso rue contra los radares de control de disparo en las islas Salomón en 1943. En la batalla del Mar de Filipinas algunos cazas fueron engañados por el mismo método, gracias a un solitario bombardero Judy que lanzó chaff. La falta de aluminio limitó la producción y obligó a los japoneses a usarlo solo en pequeñas cantidades. Se autorizó a usarlo en grandes cantidades en la campaña de Okinawa, lo que facilitó los ataques kamikaze. Contra el radar centímetrico no era muy efectivo aunque si tuvo éxito contra el radar de la artillería antiaérea. En Guadalcanal los japoneses también hicieron algunas pruebas de interferencias, pero les faltaba el personal adecuado para poder hacerlo de manera continuada. En Nueva Guinea se aprovechó el perfil montañoso para evadir la detección del radar australiano. Pero cuando los australianos se dieron cuenta instalaron nuevos puestos radar en las montañas. Curiosamente en muchas otras ocasiones en la campaña del Pacífico se aprovecharon los puntos ciegos del radar para colarse los bombarderos japoneses y penetrar sin ser detectados. También se emplearon globos señuelos para engañar al radar.

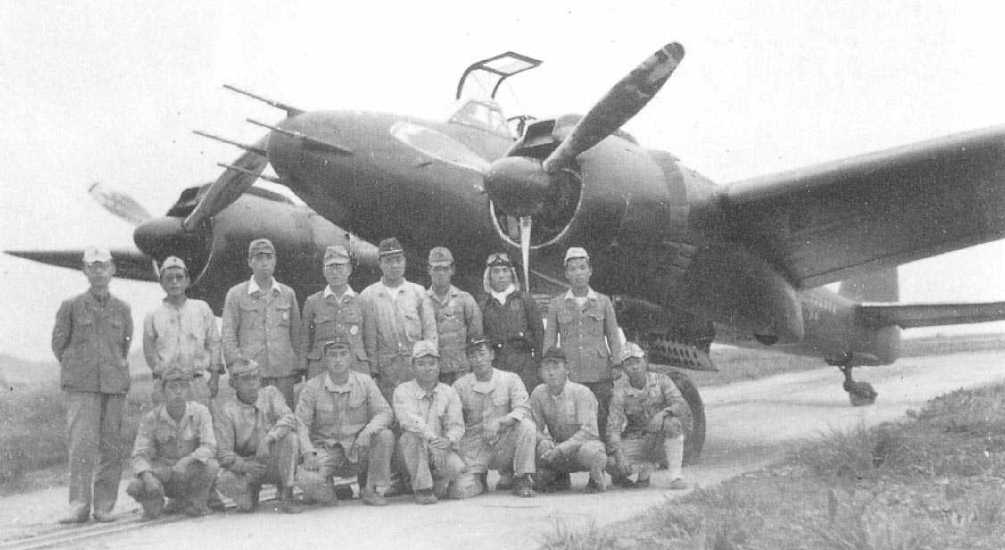
Caza nocturno Nakajima J1N. Puede verse el radar FD-2 en la sección frontal.

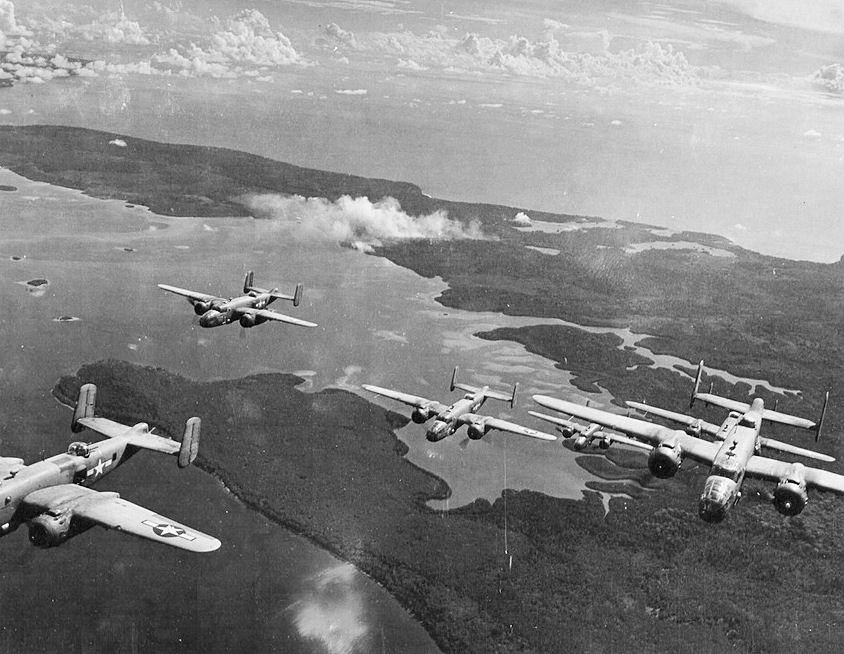
Bombarderos del 42nd BG de la 13.ª Fuerza Aérea.

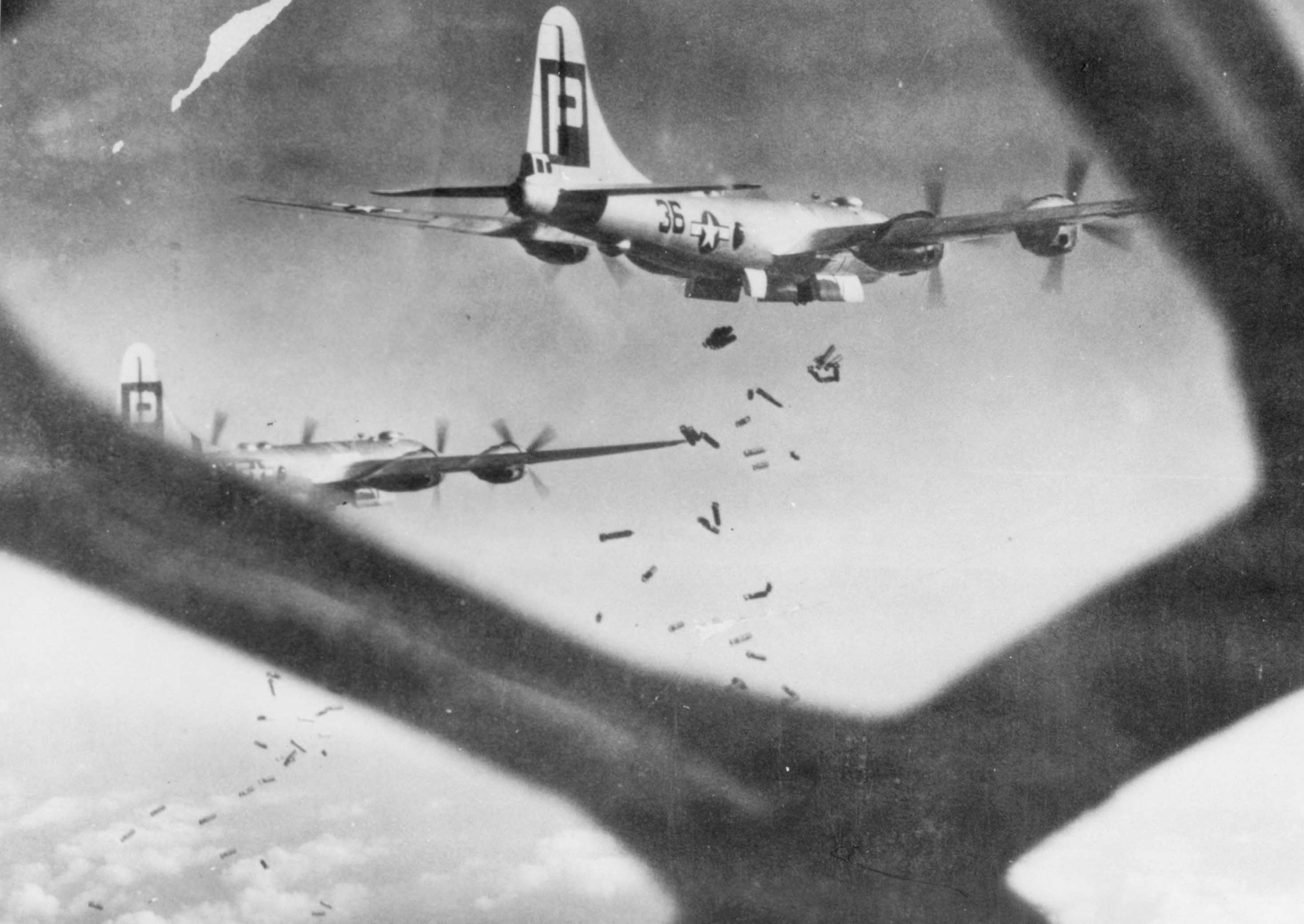
Bombarderos B-29 sobre Japón, julio de 1945.

Sobre Japón la defensa aérea japonesa no fue tan letal como la alemana. Los japoneses arrastraban graves limitaciones tecnológicas y de recursos. Les faltaba la capacidad de alerta temprana para detectar las incursiones y posicionar cazas a tiempo. Eso fue principalmente una cuestión de limitaciones de radar y la eliminación de los barcos de vigilancia por parte de los estadounidenses empeoró la situación. En caza nocturna los japoneses carecían de un radar aerotransportado comparable al aliado o alemán para ser realmente efectivos. La desorganización del sistema de defensa aérea de Japón supuso además que los contactos detectados por los radares terrestres rara vez se transmitían a los pilotos. Además, la mayoría de las estaciones de radar apuntaban hacia el mar y no cubrían las ciudades atacadas. Por ello los cazas nocturnos japoneses andaban a ciegas. Apenas hubo cazas nocturnos equipados con radar. El Ejército y la Armada Imperial Japonesa tenían estaciones de radar, algunas capaces de detectar B-29 volando a gran altitud hasta a 300 km de distancia. Sin embargo, la rivalidad interna y la mala coordinación minaron la eficacia de la defensa aérea. Las contramedidas electrónicas de los bombarderos ayudaron a cegar los radares japoneses, desactivando la artillería antiaérea y los reflectores. El efecto de las interferencias aliada fue de tal magnitud que desde mayo de 1945 ya fue imposible para los antiaéreos japoneses disparar a menos que tuvieran seguimiento visual. Por la noche eso suponía confiar en los reflectores, que a su vez tenían muchos problemas para encontrar objetivos debido a la interferencia electrónica en su frecuencia de 200 megaciclos.
El B-29 a diferencia de los aviones anteriores se entregaba de fábrica con el espacio y el cableado 
necesarios para la instalación de equipos ECM. A pesar de ello el equipo ECM estaba colocado de forma incómoda e imposible de reparar en vuelo. Las lecciones de la campaña europea se tuvieron en cuenta y uno de cada cuatro B-29 llevaba un equipo APR-4, operado por un graduado de las s cursos Raven. Unos pocos aviones llevaban equipos ARR-5. Así fue como se comenzaron a detectar las señales de los radares Taichi-6 de alerta temprana y de los radares de control de disparo. El 7 de abril de 1945 la incursión de B-29 empleó 247 aparatos APT-1 y APQ-2 de interferencias, unido al lanzamiento de chaff. Los radares japoneses fueron totalmente anulados. Los siguientes ataques incrementaron el número de aparatos de interferencias empleados. A ello se unió la aparición de la figura del avión Angel de la Guardia o Puercoespín, especializado en interferencias. El trabajo del Puercoespín era volar delante del resto de los bombarderos y dar vueltas cerca del objetivo, haciendo interferencia activa y también tirando chaff para cegar los radares japoneses de alerta temprana y de dirección de artillería. Cada escuadrón debía equipar un B-29 con equipo adicional de interferencias. Además del receptor de búsqueda normal y los tres transmisores de interferencia que llevaba el avión con operador ECM, el Puercoespín llevaba de diez a quince interferidores en la bodega de bombas. El ataque a Kure del 1 de julio fue el primer uso operativo de los B-29 Ángel Guardian. Esa noche, cuatro de ellos volaron órbitas sobre el objetivo durante 90 minutos y ningún bombardero sufrió daños por fuego antiaéreo. El éxito se repitió en otras misiones. Era obvio que la combinación de chaff e interferencia generalizada por parte de los bombarderos, unida a la capacidad de los B-29 de escolta ECM para interferir tuvo un impacto severo en el sistema de radar japonés. La eficacia del fuego antiaéreo japonés cayó en picado. En la US Navy en abril de 1945 el USS Enterprise comenzó a embarcar aviones Avenger especializados en interferencias. Al final de la guerra llegaron al Pacífico equipos ARQ-8 Dinamate, con el doble de potencia de salida que el APT-1.

### Corea

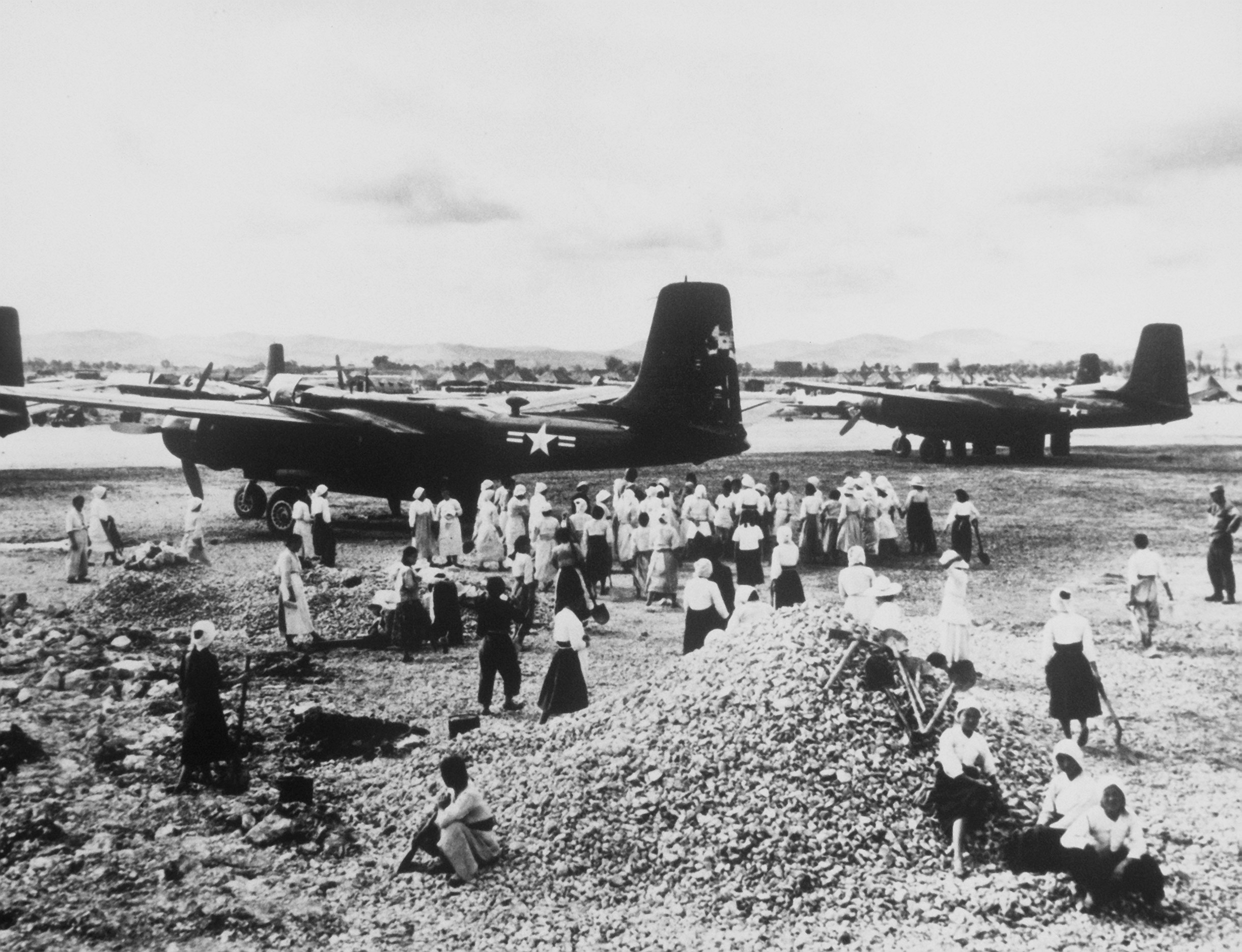
Aviones Douglas RB-26C Invader del 67th Tactical Reconnaissance Wing en Corea, 1951.

En Corea se emplearon las mismas tácticas de la Segunda Guerra Mundial para suprimir la defensa aérea enemiga: empleo de poder de fuego y ataque directo. Afortunadamente para la USAF en 1947 se creó el Electronic Warfare Officer Course en la base de McGuire para asegurar que no se perdían las lecciones duramente aprendidas durante la guerra, que serían luego aplicadas en Corea. Se sabe que se usaron por parte de la USAF con éxito en Corea los aviones B-29, B-25 y B-26 como aviones de reconocimiento electrónico (ESM) y perturbadores (ECM). 
La US Navy también realizó las mismas misiones adaptando sus aviones. En 1951 se decidió empezar a montar equipos APA-24 de detección de señales radar en aviones B-26. El B-29 era ya conocido como el “puerco espín” por las numerosas antenas de sus equipos de interferencias. Los B-26 de la 67th Tactical Reconnaissance Wing de la USAF equipados con sensores APA-24 localizaban radares enemigos y dirigían a otros aviones contra las posiciones de la defensa aérea coreana. Los RB-50 y Skyraider modificados también se dedicaron a localizar radares durante la guerra. Los AD-2Q, AD-3Q y AD-4Q de los escuadrones VC-33 y VC-35 de la US Navy y Marines volaron misiones de combate en Corea. Sus equipos de vigilancia electrónica pronto fueron complementados por otros de interferencia.

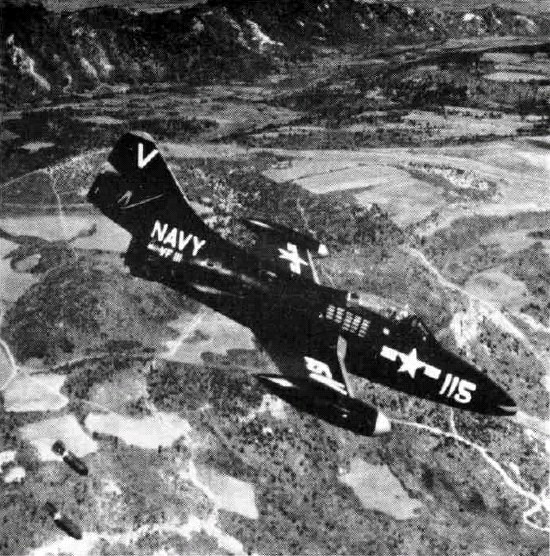
Grumman F9F-2 Panther en Corea, 1951.

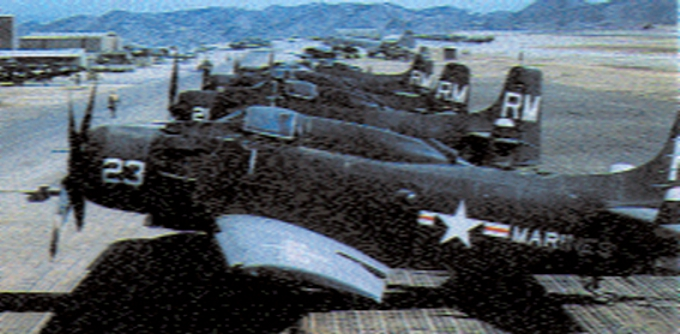
Aviones AD-4W de guerra electrónica, basados en Pohang en 1952.

A medida que avanzaba la guerra la potencia de la artillería antiaérea norcoreana y china aumentó y se hizo cada vez más intensa y precisa. Las armas iban desde ametralladoras de 12,7 mm hasta cañones de 85 y 100 mm.. 
No solo se defendían objetivos importantes sino que en las líneas del frente también había piezas de artillería antiaérea para contrarrestar el poder aéreo americano. Los chinos habían aprendido en la guerra civil lo importante que era contar con armas antiaéreas para defender las tropas del frente de ataques aéreos. Según China para el final de la guerra protegiendo el frente contaba con 5 divisiones de artillería antiaérea (61.ª, 62.ª, 63.ª, 64.ª y 65.ª), 21 regimentos y 64 batallones independientes. 
La URSS suministró a las unidades antiaéreas chinas docenas de efectivos cañones antiaéreos de 37 mm. Modelo 1939 (61-K), que reemplazaron a los de 20 y 25 mm. japoneses empleados hasta entonces. Chinos y norcoreanos además crearon objetivos falsos para atraer a los aviones americanos a trampas. Los ataques aéreos a baja altura se volvieron peligrosos para los americanos, lo cual obligó a revisar las tácticas de los cazabombarderos. Se incluyeron en las misiones aviones que debían atacar la artillería antiaérea, los de los Marines por ejemplo empleaban bombas de fragmentación lanzadas a gran altura y cuyas espoletas debían activarse a 50-100 pies. 
La táctica de los F-80 de la USAF era atacar a unos 6000 pies, con relativa seguridad, y en caso de formaciones grandes de aviones la primera sección llevaba bombas para atacar la artillería antiaérea. Los F9F de la Armada fueron muy efectivos en misiones de supresión de defensa aérea, ya que atacaban las posiciones de antiaérea con bombas de racimo y sus cuatro cañones de 20 mm.. Cuando los Corsair y Skyraider atacaban, los Panther les cubrian mediante ataques en picado. En 1952 la mitad de las misiones de los F9F fueron de supresión de defensa. 
La defensa aérea norcoreana además contaba en objetivos importantes con cañones y reflectores dirigidos por radar que amenazaban a los B-29. Por ello siguiendo las lecciones de la guerra anterior para los ataques nocturnos la USAF equipó a sus escuadrillas de B-29 con dispositivos de saturación electrónica para interferir las radios y los radares de guía y de artillería antiaérea de la defensa norcoreana. Se empleo chaff y perturbación electrónica por parte de los B-29, pero aun así el SAC mostró reticencias a emplear todo el potencial de contramedidas disponible por miedo a revelar las capacidades reales que se tenían en caso de ataque a la URSS. 
Además se asignaban B-26 y Corsairs para apoyar los ataques nocturnos de los B-29, suprimiendo los reflectores mediante el empleo de bombas de fragmentación. Por ejemplo seis B-26 llevaron a cabo una misión de supresión de artillería antiaérea en los ataques nocturnos de los B-29 contra la presa de Sinauju. Sus objetivos incluían la artillería y los reflectores, siendo muy efectivo el empleo de ametralladoras y bombas de racimo. 
En otro ejemplo de ataques diurnos 35 F9F-2 Panthers atacaron en 1952 las 44 baterías antiaéreas de 85 y 37 mm de la 87.ª ZAD que defendían la presa de Supjun. En los ataques nocturnos contra Supjun se instalaron dispositivos en 4 B-29 para interferir las radios y los radares de la defensa aérea, y se asignaron un escuadrón de B-26 Invader y otro de Corsair a la misión de atacar los reflectores. Para entonces los norcoreanos ya habían aprendido a camuflar sus reflectores y encenderlos en el último momento. Más éxito todavía tuvo el empleo de chaff para cubrir las misiones nocturnas de los B-29. Siguiendo tácticas empleadas con éxito pocos años antes aviones TB-25J de la USAF cegaban los radares con equipos de interferencias para que los B-26 atacarán las baterías antiaéreas y focos. 
En estas misiones Ferret de caza de radares los B-26 estaban equipados con equipos APA-24 para localizar los radares y los atacaban con cohetes y bombas, actuando con aviones TB-25J de interferencias en parejas Hunter-Killer. Los B-29 utilizaron los mismos equipos bloqueadores de radar de la Segunda Guerra Mundial contra los radares de control de fuego enemigos. La US Navy investigó convertir algunas de sus bombas guiadas ASM-N-2 Bat para atacar las defensas aéreas norcoreanas, pero la idea fracasó debido a que no se contaba con buscadores perfeccionados para guía. Los Marines crearon en 1952 en Corea su primer escuadrón de guerra electrónica, VMC-1, añadiendo sobre el terreno equipos APA-17 a sus AD-2Q Skyraider para reemplazar a otros equipos más viejos.
Tras la guerra de Corea las misiones SEAD se asignaron en la USAF al 9th Tactical Reconnaissance Squadron, que remplazó los B-26 por EB-47 y más tarde por RB-66 Destroyer. Una lección de Corea fue que los equipos de interferencias no se debían instalar en viejos aviones como los B-25, sino en otros más modernos que pudiera ir con los reactores de ataque. En la US Navy Bill Moran, un piloto que había servido en Corea y había experimentado lo que era estar al otro lado de las baterías antiaéreas dirigidas por radar, fue nombrado al final de la década de 1950 Experimental Officer en las instalaciones de China Lake. Moran impulsó la investigación de un arma que diera la capacidad operativa de responder a esos radares y así nacería el misil Shrike.

### Guerra Fría

#### Inicios amenaza SAM
Antes que nada hay que señalar que la Segunda Guerra Mundial supuso entre los aliados el nacimiento de dos conceptos de aviación. Por un lado una aviación táctica que golpeaba rápido, bajo y con relativa precisión, actuando conjuntamente con unidades terrestres y navales en el frente de batalla. Del otro lado una Fuerza Aérea distinta, que contaba con la capacidad de decidir sus propios objetivos, equipos y existía como rama independiente. Ambas evolucionaron después de 1945 basándose en las experiencias propias y misiones de combate vividas en la guerra. En EE. UU. se añadía además el arma aérea naval.

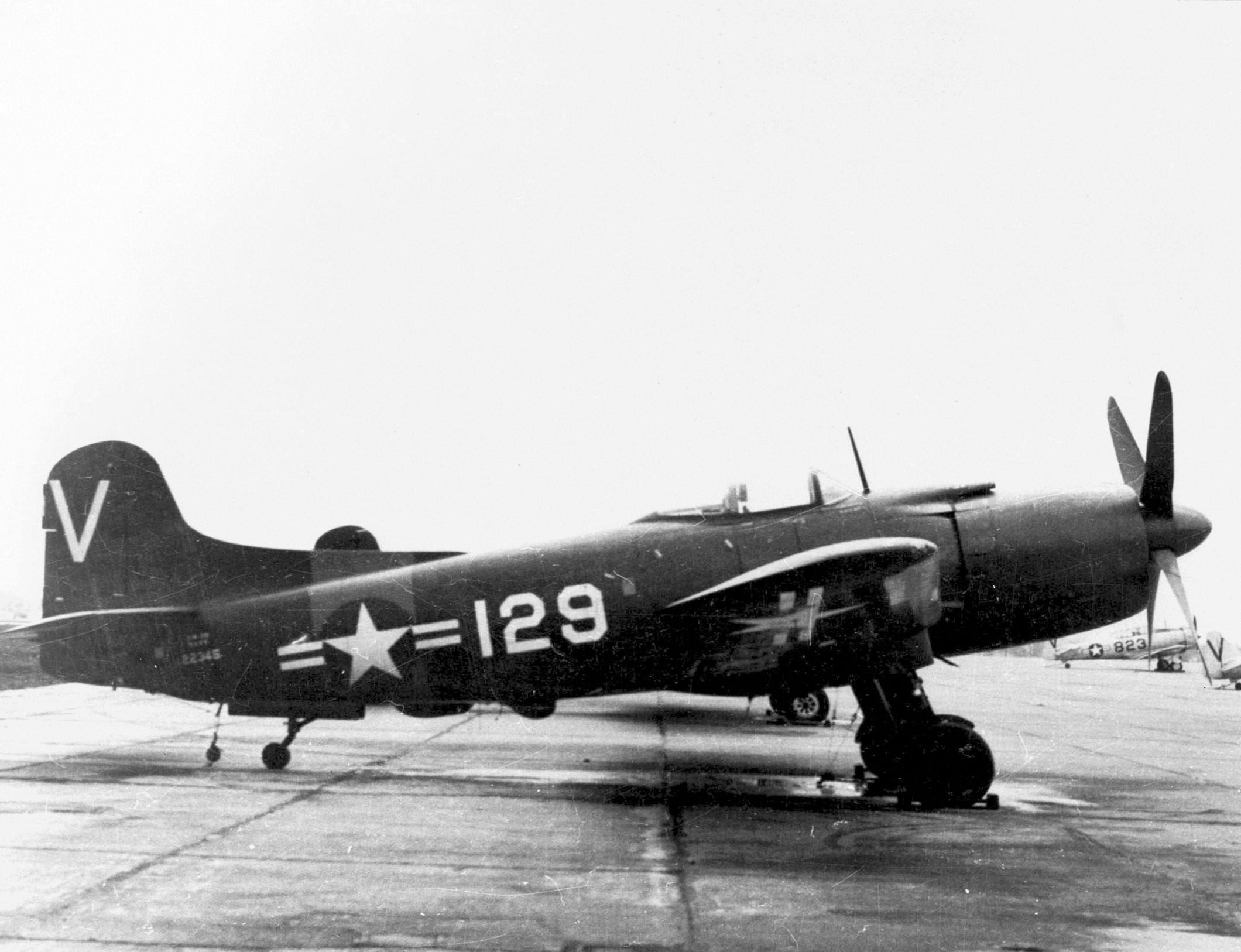
Martin AM-1Q Mauler, avión de guerra electrónica de la US Navy de inicios de la década de 1950. El depósito interno de combustible se reemplazó con un puesto para el operador y sus equipos de guerra electrónica.

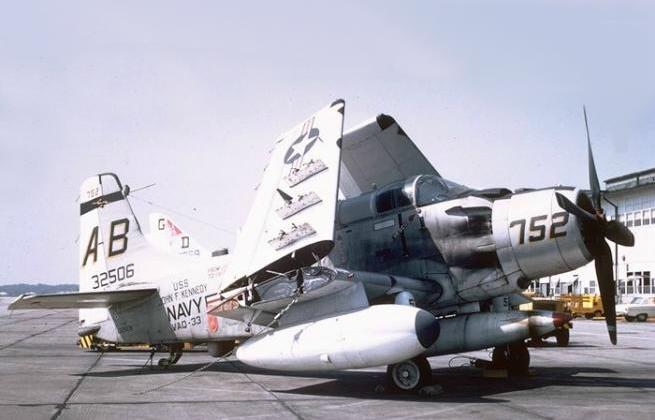
El Skyraider empleado por los escuadrones de ataque fue elegido para encargarse de la guerra electrónica en la US Navy, localizando e interfiriendo radares enemigos.

La US Navy sentía que necesitaba aviones de guerra electrónica y en 1947 encargó 18 Martin AM-1Q Mauler y 35 Douglas AD-1Q Skyraider para reemplazar a los TBM-3Q en esta misión. El Skyraider fue el avión elegido y se compraron otros 83 aviones AD-2Q, AD-3Q y AD-4Q que verían combate en Corea, interfiriendo los radares de dirección de tiro chinos y norcoreanos. 
Tras la guerra de Corea el número total de aviones Q en servicio bajó a unos 50 Skyraider. En 1956-57 se decidió recuperar la capacidad y se modificaron 55 AD-5N de ataque nocturno en aviones de guerra electrónica AD-5Q. Aun así cuando llegó la guerra de Vietnam solo se contaba con dos escuadrones de guerra electrónica, los VAW-13 and VAW-33. 
El avión está vez elegido para reforzar la capacidad de guerra electrónica fue el Douglas A-3 Skywarrior. Se encargó convertir 39 KA-3B cisternas en plataformas de interferencia EKA-3B, que entrarían en combate en 1967 y para 1969 ya habían reemplazado a los EA-1F.
La rama estratégica de la USAF era consciente de la importancia de la guerra electrónica y se ordenó al 46.° Escuadrón de Reconocimiento que equipara un RB-29 con equipo ELINT para misiones en la costa de Siberia a fines de 1946. Siguiendo la práctica contra Japón y Alemania debía trazarse un mapa electrónico para decidir las mejores rutas de ataque para los bombarderos y conocer la localización de los radares y asimismo los puntos débiles de la defensa aérea soviética. 
El primer avión RB-29 ELINT dedicado comenzó a volar misiones en 1947 desde Alaska y detectó la cadena de radares de alerta temprana soviéticos. El RB-29 se desplegó en Europa y voló varias misiones a lo largo de la frontera de Alemania Oriental. Con la tensión de la guerra fría la USAF creó el 324.º Escuadrón de Guerra Electrónica con RB-29 ELINT que volaban desde Okinawa, Alaska y Alemania Occidental. Ante la reticencia oficial de Washington a estas misiones sobre la URSS el SAC logró un acuerdo con la RAF. Personal de la RAF volaría aviones estadounidenses desde Reino Unido. Los datos de radar obtenidos se compartirían entre los dos países. Así algunos RB-45C de.la USAF desde otoño de 1951 volaron con tripulaciones de la RAF.
En la guerra de Corea los aviones de la USAF se encargaron de localizar radares rusos, chinos y norcoreanos. Otro país que recordaba la importancia de la guerra eléctronica era Inglaterra. La RAF recibió tres RB-29 ELINT que asignó al 192 Squadron de 1953 a 1957. El 192 y 199 Squadron colaboraron con los americanos volando misiones de reconocimiento electrónico sobre la URSS. En 1956 un B-29 ELINT de la RAF se envió a Malta para obtener información del sistema de defensa aérea egipcio antes de la incursión de Suez. Este es un claro ejemplo de lo que era la guerra electrónica en aquella época.
Los misiles comenzaron con los años a convertirse en armas más fiables y reemplazaron a los cañones antiaéreos debido a que eran más efectivos frente a la amenaza de los bombarderos nucleares y los aviones a reacción. Podían cubrir más área que los cañones antiaéreos y cada vez eran más efectivos. Estados Unidos introdujo el misil Nike Ajax y la URSS el SA-1 y SA-2. 
Los misiles de corto alcance muy pronto siguieron el mismo camino. En la década de 1960 los ejércitos modernos empleaban ya muchos misiles antiaéreos. El objetivo eran los bombarderos nucleares de largo alcance, y estos iban equipados con contramedidas electrónicas para interferir radares y comunicaciones. Las misiones que debían enfrentarse a las defensas aéreas se cargaron como consecuencia de componente tecnológico al implicar cada vez más electrónica y la manera de afrontar las misiones cambió para siempre después de Vietnam. 
Allí la electrónica pasó a un nuevo estadio en que se buscaba emplear la tecnología para ayudar a destruir la defensa aérea enemiga, no solo interferirla.
La URSS comenzó enseguida a investigar en misiles tierra-aire (SAM) debido a que Stalin le obsesionaba que Moscú pudiera sufrir ataques de bombarderos americanos y británicos. En 1951 exigió contar lo antes posible con un sistema SAM que pudiera hacer frente a ataques aéreos, lo cual llevó al sistema antiaéreo S-25 Berkut (SA-1). Las primeras unidades entraron en servicio en mayo de 1955, y el anillo de SAM alrededor de Moscú se consideró completado en junio de 1956. Como el S-25 era estático la URSS se puso a trabajar en un sistema menor, más económico y más móvil, que acabó con la aparición del S-75 Dvina (SA-2 para la OTAN).

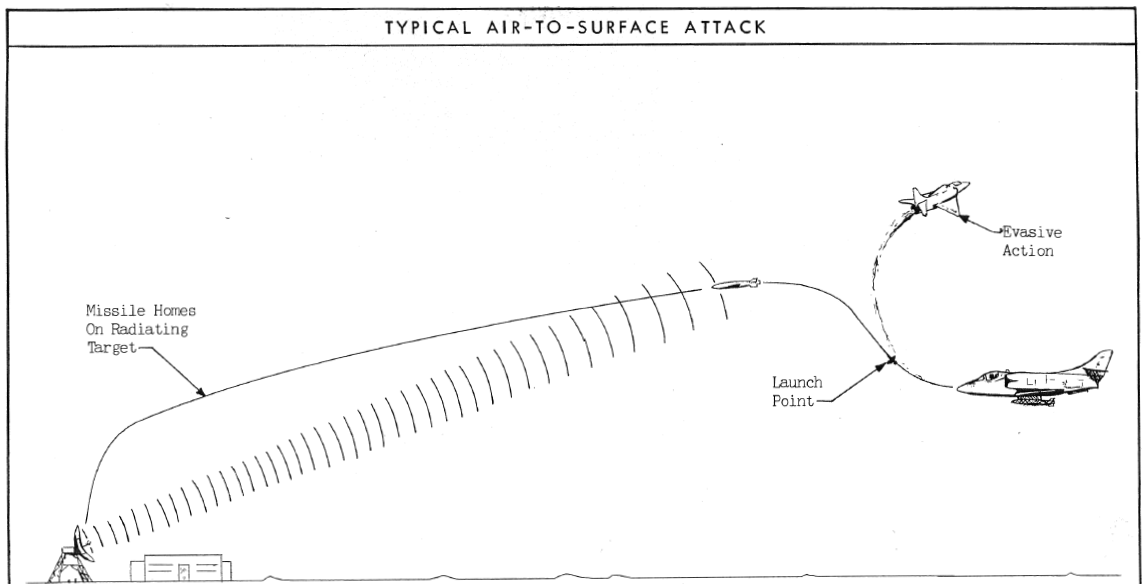
Dibujo mostrando el concepto del misil antiradar nuclear Temco ASM-N-8 Corvus, desarrollado para la U.S. Navy entre 1955 y 1960.

En 1960 un misil SA-2 derribó un U-2 de la CIA sobre la URSS. En 1962 dos U-2 fueron derribados por misiles SA-2, uno sobre Cuba y otro sobre China. Occidente ya sabía hacía tiempo del peligro que suponían los SA-2, de hecho durante la crisis de los misiles numerosos emplazamientos de SA-2 fueron fotografiados lo que fue interpretado correctamente como un medio de defensa de objetivos importantes, y en caso de invasión hubieran sido atacados. 
Fueron los comienzos de décadas de jugar al gato y al ratón entre las defensas antiaéreas y los aviones de ataque. La USAF conocía la amenaza y evolucionó las contramedidas empleadas por los bombarderos desde la guerra de Corea. Muestra de los nuevos tiempos fue que los aviones espía U-2 fueron reemplazados por los SR-71, cuya velocidad y contramedidas les hicieron inmunes a los misiles SAM y aire-aire que se dispararon contra ellos. 
Se crearon aviones de guerra electrónica específicamente dedicados a ayudar a los bombarderos nucleares a penetrar las defensas soviéticas, como los Boeing EB-47 o EB-66. El Strategic Air Command (SAC) creó en los años 50 la 2nd Bomber Wing como unidad ECM para desarrollar las mejores tácticas de empleo de equipos ECM existentes. Posteriormente las 376th Bomb Wing y 301st Bomb Wing fueron equipadas con unos 90 EB-47 que servian para probar tácticas, sondear posibles rutas de ataque y en caso de guerra hubieran escoltado a los B-52. Además el SAC fue equipando a sus bombarderos nucleares B-52 y aviones ECM continuamente con mejores contramedidas y señuelos. 
Un ejemplo es el paquete de guerra electrónica Phase IV y Phase V (Blue Cradle) que equipaba a los EB-47E a finales de los años 50. Consistía en 16 equipos AN/ALT-6B montados en un contenedor que se instalaba en la bodega de bombas y permitía centrarse en frecuencias específicas. La USAF llevaba con extrema discreción su programa EB-47E, no hay números pero se estima que al menos 40 B-47E fueron convertidos.
Todo este esfuerzo e interés se debía en parte a que los altos mandos de la fuerza de bombarderos estratégicos eran conscientes de la importancia de la guerra electrónica, dadas sus experiencias en combate sobre Alemania o Japón. La experiencia de los B-29 en Corea ratificó su decisión de contar con contramedidas para interferir el radar y comunicación enemigos.

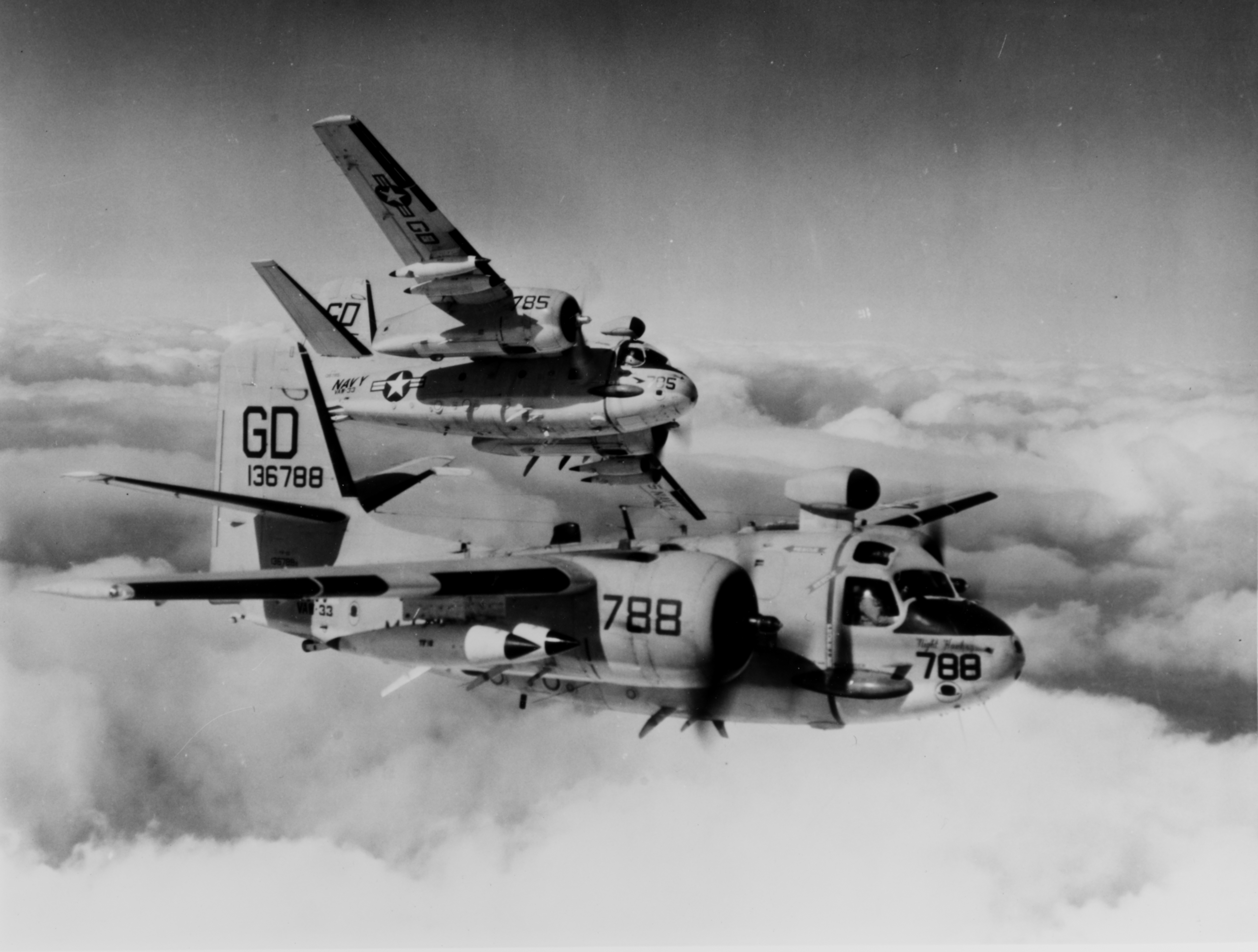
Aviones Grumman EC-1A Electric Trader de Guerra electrónica y alerta temprana fotografiados en los años 1960. Los aviones llevan cuatro contenedores ALT-2 de saturación de señales radar.

Antes de 1960 ya se recibieron en occidente informes referentes a los misiles SA-2. En 1962 se empleó un dron AQM-34 Ryan para sobrevolar Cuba y tratar de obtener señales electrónicas de un SA-2 y su radar de guiado. Con datos obtenidos por la CIA en Rusia e Indonesia se construyó un modelo del SA-2 en Tullahoma para simular su vuelo y ensayar maniobras de vuelo para neutralizarlo. 
Ya antes de la crisis de Cuba y de conocerla precisión de los SA-2 la US Navy decidió iniciar un programa de misiles antirradiación, encargando a Texas Instrument la investigación. La compañía Bendix recibió el encargo de la US Navy de crear un aparato que avisara a los aviones cuando un radar de guiado de misiles les había localizado.
Para localizar los radares de la defensa aérea soviética y saber su tipo, cobertura y alcance el SAC creó la versión RB-47H del bombardero B-47. El primero entró en servicio en 1955. Asignados al 55th Strategic Reconnaissance Wing (SRW) volaron miles de misiones lo largo de los bordes del espacio aéreo soviético. Los bombarderos del SAC conocían la amenaza SAM y practicaban como hacerla frente. 
En EE. UU. se construyeron réplicas del radar Fan Song con base en los informes de inteligencia y los bombarderos realizaban ataques simulados en los que interferían los radares. En 1961 se realizó el ejercicio Sky Shield en el que los bombarderos del SAC y la RAF simulaban atacar EE. UU., la interferencia electrónica era parte esencial para derrotar al NORAD. 
Sin embargo los cazabombarderos de la USAF dependían de un mando distinto y la defensa contra misiles fue dejada bastante de lado hasta Vietnam. A los pilotos no les gustaba cargar con un contenedor de contramedidas que perjudicaba las prestaciones de sus aviones o reducía la carga de armamento ni tampoco sus jefes habían pasado por una experiencia de combate donde interferir los radares de la defensa aérea fuera necesario. No se consideraba a los misiles SA-2 como una amenaza para las misiones tácticas sino para las estratégicas. 
En cierto sentido era normal, los misiles SAM tenían como objetivo prioritario derribar bombarderos nucleares estratégicos y por eso estos iban cargados de equipos ECM. A los cazabombarderos de la USAF solo se les equipaba como mucho con equipos que les advertían que habían sido detectados por los radares enemigos. Sin embargo la inquietud existía entre algunos mandos y en 1964 en el ejercicio Goldfire se ensayó con aviones F-100F Super Sabre equipados con sensores QRC-253-2 para localizar baterías de misiles MIM-23 Hawk. 
Ese mismo año las maniobras Desert Strike tuvieron lugar en el desierto de California, enfrentando las fuerzas aéreas a varios batallones de misiles Hawk del ejército que reforzaron al bando que hacía el papel de defensores. Los resultados ratificaron que los SAM era una amenaza a considerar.
En 1963 la USAF probó los equipos de contramedidas QRC-160, entre ellos uno diseñado para interferir la señal del radar Fan Song. Estos equipos estaban destinados a los aviones F-100D y Republic F-105. Se planificó equipar con equipos de contramedidas ALQ-31 a los RF-101, F-4, RF-4 y F-111. Irónicamente cuando se le ofreció equipos de aviso radar para los F-100 poco antes de 1965 el TAC los rechazó, al igual que pidió al fabricante del F-105 que quitará las contramedidas electrónicas para bajar el precio del avión. 
Los aviones mejor equipados para guerra electrónica del Mando Aéreo Táctico (TAC) eran los Douglas B-66 Destroyer. Se creó la variante de reconocimiento electrónico (ESM) RB-66C, que empleaba equipos de aviso de señal radar, detección de dirección, análisis de frecuencias, chaff y equipos de interferencias. Los RB-66C solían desplegarse en Europa para entrenarse volando a lo largo de las fronteras con el Pacto de Varsovia. 
También estaba la versión RB-66B dedicada a la interferencia de comunicaciones y señales electrónicas (ECM). Cada EB-66B contaba con 23 equipos de interferencias, su única limitación es que debían ser presintonizados y luego no podía cambiarse. Era normal dedicar un avión tan grande dado el peso y volumen de los equipos de entonces. El TAC creó una doctrina táctica, donde los RB-66B debían escoltar a los bombarderos B-66. Pero en 1965 los B-66 no estaban ya en primera línea y la doctrina creada no era compartida por otras unidades. 
El TAC creía que estaba haciendo lo suficiente para equiparse con contramedidas modernas suficientes, aunque se apostaba más por la calidad que por la cantidad y ello supuso que no había ni pilotos ni aviones ni equipos preparados en gran número. Siguiendo a la crisis de los misiles se compraron equipos QRC-160 en 1963. Sin embargo apenas había técnicos para mantenerlos, los equipos se estropeaban con frecuencia y los escuadrones no solo no se entrenaban con ellos sino que directamente no los querían. Los enviados al Pacífico fueron almacenados en Okinawa.

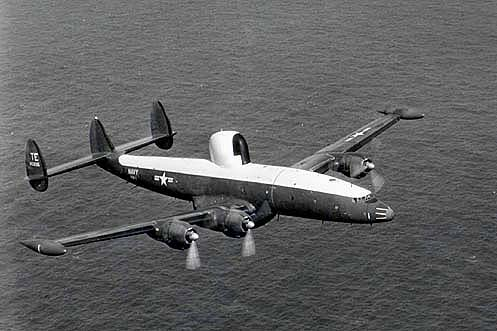
Los EC-121K de alerta temprana. Algunos también fueron equipados para interferencias y analizar señales electromagnéticas.

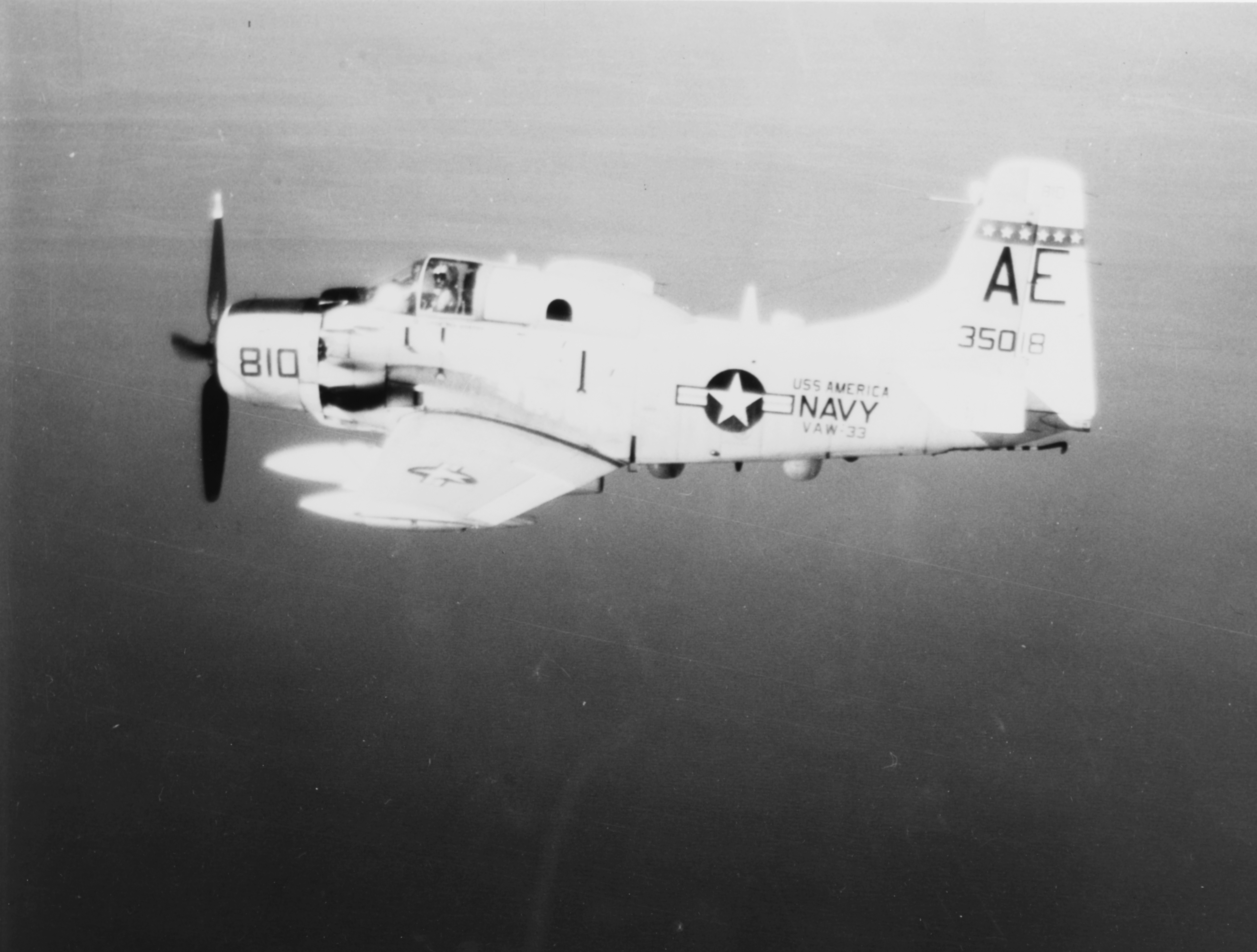
Los EA-1F estaban encargados de alerta temprana e interferencias.

Todas las ramas de inteligencia sabían de la existencia de los SA-2. La Armada, Marines y Fuerza Aérea habían detectado las emisiones de sus radares en las numerosas misiones ELINT que realizaban en las fronteras de la URSS y sus aliados. En EE. UU. los militares crearon simuladores de los radares rusos basados en la información recolectada y en Eglin se entrenaba contra estos simuladores. La URSS a su vez fue introduciendo mejoras en el SA-2 y se desarrollaron dos sistemas para complementarlo, el S-125 Neva (SA-3) para objetivos a baja altitud y el S-200 Angara (SA-5), para objetivos de alta cota, que fueron aceptados para el servicio en 1961 y 1970, respectivamente.
Cuando en 1962 se estuvo a punto lo atacar los SA-2 obtener información se volvió imperativo el saber cómo enfrentar el SA-2. Cuando los aviones americanos se encontraron el SA-2 en Vietnam se volvió urgente e imprescindible. Por su parte la CIA trató de obtener el máximo de información posible. 
En Indonesia la CIA logró con el cambio de régimen los manuales de operación de una baterías SA-2 y componentes del radar Fan Song que guiaban los misiles. 
La CIA prestó su avión A-12 para fotografiar Vietnam del Norte y localizar emplazamientos SAM y también lanzó la operación United Effort para obtener las frecuencias
y que permitiría crear el equipo AN/APR-26. El Proyecto See Top de la CIA consistió en un avión C-97 que obtuvo señales de un Fan Song en el área de Haiphong-Hanói y cuyos datos se emplearon para los misiles antiradar.
La US Navy y Marines por su parte seguían una doctrina distinta e investigaron el empleo táctico de contramedidas a los misiles y radares soviéticos. Así se contaba tradicionalmente con aviones especializados en contramedidas electrónicas para enfrentarse a la defensa aérea soviética. La US Navy contaba con los aviones AD-5Q y EA-3B, además contaba desde 1967 con EKA-3B Skywarrior para interferir y localizar radares. 
También se contaba con unos pocos aviones EC-1 Y EP-2. Los Marines crearon el primer avión táctico de guerra electrónica, el EF-10B. Hacia 1956 35 aviones F3D-2 de los Marines fueron convertidos en aviones de guerra electrónica F3D-2Q (más tarde EF-10B). Durante la crisis de Formosa de 1957-8 los EF-10B fueron los primeros en detectar los radares de los SAM chinos. En 1962 los EF-10B fueron también los primeros en detectar radares de SA-2 en Cuba. En 1965 la necesidad de aviones de interferencias para las operaciones sobre Vietnam del Norte hizo que los pocos EF-10B disponibles fueran asignados. 
La US Navy investigaba también desde hacía años en armas que sus aviones pudieran emplear en un ataque nuclear a la URSS para destruir radares enemigos. El proyecto ASM-N-8 Corvus combinó la bomba guiada Bat con un buscador y una cabeza nuclear de 10kT nuclear para guiarse contra el radar de control aéreo de las bases rusas, y destruir la base entera. Buscando un arma que se pudiera emplear en una guerra convencional. 
En China Lake varios proyectos investigaban como afrontar la amenaza de los radares de defensa aérea. El misil Corvus era muy caro y complejo y no resolvía el problema táctico así que en 1957 se redactó el concepto operacional y técnico, que fue aprobado por el contraalmirante Ruckner. Con los fondos recibidos en 1958 Texas Instruments comenzó a trabajar en el misil ASM-N-10 (luego AGM-45) como parte del proyecto Cobra y durante la crisis de los misiles de Cuba sus buscadores se montaron en un A-4 que se dirigió a Cuba para provocar los SAM rusos y probar que se detectaba correctamente el tipo de radar correspondiente a los SA-2. La crisis de Cuba confirmó la necesidad y se empujó el proyecto aún más. 
China Lake recibió la responsabilidad del programa y los oficiales al mando se encargaron de que el resultado final fuera satisfactorio. Entre las numerosas pruebas que se hicieron se hizo una comparación con la versión antiradar del misil GAM-83 Bull-pup de la USAF. En 1963 se encargó el misil antiradar AGM-45 Shrike, uniendo una nueva cabeza buscadora al cuerpo de un misil AIM-7 Sparrow. El misil se desarrolló en paralelo a la aparición del SA-2 y llegó justo a tiempo. 
No contenta con sus prestaciones la US Navy siguió investigando e incorporó años después el AGM-45B, que mejoraba mucho las prestaciones, y siguió investigando hasta tener el misil AGM-78 Standard en 1968. Por su lado los Marines necesitaban reemplazar sus EF-10B y compraron el EA-6A de guerra electrónica poco antes de que el SA-2 apareciera en Vietnam. El éxito posterior del EA-6A en Vietnam llevó a la versión mejorada EA-6B.

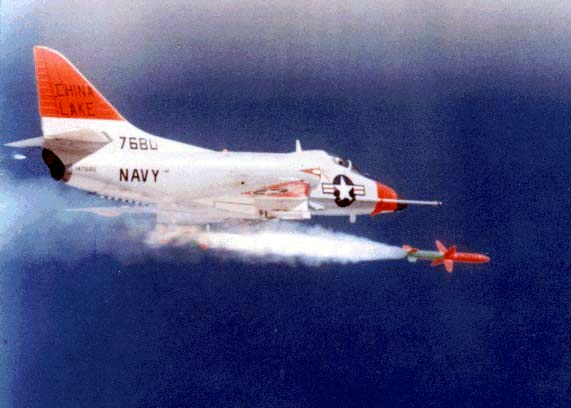
Pruebas del misil AGM-45 Shrike en China Lake, junio de 1964.

La URSS asumió que en caso de guerra tendría que combatir sin superioridad aérea. En consecuencia se dedicaron en dotarse de una potente artillería antiaérea, combinando múltiples sistemas con tecnologías y características distintas, que les permitiese neutralizar la prevista superioridad aérea de la OTAN. 
La doctrina soviética buscaba crear un sistema de defensa aérea integral, este consistía en una red integrada de radares que guiaba a los misiles SAM y los cazas. La artillería antiaérea la complementaba, defendiendo a baja altura los objetivos de valor. La doctrina occidental era más descentralizada. La OTAN entendía la importancia de contrarrestar los radares soviéticos, pero tardaría años en entender el concepto de defensa integrada soviética.
La OTAN enfocaba hasta Vietnam la guerra electrónica más al espionaje de señales enemigas que a luchar contra los radares y defensas aéreas, empleando de modo ofensivo contramedidas que permitieran penetrar las defensas enemigas. Se contemplaba solo la interferencia de los radares.
Otros países también se interesaban por los radares de la defensa aérea, pero más como inteligencia electrónica (ELINT), que por como combatirlos. La RAF era bastante activa en inteligencia electrónica y también en el empleo de interferencias contra la defensa aérea, necesario para que sus bombarderos pudieran atacar la URSS. El 192 Squadron, luego renumerado 51 Squadron, contó con un puñado de B-50, Canberra B2, Canberra B6 yComet C2R para misiones ELINT. Realizó vuelos cerca de la URSS, Israel, Egipto, China e Indonesia. En 1966 se creó una unidad especializada mediante la fusión del personal del 831 Naval Air Squadron (equipado hasta poco antes con el Fairey Gannet ECM.6) con el B Flight del 97 Squadron (equipado con el English Electric Canberra). Inicialmente la unidad fue llamada Joint Electronic Warfare Trials and Training Force, para pasar después a ser el No. 360 RN/RAF Squadron. Se dedicó más a formar operadores de guerra electrónica y dar entrenamiento a las unidades de la OTAN en guerra electrónica. 
Con la introducción del Dassault Mirage IV en 1964 Francia comenzó a interesarse en las contramedidas electrónicas, hasta entonces se realizaba sólo ELINT. Se tomó buena nota de la experiencia en Vietnam y se creó Guerrelec para investigación en equipos de guerra electrónica. Suecia era otro país muy activo en inteligencia electrónica, aunque de modo discreto se sobrevolaba las fronteras de la URSS con la pequeña flota de aviones adaptados a misiones ELINT.
Suecia también contó con un pequeño destacamento de aviones que seguían los radares de la URSS.
La URSS también se interesó por la lucha contra el radar, dado que contaba con una fuerza de bombarderos. Los primeros aviones fueron la variante de guerra electrónica del Ilyushin Il-28, denominado Il-28 REB.
En paralelo al desarrollo del Tu-16 antibuque KSR-2, un misil con buscador de radar activo, se desarrolló una versión dotada de un misil de guiado por radar pasivo. Denominado KSR-11, su tarea principal era buscar y destruir los radares enemigos. Inicialmente se pensó en construir una versión antirradar del Tu-16, pero lo más eficaz fue integrar los misiles KSR-2 y KSR-11 en el mismo avión, el Tu-16KSR-2-11. Además el avión Tu-16P se diseñó para operar como plataforma de interferencia contra las defensas aéreas enemigas y el Tu-16E era un avión dedicado a la escolta electrónica de formaciones de ataque y estaba equipado con el sistema de interferencia Azalya, mientras que la bodega de bombas albergaba un dispensador de chaff ASO-16. TJunto al Tu-16P el más moderno Tu-22P eran los aviones que llevaban el sistema de interferencias más potente del momento, el Bouquet-4, que requería una enorme fuente de energía y pesaba tanto que requería ese tamaño de avión. En la década de 1960 en la URSS se desarrolló el An-12PP. Algunos llevaban el sistema de interferencias Bouquet y otros el  sistema Lilac, que no era tan exigente en términos de energía. En 1968 llegó el avión de guerra electrónica Yak-28PP , que llevó todos los sistemas de guerra electrónica a disposición de la URSS: Fasol-1, Lilac, Bouquet, Strela.

#### Post Vietnam
La experiencia estadounidense en Vietnam, y posteriormente la israelí en octubre de 1973, cambiaron totalmente la doctrina occidental introduciendo la tecnología como arma de combate en todas las fuerzas aéreas. Aunque durante la guerra de Vietnam las nuevas armas y equipos SEAD aumentaron la eficacia se seguía viendo cómo algo táctico, esto es subordinado al éxito de cada misión individual. No se entendía bien la doctrina soviética 
A finales de la década de 1960, el sistema de defensa aérea soviético se componía de tres niveles o capas, con diferentes misiles disponibles: SA-4 de largo alcance, SA-6 de alcance medio y misil SA-8 de corto alcance. La defensa de punto era asumida por el misil SA-9 y el ZSU-23-4P. Con la experiencia de Vietnam y Oriente Medio el ejército soviético adoptó para sus SAM una doctrina que empleaba posiciones de disparo alternativas, las emboscadas defensivas, el reposicionamiento regular de los SAM móviles para confundir a la inteligencia enemiga y empleo de sitios SAM simulados. Todo esto se consideraba fundamental para el despliegue efectivo y la supervivencia de las defensas aéreas. Todos los activos de defensa aérea eran sistemas móviles, transportados por lanzaderas sobre ruedas y orugas. La experiencia de Vietnam mostró que era necesario realizar misiones SEAD, pero estas eran en Vietnam un medio de ayudar a los aviones de ataque. Las defensas aéreas atacadas eran las que estaban en la ruta de ataque y cerca del blanco. La guerra de 1973 demostró que las misiones SEAD debían ir más allá y buscar primero acabar con la defensa aérea para poder permitir a los aviones operar libremente.

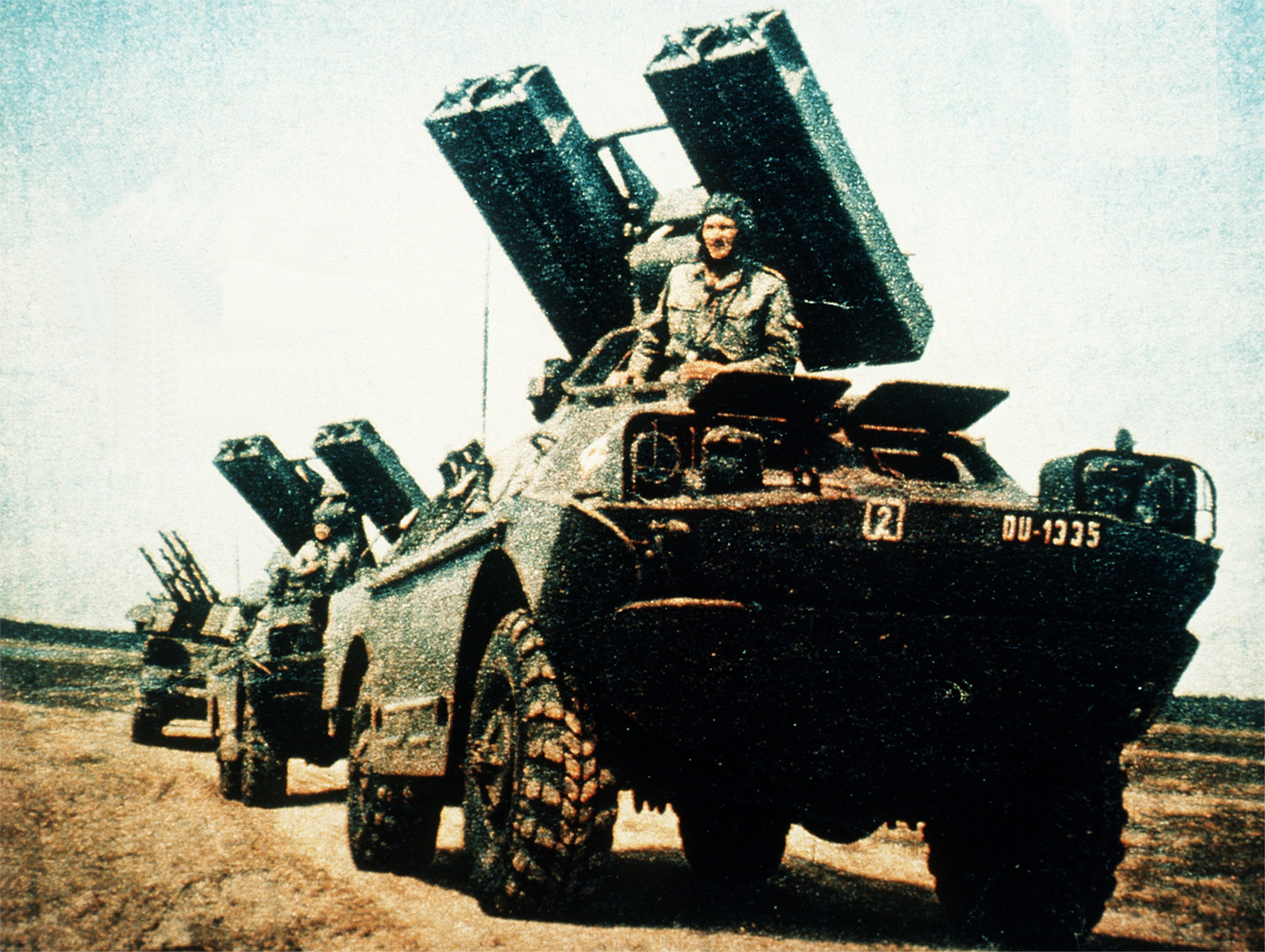
Lanzaderas móviles SA-9 del ejército polaco. Al fondo se ve un ZSU-23-4P.

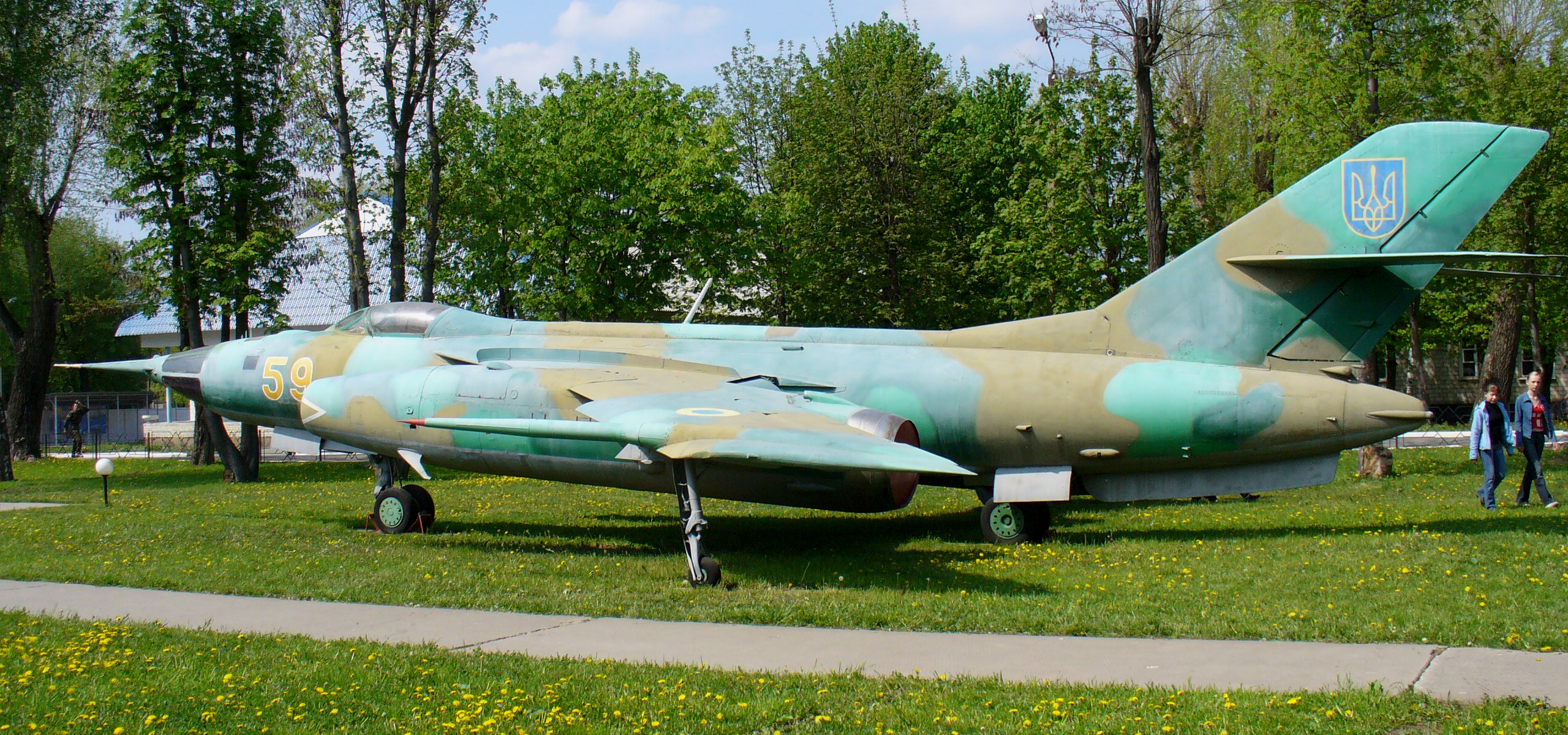
Versión de guerra electrónica del Yak-28 soviético.

La US Navy y Marines salieron de Vietnam equipados con sus EA-6B con equipos AN/ALQ-99 que podían realizar misiones ECM y ESM. La experiencia en Vietnam llevó a la USAF a desarrollar sofisticados aviones especializados destinados específicamente a atacar las defensas aéreas como el F-105G/F. Este incorporaba un Oficial de guerra Electrónica (EWO) que manejaba los complejos equipos. 
Era necesario un equipo ALR-46 RAHW que avisaba del radar enemigo, gracias a su capacidad de gestionar simultáneamente hasta 16 señales radar de entre 2 y 18 GHz y priorizarlas automáticamente. Además el EWO manejaba un equipo APR-35 para apuntar los AGM-78 Standard, un equipo de adquisición de objetivos Bendix APS-107, un sistema de geolocalización de emisiones Itek y un pod de interferencias AN-ALQ-105. El AGM-78 Standard, gracias a los avances tecnológicos, tenía un sistema de guía preprogamable que corregía automáticamente el rumbo y lo dirigía hacia su objetivo incluso si había apagado el radar. 
Todo este despliegue tecnológico era impensable en 1965. Todo esto no era suficiente y eran necesarios aviones F-4 que les acompañaran equipados con equipos ALR-46 y ALR-56 de geolocalización. 
En Vietnam también los equipos norvietnamitas evolucionaron, operando en frecuencias que los sensores de los aviones SEAD no estuvieran preparados para escanear. Debido a la mejora de contramedidas contra los misiles antiradar y a las lecciones de Vietnam la US Navy lanzó la petición de un nuevo misil antiradar. Más rápido, con más alcance, más avanzado y más flexible el AGM-88 HARM entró en servicio en la década de 1980 y fue evolucionando a lo largo de los años para adaptarse a las nuevas necesidades.
Además de armas ofensivas Vietnam también hizo que evolucionarán las armas defensivas contra las defensas aéreas. La USAF se equipó con los sistemas de contramedidas ALQ-75, 77 y 87 y la US Navy con los ALQ-76 y 81, así como con los detectores de radar APR-25 y ALR-46. Vietnam supuso un gran avance en las capacidades de guerra electrónica de la aviación táctica. La experiencia llevó también a la USAF a incorporar los aviones EF-111A, F-4G Wild Weasel y adoptar el nuevo misil antiradar HARM. Por su parte la URSS logró en Vietnam hacerse con equipos de contramedidas occidentales, lo cual unido a las lecciones de combate le ayudó a lograr en la década siguiente un salto en calidad y prestaciones de sus misiles SAM.
La doctrina Offensive Counter-Air (OCA) de la OTAN fue diseñada para emplear el poder aéreo para enfrentar una ofensiva del Pacto de Varsovia. Esto suponía que la superioridad aérea era esencial para la OTAN, por lo tanto las lecciones de la USAF e Israel fueron cuidadosamente estudiadas.  
Después de la experiencia de Vietnam y de la guerra de octubre de 1973 la OTAN empezó a contar con armas y tácticas más eficaces para afrontar los sistemas SAM soviéticos, refinándose con las experiencias en el mundo árabe y África. Varios países europeos asignaron escuadrones que se entrenaron intensivamente en SEAD y se adquirieron armas y equipos específicos. Algunos países compraron misiles AGM-88B/C HARM. Francia e Inglaterra desarrollaron el AS-37 Martel y más tarde la RAF compraría el ALARM (Air-Launched Anti-Radiation Missile). A partir de 1976-77 Francia contó con equipos ofensivos ECM, aunque en sus primeras versiones inferiores a los americanos.  
Los BARAX-NG y Barracuda se emplearon en los aviones franceses que en 1980 participaron en Red Flag y Green Flag, recibiendo elogios de la USAF. De los éxitos iniciales de las defensas antiaéreas árabes contra los israelíes en 1973 se pasó apenas 10 años más tarde a graves bajas entre los SAM cuando se las vieron contra los nuevos aviones SEAD, AWACS y equipos de guerra electrónica. 
Finalizada la guerra de Vietnam la USAF no solo no disolvió sus unidades SEAD como había hecho en guerras anteriores, sino que ante la eventualidad de una guerra en Europa las reforzó para poder hacer frente a la defensa aérea del Pacto de Varsovia. Equipó sus unidades SEAD con el nuevo y mejor F-4G y el nuevo EF-111 (equivalente al EA-6B naval), y con el nuevo misil HARM. Los F-4G Wild Weasel debían acabar con los radares en caso de guerra, privando a la defensa área divisional soviética de sus medios de detección y obligándola a la detección y adquisición de blancos visual. 
Dado que en Alemania las nubes bajas, baja visibilidad y terreno con colinas es lo habitual depender de adquisición visual aumentaría la supervivencia de los aviones de ataque como el A-10 y posibilitaría la destrucción de las lanzaderas SAM. Inspirados en el rol del EA-6B los EF-111 daban la capacidad de interferir las señales, parte importante de la doctrina americana, reemplazando a los ya más que anticuados aviones de guerra electrónica EB-66 y EB-57. Además el EF-111 podía acompañar de modo seguro a los aviones de ataque, algo que los EB-66 a los que sustituía ya no eran capaces.
Además los aviones tácticos a partir de entonces debieron contar con nuevas tácticas de vuelo y nuevos equipos para sobrevivir a los SAM. Pero instalar equipos de interferencia activos a los aviones diseñados en los años 60 no era tarea fácil. La gran mayoría se diseñaron sin pensar en las ECM. Era técnicamente factible, pero el coste de adaptarlos era muy elevado y se tardaba demasiado tiempo por lo cual empezaron a aparecer en muchas fuerzas aéreas los contenedores externos que contenían equipos de guerra electrónica.  Los nuevos aviones contarían con instalación interna de equipos EW.
En Europa la USAF contaba con tres aviones que debían complementar sus capacidades para derrotar a las defensas aéreas enemigas: EF-111 Raven'', F-4G Wild Weasel y EC-130H Compass Call. Lo mismo pasó con la US Navy, que tras la experiencia de Vietnam decidió que cada portaviones debía embarcar un escuadrón de EA-6B Prowler, compuesto por 4 aviones. La experiencia israelí en Líbano demostró que las misiones SEAD no debían limitarse a apoyar las misiones de ataque sino que destruir la defensa aérea enemiga debía ser un objetivo principal para asegurar la victoria. 
Líbano también demostró la validez del dron como vector SEAD, por lo que EE. UU. siguió adelante con el programa Tacit Rainbow como complemento del misil antiradar AGM-88. Otras lecciones israelíes fueron el uso de señuelos, empleo de artillería contra las baterías SAM, uso de drones e importancia de la preparación. La generación de misiles soviéticos que tantos problemas habían dado sobre Vietnam y Oriente Media tenía ahora su antídoto.

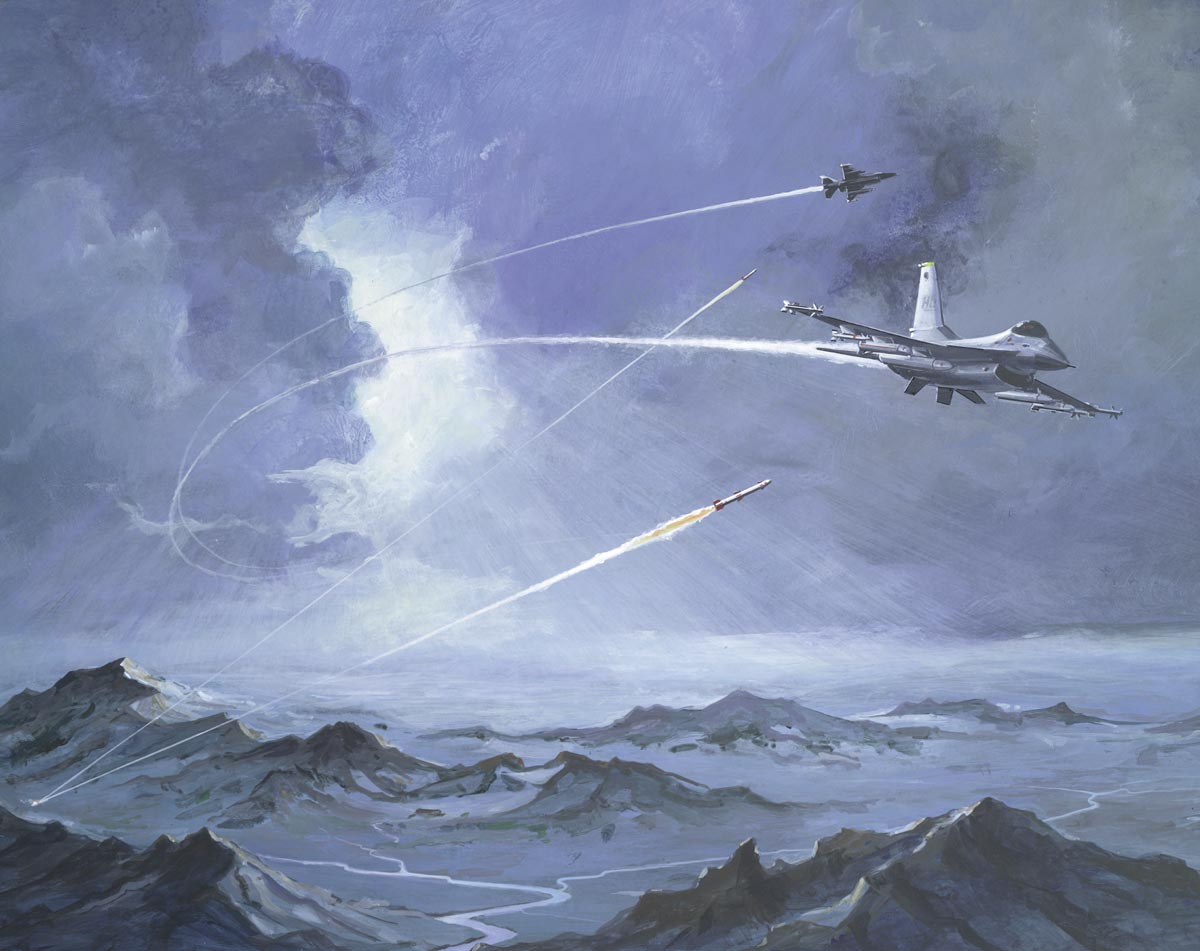
Representación de la década de 1980 de aviones F-16 enfrentándose a los SAM soviéticos.

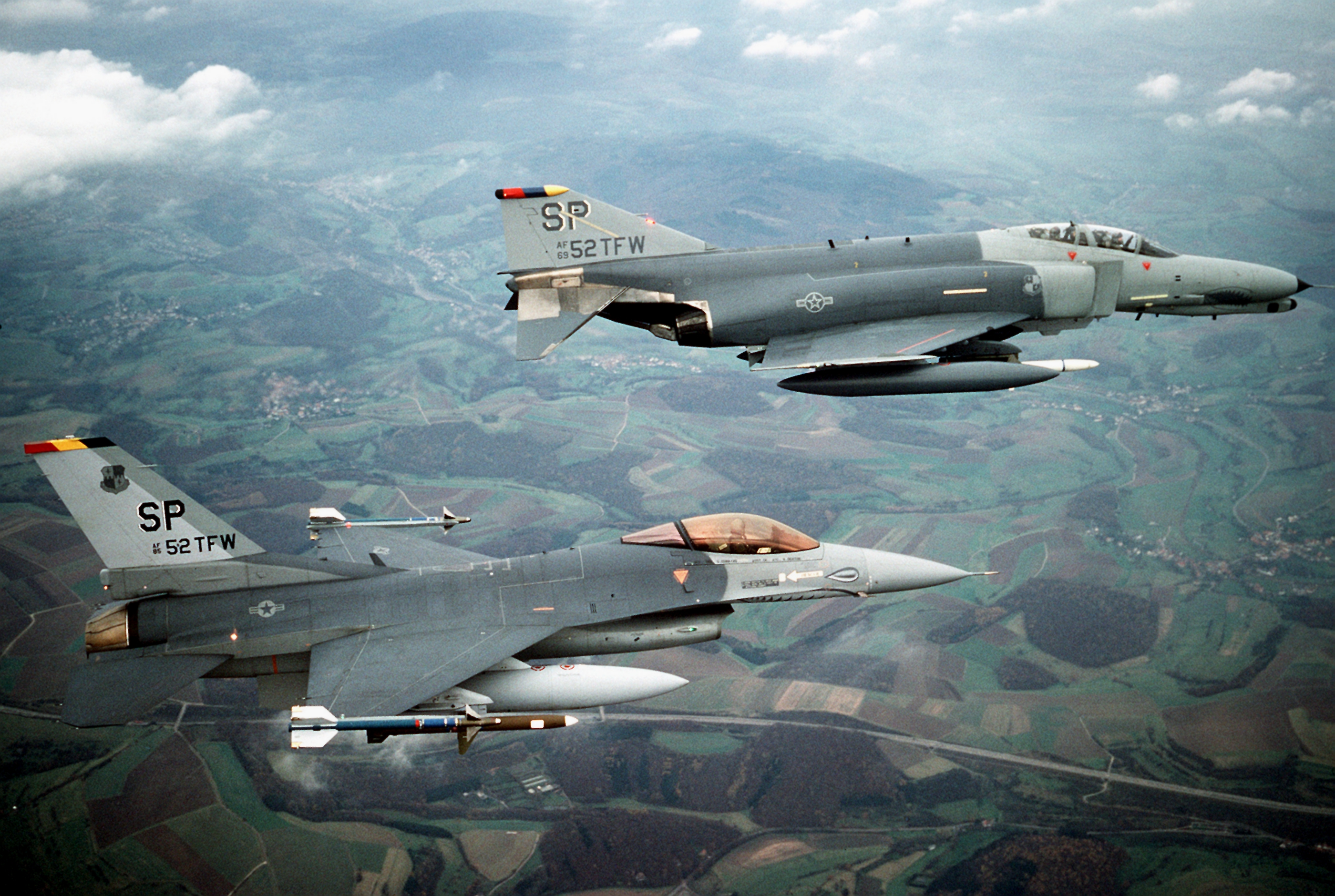
Un equipo Hunter-Killer del 52nd Tactical Fighter Wing en 1987. Un F-16C y un F-4G Phantom II Wild Weasel, armados ambos con AGM-88 HARM, sobrevuelan Alemania en 1987.

Para mejorar la preparación de los pilotos en 1981 el USAF Tactical Air Warfare Center inició los ejercicios Green Flag en Nevada, dando una experiencia lo más realista posible en guerra electrónica. La Pacific Air Force (PACAF) hizo lo mismo en Filipinas con Cope Thunder y a finales de la década de 1980 le siguió la USAF Europe (USAFE). Además de mejorar la preparación hubo otras consecuencias de las lecciones aprendidas en Vietnam. 
El desarrollo del avión furtivo fue una consecuencia de los muchos derribos en Vietnam y la guerra de octubre de 1973. La USAF inició en 1975 un programa para enfrentar la red de defensa aérea soviética. Hasta la década de 70 no se prestó mucha atención para disminuir el retorno radar así que DARPA lanzó el programa Have Blue que resultó en el avión F-117, capaz de atravesar las defensas rusas. 
Otra consecuencia de las pérdidas en las misiones SEAD en Vietnam y el Sinaí fue que en 1981 se eligió a Northrop para el desarrollo del dron antiradar AGM-136A Tacit Rainbow. Esta arma debía ser suficientemente barata para ser lanzada en enjambre por delante de los paquetes de ataque. Patrullarían zonas asignadas y si detectaban un radar enemigo lo atacarían. Venía a ser la fusión de la doctrina israelí con las lecciones aprendidas en Vietnam, donde se había ensayado con el dron.
La respuesta de occidente a la primera generación de misiles SAM fijos soviéticos como el S-75 (SA-2) y S-125 (SA-3) encontrados en Vietnam y Egipto fue el desarrollo de misiles antiradar y otros medios para localizar y atacar las baterías SAM aprovechando su poca movilidad. Pero pronto llegó la contrarrespuesta soviética con la aparición de SAM móviles como 2K12 Kub (SA-6) y la doctrina de uso intermitente y mínimo de radar. 
En 1973 el SA-6 fue un dolor de cabeza para Israel. Ahora en la década de 1970 las tácticas SEAD se enfrentaban a baterías SAM móviles y visibles sólo durante un corto período de tiempo, que eran una amenaza significativa también para los Wild Weasel. La solución se puso en práctica en 1982, cuando los israelíes utilizaron varios medios, incluidos drones y señuelos contra los SAM sirios. Así lograron saturar las defensas y engañar a los sirios para activar sus sistemas de radar, para luego ser atacados por misiles antirradiación. Hay que decir que los sirios en 1982 siguieron en poco la doctrina soviética acerca de empleo de los SAM.

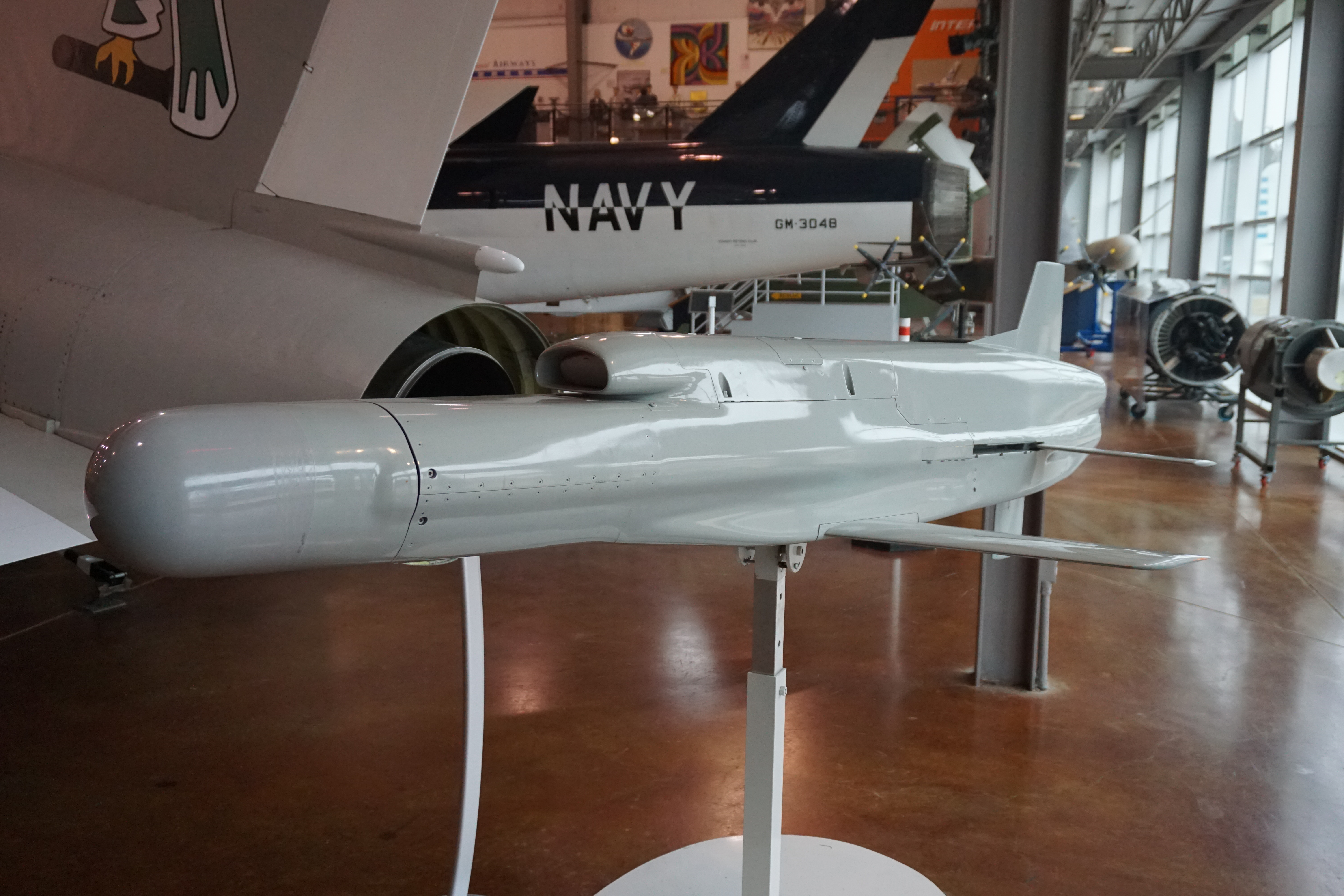
El Tacit Rainbow fue un programa conjunto de la US Navy y USAF. Era un dron cazador de misiles SAM que debía volar por delante de las formaciones de ataque, despejando el camino.

En los años siguientes surgieron el IAI Harpy o el AGM-136 Tacit Rainbow que integraban sensores antirradiación en un dron que merodearia el campo de batalla en busca de baterías SAM. Esta era una solución relativamente barata para operar en áreas peligrosas defendidas por misiles SAM, y atacar rápidamente en cuanto la batería SAM fuera visible. Además se integró el uso de un dron como señuelo con el papel de ataque en plataformas pequeñas y relativamente baratas en comparación con los aviones Wild Weasel. Asimismo se incorporaron señuelos tácticos mejorados lanzados por aviones o desde tierra que aparecían como objetivos en las pantallas de radar enemigas. Al replicar aviones de combate reales las baterías SAM dispararán contra ellos, delatando su situación y dejando pocos misiles SAM disponibles para disparar contra los aviones reales que les seguirían.
Archivo:Frontiers of Flight Museum December 2015 075 (Northrop AGM-136 Tacit Rainbow missile).jpg
La Unión Soviética también contaba con unidades SEAD, aunque más enfocadas en interferir el radar que en destruirlo. El MiG-25BM estaba dedicado a supresión de defensas aéreas, era el equivalente al F-4G. Aunque la táctica era muy diferente, armado con cuatro AS-11 Kilter el MiG-25 haría valer su velocidad para zafarse de los cazas enemigos y acercarse a los radares para disparar sus misiles antes de que se pudiera reaccionar. También se contaba para escolta electrónica de las formaciones de ataque con el Yak-28PP, que desde los años 70 formó destacamentos específicos de guerra electrónica. El Yak-28PP no fue utilizado en combate pero estuvo presente desde 1983 dando apoyo de ECM en ejercicios con los países aliados (Alemania Oriental, Polonia, Checoslovaquia y Hungría). Las maniobras dejaban claro la potencia de las interferencias de que eran capaces, a menudo dejando a ciegas a civiles y otras unidades militares. En los años 70 apareció el radar de salto de frecuencia con fases de radiación más estrechas que han ampliaron el número de pulsos a seguir. El equipo de interferencias Buket, creado en los años 50, comenzó a quedar desfasado ya que para cuando determinaba los parámetros y preparaba la perturbación el radar ya había cambiado de frecuencia. La llegada de nuevas tecnologías radar lo retiraron, junto al Yak-28PP y el Tu-16P. Desde 1983 comenzó a operar el Su-24MP, aunque muy pocos aviones se convirtieron a esta versión EW. Los Su-24MP contaban con el mejor equipamiento disponible, adecuado para hacer frente a los Patriot. Pero, debido a diversos problemas de desarrollo del Su-25MP, durante mucho tiempo hubo de seguirse con el ya desfasado Yak-28PP. 
Las doctrina SEAD desarrollada por EE. UU. se tuvo en cuenta, pero más para mejorar las defensas aéreas que para desarrollar una doctrina SEAD soviética. Se pensaba que eliminar las defensas aéreas de la OTAN solo debería hacerse en caso de guerra en Europa y como parte de una ofensiva planeada y coordinada. Así se contemplaba incluso el empleo de misiles balísticos OTR-21 contra las lanzaderas de misiles Hawk y Patriot de la OTAN, y de este modo abrir huecos en la defensa aérea. La URSS tenía claro los objetivos de la OTAN que debía tomar, por tanto su doctrina se basaba en ganar la superioridad aérea en los corredores que llevaban a ellos. 
A lo largo de estos corredores operarían los aviones SEAD del Pacto de Varsovia. Para las misiones SEAD los soviéticos empleaban tácticas más pasivas que los Wild Weasel americanos, que hacían hincapié en la iniciativa y empleo de sistemas activos. Cada oleada de ataque aéreo contaría con 4-8 aviones dedicados a misiones SEAD, mezclados con los aviones de ataque y no por delante como era la práctica de los Wild Weasels. 
También se confiaba en los misiles antirradiación, arma básica del arsenal SEAD, pero de modo distinto. Dado que se esperaba que la artillería diera cuenta de muchos emplazamientos SAM de la OTAN cercanos al frente, los misiles eran importantes para destruir los emplazamientos SAM más alejados. Por ello, y por el retraso tecnológico, los misiles soviéticos eran mayores que los occidentales. El misil Kh-28 era cuatro veces mayor que el AGM-45, y cuatro veces mayor alcance. Así como los Wild Weasel operaban dentro del radio de alcance de los SAM los soviéticos contaban con operar más allá. 
También se probó en una variante del Antonov An-12 dedicada a SEAD que podía transportar cuatro misiles KH-28. El Su-24MP era un buen ejemplo de avión SEAD soviético, un avión grande capaz de cargar varios misiles KH-28 y dispararlos lejos del radio de alcance del SAM. También los aviones ECM soviéticos eran mayores que sus equivalentes de la OTAN. Así las misiones del EF-111 y EA-6B las realizaban versiones de bombarderos como el Tu-22P. 
Las tácticas navales soviéticas contemplaban la saturación de las defensas aéreas de la flota enemiga, mediante el disparo de un gran número de misiles Kh-22 y KSR-5 que convergieron simultáneamente sobre el objetivo. Esta saturación debía ir acompañada de una intensa tarea de interferencias, a la que se destinaron versiones modificadas de bombarderos retirados de primera línea en el rol táctico que los EA-6B Prowler y EF-111A Raven realizaban en la OTAN. Se les equipó con potentes sistemas Azaliya y después Buket. Los ya obsoletos misiles K-10S (AS-2 Kipper) se aprovecharon como drones ECM, con sistemas Azaliya. Se creó una variante del Badger especializada en lanzamiento de chaff. 
Por otro lado la experiencia de Vietnam y octubre de 1973 hizo que a principios de la década 1970 estuviera claro para la URSS que una nueva generación de sistemas de defensa aérea eran necesaria para hacer frente a los nuevos aviones de combate y sus capacidades de guerra electrónica y contramedidas. La idea del misil SA-11 (BUK-M1) nació al ver la lucha entre SAM egipcios y aviones israelíes en 1971. La experiencia de Líbano en 1982 solo añadió urgencia a esa mejora. Surgió así por ejemplo el nuevo sistema S-300V para reemplazar al SA-4. Estos sistemas llegaron ya en la fase final de la Guerra Fría. 
Aún no se han enfrentado los avances SAM con los nuevos SEAD occidentales en un conflicto abierto. Nunca se enfrentaron los aviones occidentales a una red de defensa aérea integrada como la que proponía el Pacto de Varsovia en Europa Central. Lo más cercano fue la red egipcia sobre el Sinaí en los primeros días de la guerra de 1973, pero eso eran los smisiles SAM de la generación anterior. Solo en la guerra civil siria ha habido tanteos entre aviones israelíes y la defensa aérea siria/rusa Armada con misiles de la última generación. Contra la amenaza de los misiles antirradar se recurre en los nuevos misiles rusos a los señuelos o falsos emisores y cortando la emisión de los equipos verdaderos ante la detección del peligro. Los misiles antirradar obligan al uso restringido de las emisiones, llevando a cabo las misiones mediante combinaciones de equipos con emisiones sectoriales o dirigidas.

### Vietnam
Vietnam del Norte fue recibiendo ayuda de la URSS y a medida que avanzaba la guerra contaba con una cada vez más amplia red de radares para dirigir misiles SAM y guiar a sus cazas MiG. También se recurrió a perturbadores de radar y comunicaciones contra los americanos. Los misiles SAM no eran muy certeros, pero derribaban aviones y obligaban a los americanos a cambiar sus tácticas, haciéndolos más vulnerables a la artillería antiaérea y los MiG. Muchas veces las baterías de misiles SAM tenían prohibido disparar para no derribar los MiG vietnamitas, pero esto los americanos no lo sabían.

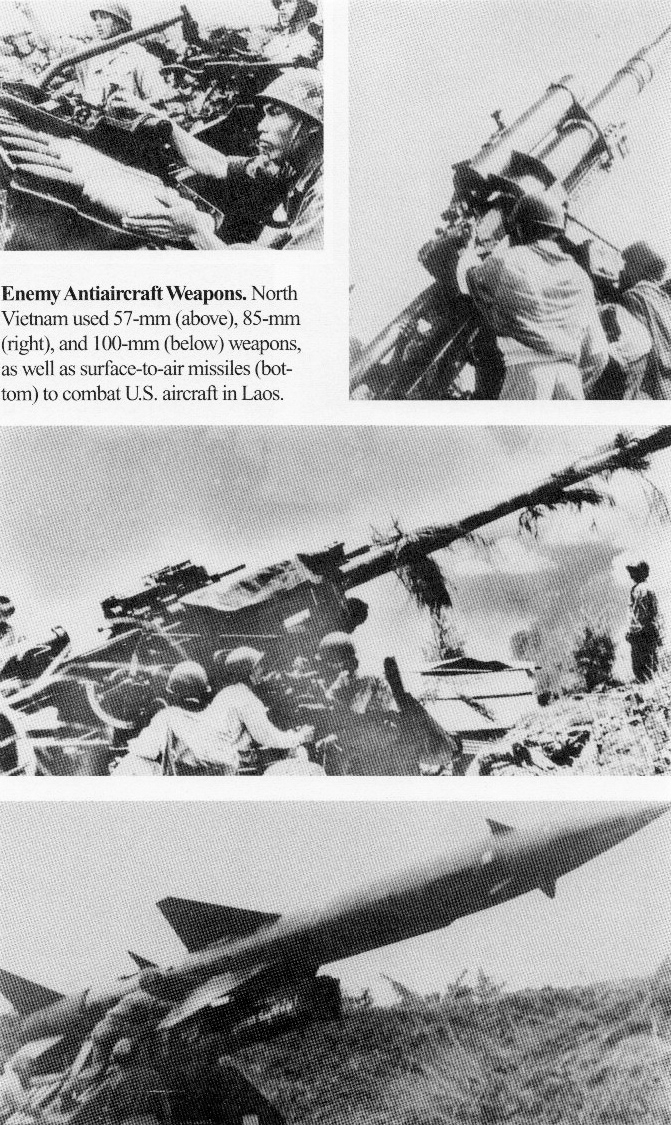
Armamento antiaéreo norvietnamita.

Los estadounidenses se vieron obligados a mejorar sus contramedidas y crear nuevas tácticas y armas para luchar contra las defensas aéreas. Las estadísticas americanas acerca de la efectividad de la defensa aérea vietnamita reflejan estos cambios:
- 1965: 194 disparos de misiles SAM. 11 aviones derribados. Ratio: 5,7% (1 derribo por cada 17 misiles).
- 1966: 1.966 disparos de misiles SAM. 31 aviones derribados. Ratio: 1,2% (1 derribo por cada 63 misiles).
- 1967: 3.202 disparos de misiles. 96 aviones derribados. Ratio: 3,0%. (1 derribo por cada 33 misiles).
- 1968: 322 disparos de misiles. 3 aviones derribados. Ratio: 0,9% (1 derribo por cada 107 misiles).
- 1972 (Linebacker): 4.244 disparos de misiles. 49 aviones derribados. Ratio: 1,15%. (1 derribo por cada 877 misiles).

Se cree que la Unión Soviética suministró a Vietnam del Norte 95 baterías de SA-2, de las cuales habrían sido destruidas 56. A su vez, suministró 7.658 misiles SA-2, de los que 5.804 fueron disparados.

#### Los inicios de Operaciones SEAD: Rolling Thunder
En agosto de 1964 se habían detectado en Vietnam del Norte alrededor de 22 radares de alerta temprana y 4 radares de control de disparo. En marzo-abril de 1965 ya había 31 radares de alerta temprana, de ellos al menos dos más especializados en medición de altitud y 9 radares Fire Can de artillería antiaérea. A finales de julio de 1965 el número total de radares pasó a más de 76, con los primeros batallones de misiles SAM ya en acción. El reconocimiento fotográfico ya había detectado la presencia de lanzadores de SA-2 en Vietnam. En julio de 1965 un misil SA-2 derribó su primer avión sobre Vietnam. 
Aunque contaban por entonces todavía con pocos lanzadores los vietnamitas los protegían moviéndolos y camuflándolos, creando señuelos y colocando su artillería antiaérea de modo que los protegieran. Se estima que Vietnam llegó a contar con una batería SAM real que rotaba entre unos 3 emplazamientos fijos, en los que no había misiles reales se colocaban señuelos. 
Tras los primeros derribos EE. UU. anuló la prohibición existente de atacar las baterías SAM por miedo a matar a asesores soviéticos. En los primeros ataques a los lanzadores de SA-2 se perdieron muchos aviones americanos.

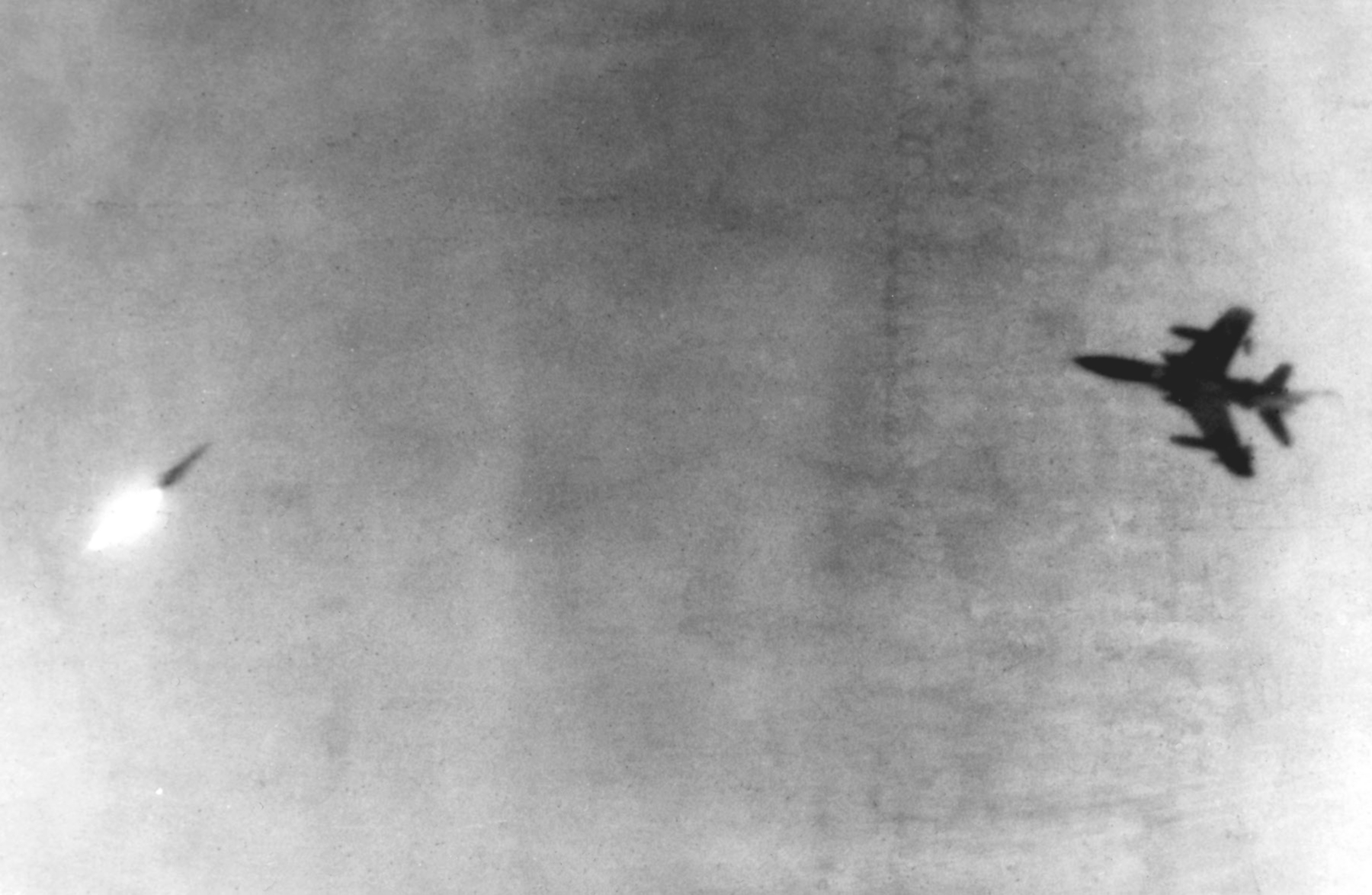
Un F-105D Thunderchief intentando evadirse de un misil SA-2.

La guerra aérea sobre Vietnam cambió definitivamente el 24 de julio de 1965, cuando un avión F-4C de la USAF fue derribado y otros tres dañados por misiles SA-2. Los cuatro Phantoms realizaban una misión bajo el distintivo Leopard, protegiendo a los aviones de ataque de los cazas enemigos (MiGCAP).
Tres días más tarde se lanzó una Operación Iron Hand para atacar los emplazamientos SAM operacionales, desplegados principalmente alrededor del área Hanói-Haiphong y hasta entonces fuera de los límites marcados para ser atacados. Los vietnamitas previeron el ataque y sacaron los misiles, reemplazándolos con señuelos, mientras pusieron todos los cañones antiaéreos disponibles en las rutas de aproximación. 
La táctica norvietnamita funcionó, causando fuertes bajas estadounidenses. A largo plazo este incidente llevó a una revolución en el combate, desde entonces los sistemas de misiles guiados por radar pasaron a ser una amenaza para la aviación táctica y se comenzó a hablar de crear un grupo especial entrenado y equipado para combatir los misiles.

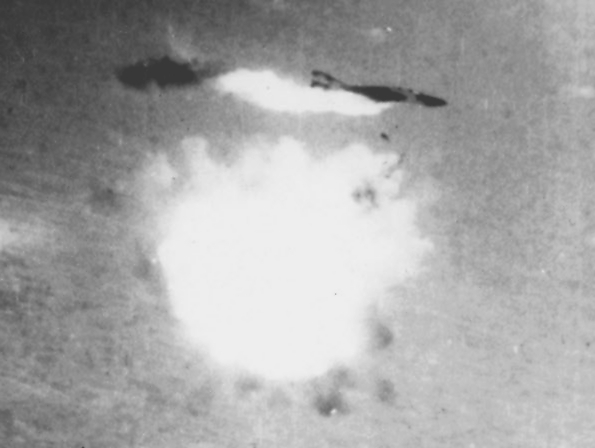
Un RF-4C Phantom del 11th Tactical Reconnaissance Squadron es derribado por un SA-2 el de agosto de 1967 cerca de Hanói.

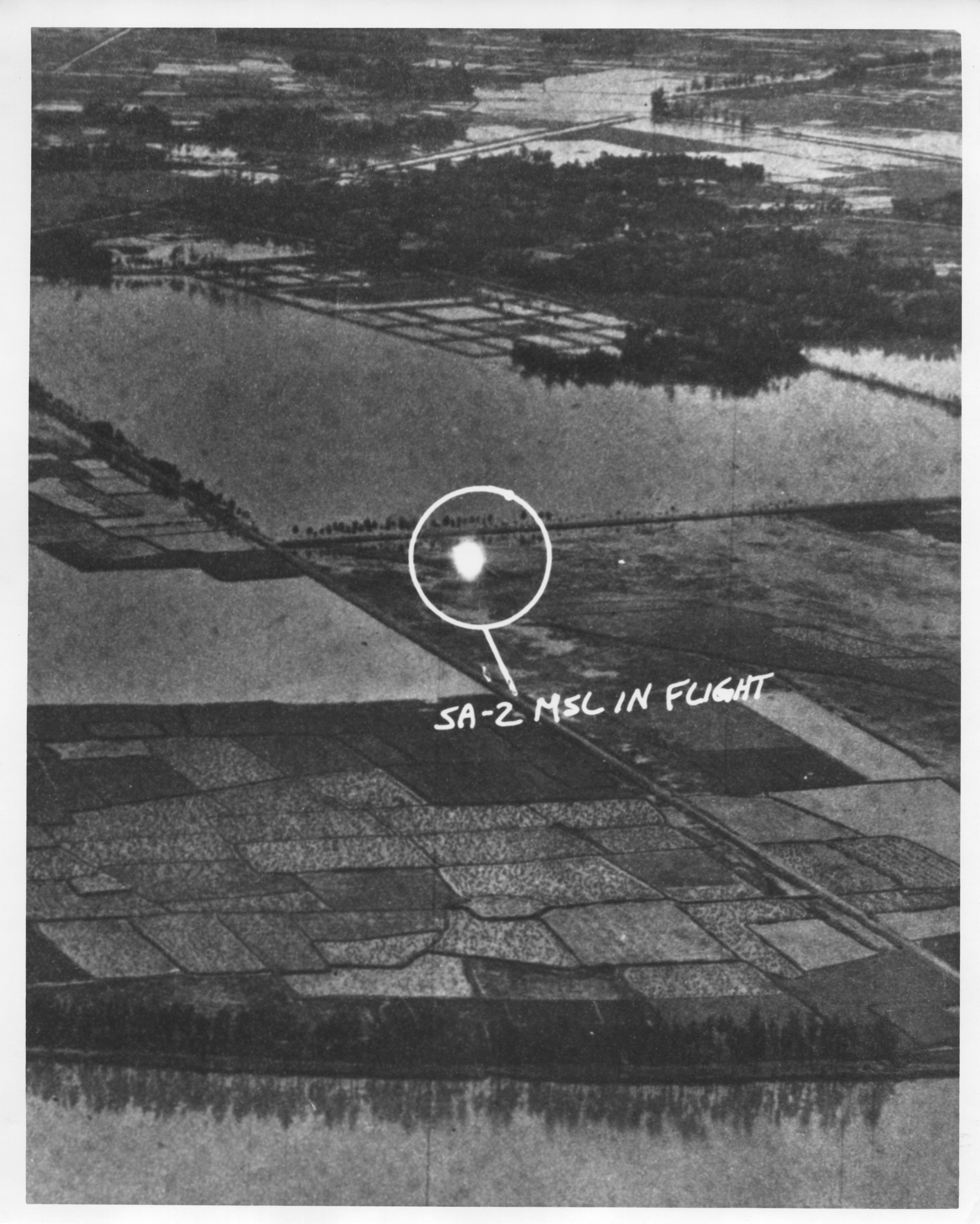
Un SA-2 fotografiado por el dron que trata de derribar.

A pesar de que la aviación militar táctica estadounidense era la mejor del mundo, la amenaza de los misiles tierra-aire era todavía nueva y no era bien conocida. Los misiles SAM rusos se habían considerado una amenaza para los bombarderos, pero los aviones de ataque al suelo los habían ignorado. En 1965 no se había desarrollado ninguna táctica, ni entrenamiento, ni sistemas de detección, advertencia o autoprotección a bordo de los aviones. El equipo de contramedidas ALQ-72 fue desarrollado por General Electric en 1961 en respuesta a la amenaza del SA-2, siendo originalmente designado como QRC-160 (QRC: Quick Reaction Capacity, Capacidad de reacción rápida). La mayor parte de la USAF desconocía como emplearlo y hasta Vietnam había un desinterés general acerca de como combatir un misil SAM.
Los pilotos de combate simplemente no tenían idea de que al volar sobre una capa de nubes, era imposible ver el lanzamiento de un misil SAM y que si volaban juntos en las nubes no tenían ninguna posibilidad de evadir nada. Los vietnamitas y sus asesores rusos desplegaron las baterías SA-2 de manera que se cubrieran mutuamente, y además estuvieran apoyadas por artillería antiaérea. Los asesores soviéticos operaban las baterías SAM junto a los norvietnamitas.
El 16 de agosto de 1965 se realizó la primera misión de ataque sobre Vietnam del Norte en la cual junto con el usual grupo de F-105 de ataque iría otro grupo específicamente con la misión de buscar a los elusivos misiles SAM. Gracias a los esfuerzos de algunos mandos la inteligencia electrónica (localización, identificación y ubicación de señales de radar y de control de tiro) se fue implementando de una manera más efectiva. Los drones Ryan 147D se comenzaron a usar para reconocimiento fotográfico y electrónico, en muchos casos sirviendo como señuelos para los SAM y la artillería antiaérea pesada y media, captando señales de radar y fotografiando posibles objetivos. Las señales electrónicas eran retransmitidas a aviones RB-47 para su posterior estudio.
Al principio la USAF no estaba preparada para combatir los SAM y sus aviones EB-66C y EC-121 solo recogían información acerca de las emisiones de radar de los vietnamitas. Pero pronto la misión cambió a realizar contramedidas electrónicas contra esos radares y se destinaron aviones EB-66B a Tailandia. Se enviaron 6 aviones EB-66C a Tailandia en mayo de 1965. En septiembre se añadieron otros tres aviones pero encontrar EB-66B fue un reto. En octubre 5 aviones EB-66B llegaron de EEUU y en mayo de 1966 desde Europa llegaron otros 8 aviones EB-66B adicionales. Los EB-66C formaron el 41st Tactical Reconnaissance Squadron y los EB-66B el 6460th Tactical Reconnaissance Squadron, ambos encuadrados en el 355th Tactical Fighter Wing. Con el tiempo se logró que ambos escuadrones contarán con 37 aviones en mayo de 1968.
Los aviones trabajaban en equipo, los EB-66C detectaban e identificaban los radares enemigos y los EB-66B los interferían. De este modo se cubrían los puntos débiles cada modelo. Los 23 equipos de interferencias del EB-66B fueron un refuerzo muy apreciado. Sin embargo no era su trabajo fácil, orbitando fuera del alcance de los SA-2 para interferir y captar sus señales. Los MiG norvietnamitas Los tenían como objetivo principal. Los norvietnamitas extendieron la red de defensa aérea en 1966 y los SA-2 derribaron 2 EB-66, lo cual obligó a cambiar sus tácticas. El cada vez mayor número de radares hacia difícil tanto la interferencia como estar al día del despliegue norvietnamita. Los EB-66 hubieron de operar cada vez más lejos, afectando a su efectividad.
Para cubrir donde no llegaban los EB-66 los aviones de ataque contaban con barquillas ALQ-71 (QRC-160A) que interferían el radar SAM norvietnamita pero su señal permitía dirigir a los MiG a interceptar a los F-105 que los llevaban. Tras años en los almacenes muchos de los pods estaban rotos o funcionaban mal, lo cual no dio mucha confianza a los pilotos acerca de su uso. Desde EEUU los expertos en guerra electrónica de la USAF en Eglin aconsejaban emplear los QRC-160 en formaciones de 4 aviones F-105, pero en Vietnam los pilotos estaban simplemente desbordados y desconocían totalmente los fundamentos de luchar contra el radar enemigo. Sin embargo las primeras pruebas de combates de la formación de 4 aviones fueron un éxito, los norvietnamitas las ignoraron y prefirieron atacar objetivos más fáciles, esto es, aviones sin equipos ECM.
También se recurrió poco después a interferir los radares de los MiG con barquillas ALQ-72 y AAQ-8 instaladas en los aviones de ataque. En octubre de 1966 los pilotos ya eran conscientes del valor de las contramedidas. A finales de 1966 también empezaron a llegar a los escuadrones de ataque la USAF en Tailandia equipos AN/APR-25 y AN/APR-26 que advertían a los aviones cuando eran detectados por el radár enemigo. Sin embargo, todo esto no era suficiente ya que Vietnam del Norte integraba sus radares con su red de alerta temprana, lo que le permitía detectar a los estadounidenses y coordinar sus defensas: baterías SAM, artillería antiaérea y cazas interceptores. Hacía falta algo más para luchar contra la defensa aérea y reducir las bajas en los cazabombarderos.
Los misiles SAM norvietnamitas suponían de hecho que quien controlaba el aire era Vietnam del Norte, al negar a los aviones americanos volar libremente. Se inició una crisis en la USAF.
Por parte de la USAF no se contó hasta octubre de 1965 con aviones de guerra electrónica que pudieran acompañar a los aviones atacantes e interferir los radares y comunicaciones de la defensa aérea. Solo unos cuantos EF-10B de guerra electrónica de los Marines estaban equipados con contramedidas electrónicas que pudieran interferir los sistemas de guía y rastreo de los misiles superficie-aire SA-2, sobrecargándolos con ruido de radiofrecuencia. El VMCJ-1 llevó a cabo en abril de 1965 la primera misión de interferencia de radar. 
Sin embargo volar sobre Vietnam del Norte significaba para el EF-10B  sacrificar pods de interferencia externos para cargar depósitos auxiliares, lo cual dejaba solo el equipo de interferencia montado internamente, y este no podía dirigirse hacia la fuente de emisiones radar. Hasta que se introdujeron mejoras en los EF-10B solo se podían emitir interferencias frontales. Los Marines pronto desplegaron sus EA-6A, equipados con pods ALQ-86 de interferencias. La US Navy le siguió destinando aviones EKA-3B con el mismo fin.

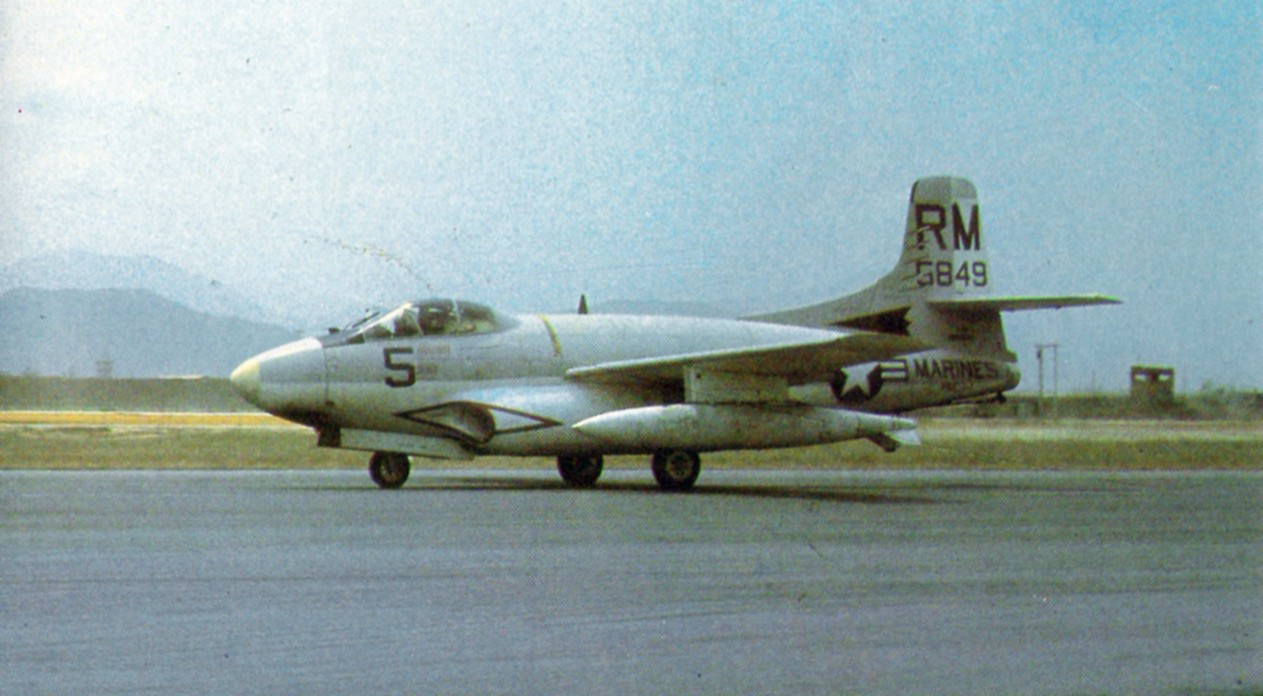
EF-10B Skyknight de guerra electrónica, parte del destacamento destinado a Da Nang.

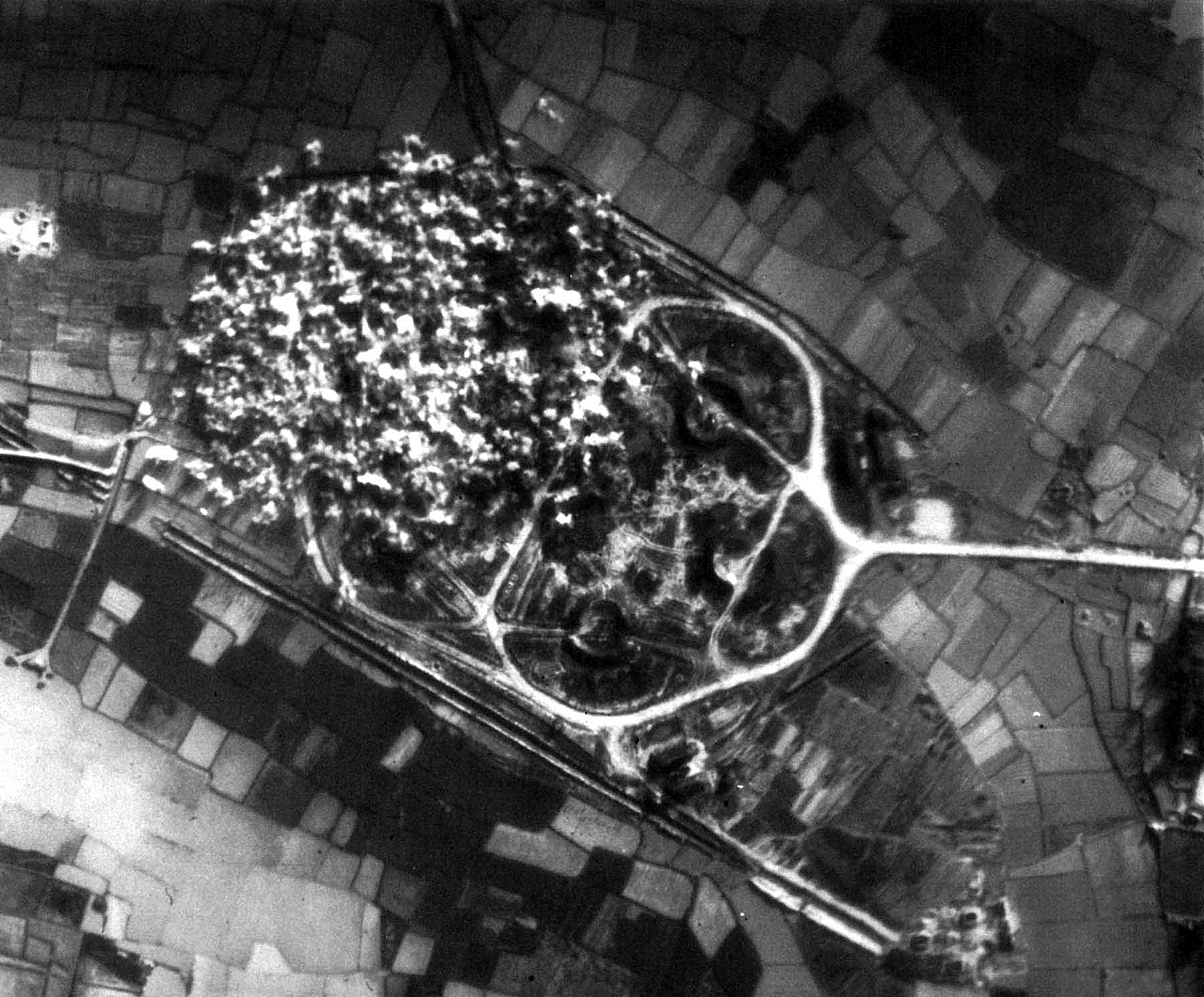
Impactos de bombas de racimo lanzadas durante una misión Wild Weasel sobre un emplazamiento de SA-2.

La US Navy estaba más preparada que la USAF. Aunque en escaso número se contaba con aviones EA-1F y EA-3B que podían interferir señales radar y detectar sus emisiones, aunque sus equipos eran anticuados. En cuanto a equipos de contramedidas la Armada estaba algo mejor preparada que la USAF, aunque no trabajaban con interferencias sino más con distorsionar la señal radar.
La US Navy también tuvo su debacle cuando lanzó un ataque contra las posiciones SAM el 12 y 13 de agosto de 1965. Ante la amenaza de los misiles SAM en verano de 1965 se comenzaron a instalar dispositivos AN/APR-23 en algunos aviones A-4, permitiéndoles detectar las emisiones de radares como los Fan Song y  avisando al piloto si aumentaba o disminuía de intensidad la señal del radar emisor (que se podía traducir por cercanía). Estos dispositivos se emplearían más adelante con los misiles antiradar. Ya se habían propuesto antes de Vietnam a la US Navy y USAF equipos de contramedidas electrónicas AN/ALQ-51. La US Navy aceptó la propuesta pero la USAF no, ya que quería equipos ECM que interfiriesen al emisor de radar enemigo. Esa interferencia mediante ruido requería una gran cantidad de energía emitida por un avión (caso de los B-52) o un grupo de ellos (caso de los F-105). La US Navy optó por comprar el ALQ-51, que tomaba el pulso del radar y distorsionaba la señal de vuelta. Así el radar emisor veía una señal de retorno en un punto incorrecto o una multitud de retornos donde solo había uno. Eso permitía que los aviones de la US Navy operaran en parejas o solos, lo opuesto a la doctrina de la USAF. Los primeros equipos ALQ-51 fueron instalados en septiembre de 1965 y así los aviones de la US Navy finalmente podían interferir los radares de la artillería antiaérea y hasta cierto punto los de los SAM. Aun así la USAF probó el AN/ALQ-51 en algunos de sus RF-101 y RF-4, no quedando contención los resultados. 
La escasez de pods de guerra electrónica en la US Navy se solucionó mediante el préstamo de equipos de las flotas del Atlántico y Mediterráneo. Estos pods también eran anticuados y se solicitaron equipos más modernos. En abril de 1965 hizo su aparición una nueva arma cuando un A-4E de la US Navy disparó el primer misil antiradar AGM-45. 
El primer ataque efectivo contra un emplazamiento de SA-2 tuvo lugar el 7 de octubre de 1965, cuando cuatro A-4E del USS Forrestal, descubrieron y destruyeron una batería SA-2 en la base aérea de Kep, al noreste de la Hanói. El 7 de noviembre de 1965 las misiones Iron Hand destruyeron dos batallones del 236 regimiento de misiles cerca de Hanói. La Armada introdujo el ALQ-51 a finales de 1965. Este equipo de contramedidas no buscaba interferir sino engañar al radar, devolviendo falsas señales a los radares del SA-2. La introducción del ALQ-51 logró durante unos meses de 1966 reducir el número de aviones navales derribados.
Los responsables de la USAF querían tener aviones con equipos de advertencia de señal radar y localizadores de dirección, al igual que el puñado de Grumman A-6 y A-4C/A-4E de la US Navy. El 31 de octubre de 1965 uno de estos A-4E despegó de Tailandia guiando a 8 F-105D de la USAF. El avión A-4E localizó un radár Fan Song y lo marcó con sus bombas. Los F-105 arrasaron la zona acabando con las lanzaderas y dirección de tiro. Fue la prueba de concepto de la idea que la USAF quería implementar.
En octubre de 1965 la USAF creó unidades especializadas en luchar contra los misiles SAM, los llamados Wild Weasel. Su objetivo ya no era interferir sino atacar los radares y la lanzaderas de los lanzadores SAM y lograr inhabilitarlos (por destrucción o que desistieran de emitir o disparar). Los primeros aviones fueron F-100F Super Sabre equipados con equipos rudimentarios, que advertirían del lanzamiento de un misil e indicaban la posición del radar que lo guiaba. Cada F-100F contaba con un piloto, elegido de entre los mejores pilotos de caza, y un oficial de guerra electrónica, elegido entre los mejores especialistas en uso de equipos electrónicos de B-52.
Asimismo se emplearon aviones EB-66C, especialmente equipados para interferir los radares enemigos, y drones Firebee para interferir los radares. La CIA compró en Indonesia aviones MiG-21 y un radar Fan Song, lo cual ayudó a diseñar contramedidas. Tras la guerra de 1967 Israel vendió a EE. UU. una batería de misiles SA-2 capturada en el Sinaí. Mediante drones se consiguieron en febrero de 1966 las frecuencias de los SA-2 y sus radares de guiado. De este modo la USAF desarrolló mejores equipos de contramedidas y de aviso de ser detectados por SA-2. Además en 1967 llegó la versión mejorada EB-66E para proteger con equipos de interferencias más modernos los ataques sobre Vietnam del Norte.
El nuevo equipo de alerta de radar  AN/APR-26 fue instalado en masa en los aviones de la USAF y así sus pilotos fueron capaces de saber cuando el radar del SA-2 les tenía fijados como objetivo y si un misil estaba en camino para así poder realizar maniobras evasivas. Si el misil SA-2 se acercaba demasiado podía intentarse interferir su sensor de proximidad. Asimismo gracias a un prototipo simulado de un misil SA-2 los pilotos americanos aprendieron a evitar los misiles SA-2 que se les aproximaban mediante maniobras bruscas. El 22 de diciembre de 1965 un F-100F logró la primera destrucción de un SAM enemigo, en un ataque a Yen Bai. 

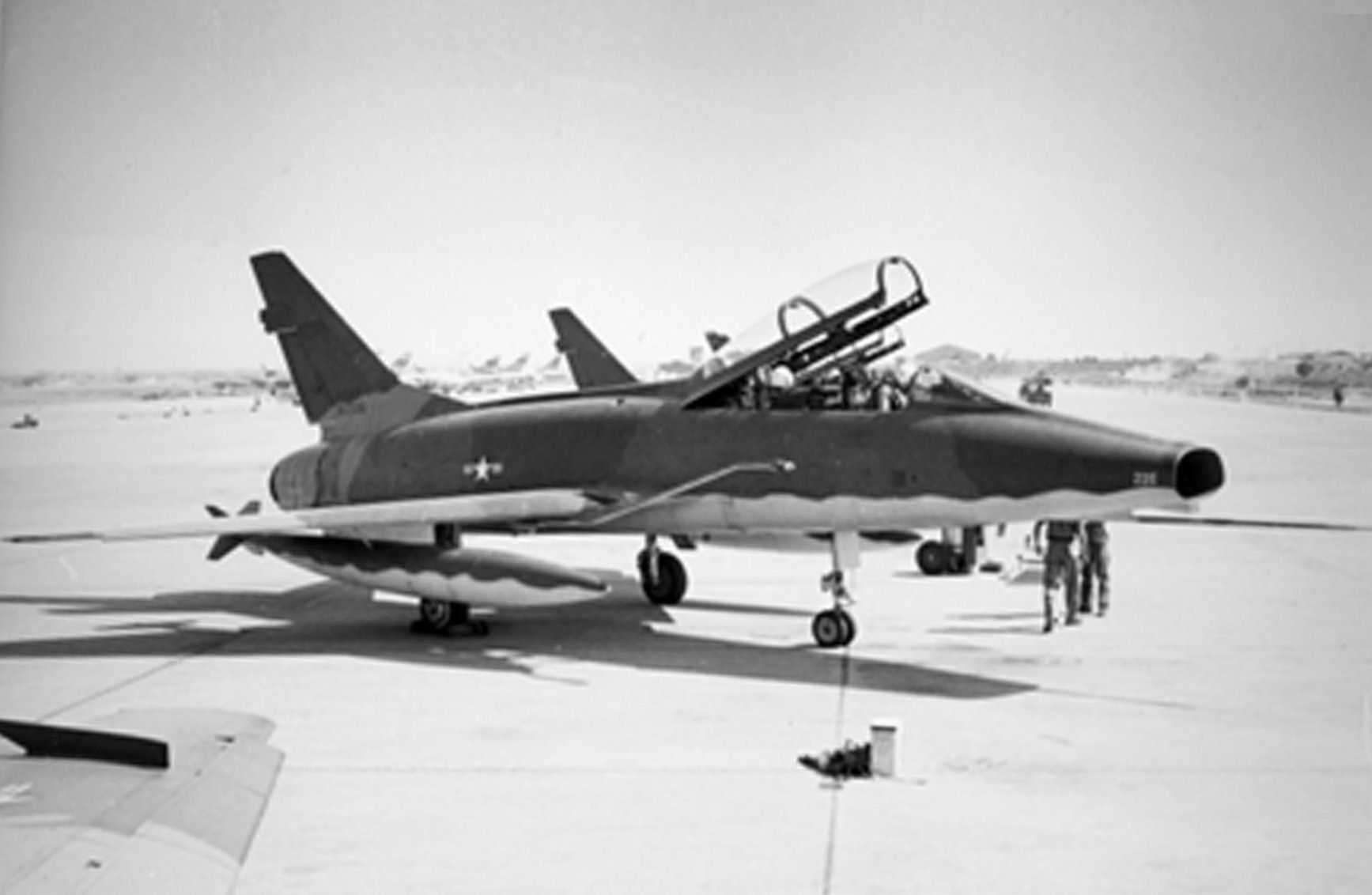
F-100F del destacamento inicial Wild Weasel. La foto fue tomada en Nevada, durante el entrenamiento inicial.

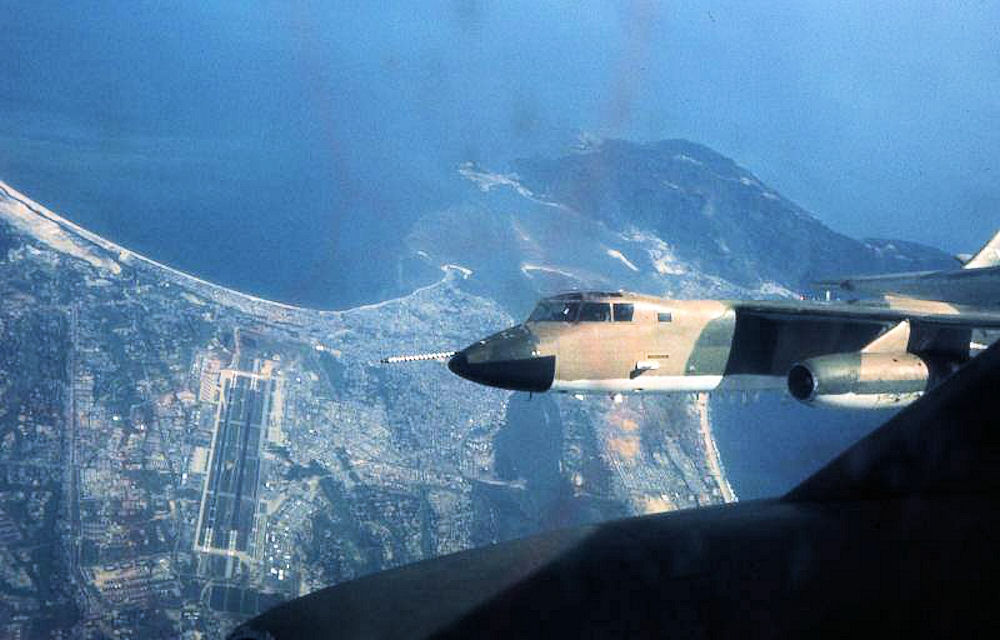
EB-66 del 42 Tactical Electronic Warfare Squadron.

En julio de 1966 el F-105F Thunderchief tomó el relevo en las misiones Wild Weasel en la USAF hasta el fin de la guerra. Era más apto ya que era más rápido, ágil, con mayor cantidad de armamento y autonomía. Los F-105 empleaban también el misil antiradar AGM-45 Shrike desarrollado por la US Navy. El sistema de guía del Shrike al ser programado solo podía reconocer y atacar una banda de radar específica, o un conjunto limitado de bandas radar. 
Un AGM-45 solo podía atacar por tanto a uno o unos pocos tipos de radar, porque no reconocía al resto. Así que las misiones SEAD tenían que llevadas a cabo por varios aviones, cargados con el mayor número de Shrike, cada uno calibrado de forma distinta para cubrir la mayor cantidad posible de radares con los que la misión se podía encontrar. 
En 1967 llegó el F-105G, con equipos mejorados y además entró en servicio un nuevo misil, el AGM-78 Standard, con mejores características. 
Por parte de la Armada se realizaban desde abril de 1965 misiones Wild Weasel, llamadas Iron Hand en la US Navy. El primer éxito se produjo el 7 de octubre de 1965, cuando cuatro A-4 Skyhawk del USS Forrestal descubrieron y destruyeron una batería de SA-2 al noreste de Hanói. A estas misiones se incorporó en 1968 el A-6B, versión modificada especialmente para misiones SEAD que reemplazó a los A-4 y A-7 en estas misiones. 
A diferencia de la USAF la US Navy no creó escuadrones especializados, sino que aviones A-6B se asignaban a los escuadrones de ataque equipados con A-6. Esto a su vez daba mayor flexibilidad ya que permitía escoltar los ataques o emparejar a los A-6B armados con misiles antirradar con aviones de ataque (A-4 o A-7) armados con bombas para realizar misiones específicas de ataque a las baterías SAM y radares de defensa aérea. Los EA-1F operaban en parejas tratando de interferir los radares norvietnamitas. 
Los EAK-3B trataban de apoyarles. Debido al valor de estos aviones de interferencias se pusieron estrictas normas de uso para evitar perderlos en combate. Ante la falta de aviones suficientes de guerra electrónica se ordenó al escuadrón VAW-13 que creará el Det One, basado en Cubi Point y equipado con 10 EA-1F. El Det One asignaba primero destacamentos de 2 aviones a los portaviones del Pacífico Occidental (WESPAC) para entrenamiento ECM. Desde abril de 1965 las órdenes eran asignar 3 aviones a los portaviones de la Yankee Station, los que realizaban misiones de ataque sobre Vietnam del Norte.

#### Maduración de las misiones de supresión de defensas aéreas
La movilidad de las baterías SAM y la presencia de artillería antiaérea protegiendo a los misiles obligó a buscar la solución en la tecnología, apareciendo los aviones Wild Weasel. Dado el funcionamiento de un misil SA-2 se recurrió también al uso de contramedidas electrónicas. El proceso de disparo de un SA-2 empezaba con el radar P-15 Flat face, este detectaba el blanco y lo pasaba al radar P-12 Spoon rest de búsqueda. 
A su vez este pasaba la información al radar Fan Song de guiado. Por ello interferir electrónicamente cualquiera de los radares y señales significaba dejar a la batería fuera de servicio. Por tanto los aviones de la USAF y US Navy comenzaron a equiparse con pods de contramedidas que creaban falsa información electrónica para los radares de los SA-2. Además pronto se descubrió que una formación cerrada de F-105 aumentaba la efectividad de las contramedidas. 
Los aviones EB-66C de inteligencia electrónica y drones Firebee habían logrado las frecuencias de los radares de los SA-2, gracias a ello se mejoraron los equipos electrónicos. Los equipos de aviso de radar informaban al piloto cuando su avión estaba siendo iluminado, permitiéndole recurrir a maniobras evasivas para romper el contacto del radar y escapar. Además los pilotos pronto aprendieron a maniobrar para aprovechar la baja capacidad de maniobra de los SA-2. Versiones posteriores de los equipos de aviso de radar podían además distinguir entre señales radar de seguimiento y aquellas emitidas cuando se disparaba el misil.

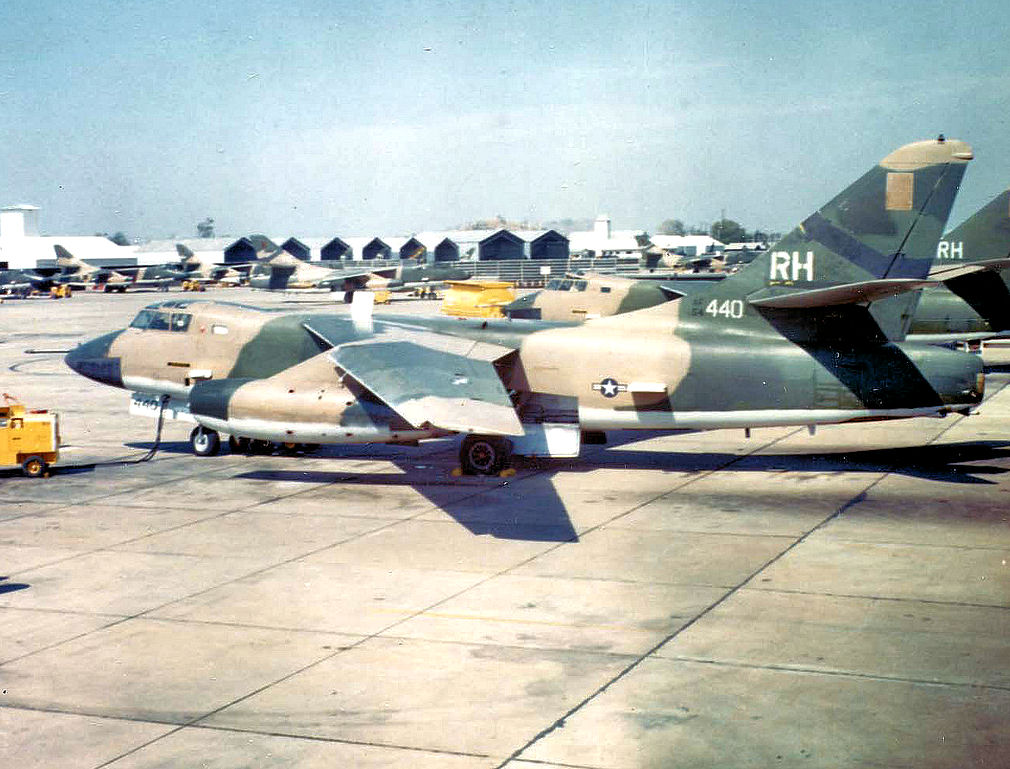
Aviones Douglas EB-66E Destroyer del 355th TFW fotografiados en su base en Tailandia.

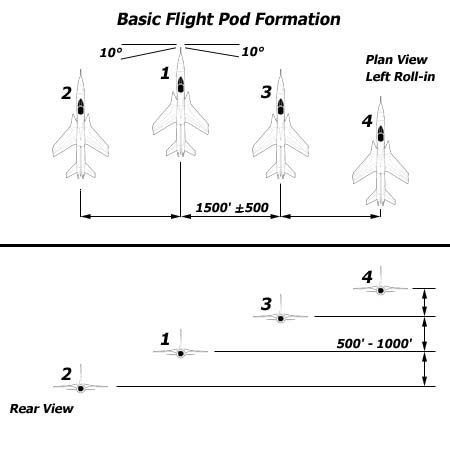
Gráfico mostrando como volar en formación para lograr la máxima eficiencia de los equipos de interferencias.

Los aviones EB-66 podían llevar más equipo de contramedidas que un F-105 y enseguida se añadieron al grupo de ataque, combinando contramedidas que confundían a los radares con información falsa y con otras que sobrecargaban las frecuencias radar. 
Otras armas fueron que los EC-121,  equipados con el QRC-248 activaran el sistema IFF SRO-1/2 de los MiG para así conseguir su identificación y localización. Las contramedidas electrónicas ayudaron a interferir en los radares de los SAM y MiG gracias a la entrada en servicio de los pods ALQ-72 y AAQ-8. Los barcos de la US Navy trataban de interferir los radares de control de cazas y las comunicaciones norvietnamitas. Para luchar contra los controladores en tierra la USAF pasó a usar contramedidas electrónicas para interferir en la señal radio de los controladores en tierra y confundir los ataques de los MiG.
Los Wild Weasel también hacían su oarte. Del 18 de abril al 15 de julio de 1966 los F-100F y F-105F habían lanzado 107 misiles AGM-45 pero solo había 1 blanco confirmado y 38 probables. La pequeña cabeza de combate requería un impacto directo para tener éxito y la fase de lanzamiento era muy difícil. A pesar de todo los misiles antirradar AGM-45 Shrike y el nuevo AGM-78 Standard cada vez se empleaban en mayor número y eficacia, contabilizarían el 46% de las lanzaderas SA-2 destruidas. El AGM-78 debutó en combate el 10 de marzo de 1968 con una formación de 4 aviones F-105, cada uno armado con dos AGM-78. Se dispararon los ocho misiles AGM-78 y solo tres fallaron. Tres acertaron y otros dos fueron un impacto probable. Eso suponía un porcentaje de éxito tres veces mayor al del AGM-45. Además la cabeza buscadora del AGM-78 podía procesar muchas más señales de radar, superando las limitaciones del Shrike.
Más allá de las destrucciones el mayor impacto fue que los norvietnamitas pronto aprendieron a identificar cuando había cerca un equipo de cazadores de SAM, y empezaron a limitar sus tiempos de emisión y a apagar el radar cuando sentían que había peligro. Sólo esto ya era una mejora respecto a la situación de 1965, permitiendo pasar a las formaciones de ataque a través de las defensas aéreas.

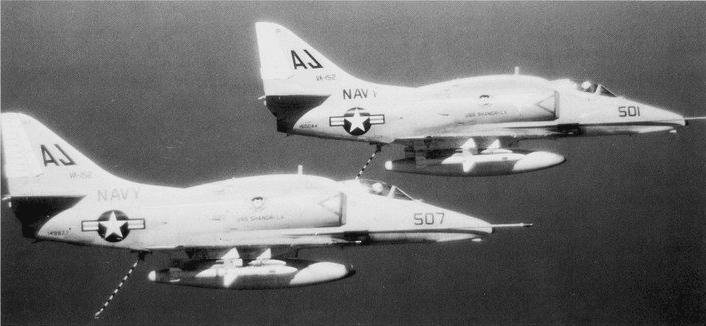
A-4Skyhawk armados con misiles Shrike, 1970.

El F-105F RE-1 se diseñó en EE. UU. como parte del programa Wild Weasel III. En mayo de 1966 el primer F-105 Wild Weasel llegó a la base aérea de Korat, donde habría un escuadrón entero en poco tiempo. Se les unieron 7 F-105 del 355th Fighter Wing basados en Takhli. Pero era un trabajo arriesgado y en 6 semanas de misiones de combate todos los aviones del escuadrón 355 fueron derribados.  
El número de posiciones SAM norvietnamitas mientras tanto ya se estimaba en más de 100. En las misiones SEAD se introdujeron mejoras con la llegada de los aviones F-105G y el misil Standard. El primer F-105G llegó a Tailandia durante el segundo semestre de 1967. Los F-105G operaban conjuntamente con aviones armados con bombas para localizar y destruir los equipos de la defensa aérea vietnamita.  
Los equipos Wild Weasel muchas veces involucraban a 4 aviones, a veces liderados por un F-105F/G al que acompañaban 3 F-105 o F-4 de ataque. Otras veces volaban en dos parejas que operaban en forma independiente en modo Hunter-Killer, cada pareja compuesta por un F-105F/G y un F-105/F-4. El F-105F era el señuelo, provocando el lanzamiento de misiles antiaéreos que generaban el suficiente humo como para hacer posible a los otros aviones ver las lanzaderas para realizar contra estas un ataque de bombardeo en picada.  Los aviones debían picar en forma abrupta o girar bruscamente para evitar los misiles disparados contra ellos. 

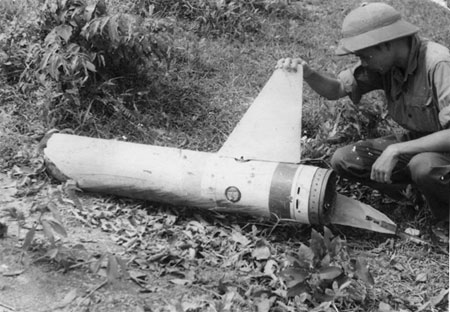
Un soldado vietnamita inspecciona los restos de un misil Shrike, 1968.

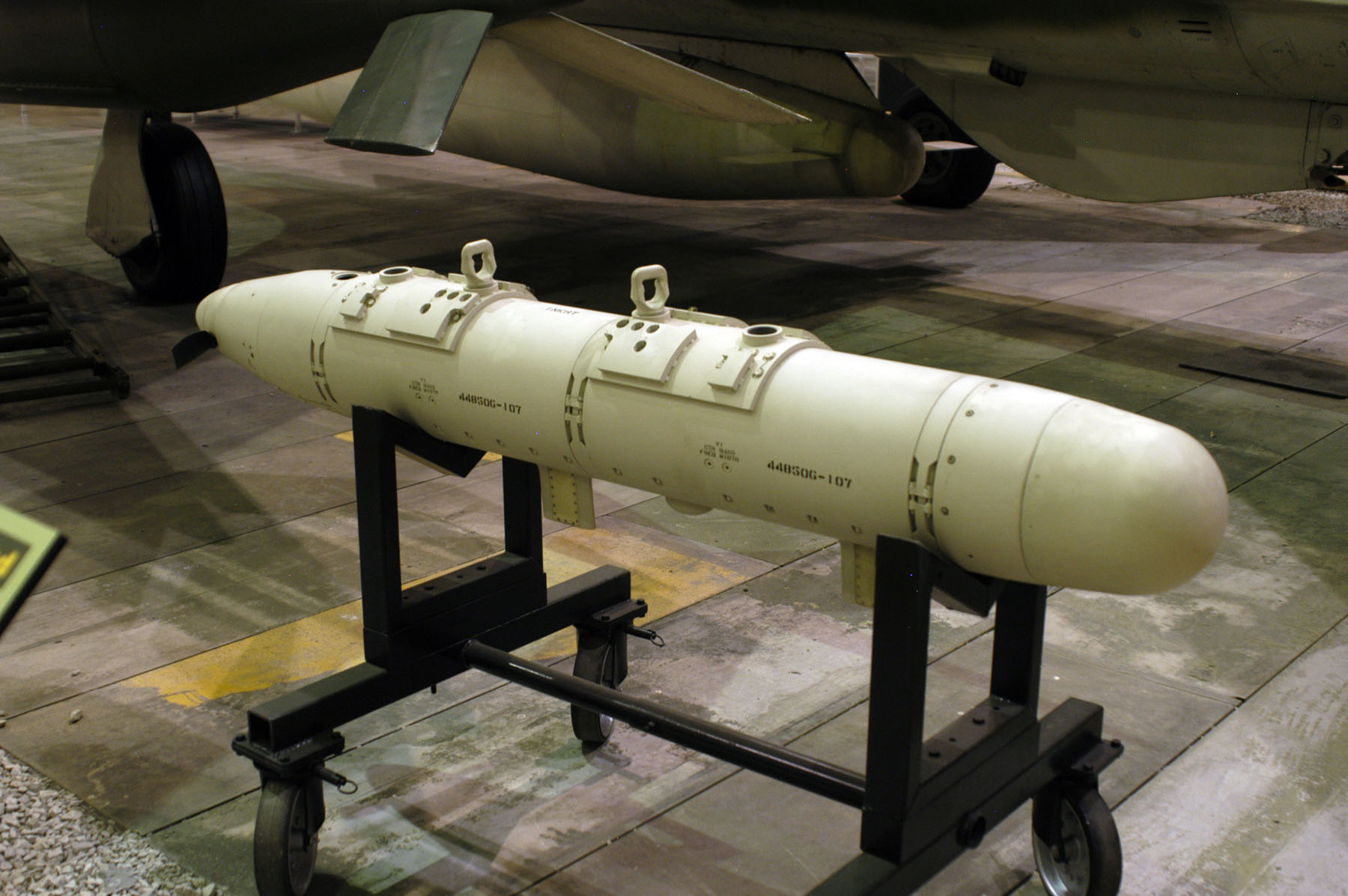
Pod ALQ-71 de contramedidas empleado por la USAF.

Los Wild Weasel volaban por delante de la formación de ataque para destruir radares o que estos se apagaran reduciendo así la vulnerabilidad de los aviones que les seguían. El intervalo de 5 minutos por delante de la formación de ataque se redujo en 1968 a 1 minuto.
Los Weasels eran los primeros en entrar y los últimos en salir ya que trataban de neutralizar las amenazas antes que llegara la fuerza de ataque y también cubrían a la fuerza de ataque al retirarse. Había que alternar el provocar a la defensa antiaérea para que encendiera sus radares, el disparo de misiles antirradar y localizar visualmente los enclaves SAM para atacarlos con bombas. 
Una misión típica duraba casi tres horas y podía implicar una misión Iron Hand, limpiando el camino de SAM para que la fuerza pudiera pasar sin problema, o una misión Hunter-Killer. No era un trabajo fácil, los Weasels tenían diez veces más probabilidades de ser derribados. Un ataque con Shrike implicaba acercarse al SA-2, realizar una maniobra brusca de subida de 4.5G, hacer un rizo, nueva maniobra brusca de 5G y lanzar el misil. Tras el lanzamiento se picaba, fuera para escapar o para atacar con bombas el emplazamiento SAM. 
Mientras los primeros aviones Wild Weasel F-100F luchaban sobre Vietnam en EE. UU. se estableció en 1966 una escuela para entrenar en misiones SEAD a las futuras tripulaciones de F-105F/G entonces en desarrollo. Esto ayudó a proporcionar tripulaciones entrenadas y aviones adecuados en número cada vez mayor. Además se incorporaron nuevos equipos de contramedidas. En septiembre de 1966 la USAF introdujo el nuevo QRC-160-1 de interferencia. Los F-105 fueron equipados con pods ALQ-87 de interferencias, capaces de operar contra varias frecuencias de radar de modo simultáneo.
Sin embargo nunca había suficientes equipos, a finales de 1966 solo se contaba con 51 equipos QRC-160-1 en toda Asia. Eso sí, fueron un éxito y solo un avión equipado con este nuevo pod se perdió en los primeros meses. En abril de 1967 la USAF retomó sus ataques sobre Hanói, está vez contaba con muchos más equipos QRC-160-1 y los vietnamitas sufrieron un nivel de interferencias nunca antes visto. Los ataques a las baterías SAM que revelaban su posición al disparar también les obligaba a ser más cautos. Pronto aprendieron los americanos que los aviones equipados con pods RCM volando en formación la interferencia era mayor que volando solos. Y que los aviones sin contramedidas eran blancos fácil de los SA-2.
En los Marines el EA-6A tuvo su bautismo de fuego en noviembre de 1966 escoltando a un grupo de ataque sobre Vietnam del Norte, y desde entonces protegió a los aviones de ataque y recopiló información de las emisiones y comunicaciones enemigas en misiones sobre Laos y Vietnam del Norte. La US Navy también introdujo sus nuevos equipos ALQ-76 de interferencias en 1968. Además se introdujeron mejoras en los EF-10B de los Marines. 
Los EB-66C de la USAF y EA-6A de los Marines eran parte integral de los ataques, creando ruido electrónico para dificultar el funcionamiento de los radares enemigos. En 1967 la US Navy comenzó la conversión de 34 aviones en EKA-3B, con sistema ALT-27 de interferencia de comunicaciones radio que afectaban a los MiG y dos pod ALQ-92 de interferencias de radar.

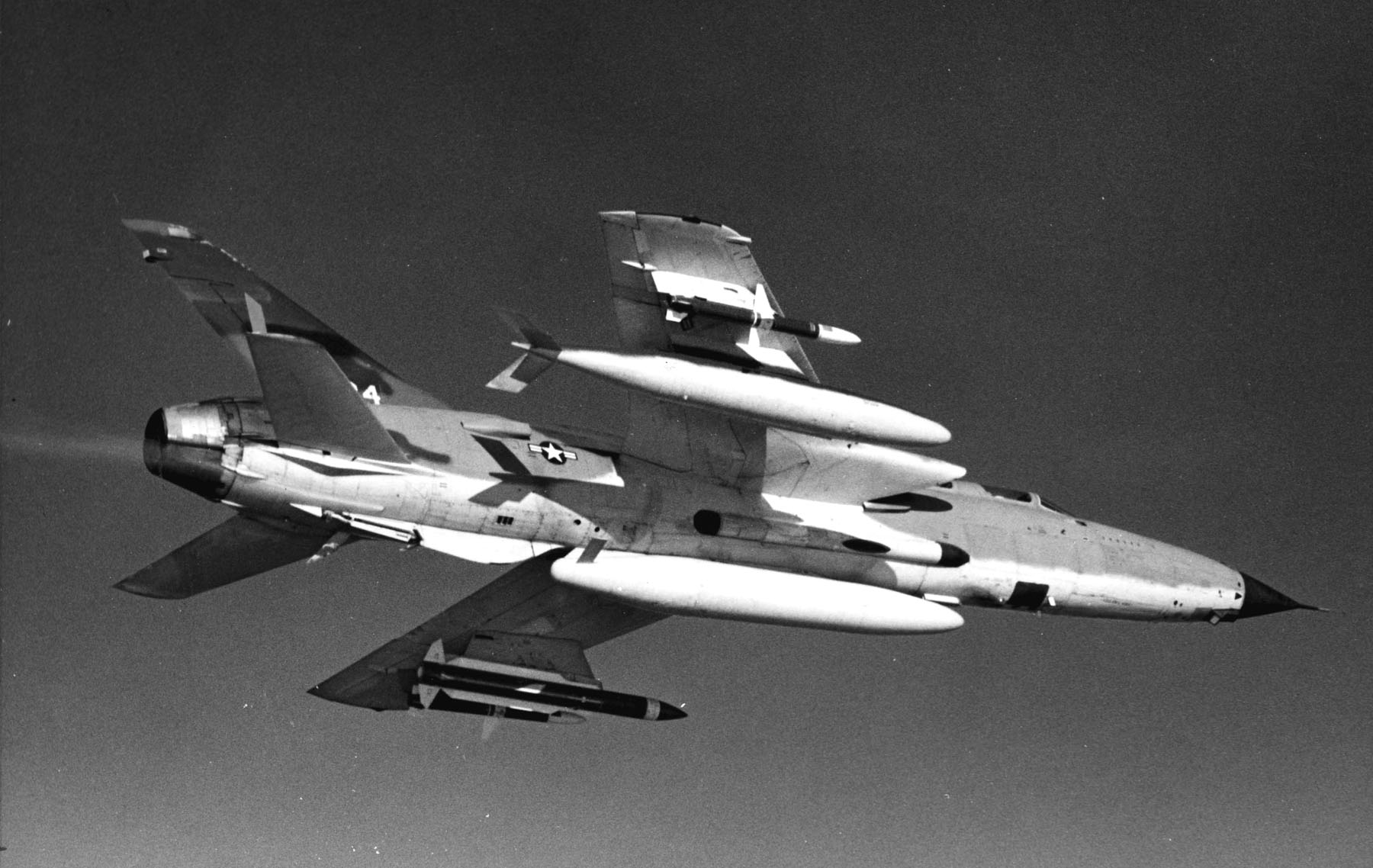
Un F-105G en 1970. Se pueden ver un pod de interferencias electrónicas QRC-380, un misil antirradar AGM-45 Shrike y otro AGM-78B Standard.

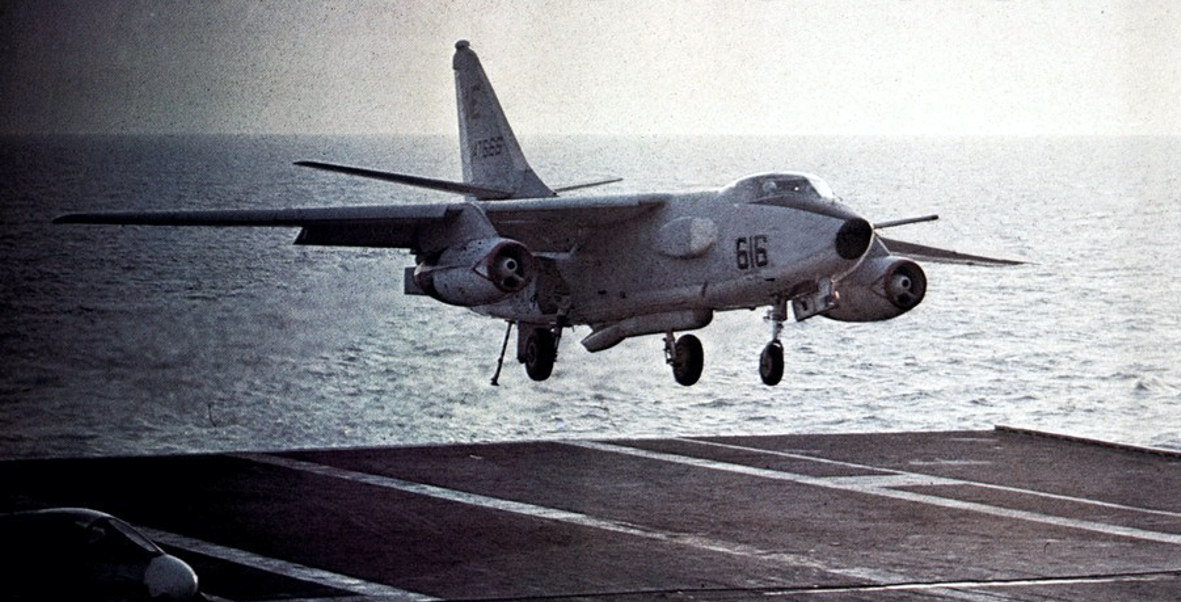
Un EKA-3B de guerra electrónica aterrizando en el USS Ranger.

Gracias a todos los recursos invertidos por EE. UU. cada vez eran necesarios más misiles por avión derribado. A medida que los americanos introducían nuevas maneras de atacar a los misiles SAM los vietnamitas no se quedaban atrás y mejoraban las tácticas empleadas por sus operadores de radar, variaban los emplazamientos, simulaban disparos o disparaban los misiles en salvas de tres. 
Los vietnamitas aprendieron pronto a apagar sus radares, o nuevas formas de tenerlos apagados el mínimo tiempo para poder disparar. Como era necesario reducir el tiempo en que el radar Fan Song estuviera encendido se modificó el radar para poder dejarlo encendido pero sin transmitir. 
Otra innovación fue cambiar la adquisición de blanco automática a manual en presencia de contramedidas electrónicas, consiguiendo el primer derribo de este modo en agosto de 1967. Los vietnamitas comenzaron a realizar lanzamientos de SA-2 guiados por la fuente de interferencias, algo no probado hasta entonces.

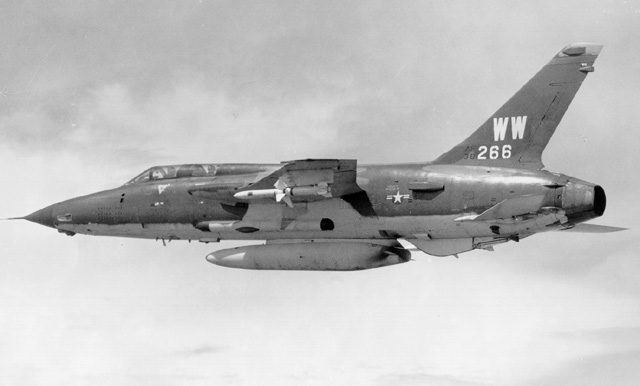
Un EF-105F con misiles AGM-45 Shrike.

Los aviones de ataque americanos empezaron a contar no solo con equipos que les avisaban que habían sido detectados, sino también con cada vez más equipos de los contramedidas. Los equipos ECM de la USAF fueron creados rápidamente y tenían ciertas limitaciones que los SA-2 aprendieron deprisa y empezaron a aprovechar los momentos en que por la posición del avión esas contramedidas no eran efectivas. 
En diciembre de 1967, llegó el pod QRC-160-8, diseñado para interferir la comunicación entre el radar y el misil. Los derribos logrados por los SA-2 se desplomaron hasta que en febrero de 1968, un pod fue recuperado de un avión derribado y su análisis llevó a modificaciones en los SA-2. Sin embargo, las operaciones aéreas se detuvieron y recién se retomarían 4 años más tarde, en 1972, con el inicio de la Operación Linebacker.
Solo entre marzo de 1967 y marzo de 1968 más de 1.150 misiles antiradar Shrike fueron disparados en unas 930 misiones. En ellas 14 aviones Wild Weasel fueron derribados y se reclamaron impactos en 370 radares vietnamitas.  
Por suerte para los pilotos americanos la URSS se resistió a enviar a Vietnam versiones mejoradas del SA-2 y sus radares de guía o misiles SA-3 ante el temor de que China pudiera crear sus copias tal y como habían hecho con los Mig-21. 

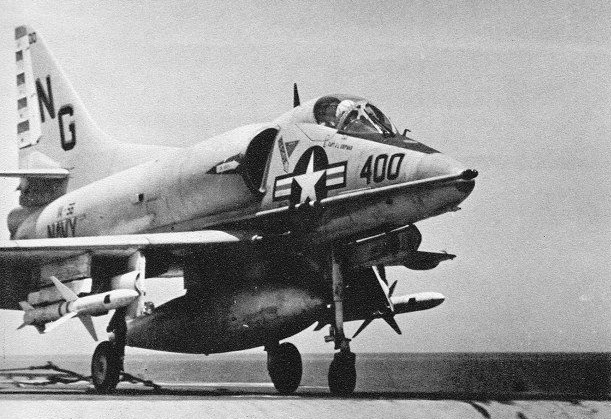
Un A-4C se dispone a despegar armado con dos misiles antirradar AGM-45 Shrike.

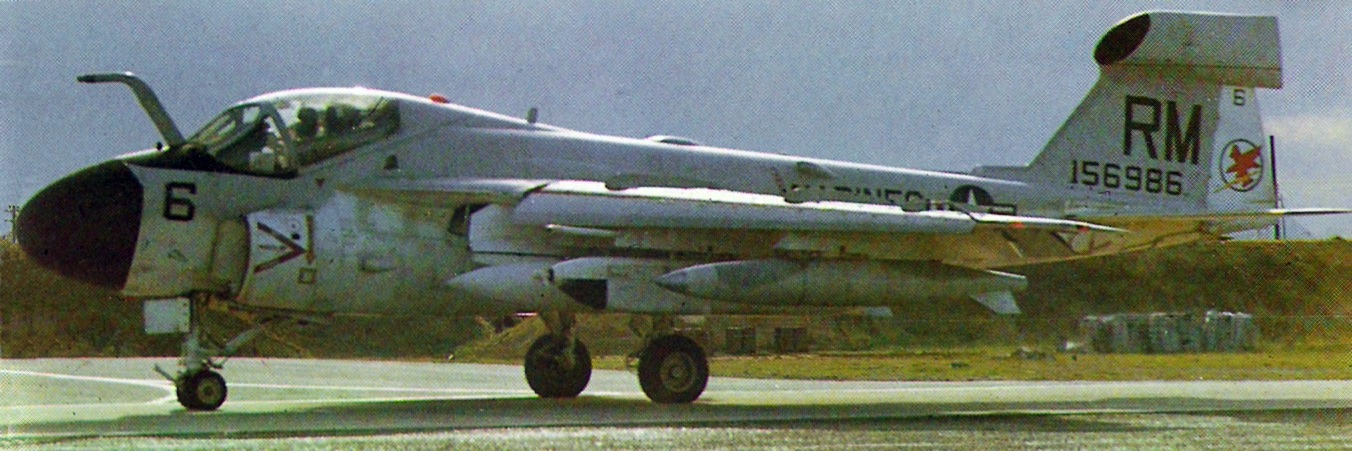
Un EA6A del escuadrón VMCJ-1 fotografiado en Da Nang.

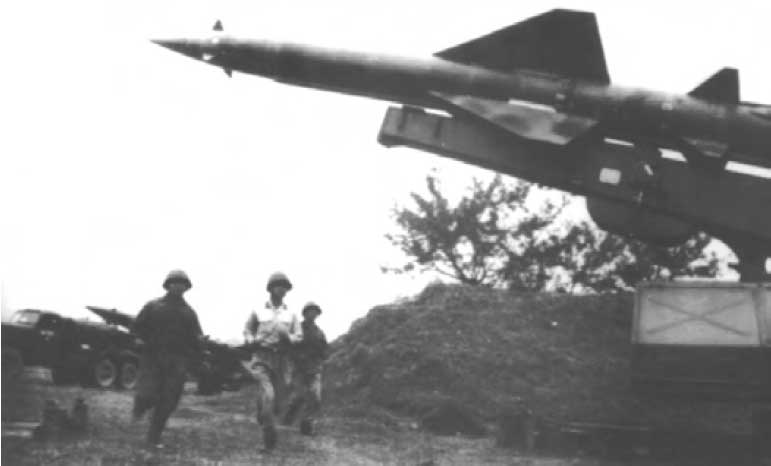
Los servidores de una batería SA-2 corren a sus posiciones.

En 1968 se estimaba que eran necesarios 48 misiles SA-2 por cada avión derribado, una mejora considerable respecto a los 15 misiles calculados en 1965. 
La presencia de aviones Wild Weasel y la necesidad de todos los aviones de contar con contramedidas ya era algo asumido como normal en los ataques americanos. Los aviones Wild Weasel ya estaban en la versión IV, y se trabajaba en una nueva basada en el F-4 Phantom. 
Al coincidir con la orden de parar las misiones sobre todo Vietnam del Norte no sería hasta 1972 que los norvietnamitas fueran totalmente conscientes de la capacidad de las nuevas armas estadounidenses. 
Prueba de las mejores tácticas americanas es que Vietnam del Norte debió recurrir a un mayor empleo de sus Mig para defenderse, lo cual resultó en combates y pérdidas para su Fuerza Aérea en 1967.
Los aviones SEAD también fueron mejorando, no solo en experiencia y armamento. El EF-4C Wild Weasel IV entró en servicio en marzo de 1969 con las unidades destinadas en Asia. 
En 1971 el 67th TFS, equipado con EF-4C, fue destinado a Tailandia y tomaría parte en Linebacker. El EF-4C se había desarrollado en paralelo al F-105G Wild Weasel III, ofreciendo la ventaja de un avión más moderno pero la desventaja de no poder usar el AGM-78. Un misil Shrike era lanzado con hasta 30° de desviación hacia el radar enemigo y desde un radio de 25 km.. 
La llegada del AGM-78 Standard permitió lanzamientos desde distancias mucho mayores y atacar con hasta 180 º de desviación del blanco. La carga normal de un F-105G era un tanque de combustible central de 2.500 litros, dos AGM-78 y dos Shrike. El misil Shrike también recibió mejoras, la versión AGM-45B tenía mayor alcance y prestaciones. 
El F-105G incorporó en 1968 el AGM-78B Mod.1 mejorado y recibió equipos APR-36 y APR-37. Además en el F-105G un mejor escáner panorámico de señales, el APR-35, reemplazó al ER-142 y se rediseñó el panel del oficial de guerra electrónica (EWO). Los F-105F en servicio se llevaron a la versión G.
En 1967 llegó a Vietnam el EB-66E, equipado con mejores sistemas para interferir comunicaciones y saturar el radar norvietnamita. El EA-6A de los Marines se desplegó en Vietnam y se unieron a los A-6B, una versión más optimizada para misiones SEAD del A-6A Intruder. Varios aviones cisternas de la US Navy fueron convertidos en EAK-3B que les daban la capacidad adicional de interferir los radares y comunicaciones norvietnamitas.
En la US Navy la entrada en servicio de los EA-6A y EA-6B permitió reforzar y luego reemplazar a los más anticuados EF-10B, EA-1F y EKA-3B. Ahora los equipos y aviones disponibles podían realizar misiones Support Jamming (SJ), Escort Jamming (EJ) y Stand-Off Jamming (SCJ). Los EA-3B del VQ-1 eran aviones de reconocimiento electrónico y tenían equipos con los que localizar e identificar las comunicaciones y radares. 
Frecuentemente operaban cerca de Vietnam del Norte identificando los radares de su red de defensa aérea y su disposición. A veces operaban conjuntamente con los A-4 Skyhawk, dandoles a estos los vectores de dirección de los radares Fan Song para iniciar los A-4 su misión SEAD con misiles Shrike.
En 1967 los vietnamitas sufrieron un momento de crisis ya que su defensa aérea ya no era tan efectiva. Las pausas ordenadas por los políticos permitieron a los norvietnamitas recomponerse y pensar en mejoras. Los Wild Weasel y equipos de interferencia de la USAF habían reducido la eficacia de sus SA-2. Se hubo de recurrir a atacar cuando los aviones habían pasado aprovechando que las contramedidas se enfocaban principalmente hacia adelante. Aun así se consiguieron más éxitos contra la US Navy, cuyos equipos de contramedidas los norvietnamitas ya habían aprendido a combatir. A medida que transcurrían los meses de 1967 la USAF contaba con más pod de contramedidas y aprendia cómo usarlos mejor. 
Ante la necesidad de encontrar como afrontar a la USAF los norvietnamitas empezaron a dirigir sus SA-2 hacia la fuente de interferencias. El verano de 1967 111 baterías antiaéreas y 20 batallones SA-2 defendían Hanói, pero aún no se sabía cono contrarrestar el QRC-160-1. Sólo 5 aviones de la USAF equipados con este pod fueron derribados entre enero y septiembre de 1967. Los norvietnamitas reforzaron aún más la defensa de Hanói, en octubre contaban con 14 regimientos antiaéreos, 12 batallones antiaéreos independientes (más de 1.000 cañones) y 26 batallones de SA-2 (156 lanzaderas y más del 80% de los SAM norvietnamitas). 
Los norvietnamitas pasaron a emplear una nueva táctica, disparo de salvas masivas de SA-2. Sin embargo los éxitos iniciales de esta nueva táctica acabaron con la introducción a finales de 1967 del QRC-160-8 (AN/ALQ-87) por parte de la USAF, que interfería la señal de guía del misil SA-2 impidiendo su guiado después de ser disparados. 
Los soviéticos hubieron de crear una nueva versión mejorada del SA-2, pero además en un golpe de suerte en febrero de 1968 se recuperó intacto un QRC-160-8 entre los restos de un F-105 derribado. Fue un increíble golpe de suerte ya que hasta 1971 no se volvió a derribar un avión de la USAF equipado con pod de interferencias. Para entonces los SA-2 mejorados ya estaban en servicio. En 1968 EEUU decidió suspender los ataques sobre Vietnam del Norte.
La US Navy realizó el Proyecto Shoehorn de 1967 a 1970, que actualizó el paquete de guerra electrónica del F-4B y del F-4J. También les instaló un equipo de Contramedidas AN/ALE-29, con dos dispensadores montados a cada lado del avión, cada uno con 30 cartuchos de bengalas, chaff o alguna combinación de ambos. El RIO en el asiento trasero operaba el sistema e incluso podía programar el dispensador para disparar a intervalos preestablecidos.
Por el contrario, la USAF adoptó un enfoque mucho más improvisado para proporcionar a sus aviones chaff y bengalas para autodefensa. Los aviones de reconocimiento RF-4 a veces improvisaban, usando sus cartuchos de flash fotográfico para deslumbrar a los MiG. Para dar a los cazas algo de chaff para autodefensa,  se metían pequeñas cajas de cartón llenas de chaff en los pozos de los frenos de velocidad. Los frenos podían abrirse para crear una rápida descarga de chaff.

#### Ofensivas Linebacker
Tras el ataque a Vietnam del Sur en 1972, Nixon decidió dar carta blanca a la ofensiva aérea sobre Vietnam del Norte para detener la ofensiva y mejorar la posición de EE. UU. en las conversaciones de paz. Así se inició la operación Linebacker I. Se estima que protegiendo Hanói y Haiphong se encontraba la mayor parte de los 200 lanzadores de SA-2 norvietnamitas, con un inventario de unos 2.000 misiles. Se estimaba que Vietnam del Norte contaba además con unos 200 MiG y 4.000 baterías antiaéreas de todos los calibres. 
Los objetivos más importantes estaban protegidos por lo que entonces era la defensa antiaérea más densa y veterana del mundo. EE.UU empleó sus B-52, que estaban equipados con modernos equipos de guerra electrónica pero nunca se habían enfrentado a una red de defensa aérea integrada como la de Vietnam del Norte. Los aviones del Tactical Air Force (TAF) si sabían cómo lidiar con esa defensa y los misiles SA-2, pero nadie se preocupó de que compartieran esa experiencia con sus compañeros de los B-52 del SAC. 
Los planificadores del SAC pensaron que sus equipos de interferencias bastarían y no se molestaron en analizar mejoras. Las pobres tácticas iniciales, el exceso de confianza y el olvido en integrar la misión SEAD supuso el derribó de 11 aviones B-52 por misiles SA-2 en las cinco primeras noches de Linebacker II. El cambio de tácticas y la inclusión de las lecciones duramente aprendidas de Rolling Thunder supondría la derrota de la defensa aérea norvietnamita.

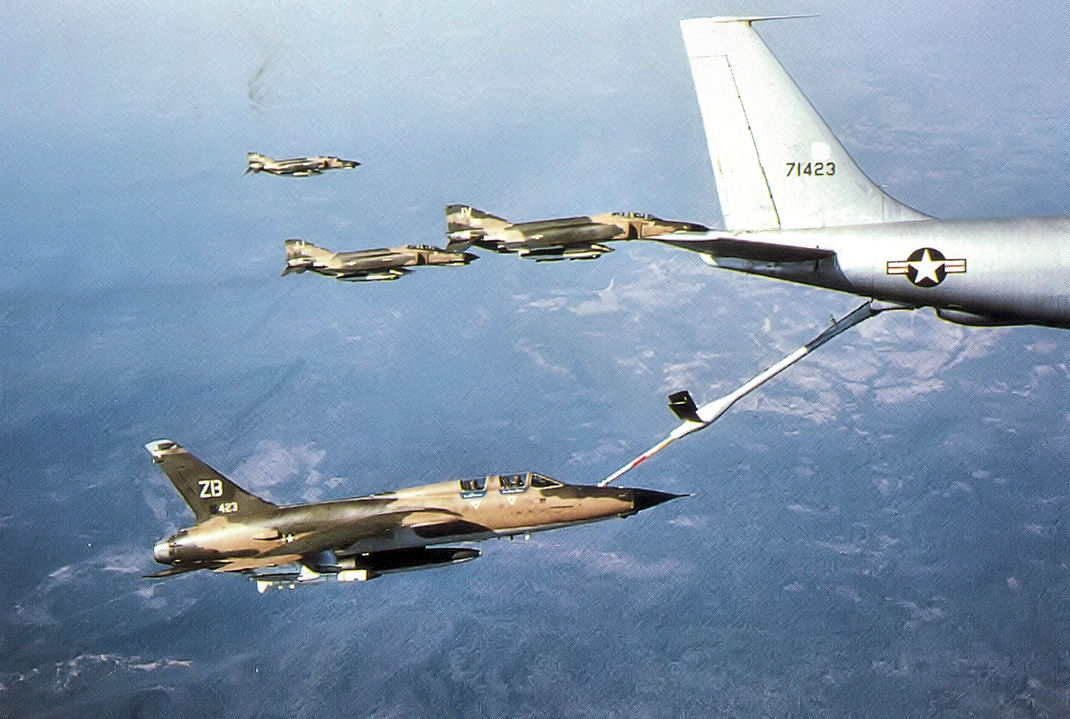
Un grupo Wild Weasel compuesto de un F-105G del 388th TFW, acompañado de 3 F-4C de ataque, repostando rumbo a Vietnam del Norte.

Para responder a la ofensiva norvietnamita EE. UU. desplegó sus equipos y aviones más modernos para atacar los misiles SAM e interferir sus señales. A inicios de 1972 solo había un escuadrón Wild Weasel en la zona, que fue reforzado con un segundo en mayo, equipado con EF-4C. 
Además se redujeron las restricciones fijadas por los políticos para atacar los SA-2 y se autorizó una intensa ofensiva SEAD, atacando los asentamientos de lanzadores SA-2, radares y depósitos de almacenamiento de los SAM. Se recurrió al uso masivo de bombas guiadas sobre objetivos estratégicos (puentes, trenes, depósitos de petróleo, estaciones eléctricas, etc) muy bien defendidos. 
El empleo de armas guiadas supuso que los aviones de ataque eran ahora menos vulnerables, tanto por hacer necesarios menos aviones para asegurar la destrucción de un objetivo como por atacar estos sin exponerse tanto a las defensas antiaéreas.

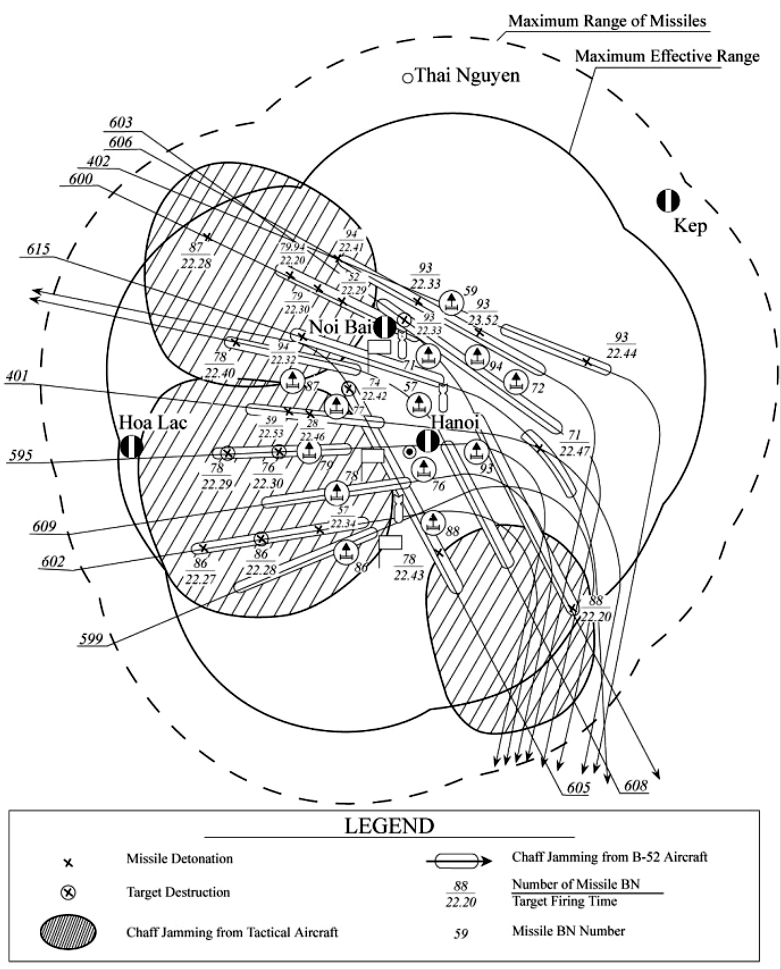
Mapa de defensa aérea e interferencia electrónica en el área de Hanói en Linebacker II.

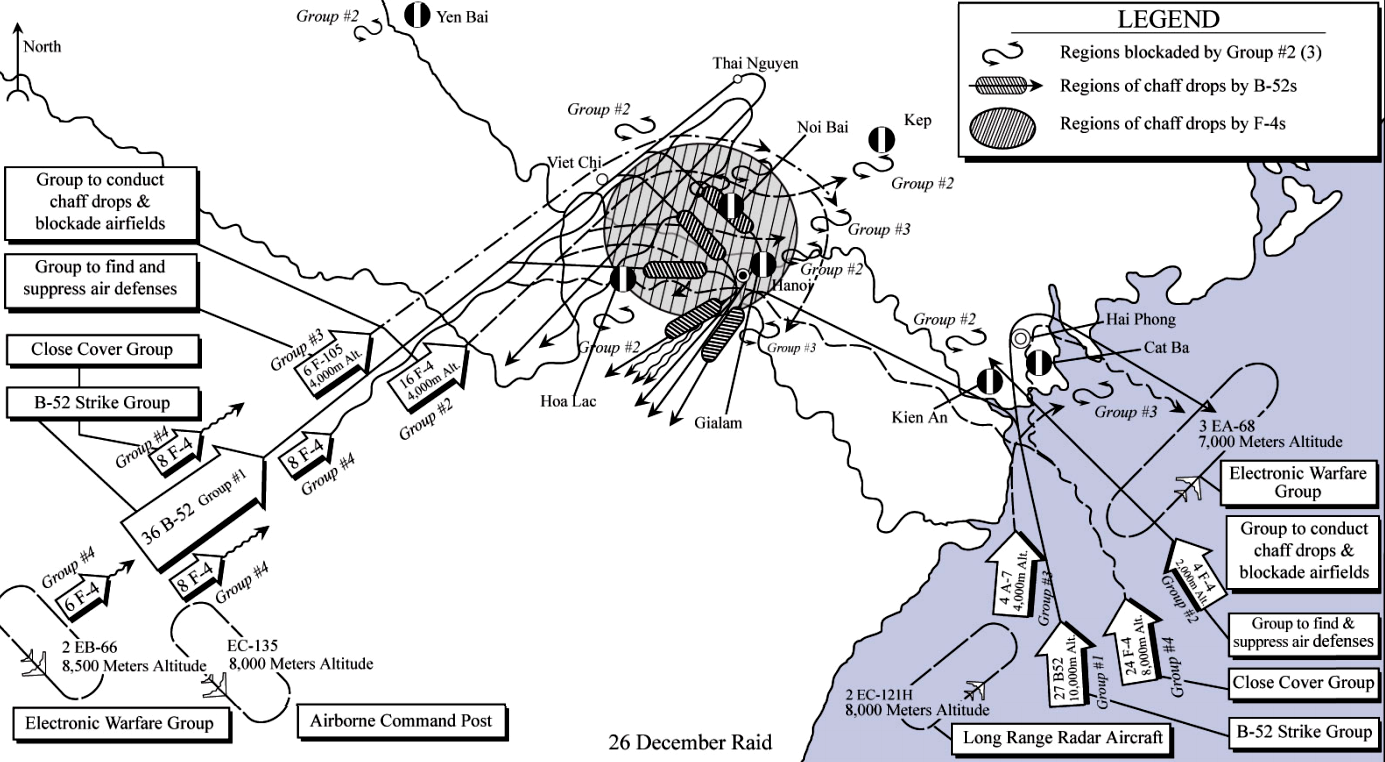
Linebacker II. Ataque del 26 de diciembre, el primero después del cambio de tácticas americanas.

En Linebacker las oleadas de ataques se diseñaron de manera que se minimizara la amenaza de cazas y misiles enemigos
- La vanguardia del ataque se componía de cazabombarderos que lanzaban chaff. Se formaba una nube de chaff en el rumbo hacia el objetivo que seguirían los aviones de ataque y sobre el objetivo. Precedía a los aviones de ataque en unos 10-25 minutos. Esta fue una innovación de la USAF respecto a Rolling Thunder solicitada por la experiencia del SAC en Corea. Debido a su éxito los Mig trataron de enfrentarse a estos aviones por lo cual se incluyeron cazas de escolta. Hasta ocho F-4 volaban en línea, relativamente lentos y a gran altitud para crear la cortina de chaff y confundir los operadores de misiles SAM y la artillería antiaérea.
- La siguiente parte del ataque eran los aviones SEAD. Precedían a los de ataque en 1-5 minutos haciendo que los radares enemigos se apagaran y destruyendo aquellos cuyas emisiones se detectaran. Se estimó que su mera presencia suponía que el 90 % de los radares de la zona en que operaban se apagaran. Entre abril y octubre de 1972 se dispararon unos 800 misiles antirradar.
- Inmediatamente detrás venían los aviones de ataque con su escolta de cazas y una escolta más alejada que buscaba a los MiG sobre sus bases aéreas.
- Por detrás de los aviones de ataque orbitaban los aviones de interferencia de señales radar. Trataban de situarse en el mismo rumbo de ataque y por detrás de los aviones de ataque para maximizar el efecto de las interferencias.

Linebacker I duró desde el 10 de mayo hasta el 23 de octubre y 104 aviones americanos fueron derribados, de ellos 18 por misiles SA-2 y 56 por la artillería antiaérea. Derrotada la ofensiva norvietnamita en el Sur y con buenos progresos en las negociaciones de paz la ofensiva aérea se paró.

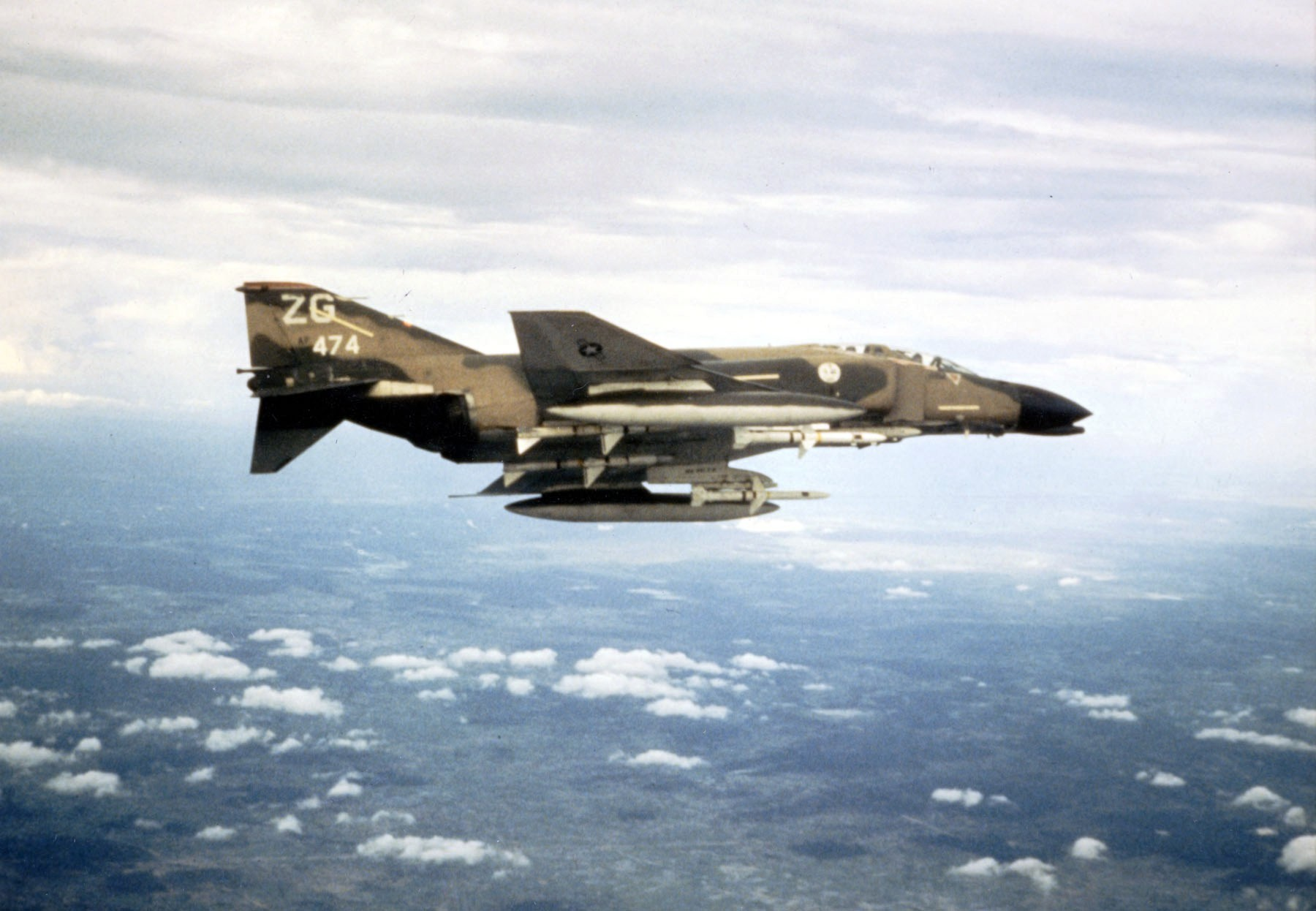
Un EF-4C Phantom II Wild Weasel IV del 67th Tactical Fighter Squadron sobre Vietnam del Norte en diciembre de 1972. Está armado con misiles AGM-45 Shrike y AIM-7 Sparrow y lleva un pod AN/ALQ-72 ECM.

El 15 de abril de 1972, cinco formaciones de cuatro aviones despegaron desde Tailandia cargados con bombas lanzadoras de folletos M-129 adaptadas para esparcer chaff. Estas bombas fueron redesignadas MJU-1/B. Los veinte F-4 lanzaron sus bombas, que explotaron a altitudes preestablecidas y dispersaron nubes de chaff en el cielo, creando un corredor de paja de 12 kilómetros de ancho, 50 kilómetros de largo y varios cientos de metros de profundidad. A través de este corredor los B-52 volaron sin ser molestados para bombardear Haiphong. El éxito de esta táctica animó a la USAF a usar corredores de chaff cada vez más frecuentemente durante Linebacker y Linebacker II. Pronto, cada ataque importante fue precedido por una línea de F-4 lanzando chaff. Por lo general, los F-4 llevaban de cuatro a seis bombas de chaff, un pod dispensador de chaff y dos pod ECM. La vaina dispensadora lanzaba constantemente pequeñas cantidades de chaff, complementadas por descargas periódicas de chaff de las bombas. El lanzamiento de chaff fue muy efectivo. En una misión se dispararon 70 misiles SA-2 contra un paquete de ataque precedido por lanzadores de chsff. Todos los misiles fallaron .
En diciembre de 1972 se lanzó la campaña de bombardeo más intensa de la guerra, Linebacker II, concentrada en el área de Hanói y Haiphong. 
En los once días que duró la campaña 207 bombarderos B-52 lanzaron más de 15.000 toneladas de bombas en 729 salidas y los aviones tácticos otras 5.000 toneladas más. Fue el mayor ataque aéreo desde la Segunda Guerra Mundial. 
Para golpear más fuerte se decidió maximizar el empleo de bombarderos B-52, que se convirtieron en el objetivo más preciado para los vietnamitas, lo que supuso que los ataques diurnos recibieran menos atención por parte de los SAM y MiG. Las operaciones de ataque nocturnas de los B-52 buscaban imposibilitar el uso de guiado óptico de los SA-2 en caso de que las contramedidas anularan los radares. 
Los primeros días los vietnamitas recurrieron al lanzamiento de salvas de misiles en la ruta previsible de las oleadas de B-52, recurriendo al guiado manual de misiles quedaban menos expuestos a los aviones SEAD. 
Las pobres tácticas de ataque de los B-52 y la veteranía e innovación de los vietnamitas se cobraron varios B-52. Los derribos de los primeros días obligaron a la USAF a mejorar las contramedidas de sus B-52 y a mejorar sus tácticas. Para saturar a las defensas vietnamitas se cambiaron las olas de ataque de bombarderos B-52 por un ataque concentrado que no duraba más de veinte minutos con bombarderos provenientes desde todas las direcciones. 
También para acabar con el número de misiles SA-2 disponibles los almacenes y centro de ensamblado de misiles pasaron a ser atacados por los B-52.
Gracias a las contramedidas la efectividad de los misiles fue estimada en aproximadamente un 2 %. Se estima que en diciembre fueron disparados unos 1.200 misiles SA-2 y solo 17 aviones americanos fueron derribados por ellos. 
En las operaciones se dispararon unos 550 misiles antirradar, muchos de ellos de modo preventivo para obligar a apagar los radares enemigos. Se estima que en 1972 Vietnam del Norte tenía 95 baterías de SA-2, siendo destruidas 56 por los americanos. La URSS suministró 7.658 misiles SA-2 durante la guerra, de los que 5.804 fueron disparados y al final de 1972 solo quedaban 852. 
Linebacker fue también la primera operación de combate de los EA-6B de la US Navy, que complementaron a los EA-6A de los escuadrones VMCJ-1 y VMCJ-2 de los Marines. En julio el escuadrón VAQ-131 con sus EA-6B llegó a la zona a bordo del USS Enterprise. Posteriormente se le unirían los EA-6B del VAQ-134 embarcado en el USS Constellation. 
Los EA-6B realizaron un total de 720 misiones. A pesar de todo EE. UU. no usó todo su poder de fuego contra los SAM. Por ejemplo las peticiones de la US Navy de realizar bombardeos navales sobre emplazamientos SAM detectados en la zona de Haiphong fue denegada.

### Guerra de los Seis Días
Israel lanzó su ataque aéreo la mañana del 5 de junio de 1967, comenzando la guerra. En 1967 Egipto tenía en servicio varias baterías de misiles SA-2, que protegían sus bases aéreas. Israel conocía la existencia de los SA-2, encargados en 1962. Solo dos aviones fueron derribados por misiles, habiendo disparado Egipto 22 misiles SA-2. Esto llevó con el tiempo a la Fuerza Aérea de Israel a infravalorar la eficacia y capacidad de los egipcios. Siria por su parte se cree que contaba con unas 18 baterías de SA-2 en 1967.
Dado que la Fuerza Aérea Israelí apenas contaba con equipamiento electrónico para interferir los radares los ataques iniciales contra las bases aéreas se lanzaron a baja altitud. En el segundo día de guerra los aviones israelíes atacaron 25 instalaciones de radar y baterías de SA-2 egipcias a ambos lados del canal.

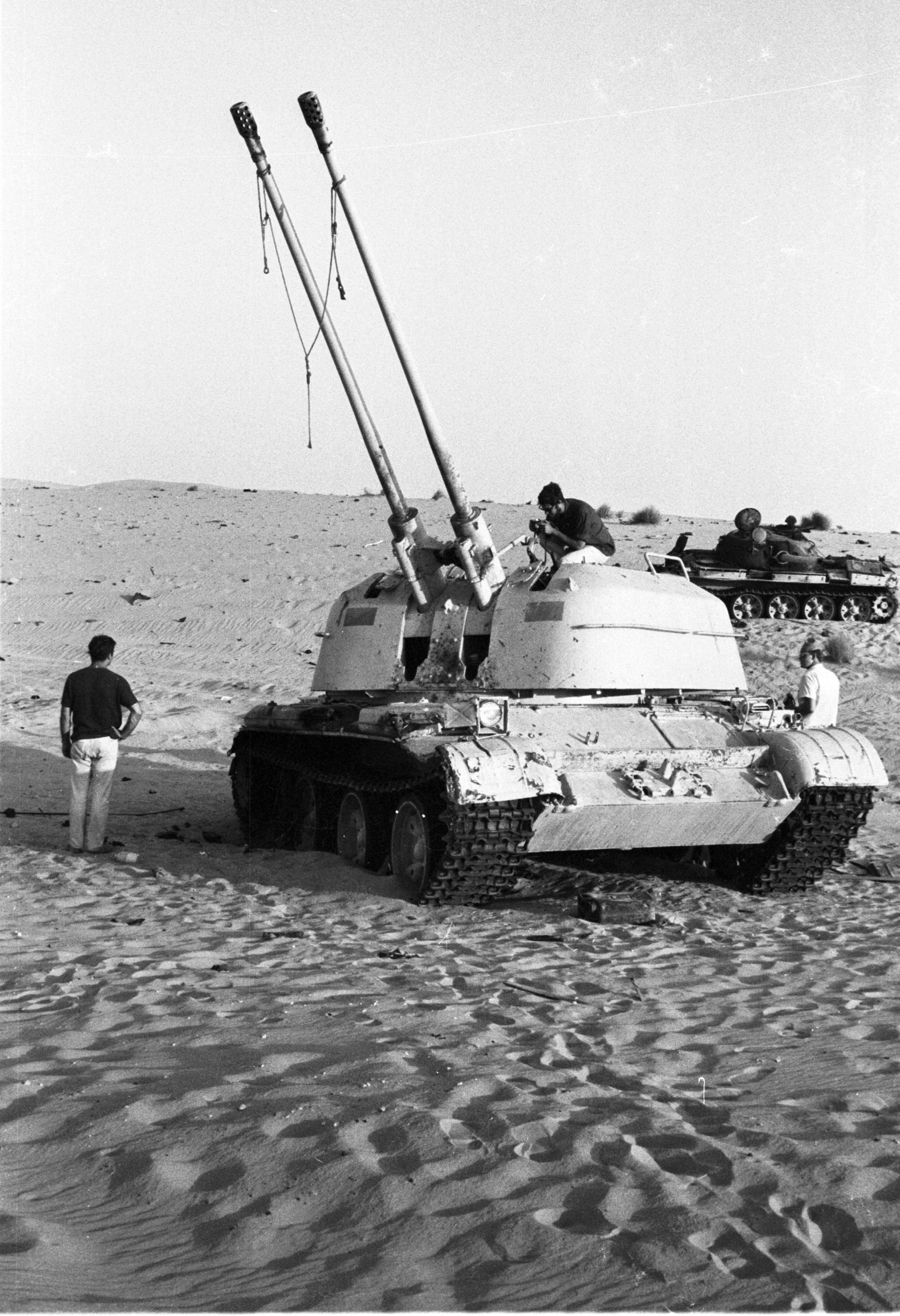
Cañón antiaéreo egipcio capturado en Sinai.

Parte del éxito israelí se debió a la sorpresa y que la defensa aérea egipcia tenía orden de no abrir fuego por temor a derribar aviones propios. Apenas se dispararon misiles SA-2 en los ataques iniciales y muchas de sus instalaciones resultaron dañadas. Por si acaso los israelíes volaban demasiado bajo para los radares de los SA-2. 
A diferencia de Vietnam la defensa aérea no estaba integrada, los diferentes elementos no se apoyaban mutuamente. Por parte israelí otra arma SEAD fueron los blindados, que en el tercer día de guerra atacaron los emplazamientos SA-2 egipcios en el Sinaí.
El 6 de junio los Vautour israelíes volaron misiones contra los SA-2, usando interferencias para cegar sus radares. Israel había modificado un par de Vautour IIN para guerra electrónica instalado equipos de contramedidas Yabelet. Israel era bien consciente del peligro de los SA-2, por ello años antes abandonó las misiones de fotorreconocimiento a gran y media altura. También antes de 1967 se trató de realizar un mapa electrónico para saber dónde estaban exactamente las baterías de SA-2 egipcias.
Al acercarse a la zona del canal de Suez los aviones israelíes entraron de nuevo en el radio de alcance de los misiles SA-2 y un Mirage IIICJ fue derribado la noche del 7 al 8 de junio mientras trataba de interceptar un Il-28. 
Unas pocas misiones de ataque específicas contra los SA-2 se llevaron a cabo ese mismo día 7, pero hasta el día siguiente no comenzó una campaña para neutralizar las baterías SA-2. Un Mirage III fue derribado durante una misión SEAD, pero la Fuerza Aérea israelí no quiso arriesgar más recursos en atacar baterías SAM cuando la guerra con Egipto había concluido. Un batallón de SA-2 fue capturado en el Sinaí, cerca del paso de Mitla, y el material incluyó radares, 12 lanzadores y un número indeterminado de misiles en diferentes estados. Este material sería vendido a EE. UU.

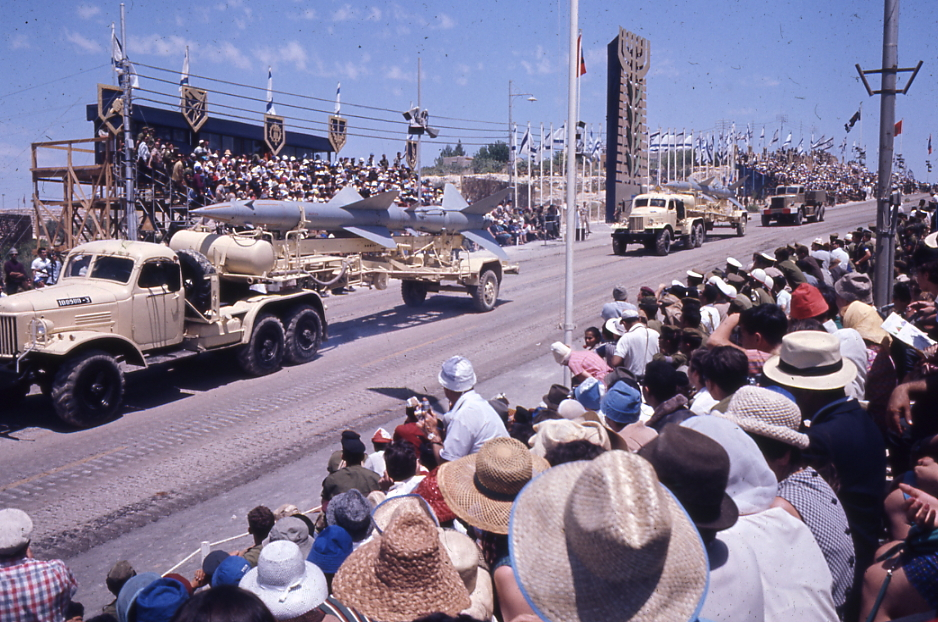
Misiles SA-2 capturados mostrados en un desfile en Jerusalén, 1968.

Egipto tenía antes de la guerra 35 emplazamientos SAM y 6 instalaciones conocidas para su soporte. Si bien se dispararon 22 SA-2 y 2 Mirage IIICJ fueron derribados (el 7 y 8 de junio) las pérdidas en SAM fueron cuantiosas. 
Al batallón SAM capturado hay que sumar otros ocho destruidos por los israelíes, mediante métodos tradicionales, sin recurrir tecnología como la USAF en Vietnam. Tras la derrota Egipto pidió ayuda a la URSS, tras ver como Vietnam hacía frente a los ataques aéreos americanos. 
Reorganizó la defensa antiaérea y la situó en la zona del canal de Suez y alrededor de ciudades y complejos industriales. Se compraron misiles mejorados y personal ruso se encargó del manejo de las nuevas unidades mientras se entrenaba a los egipcios. 
Estos sistemas se desplegaron también a lo largo del canal de Suez. Los SA-2 se complementaron con SA-7, ZSU-23-4 Shilka y otras armas antiaéreas. También se compraron misiles SA-3 y SA-6, desconocido este último en occidente.

### Guerra de desgaste (1968-70)

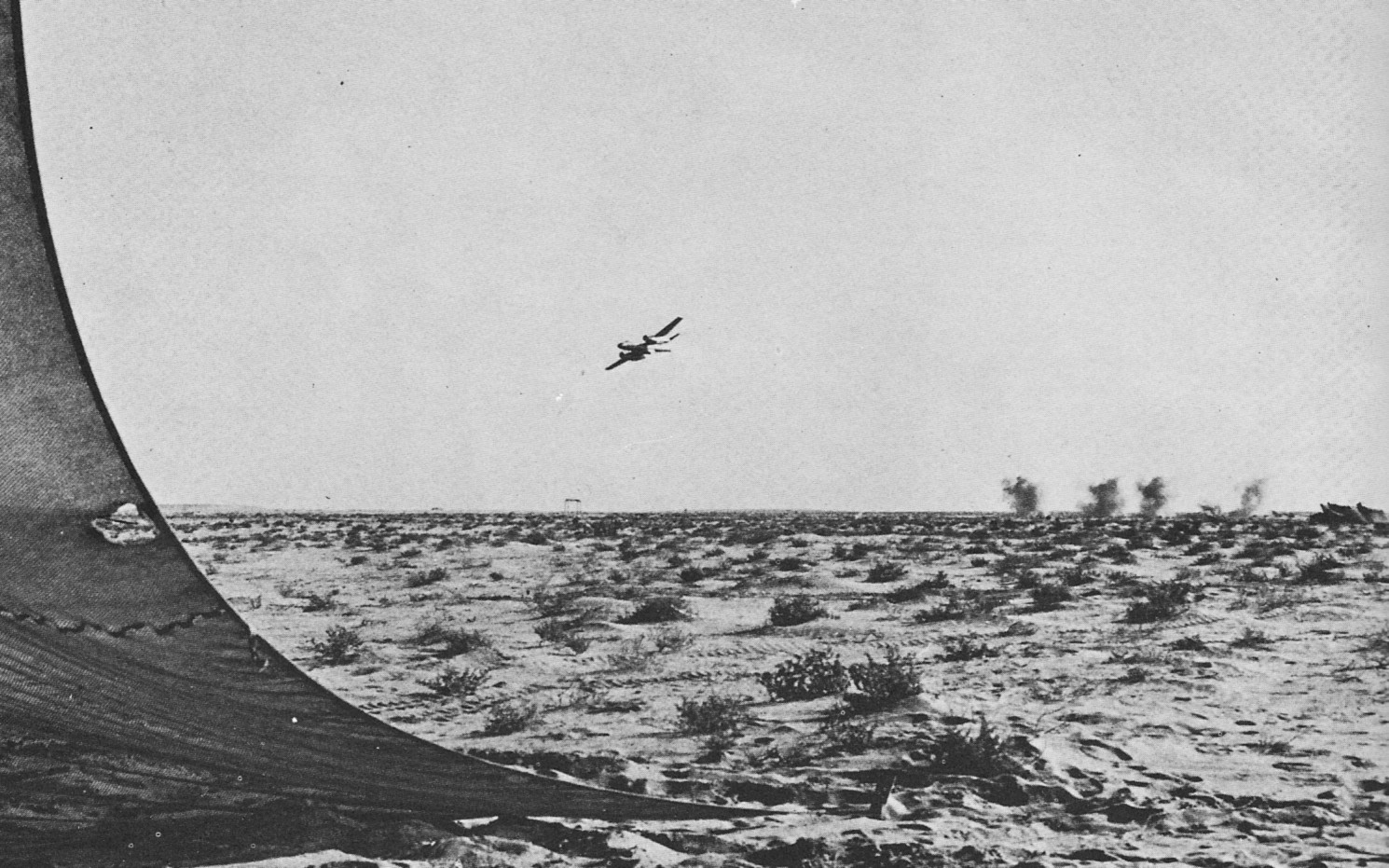
Un bombardero egipcio Il-28 ataca posiciones israelíes en el Sinaí durante la guerra de desgaste.

Tras la guerra a URSS suministró a Egipto cazas Mig-21, carros T-55 y armas antiaéreas y anticarro de última generación. En septiembre de 1968 ya Egipto tenía prácticamente equipado de nuevo a su ejército. Miles de asesores soviéticos se dedicaron a reorganizar y entrenar a los egipcios.
En julio de 1969 Israel lanzó la Operación Bulmus 6, una incursión de unidades de operaciones especiales contra un radar de alerta temprana y de la estación ELINT egipcio que se encontraba en una pequeña isla en el Golfo de Suez. En diciembre de 1969 se asaltó una instalación egipcia con los más modernos sistemas de Radar y control de misiles SAM soviéticos. Los equipos fueron llevados por helicópteros CH-53 a Israel. La captura de este material de máximo secreto ayudo mucho a Israel en el campo de las Contramedidas Electrónicas.
Los israelíes ganaron pronto la supremacía aérea. La principal arma de Egipto era la Defensa Antiaérea, basada en misiles SA-2. Los israelíes lo conocían bien gracias al espionaje, haber capturado algunos en 1967 y la información recibida de Estados Unidos. Se sabía bien como neutralizarlos con contramedidas electrónicas. Recibieron además equipos electrónicos y misiles antiradadiacion para equipar a los aviones A-4 y F-4 comprados a EEUU. Los nuevos equipos recibidos por Israel a partir de 1968 interferían los radares de los SA-2 egipcios. Por ello no hubo demasiados problemas cuando se decidió eliminar los SA-2. En julio de 1969 Israel lanzó la Operación Boxer. En agosto los israelíes realizaron más de 1.000 misiones de combate, destruyendo docenas de emplazamientos SAM y derribando 21 aviones. Una táctica habitual era volar bajo para eludir el radar. Los israelíes destruyeron así la defensa aérea egipcia aunque perdieron aviones, la mayor parte por la artillería antiaérea emplazada alrededor de las baterías de misiles. Egipto quedó indefenso y los Iraelies pasaron a iniciar una campaña de bombardeos aéreos con objetivos incluso alrededor del Cairo. La situación era tan crítica que Nasser vio en peligro su poder.
Nasser solicitó por ello ayuda urgente a la URSS, que envío una división de su propia Defensa Aérea en febrero de 1970. Entre sus armas contaba con los nuevos SA-3 Goa, de baja cota para cubrir el talón de Aquiles de los SA-2. Los propios soviéticos se hicieron cargo de su manejo, no había tiempo de instruir a los egipcios ni los rusos confiaban en ellos para manejar los SAM. Los rusos se encargaron inicialmente de la defensa de El Cairo, Alejandría y la presa de Asuán solamente, lo que dejó libre recursos de defensa aérea egipcia para ser asignados a la zona del canal. La presencia rusa y su participación activa en la defensa de Egipto fue negada, sin embargo la inteligencia israelí no tardó mucho tiempo en saber de su despliegue.
La Fuerza Aérea Egipcia reanudó sus incursiones relámpago sobre el Sinaí, pero las bajas de aparatos no compensaron los resultados obtenidos. El 24 de marzo de 1970 Israel lanzó un ataque contra instalaciones de misiles y de radar soviéticas, dejando varias fuera de combate. Gracias a un puente aéreo los rusos repararon rápidamente las instalaciones atacadas y sustituyeron el material dañado. Los israelíes volvieron a repetir el ataque.
En abril, los pilotos soviéticos empezaron a pilotar sus MiG-21 en vuelos de patrulla para defender la zona central de Egipto. Para evitar una escalada Israel dejó de efectuar misiones aéreas dentro de Egipto y se concentró en la zona del Canal. bombas. Para luchar contra el dominio aéreo Israeli Egipto cambió su estrategia de defensa aérea. En lugar de instalar baterías individuales de misiles SAM a lo largo del canal, las concentraron en un cinturón defensivo a 20 km al oeste de la orilla del canal, de manera que se pudieran apoyar mutuamente. La defensa de las baterías SAM se dejó en manos de las piezas ZSU-23-4 y se asignó además un gran número de misiles SAM-7 Grail, disparados desde el hombro. La reorganización defensiva supuso el derribo de dos F-4E el 30 de junio.
Israel solicitó nuevos equipos ECM a EEUU. Mientras llegaban se desarrollaron nuevas tácticas que incluian ataques a baja cota contra las baterías SAM llevadas a cabo por varios aviones. Los ataques comenzaban en el borde exterior del cinturón defensivo hasta llegar al centro de mando y control. De esta forma se destruyeron en julio dos baterías de SA-2, pero a cambio de perder 7 aviones. Además, en julio de 1970 los MiG-21 soviéticos en Egipto empezaron a realizar salidas cada vez más agresivas sobre la zona del Canal. El 30 de julio hubo un combate aéreo entre Mig-21 soviéticos y Mirage israelíes. El combate dejó en evidencia la falta de experiencia de los soviéticos y sus rígidos procedimientos. En julio también se dieron de nuevo enfrentamientos entre los SAM rusos y los aviones israelíes. La tensión era tan alta que todas las partes decidieron firmar un alto el fuego.
Egipto conseguio finalmente desplazar sus misiles antiaéreos a la zona del canal tras la firma en 1.970 del alto el fuego, sin que el gobierno de Golda Meir se atreviera a realizar ninguna acción para impedirlo. En 1972 llegarían además los nuevos misiles SA-6.
Los éxitos israelíes incentivaron la innovación egipcia. Está supuso no solo aumentar la cantidad de sistemas SAM desplegados, sino cambios en su empleo táctico. Las baterías SAM estaban en posiciones camufladas, algunas eran móviles y se recurrió a otras falsas. Todo estaba orientado a confundir tanto a la inteligencia israelí como a sus pilotos. Las unidades antiaéreas se reubicaban periódicamente. Además muchas baterías aprendieron a no emitir señales de radar hasta el momento de atacar, dificultando aún más su localización. Los egipcios habían aprendido que lo mejor era recurrir a una forma de guerra pasiva, paciente, pero que se demostraría letal para los aviones israelíes. El 17 de septiembre de 1971 un SA-2 derribó un avión ELINT israelí sobre el Sinaí, un recordatorio de que eran un enemigo a tener en cuenta.
Pero los egipcios también hubieron de afrontar misiles SAM. La defensa aérea israelí instaló radares en las montañas del Sinaí para lograr mejorar su alcance. Los misiles MIM-23A instalados en el Sinaí fueron un desagradable recordatorio de la efectividad de los misiles antiaéreos para los egipcios cuando comenzaron a enfrentarlo. En 1968, su efectividad llevó a lis egipcios a entrenar a sus   MiG-17F activos para misiones SEAD.

### Guerra de octubre de 1973

#### Planes iniciales
Se estima que en octubre de 1973 Egipto disponía de 20 baterías SA-6 Gainful y unas 70 de misiles SA-2 Guideline, 65 de SA-3 Goa y más de 2.500 baterías de artillería antiaérea de todos los calibres. Por si fuera poco hasta 3.000 lanzadores de misiles SA-7 se habían distribuido entre los soldados. Se estima que Siria desplegaba unas 34 baterías SAM de varios tipos.

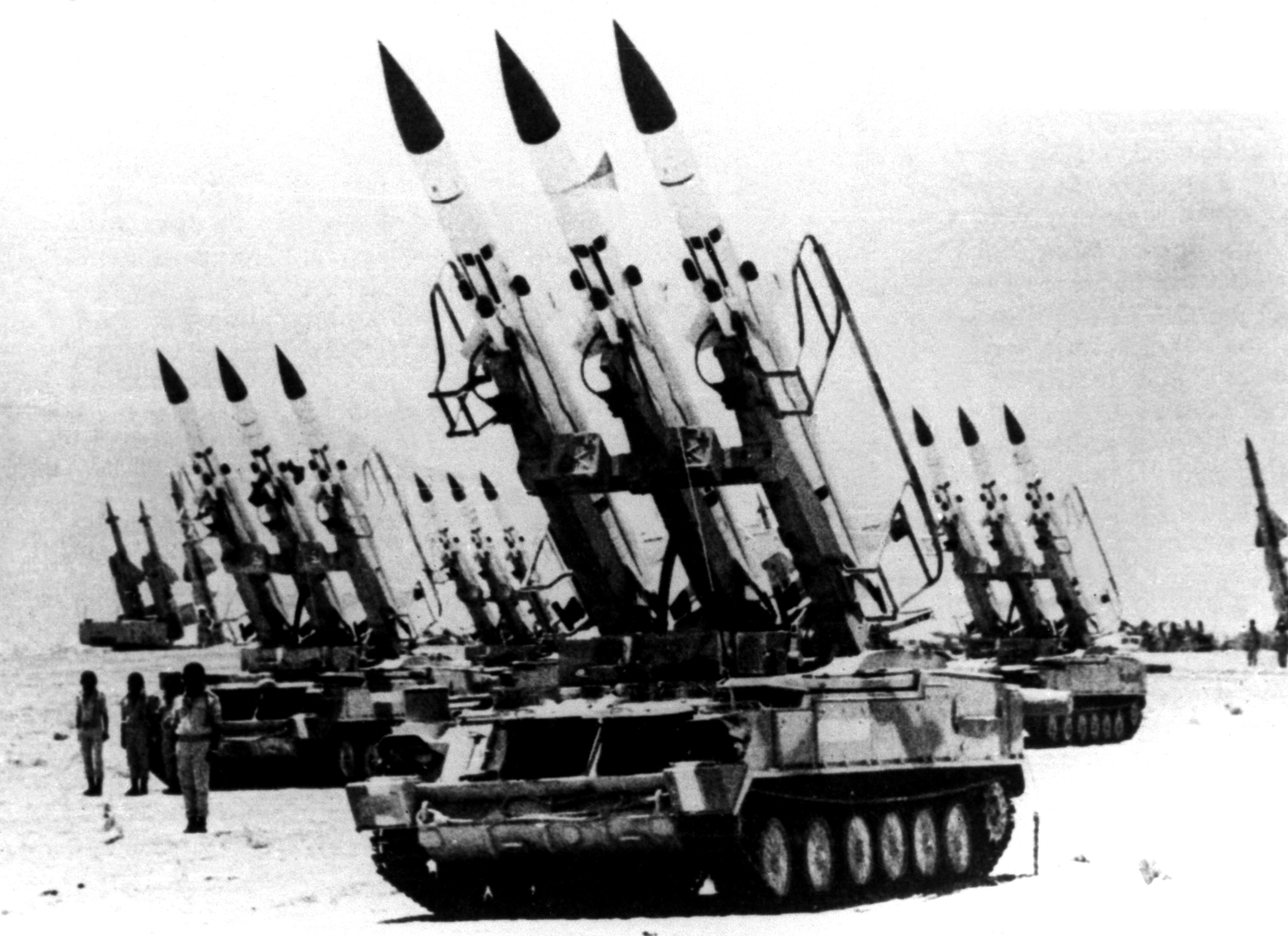
Los aviones israelíes se encontraron en 1973 con lanzadores móviles de SA-6, nunca enfrentados hasta entonces.

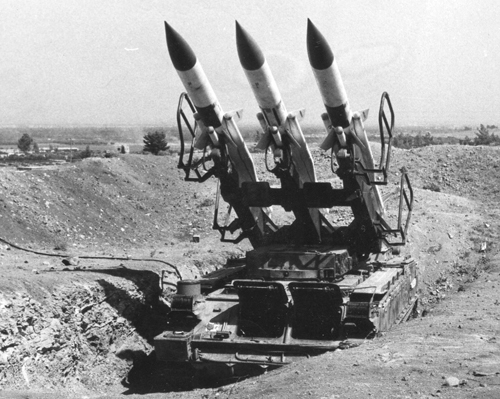
SA-6 sirio en el Golan.

Con las lecciones aprendidas en la guerra de Desgaste durante los tres años de alto el fuego se crearon dos planes para la destrucción de las baterías de misiles antiaéreos. La fuerza aérea israelí contaba con plan Tagar 4 para el Sinaí y el plan Dugman 5 para el Golán.  
En la zona del canal de Suez el sistema antiaéreo sería atacado de forma intensiva por la aviación en el inicio de una posible guerra. Algunos en la Fuerza Aérea creían que ambos planes eran demasiado complejos y rígidos. Tagar 4 estaba diseñado en varias fases y contaba con ataques a baja altura para acabar con las baterías, comoen la guerra de los Seis Días.  
Sin embargo ahora se añadian la artillería antiaérea y los misiles portables SA-7. Los israelíes preveían neutralizarlos con artillería y aviación. Además las bases aéreas egipcias serían atacadas para neutralizar temporalmente a la aviación. Posteriormente los aviones israelíes eliminarían las baterías SAM en sucesivas oleadas.  
El elemento clave de los planes israelíes era la necesidad de realizarse dentro de un ataque preventivo. Además el Mossad sostenia desde inicios de 1973 que un ataque coordinado de Siria y Egipto era una posibilidad muy real. Sin embargo los planes estaban diseñados cada uno para emplear la mayor parte de los recursos de la fuerza aérea y solo se podría realizar apoyo a las fuerzas terrestres tras finalizar la operación de supresión de defensas aéreas.  
Además había muchos condicionantes: la operación debería ser lanzada cuando el sol diera en los ojos del enemigo y con buen tiempo, era necesaria inteligencia reciente de los objetivos y un periodo de al menos 36 horas para preparar la guerra electrónica. Existía también el plan Bendigo, un empleo coordinado de aviación con artillería para destruir las baterías SAM.  
El plan Scratch contemplaba el apoyo a las fuerzas terrestres incluso sin lograr la supremacía aérea o sin destruir los misiles. Pero se dio escasa atención a su planeamiento o a ensayarlos en ejercicios. 
Egipto también tenía sus planes de operaciones. En su caso había previsto un ataque a las baterías SAM. En este caso, los aviones israelíes serían dirigidos a zonas de destrucción donde les esperaban baterías camufladas. Los egipcios habían aprendido de los combates de los años anteriores y sus procedimientos ahora incluían reubicar los emplazamientos SAM tan a menudo como fuera posible, usar generadores de humo para cubrir sus posiciones, ejecutar lanzamientos simulados, etc..
Los israelíes también prepararon sus unidades de defensa aérea. A principios de 1973 recibieron 12 baterías MIM-23B I-HAWK. Además se prepararon para usarlos en Modo de asalto, cada batería se dividiría en dos elementos, cada radar HPIR controlaría tres lanzaderas M192. En caso de necesidad sus 12 baterías podrían desplegarse como 24, cubriendo más objetivos.
El 6 de octubre de 1973 los países árabes lanzaron su ataque contra Israel. Los israelíes perdieron más de un centenar de aviones de combate, la mitad de ellos solo en los tres primeros días de la guerra. Las pérdidas israelíes esos tres primeros días eran el 25% de su fuerza de combate.

#### Los primeros días
Durante las primeras 24 horas Israel perdió 35 aviones, casi el 10% de su flota de combate. Durante la primera semana perdió 78 aviones de los aproximadamente 115 perdidos durante toda la guerra, el 66% de ellos sobre el Golán, y prácticamente todos derribados por los SA-6 y ZSU-23. Los egipcios y sirios cogieron por sorpresa a los israelíes debido a la densidad y al empleo de sistemas antiaéreos desconocidos para los israelíes. 
Un paraguas de misiles SAM protegía a las fuerzas terrestres árabes, protegiendo su avance de los ataques aéreos israelíes que habían causado tantos daños en 1967. Los aviones israelíes, a diferencia de 1967, se enfrentaron a una mortal combinación de cañones ZSU-23 y misiles SAM de todo tipo, entre los que destacó el nuevo SA-6, móvil y para el cual las contramedidas electrónicas israelíes no eran válidas. 
Los misiles SAM fueron empleados por los egipcios en un número mucho mayor que el dictado por la doctrina soviética. La situación desesperada e inadecuada información llevó a los israelíes a cometer el error de lanzar a sus aviones inicialmente sobre el avance enemigo, sin atacar previamente sus defensas aéreas, lo que explica en parte el gran número de aviones perdidos. Israel perdió cerca de cien aviones en las tres semanas de guerra, más del 80% de sus pérdidas en los primeros días, entre ellos 53 A-4 Skyhawk y 33 F-4 Phantom. 
Las bajas israelíes iniciales al enfrentarse al escudo SAM egipcio y sirio consistían en tres aviones perdidos por cada 200 misiones de combate, un ritmo insostenible. Solo el 7 de octubre siete F-4E fueron derribados y 2 gravemente dañados, volando un total de 187 misiones de ataque. No les fue mejor a los A-4 Skyhawk, el mismo día 7 volaron 278 misiones de ataque, siendo derribados 10 aviones y sufriendo daños graves 4 aviones. 
El 7 de octubre al amanecer Israel envió dos formaciones de 4 A-4 Skyhawk para atacar el avance sirio en el Golán, 6 fueron derribados. Esto llevó a cancelar temporalmente las misiones de apoyo aéreo en el frente Norte. Durante los tres primeros días de la guerra israel perdió 50 aviones en 1.220 salidas de combate, una tasa de pérdidas insostenible del 4%.

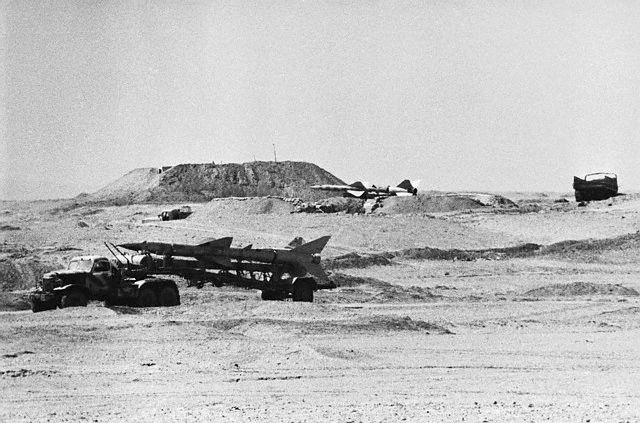
Transportes moviendo misiles SA-2 egipcios.

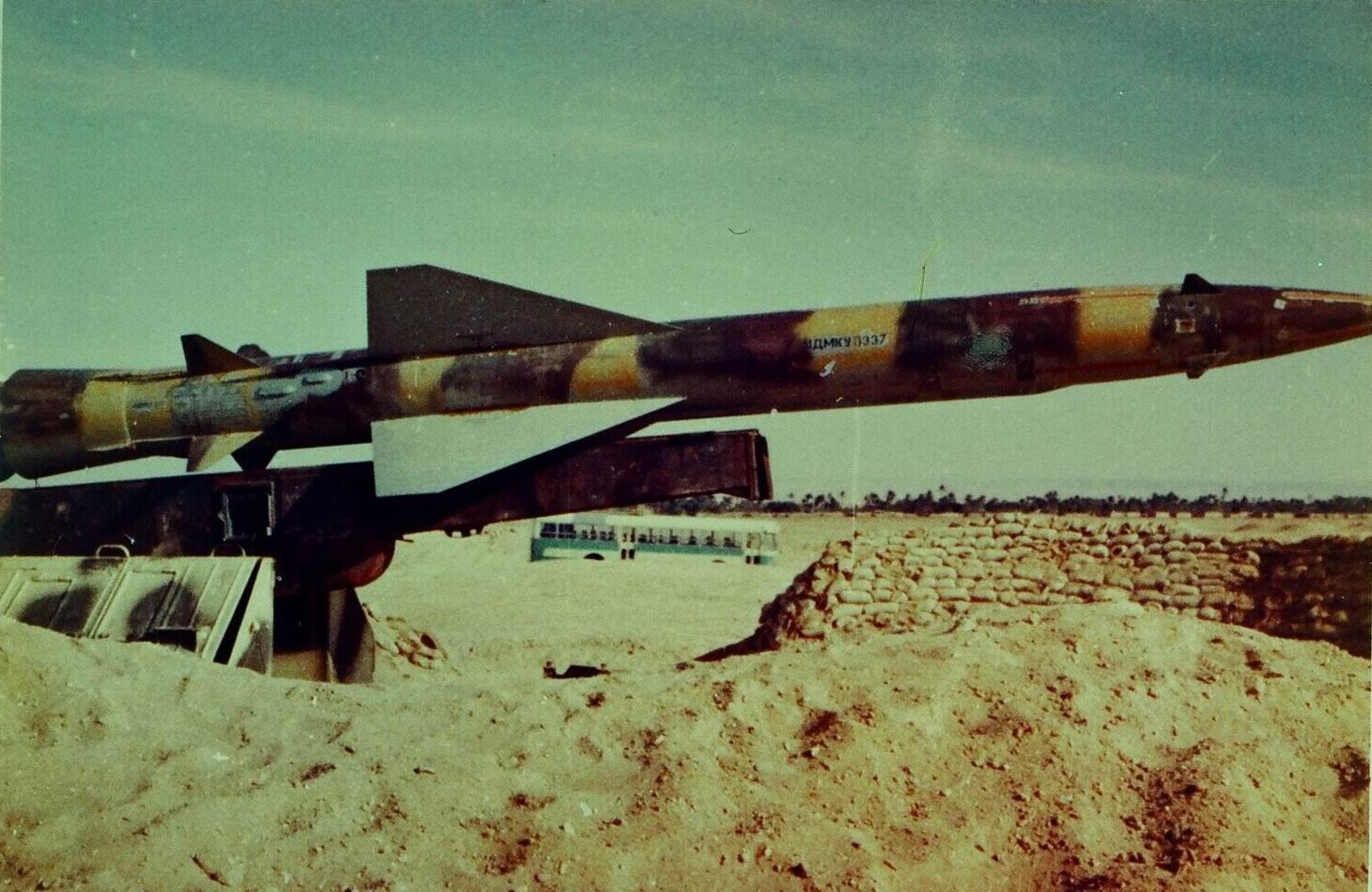
lanzadera de misil SA-2 egipcio.

Israel conocía bien el SA-2 puesto que había capturado una batería completa en 1967. El misil SA-6 en cambio fue una desagradable sorpresa, al ser misiles maniobrables, veloces y para los que los sistemas de alerta de radar y de contramedidas electrónicas de los aviones israelíes eran ineficaces. 
La primera medida fue desplegar en el suelo y helicópteros equipos de contramedidas y asignar observadores en el suelo que avisaban del disparo de los SA-6, lo que daba a los pilotos la posibilidad de poder romper el contacto y a la artillería la posibilidad de atacar los lanzadores. El disparo de un misil era visible a kilómetros de distancia debido a la polvareda. La artillería de cohetes y su capacidad de saturar grandes aérea fue especialmente valiosa en esta etapa. Pronto se descubrió que el punto débil del SA-6 era la trayectoria baja de sus misiles, lo que le proporcionaba a los pilotos la posibilidad de atacarlos en una picada muy pronunciada. 
Cuando las tropas israelíes en su contraataque capturaron algunos SA-6 y se pudieron analizar sus radares los israelíes recalibraron sus contramedidas y para el final de la guerra la amenaza fue neutralizada. 
Los israelíes cubrieron parte de sus perdidas iniciales de aviones gracias a la ayuda de EE. UU., que transfirió en los primeros días de la guerra a Israel dos escuadrones de F-4E Phantom equipados con sistemas de contramedidas electrónicas. Además EE. UU. envió sus mejores y más avanzados equipos, probados en Vietnam. Entre esa ayuda estaban docenas de misiles AGM-45B, con un alcance de 36 km. frente a los 15 de la versión A. Las tácticas de vuelo cambiaron, pasando los pilotos israelíes a volar más bajo para eludir el radar.

#### Frente egipcio

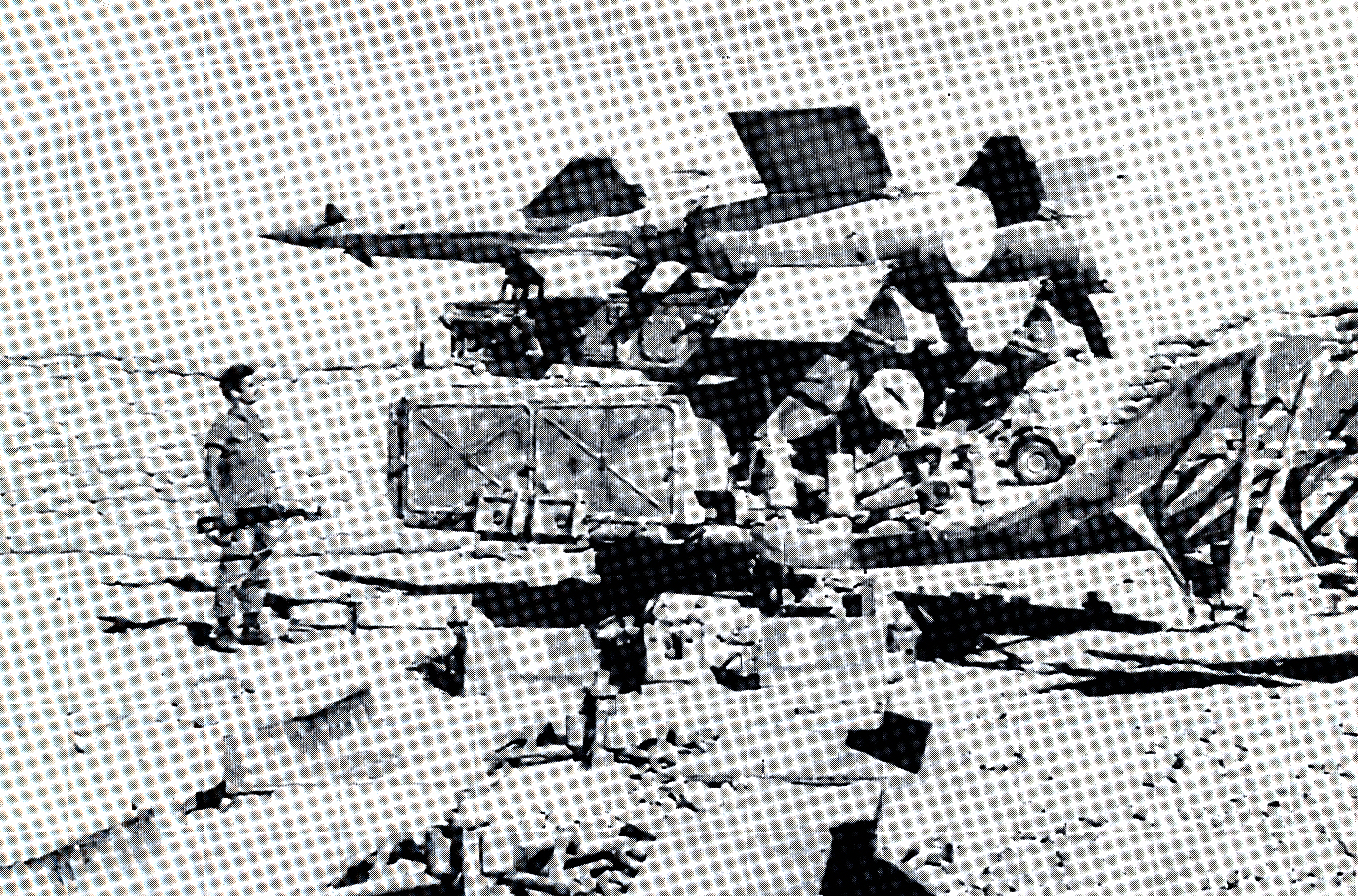
Una batería egipcia de misiles SA-3 capturada por Israel en su avance.

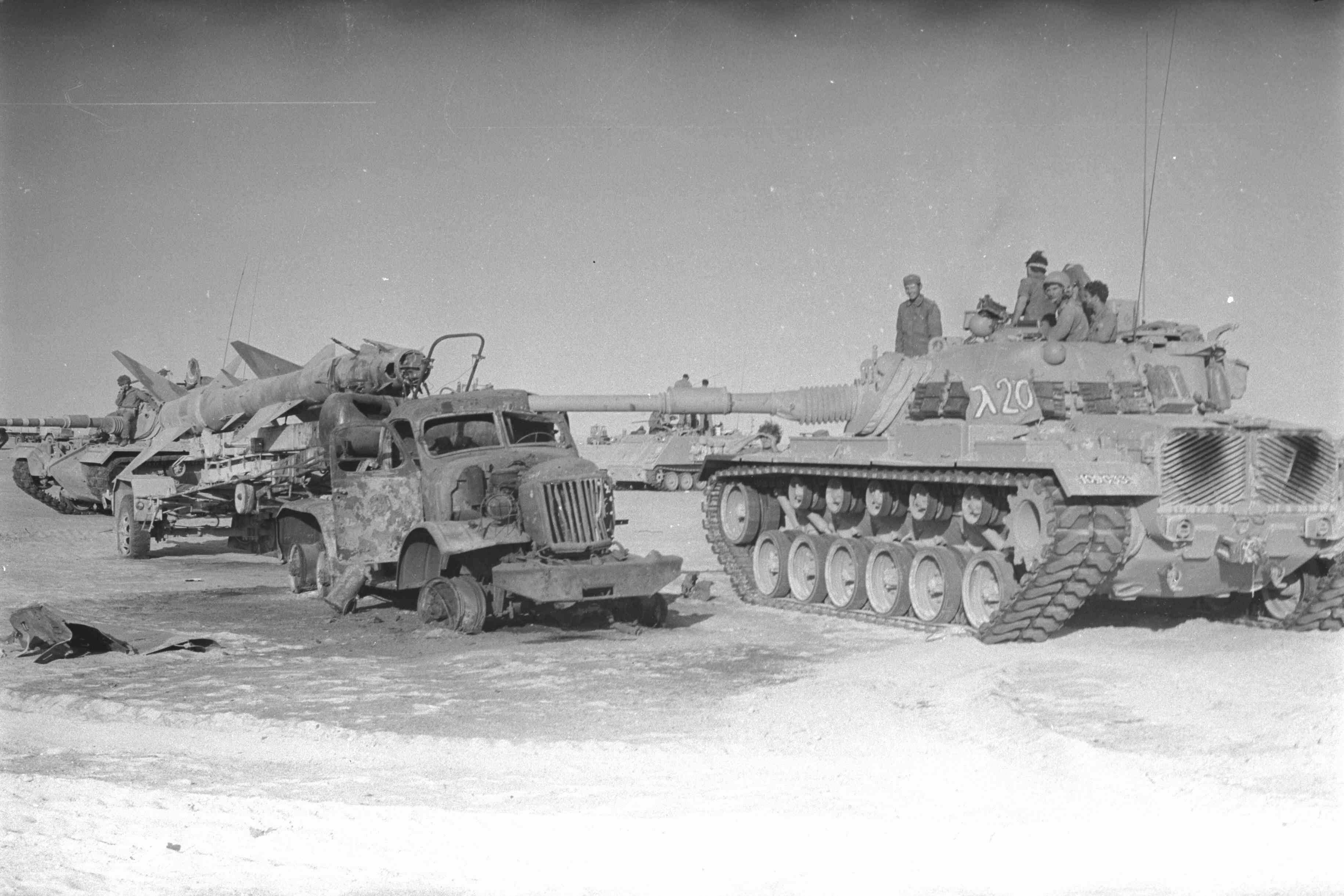
Un tanque israelí junto a misiles SA-2 capturados.

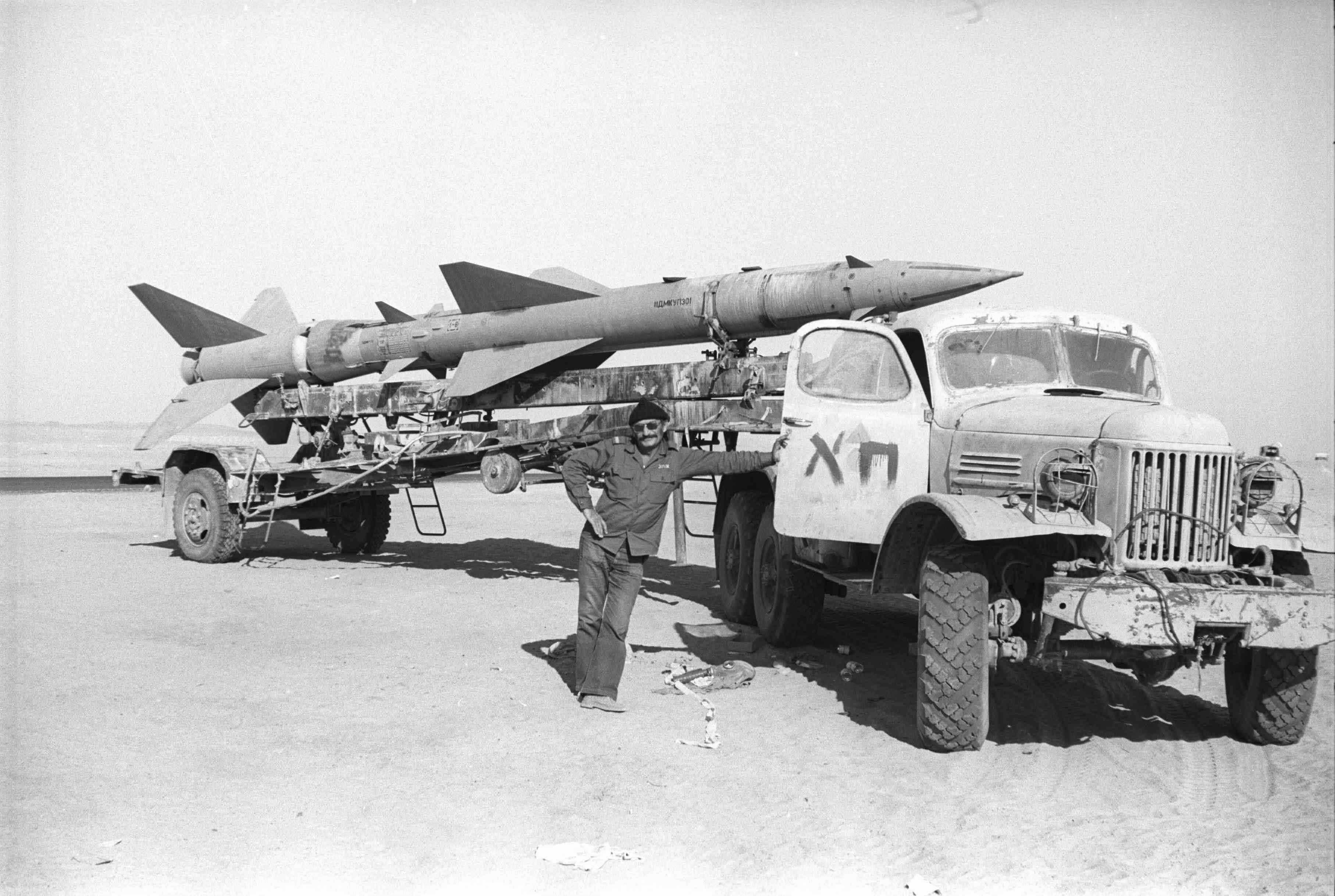
Un soldado israelí posa junto a un SA-2 capturado en el contrataque.

Los ataques aéreos iniciales en el Sinaí se encontraron con la defensa aérea egipcia, que en parte cruzó el canal para defender el avance egipcio. El 7 de octubre la Operación Tagar trató de destruir las defensas aéreas egipcias a lo largo del canal con 4 oleadas de ataques. En la segunda 8 Shrikes fueron lanzados, sin éxito. La tercera debía emplear misiles Shrike a gran escala pero ante el empeoramiento de la situación en el Norte fue cancelada.  
Para algunos generales este fue un error que costaría muchos aviones. Las operaciones SEAD israelíes se reanudaron finalmente antes de cualquier ataque y lograron éxito finalmente en el Sinaí. La coordinación ejército-fuerza aérea se mejoró y también se recurrió también al empleo de la artillería autopropulsada y tanques contra las baterías antiaéreas.  
De las 44 baterías SAM egipcias destruidas una cuarta parte lo fue por ataques de artillería o el rápido avance de los tanques en contraataques israelíes. Los ataques terrestres iniciales contra lanzaderas SAM hicieron que los egipcios retrasaran la posición de algunas baterías. Esto y los ataques a las baterías SAM crearon huecos en la pantalla antiaérea egipcia y permitieron a la Fuerza Aérea Israelí aprovecharlos y atacar con menores riesgos.  
El ataque egipcio cambió la situación. Los israelíes vieron que podían aprovecha el momento para atacar y llegar a la retaguardia egipcia. En la noche del 15 de octubre los israelíes cruzaron el canal y en la orilla egipcia atacaron convoyes de suministros, emplazamientos SAM, centros logísticos y cualquier cosa de valor militar. La prioridad era destruir los SAM, lo que ayudó a aumentar el agujero en la defensa aérea egipcia y permitió a la Fuerza Aérea Israelí atacar con mayor agresividad y potencia de fuego. Los tanques israelíes cruzaron el canal y atacaron radares, emplazamientos SAM, etc. Aprovechando los huecos abiertos por el ataque terrestre los aviones israelíes comenzaron a atacar más emplazamientos SAM y radares egipcios, lo que provocó que el general Ismail diera orden de retirar a la orilla egipcia todos los equipos de defensa aérea egipcios. Aviones israelíes también atacaron y destruyeron los cables de comunicación subterráneos en el delta del Nilo, lo que obligó a los egipcios transmitir mensajes de la radio, susceptibles de ser interceptados.
Los aviones egipcios sufrieron derribos a manos de sus propios SAM. Además los israelíes fueron alumnos aventajados y el 24 de octubre el ataque contra la ciudad de Suez fue apoyado por una batería SAM MIM-23 en Modo de Asalto, situada muy cerca del frente . Cuando los MiG-21 llegaron a la zona para proporcionar escolta a sus cazabombarderos se encontraron con una emboscada SAM. Cuando los Mig comenzaron a maniobrar para evitar los misiles, las formaciones egipcias perdieron la capacidad de apoyarse mutuamente y en ese momento atacaron los Mirages y F-4E israelíes. Los egipcios reconocieron la pérdida de 2 MiG por los HAWK y 6 por los aviones enemigos.

#### Frente sirio

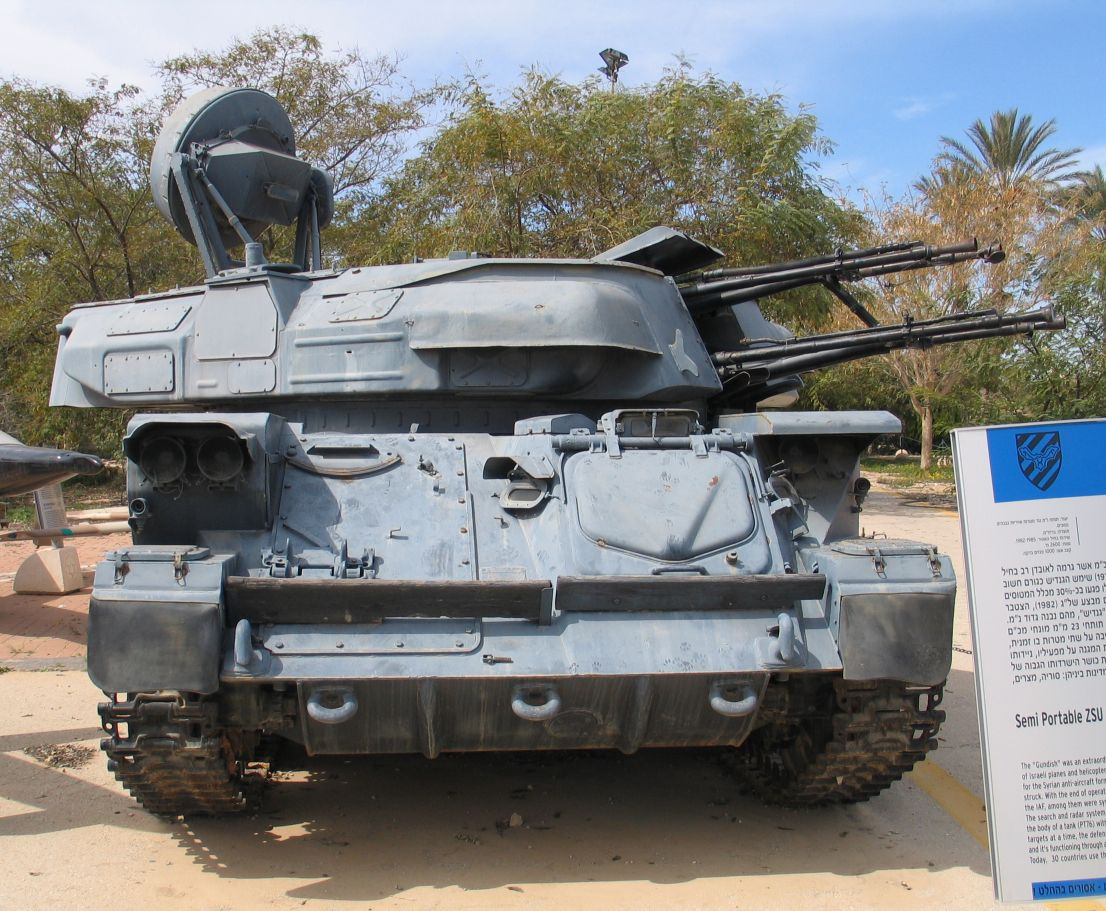
Israel capturó unos 60 Shilka en 1973. Dado los problemas que crearon a Israel fueron bien estudiados en occidente.

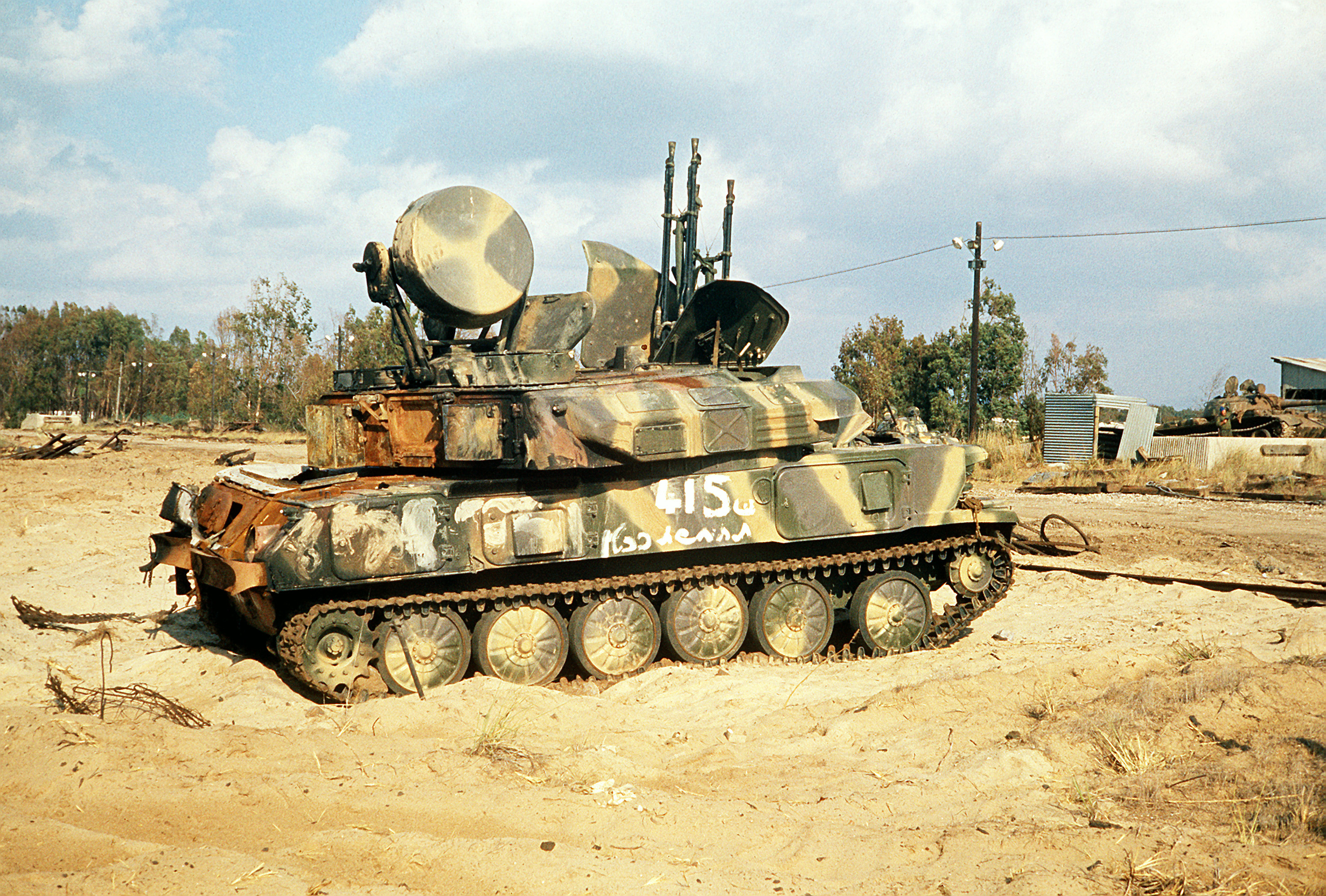
Vista de un Shilka de la época. La antena de radares claramente visible.

En el frente de Siria los tanques sirios atacaron también al amparo de sus baterías SAM. A falta de tropas suficientes en tierra que hicieran frente a los sirios la aviación israelí tuvo que impedir el avance sirio. 
Al contrario que en el Sinaí no fue el SAM-6 sino el cañón antiaéreo autopropulsado ZSU-23-4 Shilka el que se cobro más derribos de aviones israelíes. Las arriesgadas misiones de apoyo cercano se encontraron con la densa defensa aérea de los sirios, lo que convirtió algunos ataques casi en suicidas. Hasta el final del 7 de octubre Israel había perdido 14 aviones en un total de 272 misiones de ataque, un ratio del 5%. 
Los pilotos israelíes ante las pérdidas cambiaron la ruta de ataque, volando bajo y sobre Jordania hasta el Golán, logrando atacar a los sirios por el flanco y evitando muchas de sus baterías SAM. En esos ataques lo que se encontraron muchas veces los aviones israelíes fueron convoyes logísticos que se dirigían al frente, que destruyeron. En el segundo día de la guerra la Fuerza Aérea Israelí trató de eliminar a las baterías antiaéreas sirias, lanzando la operación Doogman 5. 
Este primer intento de atacar las baterías SAM sirias fue un fracaso, solo se logró destruir una batería SAM y se perdieron seis aviones F-4E. Una batería SA-3 fue destruida por un Shrike disparado por un A-4E del 110.º Escuadrón, y una de SA-2 fue dañada. 
Las baterías SAM eran objetivo prioritario de los israelíes, que las atacaban en cuanto era posible. El 9 de octubre los aviones israelíes destruyeron el Mando de la Fuerza Aérea Siria en Damasco, centro que coordinaba la defensa aérea, lo que se unió a la creciente destrucción de baterías SAM y a la escasez de misiles ante el elevado consumo que habían hecho los sirios. 
Ese mismo día los sirios retiraron parte de su defensa aérea para reforzar la zona de Damasco, que había sido atacada por aviones israelíes. Esto, unido a que el avance sirio había ido más allá de la protección de sus SAM y que los suministros apenas llegaban a las unidades de primera línea, inclinó la balanza en la guerra terrestre al dar mayor libertad de acción a la Fuerza Aérea de Israel. 
Los SA-6 sirios no se daban apoyo mutuo y los israelitas pronto aprovecharon esto para irlos destruyendo. Sin embargo cuando el contrataque israelí avanzó hacia Damasco acabó encontrándose de nuevo bajo el paraguas de los SAM sirios.

#### Tácticas israelíes y árabes

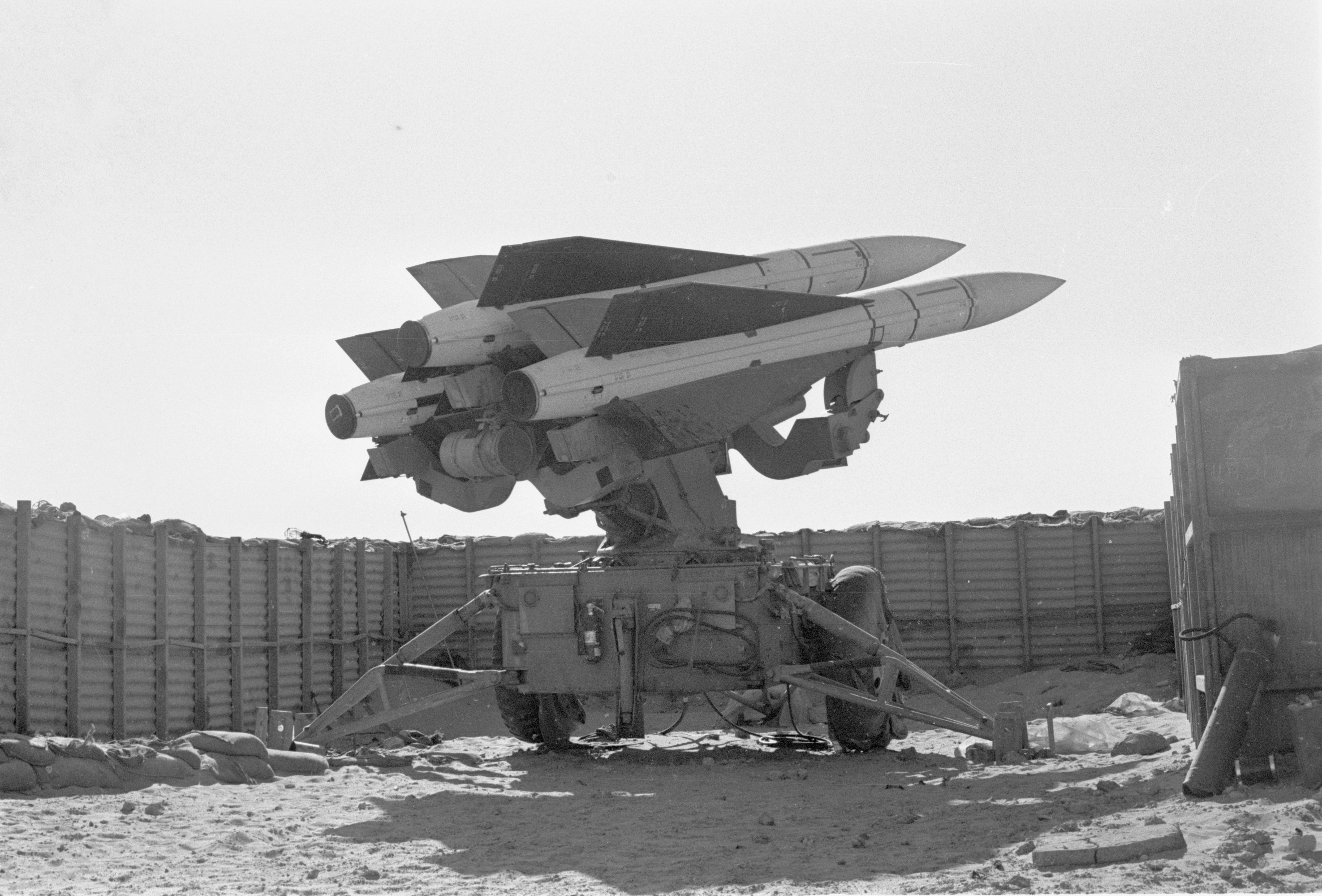
Los israelíes emplearon en 1973 sus misiles MIM-124, derribando varios aviones.

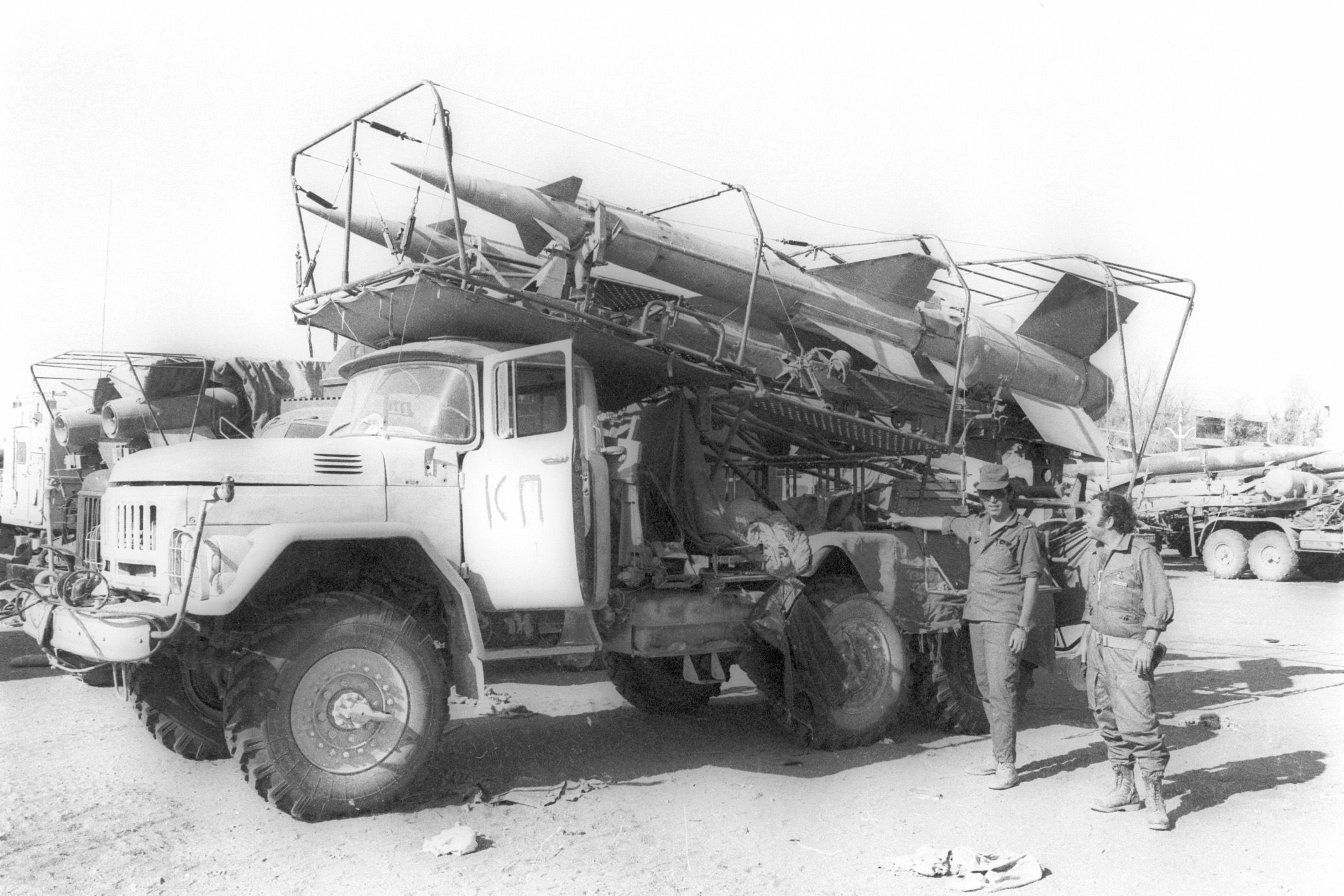
Los israelíes capturaron muchos equipos SAM egipcios. Aquí unos SA-3 Goa con su camión de transporte ZIL.

Aunque los israelíes recurrieron primero a volar muy bajo para eludir el radar las contramedidas electrónicas demostraron su eficacia durante la guerra. Israel contaba con algunos helicópteros equipados para interferencia electrónica que demostraron su eficacia en el Sinaí. 
También se emplearon equipos basados en tierra. En cuanto al uso de misiles antirradar en la guerra, según informes de EE. UU. se logró la misma eficacia que en Vietnam. 
Hay pocos datos acerca del empleo de misiles Shrike, pero se sabe que Israel obtuvo al menos 200 misiles adicionales Shrike como parte de la Operación Níckel Grass. Israel contaba antes de la guerra con unos 145 misiles AGM-45 y disparó unos 200 durante la guerra. 
Además EE. UU. también envió equipos ECM, equipos ALE-29 de contramedidas para misiles guiados por infrarrojos y asesoramiento técnico que ayudaron a mejorar las tácticas. 
A diferencia de EE. UU. en Vietnam los israelíes aprovecharon la cercanía de las baterías SAM y emplearon los blindados y artillería contra las lanzaderas SAM y tuvieron éxito. De hecho la irrupción de blindados en la orilla oeste del canal fue decisiva para crear huecos en la red de defensa aérea. Los escasos drones del 200 Squadron se emplearon con bastante éxito para volar sobre los SAM y localizarlos, haciendo también de cebo. Los Firebees operaron intensamente a lo largo de los 12 días de combate, y 10 Firebees se perdieron. Otra diferencia con Vietnam fue que los árabes no camuflaban y movían tanto sus SAM como los norvietnamitas, ni empleaban tanto señuelos para atraer los ataques israelíes. También es verdad que era mucho más difícil dado el entorno y que el disparo del misil delataba la posición mucho más que en Vietnam; y podían atraer a aviones o fuego de artillería. Los israelíes pronto descubrieron que los cohetes y su capacidad para saturar un área relativamente grande podían dejar inoperativa a una batería SAM durante unas horas.
El Chukar se utilizó para engañar a las baterías antiaéreas enemigas. El 7 de octubre los Chukar se emplearon por primera vez en el Golán, para engañar a los sirios. En el Sinaí colaboraron en la destrucción de SAM egipcios. A lo largo de la guerra más Chukars llegaron desde EE. UU. para cubrir las pérdidas.

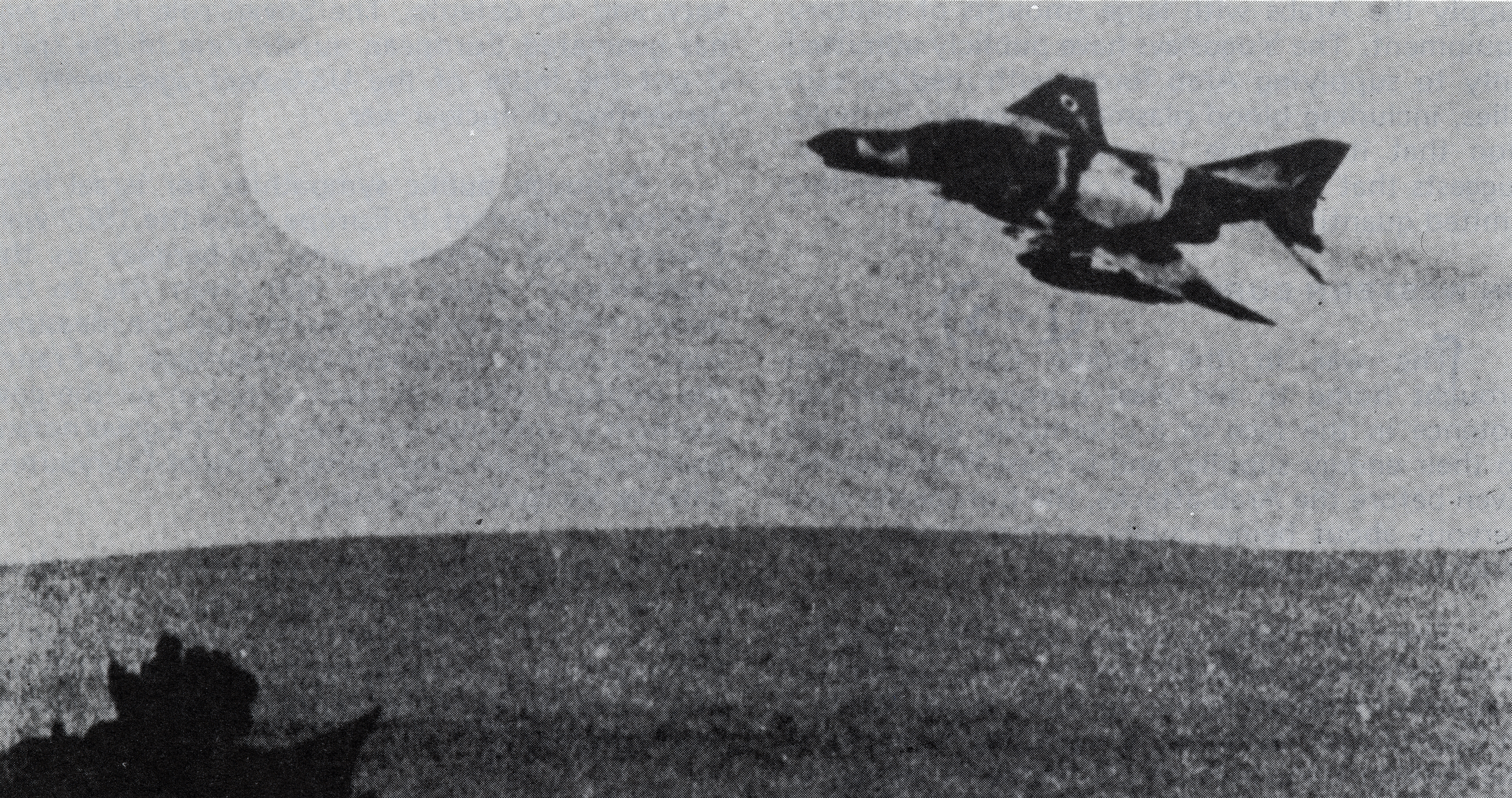
Un F-4E israelí sobre el Sinaí.

Menos atención se presta al empleo egipcio de misiles Raduga KSR-2 (AS-5 Kelt para la OTAN). En su versión antiradar KSR-11 los egipcios lanzaron dos misiles el primer día de la guerra y fueron derribados por Israel. 
Los aviones árabes también sufrieron en sus carnes la efectividad de los SAM durante la guerra. Los israelíes dispararon unos 75 misiles HAWK y reclamaron 43 aviones egipcios y 7 sirios. Copiando a los ejércitos árabes hacia el final de la guerra reforzaron su defensa aérea con misiles Chaparral y Redeye y decidieron incluir cañones de 20 mm. Vulcan. A ellos se unió el equipo capturado, los cañones de 23 mm. y misiles SA-7.
La dolorosa experiencia obligó a Israel a innovar sus tácticas para la supresión de las defensas aéreas enemigas. Hasta entonces volar bajo había valido como táctica para eludir los misiles SA-2 y SA-3, pero con la aparición de los SA-7, SA-6 y cañones ZSU-23-4 Shilka esto ya no era posible sin pagar un precio. 
La eliminación de la defensa aérea se había vuelto necesaria como fase previa si los aviones de ataque iban a operar sin perdidas prohibitivas. Ni EE. UU. ni Israel dieron detalles de como lograron interferir los SA-6, SA-3 y cañones antiaéreos ZSU-23-4 durante la guerra. Sin embargo el análisis de EE. UU. indicaba deficiencias en la preparación de la Fuerza Aérea de Israel, al confiar demasiado en volar bajo para eludir los SAM, infravalorar la capacidad del enemigo y no contar con equipos suficientes de contramedidas (Avisadores de radar, lanzadores de bengalas y chaff, equipos ECM, etc). 
Muchos de estos equipos llegaron con la ayuda americana de Nickel Grass. EE. UU. analizó la guerra, decidiendo potenciar sus tácticas y armas SEAD y la investigación en aviones stealth, que llevó al F-117. Dado que la efectividad de las tácticas SEAD con los SA-6 fue moderada se hizo necesario el estudio de los radares soviéticos para poder neutralizarlos. 
De ahí surgió también la necesidad en EE. UU. de robar los secretos de los radares soviéticos, alguna vez llegando a obtener los propios radares por diversos canales. Israel capturó el 18 de octubre una batería de misiles SA-6 completa, que junto a SA-2 y SA-3 capturados fueron analizados por los israelíes y EE. UU. tras la guerra. Las consecuencias se verían en la década de 1980.

### Guerras India-Pakistán

#### Guerra de 1965
Guerra aérea indo-pakistaní de 1965
Tras los combates fronterizos con China en 1962 India había comprado en 1963 baterías de SA-2 para proteger Nueva Delhi y las bases aéreas importantes. Se compraron 17 batallones de SA-2 para desplegar 5 en el área de Chandigarh-Ambala, 6 en Calcuta y otras 6 en Nueva Delhi. Aun así la defensa aérea se basaba principalmente en cañones Bofors de 40 mm. Por su parte Pakistán contaba con el 24 escuadrón, equipado con aviones RB-57 Rivet Flash dedicados a reconocimiento, con algunos dedicados a la vigilancia electrónica.
Ambos países estaban bastante retrasados tecnológicamente. La inporydelbradar era cubrir zonas de territorio enemigo. Los pakistaníes habían construido en la cima de la montaña Sakesar en 1961 una estación radar con equipos FPS-20/6 que le permitían cubrir el espacio aéreo sobre las bases aéreas de India de Amritsar, Adampur, Pathankot y Halwara. La estación radar pakistaní de Badin estaba a 30 km de la frontera y equipada con un radar FPS-6 de 350 km de alcance. Esto le permitían controlar las bases aéreas de Bhuj, Jamnagar, Uttarlai y Jaisalmer.

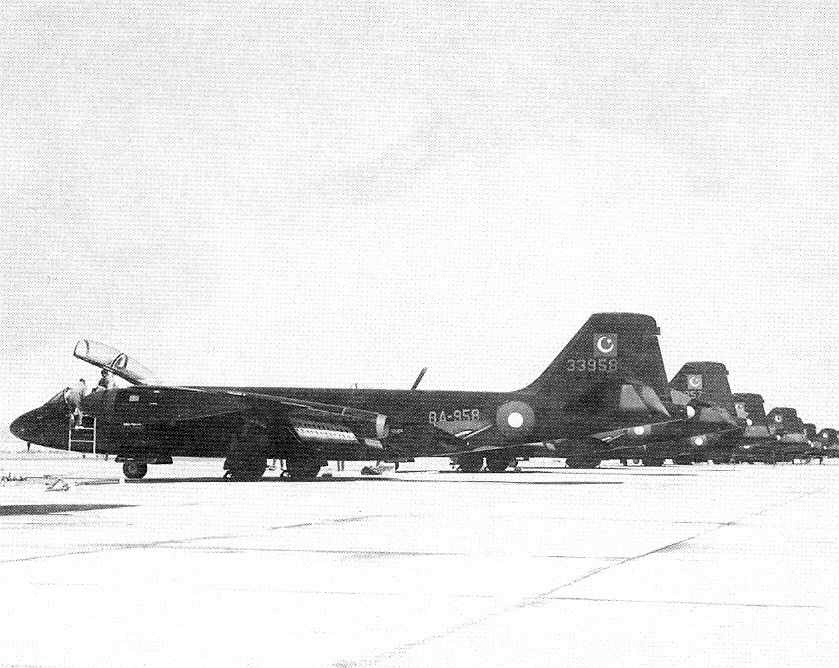
Aviones B-57 de la Fuerza Aérea de Pakistán.

En la guerra de 1965 Pakistán empleó un par de RB-57F y sus RB-57B del 24 Squadron para localizar e interferir radares durante los ataques sobre bases aéreas indias. 
India contaba solo con dos estaciones radar de vigilancia aérea: Barnalaen el oeste y Shillong en el este. El único radar capaz de guiar la interceptación desde tierra era el P-30(M) de Amritsar. Lo más parecido a misiones SEAD fueron los ataques infructuosos de F-86, F-104 y B-57 pakistaníes contra la estación radar de Amritsar. En un ataque dirigido al ocaso del 6 de septiembre de 1965 un RB-57B localizó las emisiones radar y dirigió el ataque de 4 F-86 contra el radar de Amritsar. Su radar P-30 dada su cercanía a la frontera podía hacer de alerta temprana. El RB-57 fue alcanzado por los cañones antiaéreos Bofors y la.misión se abortó. En un posterior ensayo de ataque el RB-57B fue derribado por fuego antiaéreo propio.
El 21 de septiembre aviones Canberra de la IAF llevaron a cabo un ataque contra la estación radar en Badin. Seis Canberra del Escuadrón N.º16 se dirigieron hacia el complejo de radar a baja altura. A unos 130 km del objetivo, un Canberra subió a más altura para actuar como señuelo, antes de regresar a la base. Las otras cinco continuaron hacia el objetivo y cuatro aviones se acercaron al objetivo en parejas, con dos minutos de diferencia, atacando a baja altura con sus bombas. El quinto se acercó desde el sur a una altitud de 30 pies disparando una salva de cohetes de 68 mm. contra el domo de radar.
Poco después del alto el fuego de la guerra de 1965 un misil SA-2 fue lanzado contra un avión de reconocimiento pakistaní RB-57F del 24 Squadron que volaba a gran altura, averiándolo y obligándole a un aterrizaje forzoso. Curiosamente los pakistaníes se limitaron a ataques a baja altura contra la base aérea de Ambala, sabedores de que estaba protegida por lanzaderas de SA-2.
India lanzó ataques contra el radar de Badin, con los mismos resultados que los pakistaníes contra Amritsar. La defensa aérea india no fue muy efectiva y el único derribo confirmado por los SA-2 fue un transporte An-12 Cub, que se creyó por error que era un avión enemigo.

#### Guerra de 1971
Al igual que en 1965 el radar era importante para ambas fuerzas aéreas pues permitía dirigir sus cazas contra los avioned enemigos. El radar en 1971 en ambos lados era terrestre, con alcance limitado por la curvatura de la tierra a unos 50km. El principal arma de defensa aérea eran los cañones antiaéreos, que de hecho se cobraron en ambos bandos proporcionalmente más aviones que los derribados por otros medios 
Los ataques de la Fuerza Aérea de Pakistán contra las bases aéreas avanzadas y las instalaciones de radar de la Fuerza Aérea India en Srinagar y Faridkot durante la noche del 3 de diciembre de 1971 marcaron el inicio formal de la guerra indo-pakistaní de 1971. India reforzó sus defensas aéreas desde 1965 y en 1971 muchas de sus bases estaban defendidas por baterías de misiles SA-2, lo cual dificultó las operaciones de ataque de los B-57 pakistaníes aunque no las impidió. El radar de Amritsar volvió a ser atacado, está vez por aviones F-104. Parece que uno de los F-104 había sido equipado con un prototipo de aparato de detección de pulso radar desarrollados localmente en Pakistán.
Los SA-2 fueron disparados contra alguno de estos intrusos nocturnos.
El SA-2 fue utilizado durante los ataques aéreos iniciales pakistaníes contra los aeródromos de India, un bombardero B-57 fue reclamado tras disparar tres misiles. En el sector del Punjab los pakistaníes emplearon globos como cebo, disparándose contra ellos varios SA-2.
En el lado pakistaní el radar de Sakesar fue puesto fuera de combate el 4 de diciembre en un ataque aéreo de India que además destruyó varios aviones en el suelo. La falta de ese radar afectó a las capacidades de combate de Pakistán. El radar de Badin también fue atacado.

#### Posteriores enfrentamientos

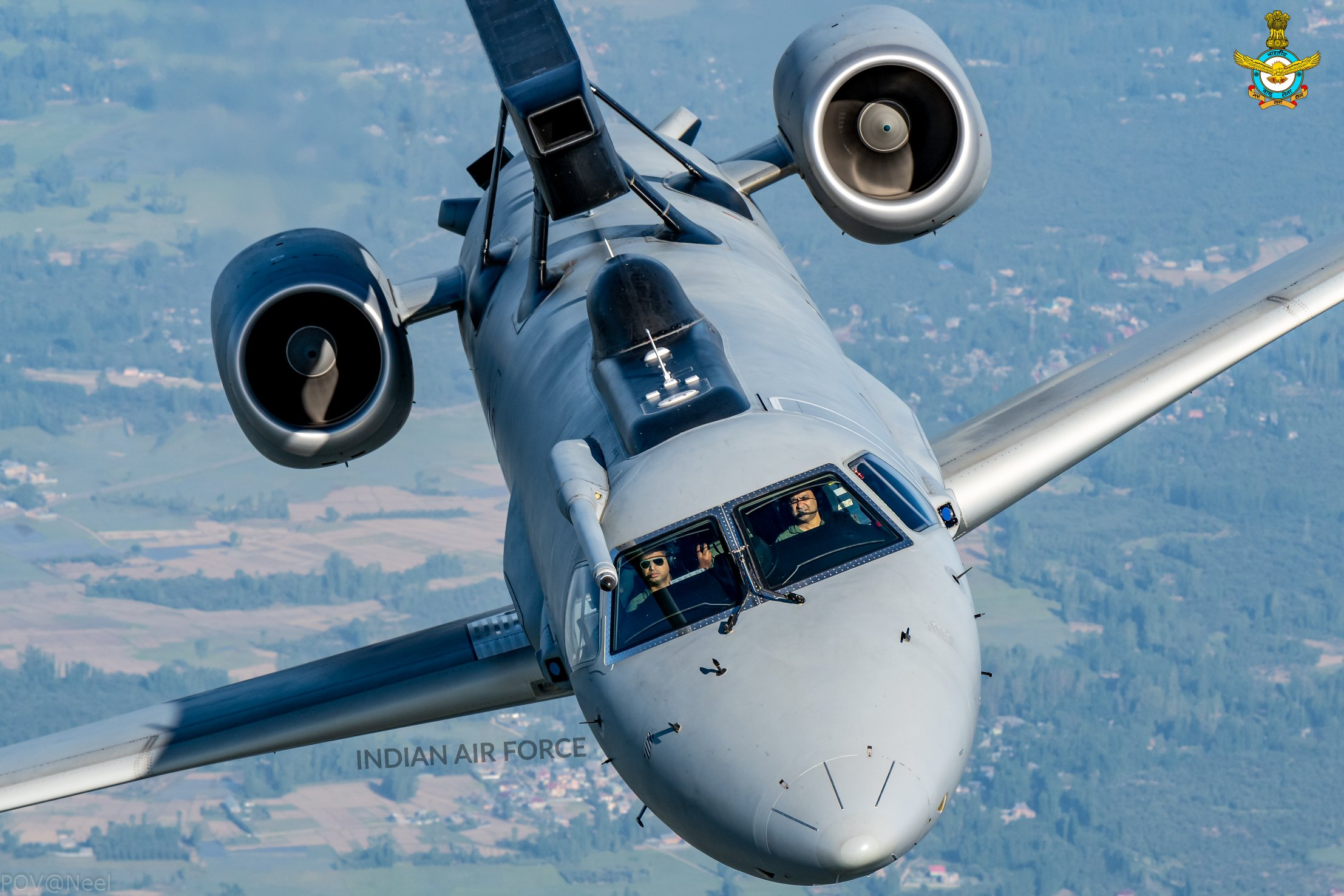
Avion Netra AWACS de la Fuerza Aérea de India.

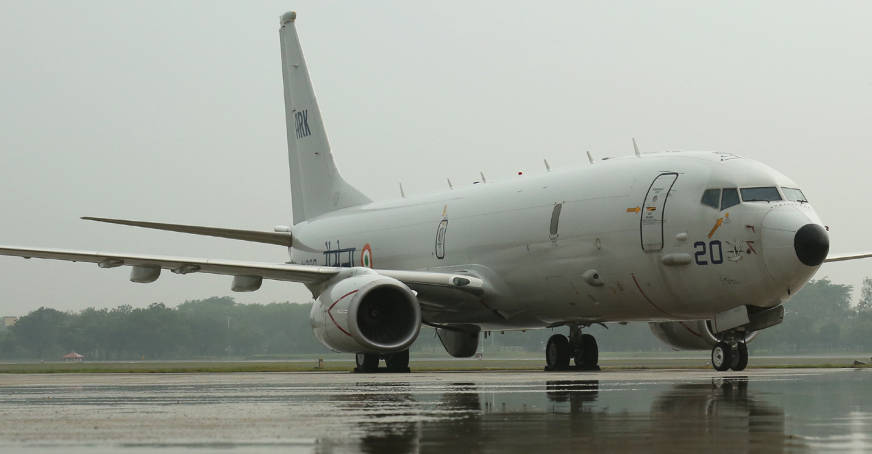
Los aviones P-8I de India tienen interesantes capacidades SIGINT.

A partir de 1971 Pakistán e India se tomaron en serio la guerra electrónica y el SEAD, a medida que la red de defensa aérea se iba extendiendo. En 1978 India creó su primer escuadrón de guerra eléctronica, el 35 escuadrón equipado con MiG-21 y Canberras. India además compró misiles antiradar soviéticos y ya alrededor de 2020 comenzó el desarrollo de un misil autóctono.
En las décadas siguientes a 1971 ambos países construyeron sistemas de defensa aérea y a la vez desarrollaron las tácticas para suprimir la defensa aérea del otro país. En Pakistán la construcción de un sistema centralizado de defensa aérea comenzó ya en la segunda mitad de la década de 1960. Gracias a los radares AN/FPS-20, en los años 1970 se contó con cobertura radar permanente en gran parte del país. También entraron en servicio a finales de los años 1970 equipos radar montados en camiones. Cuando las estaciones radar pakistaníes estaban empezando a quedar obsoletas se compraron radares modernos en EEUU y china. Con el embargo estadounidense Pakistán afrontó problemas para mantener sus equipos, y fue cambiando cada vez más hacia equipos chinos. En 2006 Pakistán compró  4 aviones Saab 2000 AEW&C, que se suplrmentaron con más aviones comprados en Suecia y China. También en China se compraron diversos sistemas SAM. 
En 1999 en la llamada guerra de Kargil las misiones SEAD de India consistieron en eliminar los equipos MANPADS y cañones antiaéreos que se detectaron. Los indios emplearon equipos Caiman y Rémora de guerra electrónica en sus Mirage. Se intentó no provocar a los pakistaníes prohibiendo ataques más allá de la línea de demarcación.
A partir del año 2000 India adquirió casa vez más armas israelíes y adoptó el enfoque israelí en lucha SEAD. En 2019 India lanzó ataques aéreos dentro del territorio paquistaní tras el atentado en Cachemira. En respuesta aviones pakistanies realizaron un contraataque. Este enfrentamiento duró dos días. En 2019 los aviones de India emplearon equipos rusos SAP-14 y SAP-518 e israelíes ELL-8222 de guerra eléctronica en los Su-30MKI del 35 escuadrón para realizar la escolta electrónica de los Mirage 2000 durante la Operación Bandar. Aparentemente fue un éxito ya que no se perdieron aviones en el ataque contra Pakistán. Para cubrir las deficiencias en defensa aérea que quedaron expuestas en 2019 India compró el sistema antiaéreo S-400 ruso, mientras que Pakistán compró el HQ-9 chino. También ambos países compraron drones. 
En respuesta a ataques terroristas el gobierno indio lanzó ataques aéreos contra bases terroristas en Pakistán el 7 de mayo de 2025, desatando una serie de enfrentamientos en la frontera. La noche siguiente, Pakistán como represalia lanzó entre 300 y 400 drones a lo largo de la frontera de 1.700 kilómetros con India, probando la resistencia de las defensas aéreas indias en al menos 36 puntos distintos pero el sistema integrado de defensa aérea de la India ya estaba en alerta. India, por su parte, respondió con ataques de precisión en territorio pakistaní, incluyendo objetivos de la defensa aérea pakistaní. Pakistán utilizó tácticas defensivas para minimizar las pérdidas, incluyendo el empleo de radares señuelo para atraer a los drones antiradar o esperando a que los drones indios descendieran lo suficiente para poder derribarlos.
En los enfrentamientos de mayo de 2025 ambos países parece que trataron de atacar los sistemas antiaéreos del contrario mediante el empleo de drones y misiles. India declaró haber destruido radares y sistemas de defensa aérea en varios puntos de Pakistán. Se cree que habría empleado drones israelíes y seguido la doctrina israelí ya empleada con éxito en 2022 por Azerbaiyán. Por su parte Pakistán declaró haber derribado muchos de estos drones. La capacidad de Pakistán para interceptar los drones Harop y Agnikaa de India indicaría la evolución de su sistema de defensa antiaérea y la asimilacion de las lecciones de las guerras más recientes. Pakistán se cree hizo un empleo combinado de señuelos y sistemas de guerra electrónica para interrumpir las comunicaciones de los drones y además empleó sistemas de misiles y cañones antiaéreos para derribarlos a baja altura. De este modo los drones fueron derribados sin quedar los radares pakistaníes expuestos a los drones SEAD hindúes. Por su lado India logró destruir, o al menos lograr que se apagaran, varios radares y baterías SAM de Pakistán. En Lahore los informes indicaron que se logró destruir sistemas HQ-16 de defensa aérea pakistaníes. Los Harop atacaron a los batallones de HQ-9 chinos operados por Pakistán, causándoles daños. Además de drones caza misiles se cree que también se usaron los drones señuelo Banshee y Lakshya, que imitan las firmas de radar de aviones reales , para engañar a Pakistán para que activara sus radares. No hay informes acerca del empleo de la versión anti-AWACS de los misiles Brahmos que se dice India lleva años desarrollando. Sorprendió que durante los ataques de India a la defensa aérea la respuesta pakistaní fuera lenta. Se cree que se experimentaron problemas significativos debido a la integración sus radares de fabricación occidental con radares y SAM de fabricación china. Esa integración es una tarea compleja, que tarda años en completarse antes de ser efectiva. Así India causó daños en dos batallones de HQ-9 y en otro de HQ-16 y al menos tres radares AN/TPS-77 fueron destruidos. Es muy posible que otros sistemas de defensa aérea paquistaníes fueran también dañados. Se sabe en la Base Aérea de Nur Khan fue destruido un centro de mando movil NG-NMCC, que servía de respaldo para el cuartel general de la IADS paquistaní. 
Los ataques degradaron lo suficiente la defensa aérea pakistani como para permitir el posterior ataque de la fuerza aérea de India contra las bases aéreas. En estos ataques participaron los RAFALE, con misiles SCALP y bombas de precisión Hammer, y los Jaguar con misiles Rampage. También se emplearon al menos 15 misiles Brahmos. Las defensas aéreas paquistaníes derribaron un SCALP y un Brahmos.
Por su parte India ha creado su propio sistema antiaéreo indígena, desarrollado por la Defence Research and Development Organisation (DRDO). Este sistema ha sido exitoso interceptando drones paquistaníes, como los Byker YIHA III, que Pakistán empleó en sus ataques contra bases aéreas y emplazamientos SAM de India. De hecho Pakistán se estima empleó unos 400 drones, principalmente de origen turco, durante el enfrentamiento de 2025. Los drones y aviones paquistaníes se estima no lograron destruir las defensas aéreas indias. Además parece que las existencias de UAV y misiles Fateh-1 se estaban agotando rápidamente.
Pakistán reclamó haber usado un misil CM-400AKG para atacar un sistema de defensa aérea S-400, operado por India en Adampur. Los analistas dudan del éxito del ataque dado que se trata más bien del uso oportunista de un misil antibuque para tratar de sorprender a los hindúes con su velocidad de mach 4 y el conocimiento del emplazamiento del S-400. Por su parte India reclamó que sus S-400 habían derribado varios aviones pakistanies.
Se estima que la defensa aérea de India fue mucho más efectiva que la de Pakistán. De hecho se estima que India derribó el 90% de los drones y misiles pakistaníes y así apenas se sufrieron daños. El sistema integrado de defensa aérea de India cuenta con misiles S-400 Triumf, Barak-8, Spyder, Samar y cañones L-70 y ZSU-23, a los que añadió recientemente los sistemas de misiles Akash y Pechora para mejorar su capacidad contra drones. En 2025 India operaba cinco regimientos equipados con S-400, cada uno incluye entre 6 y 8 batallones (cada batallón con hasta ocho lanzadores). Se da por seguro que India empleó sus aviones P-8I en misiones de inteligencia electrónica para detectar el despliegue electrónico pakistaní.

### Afganistán
La Unión Soviética emplaba sus Tupolev Tu-16 Badger para atacar posiciones de la resistencia afgana. Los Tu-16 operaban desde bases en la Unión Soviética y en Afganistán operaban en grandes formaciones, normalmente escoltados por aviones de guerra electrónica como el Tu-16E/P. Las últimas salidas de combate en Afganistán se realizaron en enero de 1989, unas semanas antes de la retirada completa soviética.
Cuando operaban cerca de la frontera eran seguidos por los radares pakistaníes, por lo cual se planteó la posibilidad de atacarlos, o al menos neutralizarlos. Para neutralizar la defensa aérea pakistaní se destinaron algunos de Tu-22PD a Afganistán. El plan consistía en emplear aviones Su-24M, pero se desistió debido al riesgo de una guerra abierta con Pakistán.

### Líbano 1982

#### Las lecciones de la guerra de 1973

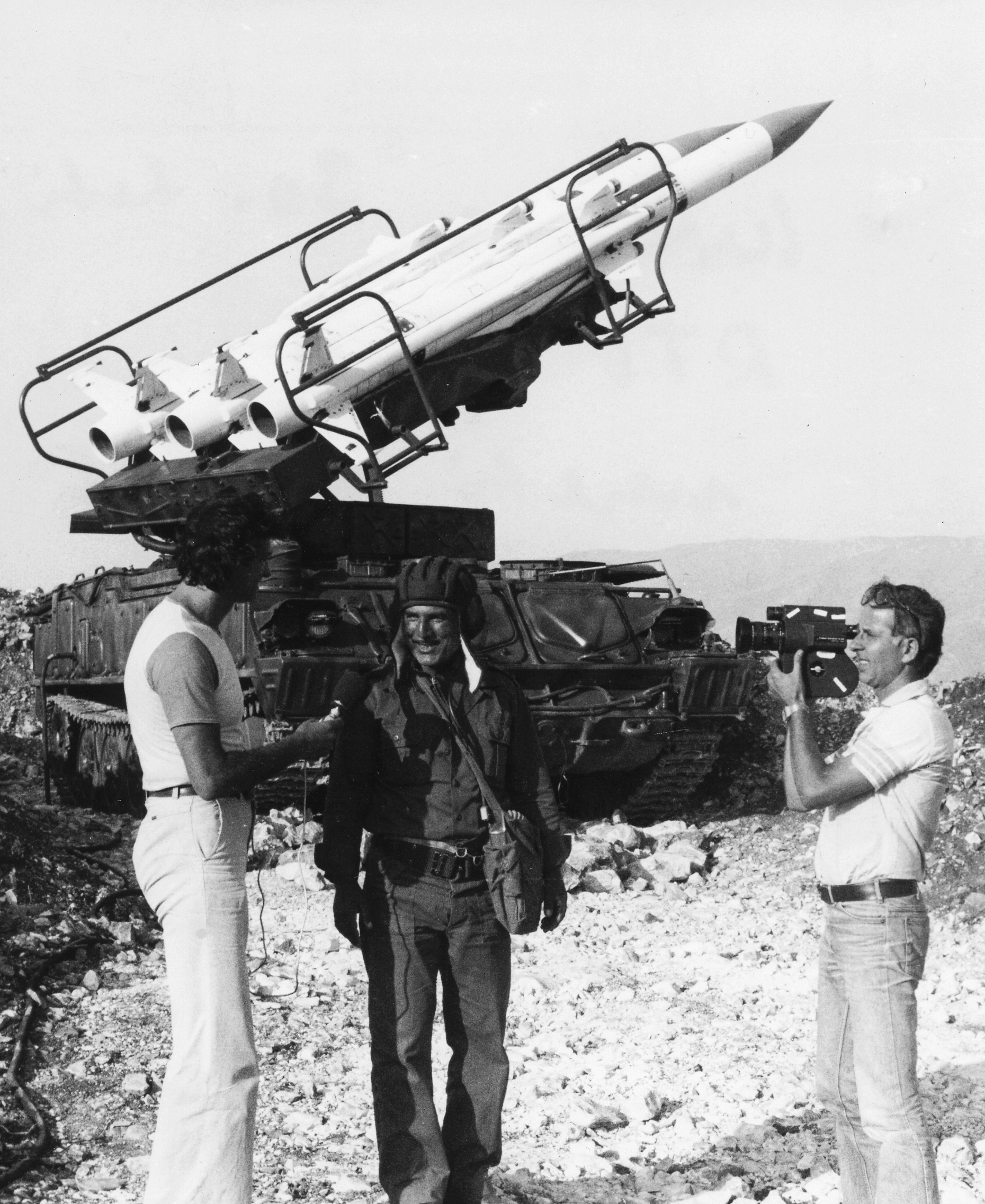
Un equipo de la televisión húngara entrevista a los servidores de una lanzadera de misiles 2K12 Kub (SA-6)en Líbano, año 1981.

En 1971 Israel compró algunos drones de reconocimiento Ryan 147I, formando el 200.º Escuadrón de Drones. Esta unidad entró en combate en 1973 en misiones de reconocimiento. Algunos se emplearon también como cebo para hacer que los egipcios emplearán sus misiles SAM. El volumen de pérdidas de aviones sufridas en 1973 hizo evidente la necesidad de innovar las tácticas de supresión de las defensas aéreas enemigas.
La nueva doctrina SEAD israelí combinó un mayor empleo aviones no tripulados para ayudar a descubrir la posición exacta de las baterías antiaéreas enemigas y engañar a sus radares. Ya antes de la guerra de 1973 los israelíes empezaron a ver las ventajas de los drones de todo tipo. Israel produjo dos nuevos modelos de dron de reconocimiento, el Tadiran Mastiff y el IAI Scout. 
Estaban equipados con una cámara de video con la que detectar las baterías SAM y eran pequeños, por lo tanto podían evitar las direcciones de tiro de las baterías sirias y no ser detectados por los pilotos de los Mig Sirios. 
Para engañar a los radares sirios se fabricó bajo licencia el dron Brunswick Model 290P, una especie de misil dotado de alas con una velocidad y firma radárica parecida a las de un avión de combate. Israel probó por primera vez su doctrina SEAD durante la invasión del Líbano. Está incluía el empleo aviones no tripulados, tanto para descubrir la posición exacta de las baterías antiaéreas como para engañarlas haciéndoles pensar que eran aviones tripulados.
Israel también mejoró sus equipos antirradar. La experiencia de la guerra de 1973 había dejado la impresión de que el F-4 Phantom y sus equipos de contramedidas no se habían mostrado suficientemente eficaces contra los misiles. Los cinturones de lanzaderas SAM podían proteger en el futuro baterías de misiles tierra-tierra capaces de alcanzar el territorio israelí. Israel ya tenía AGM-45A y AGM-45B (versión bastante mejorada) pero en 1975 EE. UU. ofreció a Israel el misil AGM-78 Standard. 
Como Israel no podía permitirse comprar un escuadrón de aviones F-4G Wild Weasel se optó por modificar el último lote de F-4E recibidos para poder emplear los misiles AGM-78D, que debieron ser adaptados por General Dynamics para ser más automáticos. Desde hacía años se venía proponiendo la idea de emplear lanzadores terrestres para los misiles Shrike, y tras la guerra de 1973 se dedicaron recursos a la idea. 
Los misiles AGM-45A lanzados así solo tenían un alcance de 11 km., así que se hicieron mejoras que acabaron en el sistema Kahlilit, que lograba un alcance a 50-70 km. empleando el AGM-45B y cuyo lanzador era un chasis de tanque Sherman M-50. Con la compra del AGM-78 los israelíes dieron con el misil ideal para ser lanzado desde tierra, dando origen al sistema Keres.
Por último no hay que olvidar que EE. UU. analizó tanto los SA-2/SA-3/SA-6 capturados por Israel en 1973 como toda la información que le llegó de otros países. Esto supuso la mejora de tácticas y equipos, así como mayor conocimiento de las armas y tácticas soviéticas. Tras el éxito de los SAM en 1973 los sirios contaban con entrenamiento y asesores soviéticos que se suponía les hacían todavía más letales que en 1973.

#### Operación Paz en Galilea
En mayo de 1980 aviones israelíes destruyeron cerca de Sidón dos baterías móviles de SA-9. En abril de 1981 aviones israelíes derribaron dos helicópteros sirios sobre Líbano y Siria respondió desplegando sus primeros SAM en el Valle del Bekaa. No eran en ese momento una amenaza directa para Israel, y de hecho ya se habían desplegado antes baterías SAM sirias en el este del Líbano, pero esta vez los fantasmas de 1973 se despertaron en muchos despachos en Israel ante el temor de que sus aviones podrían no ser capaces de nuevo de lograr la superioridad aérea contra una defensa aérea escalonada e integrada.
El ejército sirio había desplegado misiles antiaéreos en 1981 en el valle de la Bekaa, para disuadir a la aviación israelí. La fuerza aérea comenzó a entrenarse para atacar lanzaderas de SA-6. A los israelíes no se les escapó que los SAM sirios estaban emplazados entre dos cordilleras, lo que reducía su alcance de detección. 
Durante los meses previos a la invasión Israel analizó las frecuencias radar utilizadas por los sirios y localizó sus emplazamientos gracias a sus aviones B-707 y E-2C. El conflicto fronterizo escalaba en intensidad cada vez más, con un uso sistemático de artillería y cohetes contra Galilea. Al iniciarse la ofensiva terrestre el 6 de junio de 1982 los aviones israelíes intentaron no entrar en la zona protegida por los misiles sirios, pero al seguir el avance terrestre esto ya era imposible. 
El valle de la Bekaa era un objetivo israelí, por estar basadas fuerzas sirias y grupos armados palestinos. Los sirios lo sabían y desplegaron baterías adicionales de misiles SA-6. Los lanzadores móviles de misiles SA-6 y los fijos de SA-3 eran controlados por drones israelíes y también por tropas especiales insertadas tras las líneas enemigas.

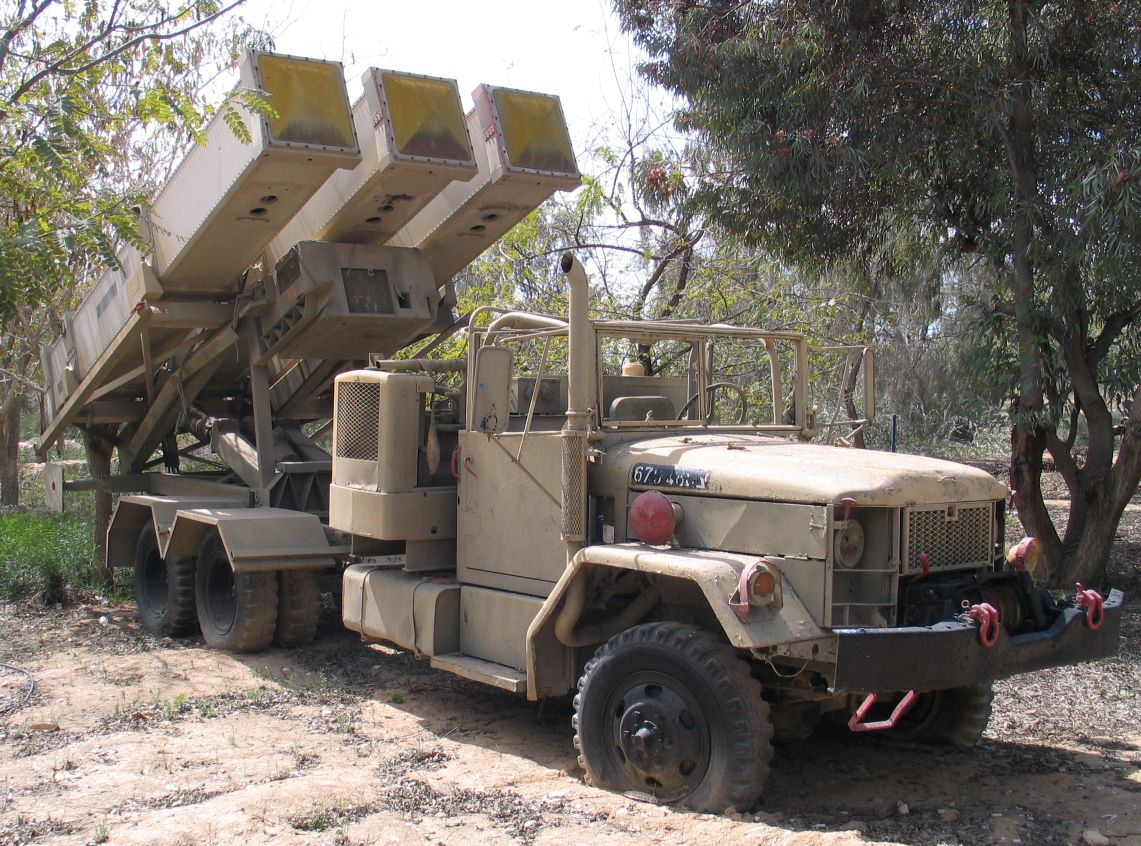
En 1982 los israelíes contaban con el KERES, un lanzador del misil AGM-78 Standard montado sobre un camión de transporte pesado.

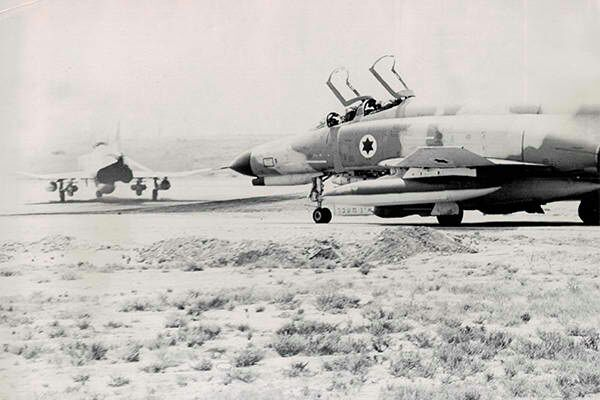
Un par de F-4E se preparan para participar en el operación Mole Cricket 19.

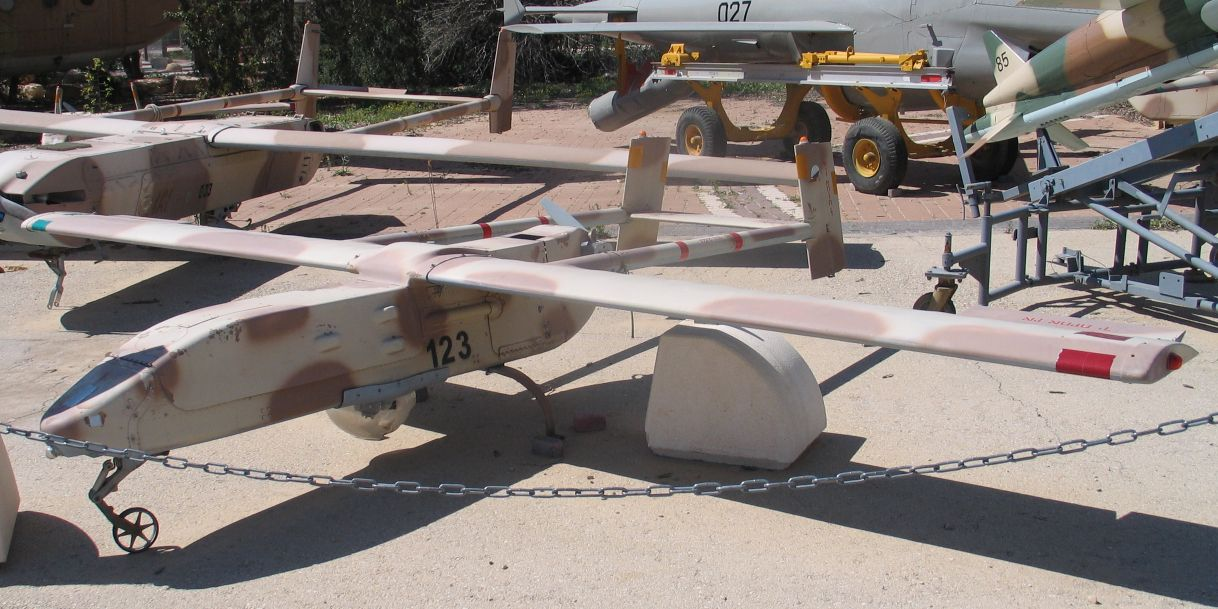
Dron de reconocimiento Scout. Los israelíes los usaron para controlar en tiempos real baterías SAM y bases aéreas sirias

Israel decidió cambiar de táctica con respecto a 1973. Se había decidido ya atacar las 14 baterías SAM de la Bekaa, pero el 8 de junio, los drones habían descubierto otros cinco baterías SA-6 desplegadas en el lado sirio de la frontera. Los mandos militares israelíes creían que podrían atacar las baterías SAM y eliminar las defensas sirias en Líbano sin llevar a Siria a una guerra más amplia.  
El choque era inevitable y el 9 de junio de 1982 Israel lanzó la Operación Mole Cricket 19 contra las baterías sirias. Está fue la primera vez que las tácticas SEAD no eran reactivas sino que se planteaba la destrucción de la defensa aérea enemiga en los movimientos iniciales de la guerra. 
Israel empleó todos los medios a su alcance para acabar con los SAM sirios en un primer golpe devastador que le dejará las manos libres para operar en Líbano. Desde el primer día los israelíes habían mantenido en el aire de modo constante al menos dos drones para poder tener imágenes en tiempo real de la posición de las baterías SAM del enemigo (una combinación de SA-2, SA-3 y SA-6), y además vigilar las tres principales bases aéreas sirias.  
Una hora antes del ataque aviones israelíes y estaciones terrestres comenzaron las interferencias mientras sobre el Mediterráneo los aviones israelíes se preparaban. El inicio de la operación de ataque consistió en hacer creer a los sirios que sufrían un ataque aéreo utilizando como señuelo drones. Los drones estimularon el encendido de los radares sirios, al simular ser aviones de ataque en las pantallas del radar. Los sirios activaron los radares de dirección de tiro y dispararon sus misiles contra los drones. 
Los operadores de radar sirios estaba entrenados para enfrentarse a los misiles Shrike, apagando periódicamente sus aparatos. Sin embargo esto no funcionaba con los AGM-78, que conservaba en la memoria la fuente de emisiones. La reacción israelí fue aprovechar el momento para lanzar desde tierra y desde el aire todos los misiles antirradar AGM-78 y AGM-45 que pudieron, unidos a artillería de largo alcance.  
Les siguieron los aviones de ataque de la primera oleada que se lanzó entonces, con el sol a sus espaldas para dificultar el trabajo de los sistemas de adquisición ópticos de los sirios y les obligaba a confiar en sus sistemas de radar. En los primeros minutos diez de las diecinueve baterías fueron dañadas o se quedaron temporalmente sin misiles por haberlos disparado. 
A continuación del ataque con misiles los israelíes empezaron a sobrecargar todavía más las frecuencias de radar y una segunda oleada de aviones atacó las baterías sirias con misiles antirradar y misiles aire-tierra. Los israelíes procedieron a interferir los sistemas de mando y comunicación sirios. Un Boeing 707, varios helicópteros CH-53 equipados con sistemas de interferencia y emisores terrestres inundaron el aire con señales falsas. 
Los sirios habían ordenado aterrizar a sus cazas para dejar el cielo libre a las baterías antiaéreas, con lo cual no había protección aérea. A la primera oleada de aviones de ataque le siguieron otras dos que emplearon bombas de racimo y bombas guiadas por láser. La defensa aérea siria había sido así suprimida físicamente. 
También se recurrió al uso de artillería de largo alcance, empleando algunas baterías de obuses y cohetes contra las lanzaderas sirias. El fuego de artillería israelí fue dirigido con precisión por los UAV Mastiff. Los israelíes dispararon con todo lo que tenían para asegurarse la destrucción. De las 19 baterías SAM los ataques eliminaron 15 (incluidas 11 de SA-6). Los puestos de mando y control de los SAM y todos los radares de alerta temprana fueron también destruidos.

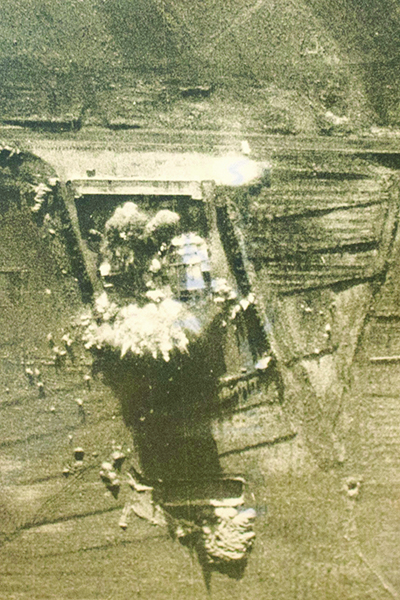
Posición SAM destruida durante la operación Mole Cricket 19.

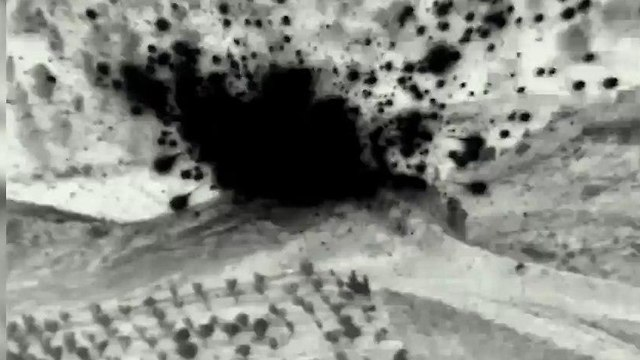
Imagen de la destrucción de otra posición SAM.

Cuando la defensa aérea comenzó a ser destruida los sirios entraron en pánico y ordenaron a sus aviones despegar para defenderla. Esto fue un regalo para Israel, que empleó en este momento contra-medidas electrónicas que cegaron a los radares enemigos e interfirieron la comunicación entre los cazas sirios y los controles de tierra. 
Los cazas israelíes emboscaron a los indefensos aviones sirios y los masacraron a placer. El día 10 los sirios enviaron 4 baterías SA-6 a Líbano para reforzar a las baterías supervivientes. Todas las baterías sirias fueron destruidas.
Esta fue la primera vez que un ejército occidental derrotaba de manera fácil y clara a las defensas aéreas de fabricación rusa. Las tácticas SEAD cambiaron para siempre. Los soviéticos investigaron inmediatamente que había pasado y quedaron muy preocupados, introduciendo mejoras en sus misiles y tácticas. 
Hay que decir también que los sirios ignoraron la doctrina soviética: no se preparó posiciones falsas ni señuelos, no se aprovechó la movilidad del SA-6 para cambiar de posición ni para tender emboscadas sino que estaban en emplazamientos fijos, se usó el radar de modo poco selectivo y discreto y faltaron comunicaciones centralizadas. 
Cuando empezó el combate los sirios además cometieron errores. Ante las interferencias algunas baterías aumentaron la potencia de sus emisiones, facilitando que los misiles los engancharan. Otras baterías entraron en pánico y se limitaron a guíado por TV, lo que redujo el alcance y la precisión. 
Algunos dispararon sus misiles sin guiar, quizás esperando asustar a los pilotos israelíes, pero solo lograron delatar su localización y quedarse sin misiles y obligados a la larga maniobra de recarga. 
Cuando la siguiente oleada israelí atacó eran blancos fáciles. Los sirios se defendieron asegurando que los asesores soviéticos nunca consideraron que los drones pudieran ser usados como blancos y aconsejaron prescindir de los SA-5, cuyo alcance habría obligado a restricciones en las órbitas de vuelo de los E-2 y Boeing 707.
Aunque los sirios movieron nuevas baterías SAM al Líbano la suerte ya estaba echada. Los israelíes habían probado que eran capaces de anular la amenaza SAM siria. Además, las fuertes pérdidas de aviones y el bajo inventario de misiles SAM desaconsejaban a Siria involucrarse en un enfrentamiento directo en el cual Israel tenía la ventaja de la superioridad aérea. Israel había dado la vuelta a la experiencia de 1973. En la URSS sonaron las alarmas ya que su estrategia contra la potencia aérea de la OTAN parecía haberse vuelto inofensiva.

### Malvinas
Durante la guerra de las Malvinas los británicos estaban interesados en destruir el radar de largo alcance TPS-43 de la Fuerza Aérea Argentina que controlaba las operaciones en Malvinas. La Fuerza Aérea Argentina desplegó sus medios antiaéreos en la zona del aeropuerto y en el improvisado aeródromo de Darwin. La Armada cubrió el área del puerto. El Ejército ubicó sus medios antiaéreos en una amplia zona que se extendía desde Moody Brook hasta el aeropuerto y emplazó 2 cañones de 35 mm y su radar de tiro en Darwin. 

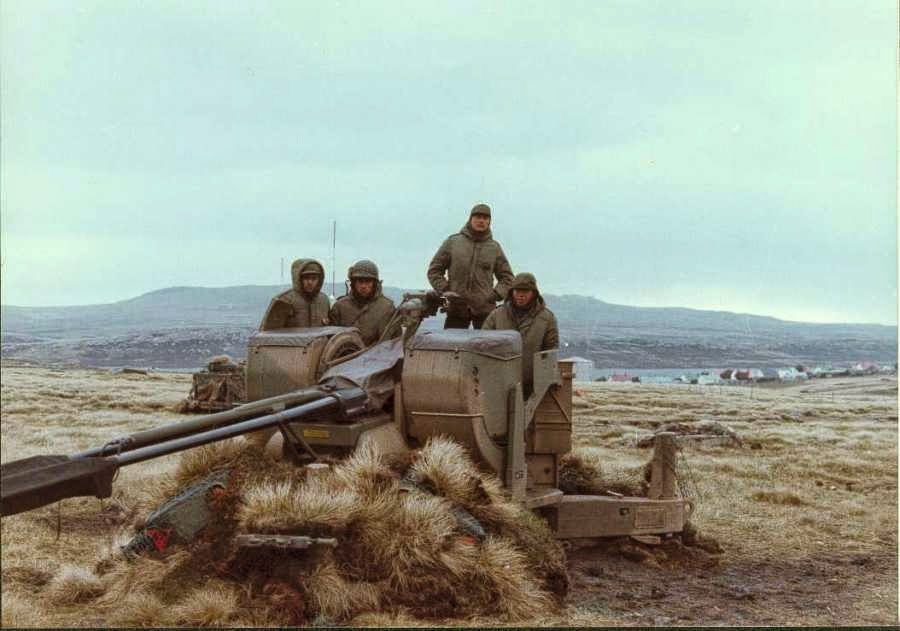
Pieza de artillería argentina Oerlikon GDF-002 35 mm en Malvinas, durante la guerra de 1982. Su tiro era dirigido por un radar Skyguard.

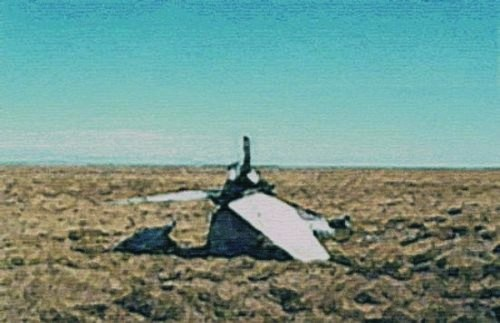
Restos de un Harrier derribado por los argentinos.

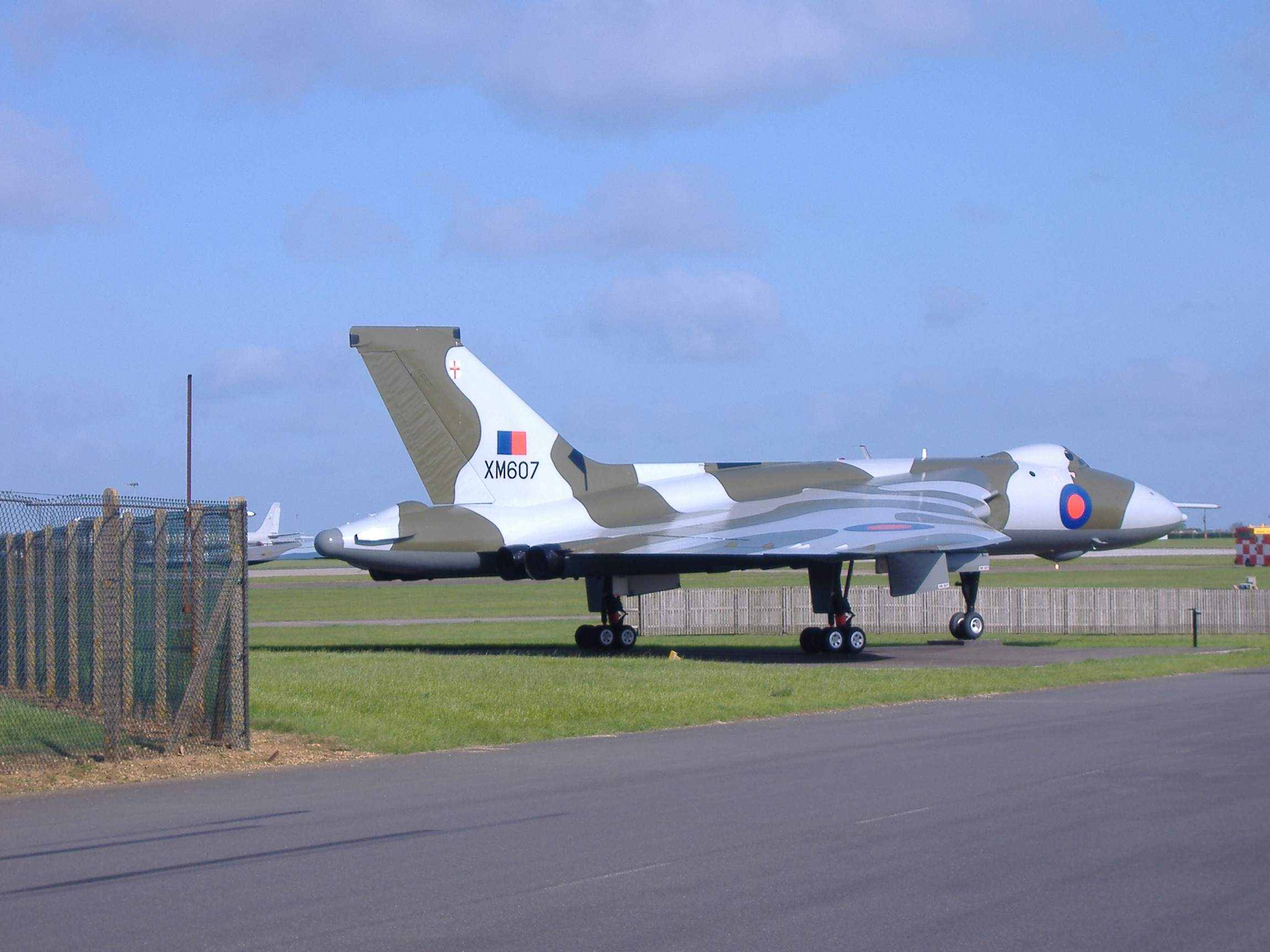
El primer ataque Black Buck fue lanzado por este avión, El Avro Vulcan XM607.

La defensa aérea argentina contaba con misiles Tigercat, Roland, cañones antiaéreos Oerlikon 35 mm guiados por radar y cañones antiaéreos de 20 y 30 mm. La Real Fuerza Aérea británica era la responsable de atacar la defensa aérea argentina, aunque esta suponía un riesgo solo para los aviones que volaran a baja cota, y debido a la distancia decidió emplear bombarderos Avro 698 Vulcan desde la Base Aérea de la Isla Ascensión y armados con misiles AGM-45 Shrike. 
Cuando los aviones británicos realizaron sus primeros ataques lo hicieron a baja altura y se encontraron con el fuego cruzado de la artillería antiaérea. El resultado fueron un Harrier derribado por la artillería y otro por misiles Roland. Los Harrier ya no volvieron a intentar atacar a baja altura tan alegremente y destruir los radares argentinos cobró importancia. Las tripulaciones de la Royal Navy además rellenaron paquetes de chaff que instalaron en los frenos de velocidad de los Sea Harrier para darles una opción de autodefensa. Los Buccaneer, Harrier y Phantom de la RAF utilizaban una configuración improvisada similar en la década de 1980. Los argentinos hubieron de recurrir a la fabricación artesanal de chaff para tener algo con lo que engañar a la defensa aérea británica.
En el primer ataque SEAD los Harrier realizaron un ataque de distracción para mantener activo el radar y distraer la atención del Vulcan, que lanzó dos misiles Shrike. Los argentinos detectaron la jugada y operaban el radar en pequeños intervalos por lo cual los misiles impactaron cerca de la antena pero causando daños mínimos, el radar quedó fuera de servicio solo un día.
Un par de días después la RAF lanzó un nuevo ataque pero cuando el Vulcan estaba cerca los argentinos apagaron el radar. Los ingleses trataron de localizar al radar pero finalmente desistieron y cambiaron de blanco, disparando al radar de una batería Skyguard del GADA 601 que fue alcanzado y destruido, muriendo sus 4 sirvientes.
| Misión       | Objetivo                      | Fechas          | Vulcan            | Vulcan de reserva  | Notas                                                                                    | Referencias |
| ------------ | ----------------------------- | --------------- | ----------------- | ------------------ | ---------------------------------------------------------------------------------------- | ----------- |
| Black Buck 1 | pista aeropuerto Port Stanley | 30 Abril–1 Mayo | XM598 (Reeve)     | XM607 (Withers)    | Ataque realizado por el avión de reserva debido a fallo en presurización avión asignado. | [ 145 ]     |
| Black Buck 2 | Pista aeropuerto Port Stanley | 3–4 Mayo        | XM607 (Reeve)     | XM598 (Montgomery) | Ataque realizado                                                                         | [ 146 ]     |
| Black Buck 3 | Pista aeropuerto Port Stanley | 13 Mayo         | XM607             | XM612              | Cancelado                                                                                | [ 146 ]     |
| Black Buck 4 | Radar                         | 28 Mayo         | XM597 (McDougall) | XM598 (Montgomery) | Cancelado                                                                                | [ 146 ]     |
| Black Buck 5 | Radar                         | 31 Mayo         | XM597 (McDougall) | XM598 (Montgomery) | Ataque realizado                                                                         | [ 146 ]     |
| Black Buck 6 | Radar                         | 3 Junio         | XM597 (McDougall) | XM598 (Montgomery) | Ataque realizado. El avión se ve obligado a desviarse a Brasil por avería.               | [ 147 ]     |
| Black Buck 7 | Aeropuerto Port Stanley       | 12 Junio        | XM607 (Withers)   | XM598 (Montgomery) | Ataque realizado                                                                         | [ 147 ]     |

Prueba de la eficacia de los cañones antiaereos argentinos es que los ingleses capturaron en Malvinas 15 cañones y 6 direcciones de tiro Skyguard, que incorporaron al servicio en el 1339 Wing Royal Auxiliary Air Force, en la base aerea de Waddington.

### Guerra entre Irán e Irak (1980-88)

#### Antecedentes
Irán con el Sha en poco años hizo su transición a una moderna defensa antiaérea basada en misiles. Además en 1969 se compraron 150 modernos cañones Oerlikon de 35 mm junto sistemas de guía y radar asociados. En Inglaterra se compraron misiles SAM Rapier, 45 sistemas dotados del radar Blindfire y recibidos antes de 1979. En la URSS se compraron 600 cañones antiaéreos ZU-23-2 y 80 ZSU–57–2. No sé compró ZSU-23-4 porque la demanda de los países de la órbita soviética era tanta que las fábricas sñde la URSS no daban abasto. Israel le vendió algunos SA-7 y ZSU-23 capturados. En EEUU se compró un total de 41 baterías MIM-23A y MIM-23B, que tan buen resultado habían dado a Israel.
En la Segunda Guerra Iraquí-Kurda de 1974-75 dos baterías MIM-23B I-HAWK iraníes fueron desplegadas en el norte de Irak. La Fuerza Aérea Iraquí de entonces estaba preparada solo para contrainsurgencia. No solo desconocía la presencia de MIM-23 y Rapier iraníes sino que tampoco tenía como contrarrestarlos. En pocas semanas, los iraníes reclamaron 14 derribos, incluido un bombardero Tupolev Tu-16. En diciembre de 1974 un misil Rapier iraní derribó un Ilyushin Il-76MDA iraquí. A partir de entonces el MIM-23B comenzó a ser temido por los pilotos iraquíes.
Como se ha detallado Irán contaba antes de la guerra con unas 36 baterías de misiles MIM-23 HAWK, así como con misiles Rapier, Tigercat, SA-7 y RBS-70. Además se contaba con sistemas antiaéreos ZSU-23-4, Oerlikon GDF-001 con radares Skyguard y Bofors L60. Siguiendo la doctrina occidental su defensa aérea dependía principalmente en empleo de aviones. A pesar de ser potente la iraní no era una defensa aérea integrada como la de Egipto en 1973. Con el comienzo de la guerra el sistema de defensa aérea se volvió vital para Irán. Irak tenía una fuerza aérea potente, muy ofensiva, diversa y capacitada. A su vez los iraníes tenían una gran área que defender y muchos objetivos sensibles que cubrir. 
El Sha intentó comprar aviones F-4G pero EE. UU. se negó. Si logró comprar misiles AGM-45 Shrike y que los F-4G basados en Alemania se desplazarán a Irán para entrenamientos conjuntos. Sin embargo las purgas hicieron que ese conocimiento se perdiera. 
Irak también poseía una defensa aérea moderna, al estilo soviético y equipada con misiles SA-3, SA-3 y SA-6 que operaban junto a misiles Roland y Crotale franceses. 

#### La guerra
Con el comienzo de la guerra la defensa aérea se volvió vital para Irán. Los iraquíes tenían una fuerza aérea ofensiva y los iraníes tenían una gran superficie que defender y muchas instalaciones sensibles. En los primeros años los iraquíes lograron penetrar con libertad en Irán, pero la experiencia adquirida en la guerra hizo que el sistema de interceptación iraní mejorara y se mejoró la logística de operar una gran cantidad de baterías antiaéreas y cazas. Además con el tiempo los misiles SAM de la URSS y China llegaron, uniéndose tanto a los equipos que quedaron después de la revolución cono a los que se obtuvieron mediante ingeniería inversa. 
Respecto a la defensa aérea de Irak hay que decir que sufría de mandos muy mediocres así como una falta total de comprensión de la doctrina operacional Soviética y un conocimiento negligente dela características técnicas de los SA-2, SA-3 y SA-6. Irak realizó un despliegue siguiendo las tácticas soviéticas estándar pero sin adaptarse a las necesidades iraquíes. Irak compró durante la guerra unas 120 lanzaderas SA-2, 150 lanzadoras SA-3, 25 a 60 lanzadoras SA-6.
Los iraníes siguieron las lecciones aprendidas en otros conflictos y movieron continuamente sus baterías disponibles de HAWK en Modo Asalto alrededor del campo de batalla, tomando a los aviones iraquíes por sorpresa y causándoles pérdidas. Las emboscadas SAM iraníes, emplazando baterías HAWK en Modo Asalto cerca del frente crearon pánico entre los pilotos iraquíes. La situación alcanzó tales proporciones, que la fuerza aérea iraquí exigió entregas urgentes de pods ECM Caiman y Remora, y misiles antiradar de Francia. Mientras armas más avanzadas llegaban los iraquíes hubieron de emplear los misiles antiradar KH-9, más baratos y a mano. Sin embargo Irán también tenía que asignar recursos a defender sus objetivos estratégicos.
Iniciada la guerra los iraníes destinaron sus misiles MIM-23 a proteger objetivos estratégicos (bases aéreas, refinerías de petróleo, etc.), lo que significó que solo unos pocos del total pudieran destinarse al frente. Los iraníes reclamaron al menos 40 aviones iraquíes derribados por sus misiles Hawk.  
Además durante la guerra Irán compró la versión china del SA-2, el HQ-2J. Según los iraníes el HQ-2 derribó varios MiG-23 y Su-22 iraquíes. 
El 12 de febrero de 1986, 9 aviones Su-22 y MiG-23 fueron derribados por una batería Hawk cerca de Al-Fao durante la Operación Amanecer 8. Pero se sabe que los Hawk derribaron también al menos tres F-14 Tomcat y un F-5 Tiger II iraníes. Los iraníes se cree tenían sólo tres o cuatro MIM-23 activos en el frente con Irak y los demás asignados a la defensa de lugares importantes, en localizaciones más profundas dentro de Irán. Todos los SAM iraníes estaban continuamente cambiando de posiciones, causando problemas inmensos para los iraquíes. 
La terminal petrolera iraní de la isla de Kharg fue uno de los objetivos prioritarios para Irak. Defendida con baterías SAM demostró ser un objetivo difícil. Por ejemplo, en los ataques aéreos del 16 de abril de 1988 la batería Hawk de la isla derribó al menos dos Tu-22B, un MiG-25RB, un MiG-23BN y un Su-22M-4K.
Durante la guerra los SAM de defensa aérea a baja altura Rapier también se usaron activamente y derribaron un número desconocido de aviones iraquíes. El problema de la defensa aérea iraní fue el desgaste y la imposibilidad de conseguir misiles y piezas de repuesto. 
Eso obligó a los iraníes a llevar a cabo las reparaciones ellos mismos y a acudir al mercado negro. En el caso del sistema I-Hawk acabaria creándose una copia, el Mersad. Con los Rapier también se enfrentaron los mismos problemas, sin embargo aparece que solo se produjeron localmente algunos componentes y se lograron recambios y misiles en el mercado negro. Debido al desgaste Irán hubo de buscar un remplazó, aunque llegó con la guerra ya terminada. Para reemplazar los Rapier de corto alcance Irán compró el sistema HQ-7 (versión china del francés Crotale). Los primeros sistemas se obtuvieron en 1989. Irán los emparejó con cañones antiaéreos de 35 mm. y el sistema Skyguard.
Durante la guerra los Tigercat defendieron los centros de comunicaciones, la sede y cuarteles de los ataques de la Fuerza Aérea Iraquí. Se cree que no lograron ningún derribo. 

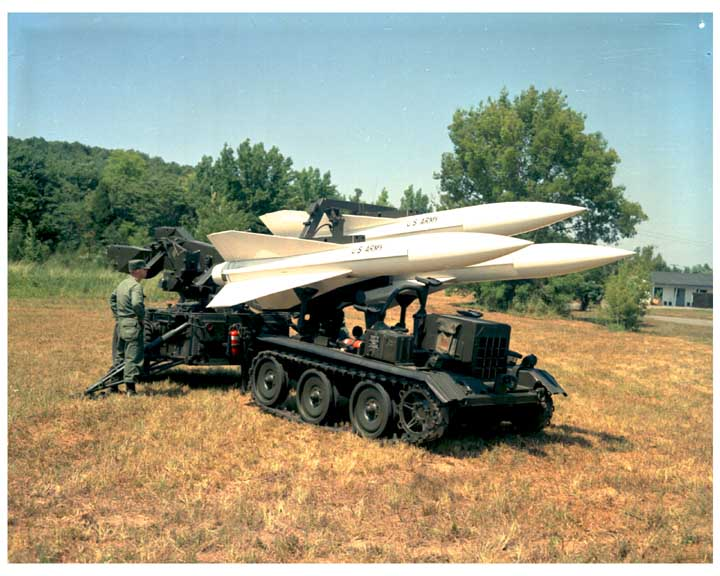
Los I-Hawk eran el principal misil de defensa aérea de Irán. Muchas veces solo detectar sus emisiones de radar hacía que los iraquíes abortaran la misión.

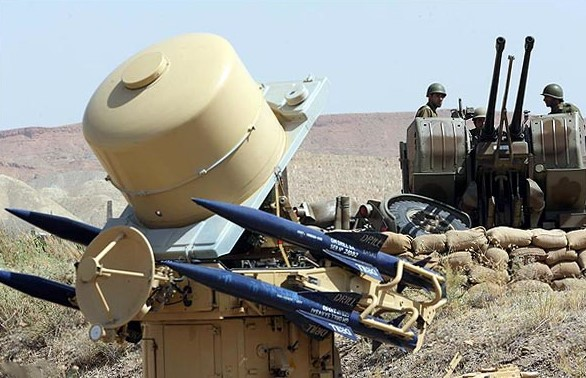
Misiles Rapier y cañones de 35 mm iraníes.

Cuando antes de la guerra Irak compró aviones Dassault Mirage F1 las condiciones de compra fueron que se incluyera en el paquete de misiles antiradar AS-37 Martel y la formación en guerra electrónica de oficiales iraquíes. Inglaterra se opuso a la venta del Martel y la empresa Matra hubo de crear el misil Armat, reemplazando componentes ingleses por franceses. Los Mirage F-1EQ emplearon los misiles antiradar Armat en combate, con el tiempo el escuadrón 79 sería el encargado de estas misiones. Los Armat hubieron de pasar antes por un largo periodo de certificación, incluyendo disparos contra radares P-35 Bar Lock, y hasta el 25 de diciembre de 1982 no debutaron en combate. El bajo nivel general de pilotos y armeros iraquíes repercutió en el fracaso de muchas misiones a lo largo de la guerra. 
Para hacer frente a los misiles SAM iraníes además se compraron misiles antiradar KH-28 en 1982 y posteriormente también misiles KH-25MP más modernos. Los aviones de ataque iraquíes emplearon desde 1984 barquillas de contramedidas SPS-141 rusas pensadas para enfrentarse a los radares de los aviones F-14 y misiles MIM-23 que tenía Irán. 
El pod Sirena SPS-141-100 fue tremendamente efectivo y los iraquíes lo usaban en los Su-22 para realizar misiones SEAD con los misiles Kh-28 y para escoltar paquetes de ataque. 
Los iraníes tuvieron que contrarrestar está táctica moviendo y apagando sus radares para evitar su destrucción y en casi todos los casos el misil MIM-23 perdia su guía al ser interferido por el SPS-141. El éxito del pod hizo que Siria lo comprara para hacer frente a los F-16 y F-15 israelíes. Los F-14 Iraníes también sufrieron las interferencias. Los cazas Mig-21 llevaban el pod ECM en la panza. 
Los pod Thomson-CSF Syrel fueron creados para Irak y bien usados permitían localizar los radares iraníes para ser luego atacados. Se sabe que unos 31 misiles Armat fueron vendidos a Irak pero se sabe poco de su uso. En diciembre de 1987 se reclamó la destrucción de una batería Hawk en Dezfoul. El 3 de abril de 1988 se lanzó un ataque contra una batería Hawk y se reconoció un Mirage derribado.
Irak además empleó sus bombarderos Tu-22K contra los interceptores y misiles MIM-23B HAWK iraníes. Por ello la versión más numerosa del Kh-22 que se recibió fue la antiradar Kh-22P y Kh-22MP, más avanzada. Se cree que Irak recibió uno 300 Kh-22 de diversas versiones. Los resultados en combate del dúo Tu-22/KH-22P fueron decepcionantes. Los escasos Tu-16 iraquíes se emplearon para lanzamiento de chaff y contramedidas electrónicas y en alguna misión escoltaron con contramedidas a los Tu-22 sobre Irán. 
A partir de 1983 los sistemas SMALTA-3/4/5 de contramedidas de los bombarderos demostraron ser suficientemente efectivos para interferir los radares de los MIM-23B, pero no siempre los de los cazas iraníes. Los equipos electrónicos usados al principio de la guerra, SMALTA-1/2 en los Tu-22 y TAKAN-1 en los Tu-16, fueron un fracaso contra los radares de los MIM-23B. A partir de 1984 las misiones de ataque iraquíes se trataba que contaran siempre con aviones equipados para interferencias y contramedidas. La mejora en entrenamiento y procedimientos de los iraquíes empezó a sentirse a partir de 1984.

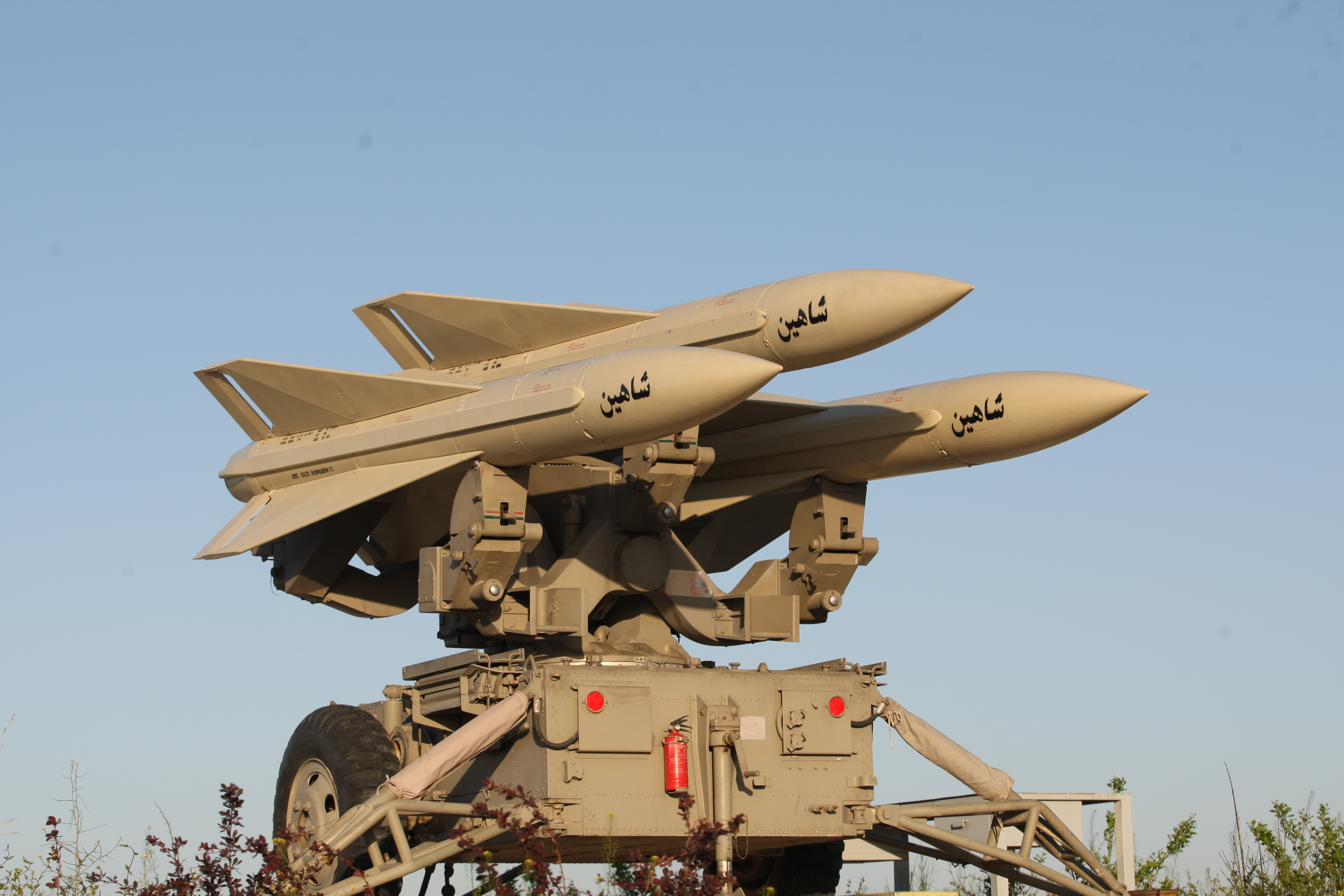
El sistema Mersad es la copia iraní del I-Hawk comprado en la época del Sha. Shanin es la copia del misil.

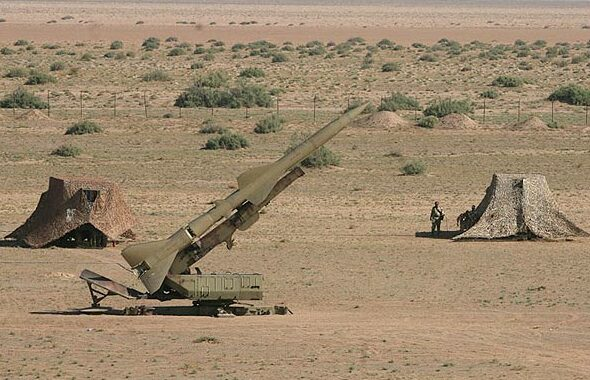
El HQ-2 llegó a Irán en la fase final de la guerra. Entre sus logros está el derribo de un MiG-25. Irán le haría ingeniería inversa años después.

Ocasionalmente, según algunas fuentes, destacamentos de aviones rusos o egipcios parece ser que ayudaron a Irak a enfrentarse a la defensa aérea iraní. 
Parece ser que la URSS envió temporalmente en 1987 un destacamento de 4 Mig-25BM para evaluarlos en combate. Operando desde la base H-3 se dedicaron a probar la eficacia de sus equipos de contramedidas frente al radar del F-14 Tomcat y misiones SEAD contra los MIM-23 HAWK iraníes, con el misil antirradar Kh-25MP y Kh-31. 
Por su parte los iraquíes normalmente empleaban sus misiles Kh-58 contra los HAWK iraníes, disparando a unos 70 km de distancia y 7 km de altura desde sus aviones de ataque Su-22M2. Se desconoce el número de baterías SAM iraníes que fueron destruidas, pero estos ataques y el embargo redujeron las baterías disponibles. 
Pero se sabe que Irán modernizó hacia el año 1996 unas 30 unidades de Improved HAWK (12 batallones/150 lanzaderas) gracias a los conocimientos Gandía para superar el embargo. Irán a pesar del embargo logró recambios y misiles para sus baterías MIM-23 en Israel, EE. UU., Corea del Sur, Singapur y en el mercado negro. Los iraquíes como consecuencia se volvieron reacios a emplear sus aviones contra objetivos bien defendidos, pero en febrero de 1986 la pérdida de la península de Al-Fao obligó a asumir riesgos. Sin embargo hay que decir que la eficiencia de la defensa aérea iraquí e iraní dejó bastante que desear, en cada caso por razones distintas.
La batería Hawk que defendía la península derribó un MiG-23BN y Tu-22K, además de hacer abortar los ataques aéreos iraquíes. Hacia el verano de 1986 Irak recibió aviones Su-22M-4K y Su-22UM-3K, equipados con sistemas de guerra electrónica más modernos y mejores, y también más misiles antiradar Kh-28M y Kh-25MP. Los asesores extranjeros lograron mejorar la eficacia de los MiG-25RB. La defensa aérea iraní también sentía ya las dificultades del embargo.
A medida que avanzó la guerra los iraquíes mejoraron sus tácticas y entrenamiento. Se pasó a combinar varios métodos de interferencias con enmascaramiento aprovechando el terreno, vuelo a baja altura y aprovechar los huecos en la defensa aérea. Esto unido al desgaste de la defensa aérea iraní por diversos factores redujo el número de aviones perdidos. 
Para equipar a los F-1EQ Irak compró diversos equipos de guerra electrónica:Rémora, Caïman y Syrel. En ocasiones los Mirage F1 con pods de interferencias escoltaban formaciones de ataque de MiG-23 y Su-22. Desde 1985 los Tu-22 iban acompañados de MiG-25RB y Mirage F1EQ como escolta electrónica.
Los iraníes emplearon las barquillas de contra-medidas AN/ALQ-109 y AN/ALQ-119 compradas antes de la revolución. El entrenamiento recibido de EE. UU. antes de la revolución acerca de como enfrentarse a misiles antiaéreos rusos también fue aprovechado exitosamente por los pilotos iraníes no purgados al principio de la guerra para hacer frente a los SA-2 y SA-3, y con menos éxito a los SA-6 iraquíes. Aunque como se ha dicho las defensas aéreas de Irak dejaban bastante que desear en cuanto a coordinación y alerta temprana.
Los iraníes atacaron exitosamente objetivos por todo Irak, sin apenas derribos por parte de la defensa aérea debido a la inexperiencia y falta de organización. El mejor ejemplo es el ataque a la central nuclear de Osirak y el ataque a la base aérea H3 donde los F-4 destruyeron al menos tres An-12BP, un Tu-16, cuatry MIG-21, cinco SU-20/22, ocho MIG-23 y cuatro helicópteros. Los iraníes también trataron de usar los RC-707 ELINT/SIGINT del 15th Reconnaissance Squadron para elegir las rutas que evitarán la defensa aérea. 
Con el tiempo todo esto cambiaría y los derribos aumentaron. Los iraquíes aprendieron además a aprovechar las debilidades de los sistemas iraníes de contramedidas. Debido al desgaste y falta de repuestos Irán limitó los ataques sobre Irak después de 1982, por tanto no hubo ya de enfrentarse a sus defensas.
Los iraquíes desplegaron muchos sistemas ZSU-23-4, ZU-23-2, ZSU-57-2, ZPU-2 y ZPU-4. Hay que decir que fueron más utilizadas por los iraquíes como fuego directo improvisado que como antiaéreos. Durante la guerra Irán reforzó sus cañones antiaéreos con ametralladoras pesadas ZPU, que fueron capturadas en cantidades significativas. Además se cree que llegaron algunos ZPU-2 y ZPU-4 de Siria, China y Corea. Los iraníes acabaron también produciendo localmente los cañones Oerlikon de 35 mm.

### Angola
La URSS suministró a Angola un sistema de defensa aérea que incluía radares, misiles SA-6 y cazas Mig. El objetivo era hacer frente a las incursiones de la Fuerza Aérea sudafricana. Los sudafricanos perdieron algunos aviones y varios drones de reconocimiento, abatidos por la defensa antiaérea angoleña.
Las Fuerzas Armadas del Pueblo para la Liberación de Angola (FAPLA) recibieron varios SA-6 en 1981. Según la CIA dieciséis lanzaderas SA-6 se desplegaron en Moçâmedes. Esos misiles dificultarían a Sudáfrica proporcionar apoyo aéreo en sus operaciones transfronterizas contra los santuarios angoleños de la guerrilla. 
Todos los lanzadores SA-6 inicialmente suministrados fueron destruidos durante la Operación Protea. Los angoleños posteriormente recibieron misiles SA-13, SA-6, SA-8, SA-3 y cañones ZSU-23-2 y ZSU-23-4, con lo que al final del conflicto la defensa aérea angoleña era bastante respetable.

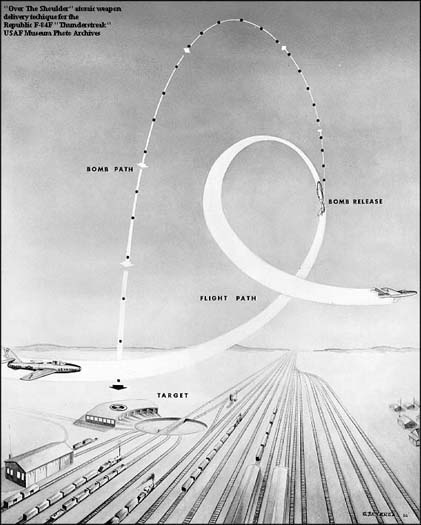
Tiro sobre el hombro o Toss bombing. Está maniobra fue usada por Sudáfrica, Israel o Irán para hacer frente a los SAM.

La fuerza aérea sudafricana atacó ocasionalmente radares y lanzadores de misiles, empleando principalmente bombas ya que el embargo imposibilitaba comprar armas avanzadas. También se emplearon contramedidas y señuelos para engañar a los misiles angoleños. 
Para suplir sus carencias los sudafricanos se esforzaron en recoger e interpretar señales radar para poder localizar sus emplazamientos y evitarlos o atacarlos si fuera necesario. Los equipos de los aviones Buccaneer eran empleados en estas misiones. 
Los Buccaneer también emplearon en algunas ocasiones misiles AS-30 para atacar instalaciones de radar en el sur de Angola en 1981. También se emplearon aviones B-707, y DC-4 para interceptar e interferir las comunicaciones y emisiones electrónicas de los angoleños, y entre los fines de estas misiones estaba la de localizar los emplazamientos de radares y misiles SAM gracias a sus emisiones. Los B-707 fueron equipados en Israel en 1983 para poder actuar como aviones cisterna o de inteligencia electrónica.

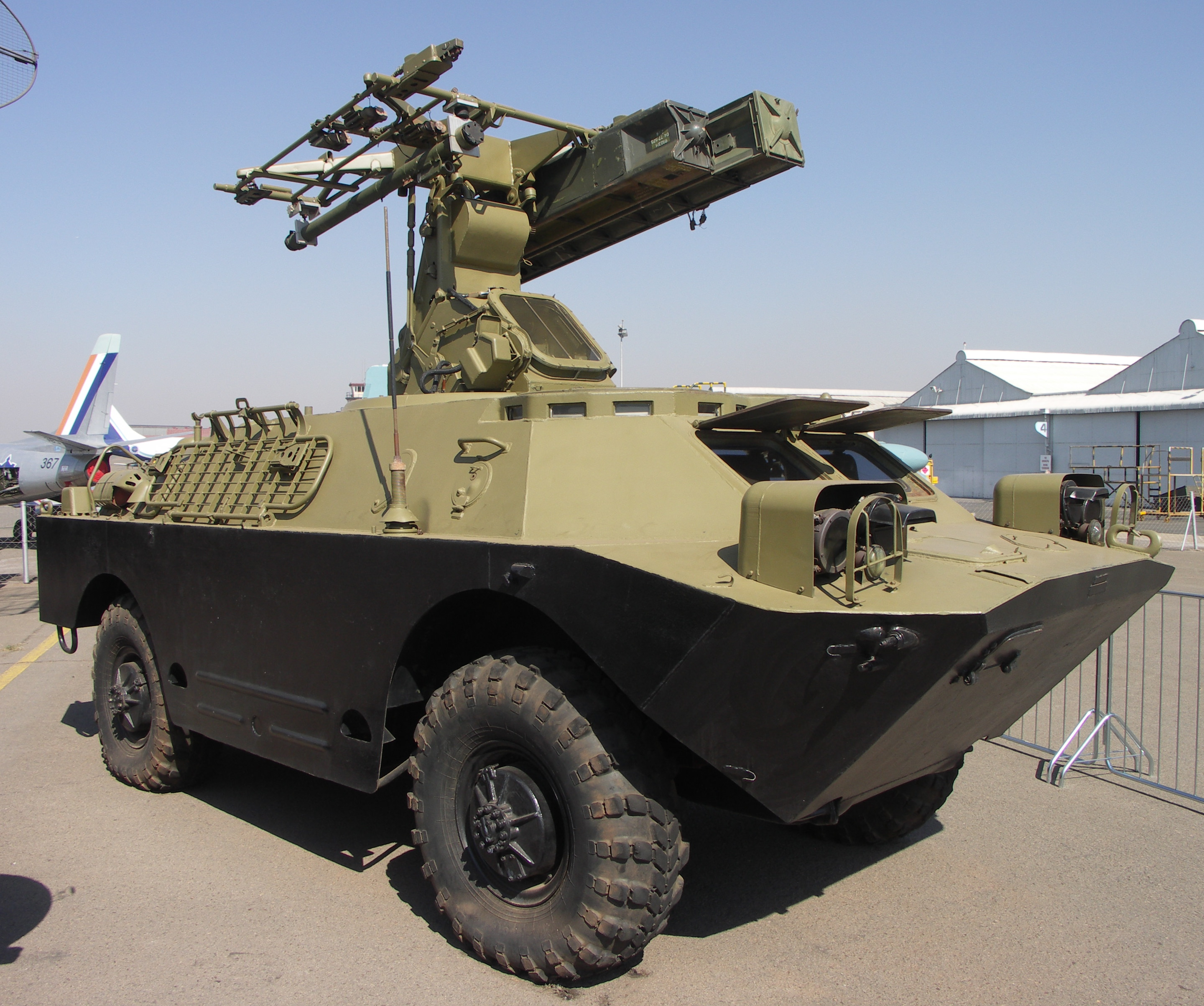
Un sistema antiaéreo 9K31 Strela-1 angoleño capturado por los surafricanos en la Operación Askari.

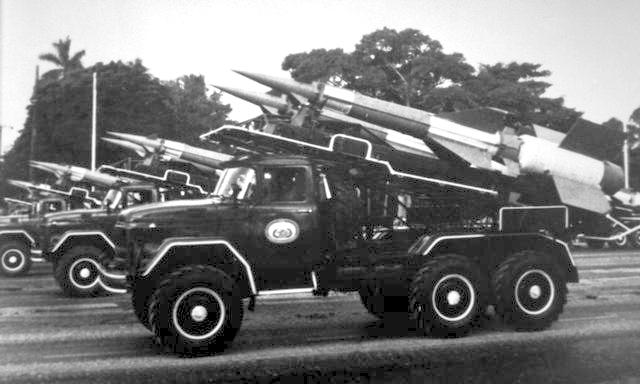
Los cubanos desplazaron a Angola sus S-125 "SA-3 Goa" pata apoyar la ofensiva de 1988.

Los sudafricanos contaban con pods de contramedidas italianos ELT-555 que se instalaron en los Mirage F1, Buccaneer e Impala. Eran conocidos como Bikini. A pesar del embargo Sudáfrica contó con el apoyo de Taiwán, Israel (equipos electrónicos y asesores) y de Chile (asesores para interceptar comunicaciones entre pilotos cubanos y control de tierra en Angola).
Los misiles SA-6 también eran usados por las fuerzas expedicionarias cubanas en Angola. 
Para eludir la cada vez más extensa cobertura de la defensa aérea en el sur de Angola las aeronaves sudafricanas volaban a baja altura. Los sudafricanos, a falta de otros medios, recurrieron a observadores avanzados, drones y sus obuses G5 para atacar radares, aviones y baterías antiaéreas en el sur de Angola. 
En junio de 1988 los cubanos dispararon 6 SA-6 contra un globo atmosférico que los sudafricanos empleaban como cebo. Era el inicio de una operación SEAD. Al igual que en otras ocasiones los obuses G5 serían el arma SEAD. Gracias a la observación del vuelo de los misiles, se pudo estimar la localización de la batería de SA-6 y destruirla mediante el empleo de obuses G5.

### Chad

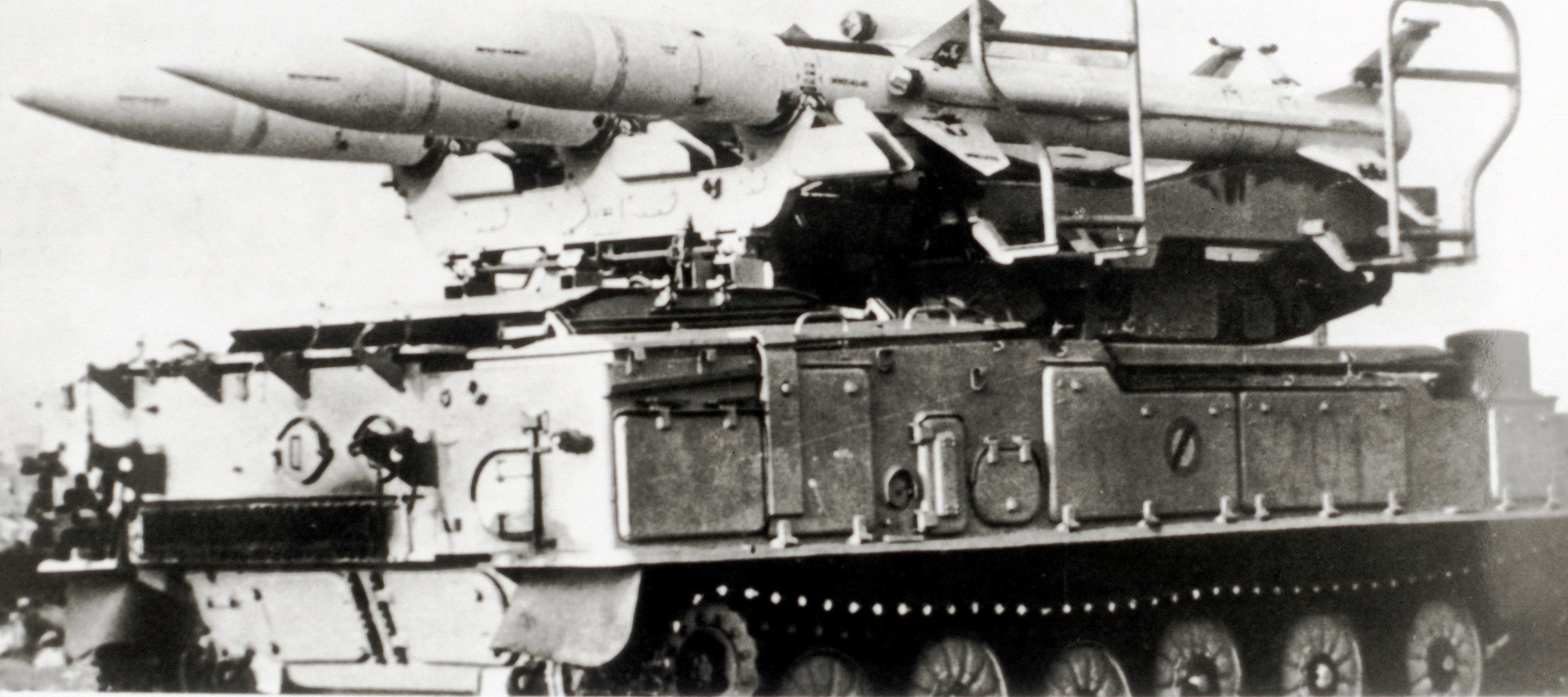
Una lanzadera libia de SA-6.

Francia apoyaba a una de las partes de la guerra civil en Chad. Libia apoyaba al otro lado. Francia lanzó la Operación Manta, enviando tropas al Chad. Como parte de las operaciones francesas para frenar a los libios los franceses enviaron en febrero de 1986 un destacamento de 4 aviones de su escuadrón 3/3 Ardennes (EC 3/3), responsable de misiones SEAD en la fuerza aérea francesa. Eran aviones Jaguar equipados con misiles antirradar AS-37 Martel y en enero de 1987 su misión fue atacar los radares libios de la base aérea de Wadi Doum y Faya Largeau.  
Después de que los franceses atacaran en febrero de 1986 la base aérea de Wadi Doum los libios reforzaron las defensas aéreas. El reconocimiento aéreo detectó al menos cinco posiciones de misiles SA-6 y ocho de cañones ZSU 23-4.
El primer ataque fue lanzado el 6 de enero. Fue un fracaso ya que ningún radar libio llegó a encenderse. Para hacer que el radar se encendiera y poderlo atacar un Breguet Atlantique hizo de cebo en Wadi Doum. Los franceses creyeron que los libios habían sido prevenidos del ataque. 
El 7 de enero se intentó de nuevo. El Breguet Atlantique de nuevo despegó para provocar a los libios. Los franceses emplearon está vez una pareja de Mirage F-1CR para tratar también de provocar que el radar de Faya Largeau se activara y avisara a Oadi Doum para que se activarán los radares de la base. Si ese cebo fallaba los franceses tenían previsto que ocho aviones Jaguar atacarían la base aérea de Aouzou para provocar la activayde la defensa aérea libia. Los cuatro Jaguar esperaban en el suelo, armado cada uno con un misil AS-37, cada misil programado para una diferente banda de radar. El cebo funcionó y finalmente los radares libios empezaron a activarse cuando ya los Jaguar estaban en el aire esperando instrucciones para atacar. Al estar el resto de radares apagados solo uno de los aviones disparó su misil, destruyendo el radar Straight Flush de una batería de SA-6 libia en Wadi Doum.  
Cuando en marzo de 1987 el destacamento del EC 3/3 volvió a Francia fue reemplazado en la misión SEAD de Chad por otro del 2/11 Vosges. Para ello cinco pilotos y mecánicos del EC 3/3 fueron transferidos al EC 2/11. El pod Caiman de interferencias vio uso operativo en los aviones franceses durante la guerra en el Chad. 
Chad fue una mina de oro de información para occidente. Los chadianos capturaron lanzaderas SA-6 y SA-13 libios que vendieron a Francia y EE. UU.. Además un radar P-15 y un P-19 capturados fueron también analizados en occidente.

### Libia

#### Reagan Vs Gadaffi
La tensión con Libia iba en aumento así que la USAF decidió prepararse bien después del fracaso de la US Navy en Líbano. La misión se ensayó en octubre de 1985, aviones F-111E del 20th TFW ensayaron un ataque simulado. Diez F-111Es volaron desde Inglaterra para atacar un objetivo simulado en Canadá, en la base de CFB Goose Bay. Las lecciones extraídas del ensayo se pasaron a la 48th TFW, equipada con el más moderno F-111F.
Para ampliar las opciones en verano de 1985 tripulaciones de B-52H del 23rd Bombardment Squadron fueron asignadas al Advanced Conventional Taskforce (ACT). Se entrenaron en ataques nocturnos a baja altura, empleando bombas convencionales y gafas de visión nocturna. Durante seis meses de entrenamiento intensivo se perfeccionó como para atacar simultáneamente y desde distintas direcciones un objetivo como los de Libia. Cientos de toneladas de bombas reales se emplearon en entrenamientos atacando objetivos simulados en Nevada y Utah. A pesar de todo no estaba claro que los B-52 fueran la mejor opción contra un objetivo defendido por misiles SA-6. 
La red de defensa aérea libia era fuerte, ya que incluía las siguientes armas compradas a la URSS:
- 4 baterías SAM S-200 Vega (SA-5 Gammon), con 24 lanzaderas en total.
- 86 baterías S-75 Volkhov (SA-2 Guideline) y S-125 Neva (SA-3 Goa), con 276 lanzaderas.

Defendiendo Trípoli se estimaba:
- 7 baterías S-75 Volkhov (SA-2 Guideline) con 6 lanzaderas cada una.
- 12 baterías S-125 Neva (SA-3 Goa) con 4 lanzaderas cada una.
- 3 baterías 2K12 Kub (SA-6 Gainful), con un total de 48 lanzaderas.
- 1 regimiento equipado con 9K33M2 Osa-AK (SA-8 Geko), con 16 vehículos.
- 2 unidades equipadas con misiles SAM franceses Crotale II, con 60 misiles preparados para el disparo.

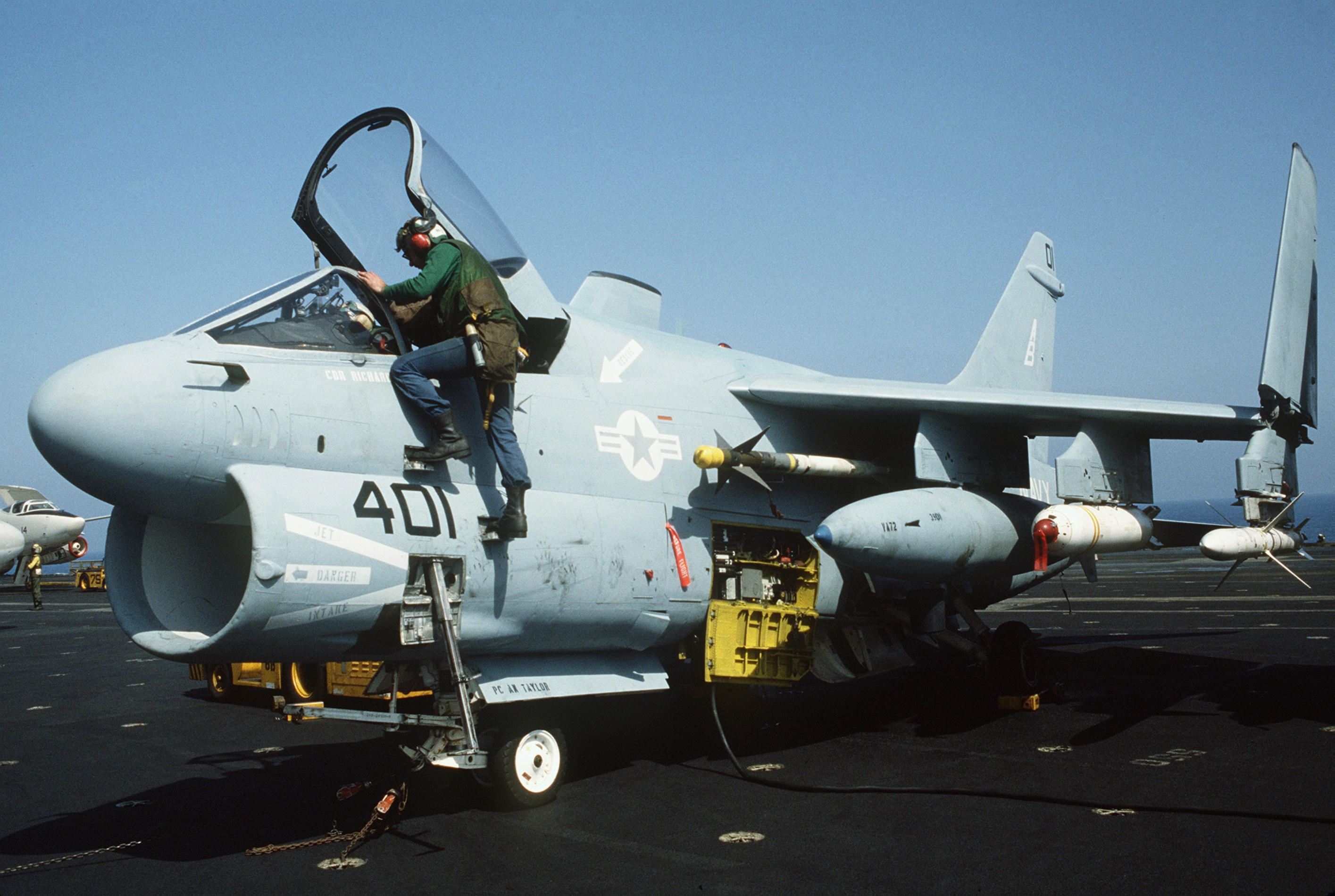
Un LTV A-7E Corsair II en el USS America cuando este operaba frente a la costa libia en abril de 1986. Su armamento es una bomba Rockeye II y un misil AGM-45 Shrike.

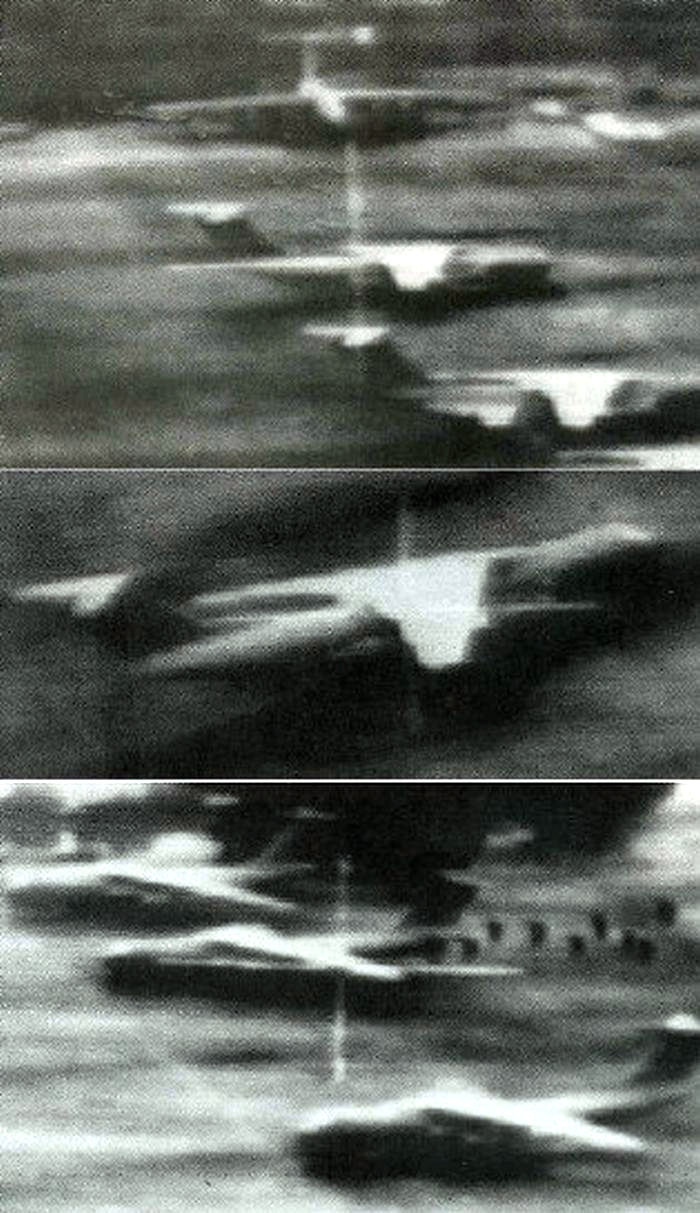
Aviones de transporte Il-76 destruidos durante el ataque a las bases aéreas libias. Las defensas aéreas libias no tuvieron tiempo de reaccionar.

En 1986 los estadounidenses atacaron Libia. Tras el éxito israelí en Líbano y su fracaso ante los SAM sirios en Líbano la US Navy había estado refinando las técnicas SEAD. Los portaviones de la US Navy navegaban por el Golfo de Sidra reclamando libertad de negociación. 
El 24 de marzo Libia disparó varios misiles SA-5 contra una patrulla de F-14A Tomcat, que se libraron del ataque gracias a ir acompañados por un EA-6B Prowler. Como represalia los A-7 de la US Navy atacaron la batería de SA-5. Se reclamó la destrucción de dos radares Square Pair de guía de misiles SA-5 y de un número indeterminado de radares Fan Song encargados del guiado de misiles SA-2.
En abril EE. UU. decidió atacar a los libios, que tenían una defensa aérea bastante potente. Libia contaba con misiles SA-2, SA-3, SA-5, SA-6 y SA-8, con artillería antiaérea defendiendo sus bases, como por ejemplo los ZSU-23-4. Libia también contaba con algunos equipos occidentales, lo cual hacía el ataque complejo. 
Las tácticas SEAD se basaron en la destrucción empleando misiles HARM pero sobre todo en las interferencias. Además se sacó provecho de los avances informáticos, que posibilitaron diseñar rutas de ataque que evitarán la defensa aere. Esta vez se emplearon primero los EA-6B que detectaron e interfirieron a los radares libios. 
En ese rol operaron junto a 4 EF-111 de la USAF. Tras ellos se lanzó contra Bengasi una oleada de aviones de ataque A-7 Corsair y F/A-18 Hornet armados con misiles antirradar que destruyeron varias baterías de misiles SAM. Solo se perdió un avión de ataque, un F-111. Los EA-6B y EA-3B cubrieron con sus emisiones a los F/A-18 y A-7E, que lanzaron misiles AGM-88 HARM cuyo alcance era mayor a de los SAM. 
Esta acción conjunta anuló los misiles libios. En los ataques se lanzaron unos 30 misiles AGM-88 y AGM-45, y según EE. UU. se interceptaron transmisiones libias informando que todos los radares de la zona habían sido destruidos. El que Libia empleará misiles SAM conocidos permitió que las interferencias fueran efectivas. Estos ataques supusieron además el bautismo de fuego del misil antirradiación AGM-88, un EA-6B del VAQ-131 lo empleó por primera vez en combate contra una batería libia de misiles S-200 en el Golfo de Sidra.
Dado el precedente del Líbano en 1982 el alto mando soviético se comenzó a preocupar por las capacidades SEAD occidentales en 1986, ya que el éxito del ataque a Libia era mucho más preocupante que lo sucedido en 1982.

#### Guerra civil libia
En 2011 durante la operación Odyssey Dawn la OTAN atacó los emplazamientos fijos de radares y misiles de al defensa aérea libia, pero tuvo que estar atenta durante el resto de la operación a la posible amenaza de los misiles móviles SA-2, SA-3, SA-5, SA-6 y SA-8. Los SA-5 estaban inoperativos, aunque EE. UU. no se fiaba de los informes de inteligencia y ordenó atacar las lanzaderas. 
Una oleada inicial de misiles crucero fue disparada contra los emplazamientos SAM fijos conocidos. Debido a la retirada del servicio de los misiles antiradar AS-37 Francia empleó bombas guiadas AASM para destruir lanzaderas de misiles SA-3 durante la operación Harmattan, aprovechando que los podían lanzar fuera del alcance de los misiles. 
Los pilotos de los Rafale aprovecharon sus equipos para dar las coordenadas exactas a las bombas. Durante las operaciones quedaron patentes las diferencias en tácticas SEAD seguidas por la USAF y los franceses. Cinco EA-18G fueron enviados por EE. UU. desde Irak para apoyar las operaciones en Libia. 
Fue la primera vez que Italia usó misiles HARM en combate. Los misiles Scalp/Storm Shadow también fueron empleados. La posición de los sistemas fijos y semimóviles de misiles libios SA-2, SA-3 y SA-5 era conocida tras semanas de operaciones de aviones ELINT y fotos de satélite. 
La dificultad estuvo en localizar y neutralizar los sistemas móviles de misiles SA-6, SA-8, SA-9, SA-13 y Crotale que tenía Libia. Desgraciadamente para Libia años de embargo supusieron falta de entrenamiento y de repuestos, que unidos a los problemas de la guerra civil suponían que en la práctica apenas eran una amenaza real para los aviones occidentales. 
Si las cuatro baterías de misiles SA-300 PMU-2 que Libia encargó en 2009 hubieran sido recibidas y estado en servicio hubieran complicado bastante el ataque aliado.
Durante la guerra civil las operaciones siguieron. Turquía apoyó al GNA. Los turcos emplearon drones Bayraktar TB2 para eliminar los sistemas Pantsir (SA-22), de fabricación rusa. Desde mayo de 2020 los Pantsir-S1 se enfrentaron contra los drones Bayraktar TB2. Se cree que hasta 15 Pantsir podrían haber sido destruidos por los turcos. 
En julio de 2020 se lanzó un ataque contra las tropas turcas en la base aérea de Al-Watiya. Aviones Mirage 2000-9 lanzaron varios ataques, precedidos por una misión SEAD que eliminó los radares del sistema MIM-23 Hawk que defendía la base.
Operación El Dorado Canyon

### Guerra del Golfo
Durante la invasión iraquí de Kuwait un Sukhoi Su-22 del 109 escuadrón iraquí disparó un misil antiradiación Kh-25MP contra el radar de guiado de una batería de misiles MIM-23B I-HAWK Kuwaití situada en la isla de Bubiyan. Esta batería había derribado un Su-22 y un MiG-23BN anteriormente. 
La guerra del Golfo vio un gran incremento del peso de las misiones SEAD tras las lecciones de Vietnam y Líbano. Debido a la nutrida defensa aérea iraquí, que contaba con modernos misiles rusos y franceses no se creía que fuera fácil neutralizar la defensa antiaérea iraquí, y se temían pérdidas considerables de aviones. Sin embargo el uso que los iraquíes hicieron de su defensa aérea dejó mucho que desear. 
La estrategia para hacer frente a la defensa aérea de Irak fue una combinación no vista en acción hasta entonces de guerra electrónica avanzada y el uso masivo de señuelos físicos, un esfuerzo coordinado para desorientar y destruir la red enemiga sin exponerse a pérdidas innecesarias.
Aproximadamente 163 aviones SEAD y ECM se desplegaron en apoyo de las operaciones. En este número no se incluyen los aviones de ataque A-7 y F/A-18 de la US Navy que efectuaron lanzamiento de misiles HARM ya que estaban equipados para ello:
- 60 F-4G.
- 13 F-16C.
- 9 Tornado ECR.
- 24 EF-111.
- 39 EA-6B (12 de los Marines y 27 embarcados de la US Navy).
- 18 EC-130H.

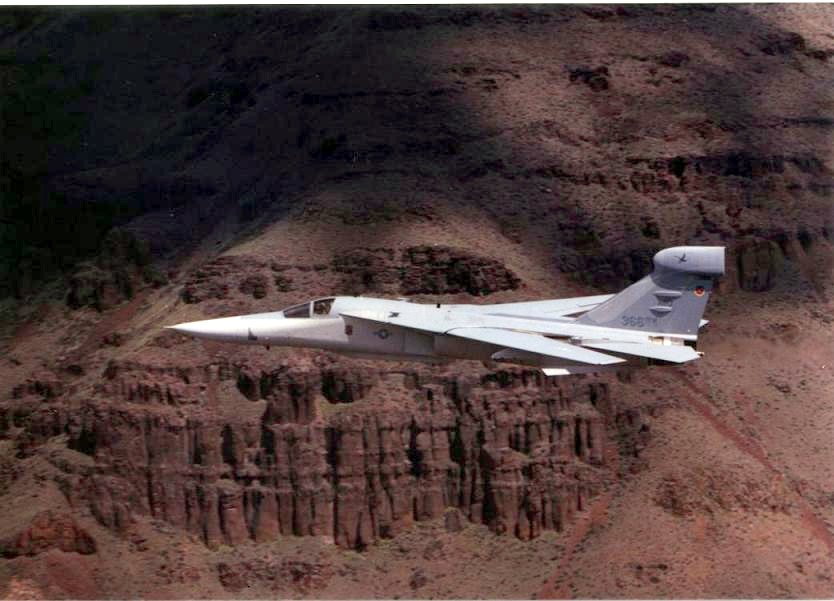
EF-111 Raven durante Tormenta del Desierto.

La defensa aérea iraquí contaba con unos 154 emplazamientos SAM en Irak y otros 20 en Kuwait. Irak contaba con 160 lanzaderas SA-2, 140 SA-3, 100 SA-6, 40 SA-8, 40 Roland y 400 SA-9. El 65% de las defensas se situaba en los alrededores de Bagdad. 
A ello se sumaba una gran cantidad de artillería antiaérea: 972 emplazamientos AAA, 2.404 cañones antiaéreos fijos y 6.100 móviles. La cobertura del espacio aéreo la realizaban 478 radares de alerta temprana, 75 radares de alta frecuencia y 154 radares de adquisición. 
Todo se organizaba en un sistema integrado de defensa aérea coordinado por un sistema informático automatizado y dirigido desde el Centro Nacional de Operaciones de Defensa Aérea, ubicado en un búnker subterráneo en Bagdad. Se dividió Irak en cuatro sectores de defensa, cada uno con su Centro de Operaciones. 
Cada sector supervisaba el espacio aéreo local y era capaz de rastrear simultáneamente 120 aviones y seleccionar el arma apropiado para atacarlos, apuntando automáticamente a los misiles de su sector. Eso significaba que los SAM no tenían que encender su propio radar y revelar su posición. 
Bagdad estaba fuertemente defendida, según la USAF más que Hanói durante la guerra de Vietnam, ya que estaba protegida por el 65% de los misiles SAM y más de la mitad de sus piezas antiaéreas de Irak. Una de las limitaciones era que la defensa fue planeada contra la amenaza de la fuerza aérea iraní y la fuerza aérea de Israel. La USAF atacaría desde Turquía y Arabia Saudita. Otra limitación era que asignar SA-6 a defender Bagdad había dejado indefensas las tropas en Kuwait y además la artillería antiaérea no estaba integrada en la red. 
Dada la facilidad de los iraníes para atacar Irak en 1980-82 y la baja profesionalidad general iraquí la US Navy pensaba que la defensa aérea iraquí se derrumbaría. La USAF pensaba al contrario que se perderían muchos aviones.
Los meses de preparación previos a la guerra permitieron realizar un detallado reconocimiento electrónico que reveló la posición y tipos de SAM empleados por Irak. Esto hizo posible planificar la estrategia SEAD y tener actualizadas las contramedidas electrónicas. El empleo de modelos informáticos ayudó a tener una idea clara de la red integrada de defensa, decidir cómo afrontarla y planificar rutas de ataque que explotaran sus debilidades. Asimismo el conocimiento acumulado durante la década anterior de los equipos soviéticos que empleaba Irak unido a la ayuda técnica que proporcionaron Rusia y Francia fueron de enorme ayuda.
Aunque en Europa se había entrenado el ataque a baja altura la USAF ya había decidido que volaría la mayoría de sus misiones a altura media, con el apoyo de aviones dedicados a la supresión de misiles SAM, contramedidas electrónicas (ECM) y antirradares. Los aviones E-3 Sentry AWACS y EC-130E proporcionarian información actualizada sobre las amenazas SAM, artillería antiaérea y la actividad de los cazas enemigos. Los aviones de la Coalición operarían sobre las densas fuerzas terrestres y se enfrentarían a una devastadora concentración de artillería antiaérea  que descartaba la opción de volar a baja altura.
La campaña aérea se inició con una incursión de helicópteros AH-64 Apache que eliminaron la primera línea de radares de alerta temprana y crearon corredores seguros para las oleadas de ataque cuyo objetivo era Bagdad. La Task Force Normandy destruyó las estaciones de radar Nebraska y Oklahoma, en el desierto occidental iraquí. 
Para ello se emplearon 8 helicópteros AH-64, divididos en dos equipos y guiados cada uno por un MH-53J Pave Low de la USAF. Los emplazamientos de radar iraquíes cerca de la frontera de Arabia Saudita podrían haber advertido a Irak de un próximo ataque. Esto abrió un hueco en la defensa aérea de Irak, ciega a lo que viniera desde Arabia Saudita. Dos EF-111 cubrieron a 22 F-15E que aprovechando el hueco se lanzaron contra los aeródromos del oeste de Irak. 
Les siguieron los F-117 que se dirigieron a Bagdad. Debido al temor a las defensas aéreas se emplearon los F-117 de forma masiva y los aviones de ataque volaban a baja altura atacando bases aéreas, sistemas de defensa aérea y centros de mando de la defensa aérea. Los aviones de la coalición destruyeron los centros de mando de la red antiaérea y los radares de largo alcance por lo cual los iraquíes no pudieron coordinar la defensa aérea. El primer día de guerra la defensa aérea dañó 12 aviones y derribó cinco. Un MiG-25 derribó un F/A-18.

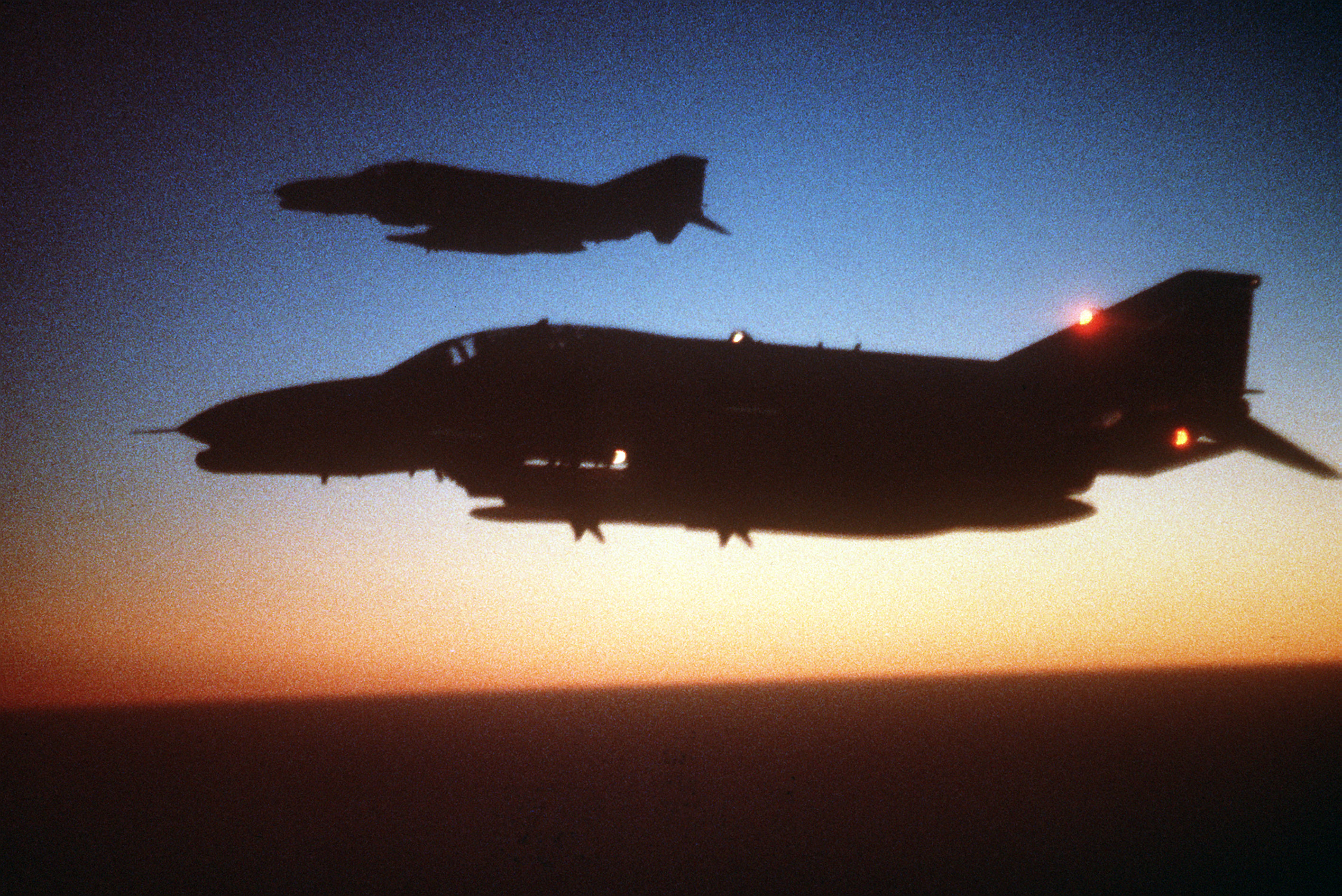
Aviones SEAD F-4G de la USAF durante los meses previos a la guerra del Golfo, 1991.

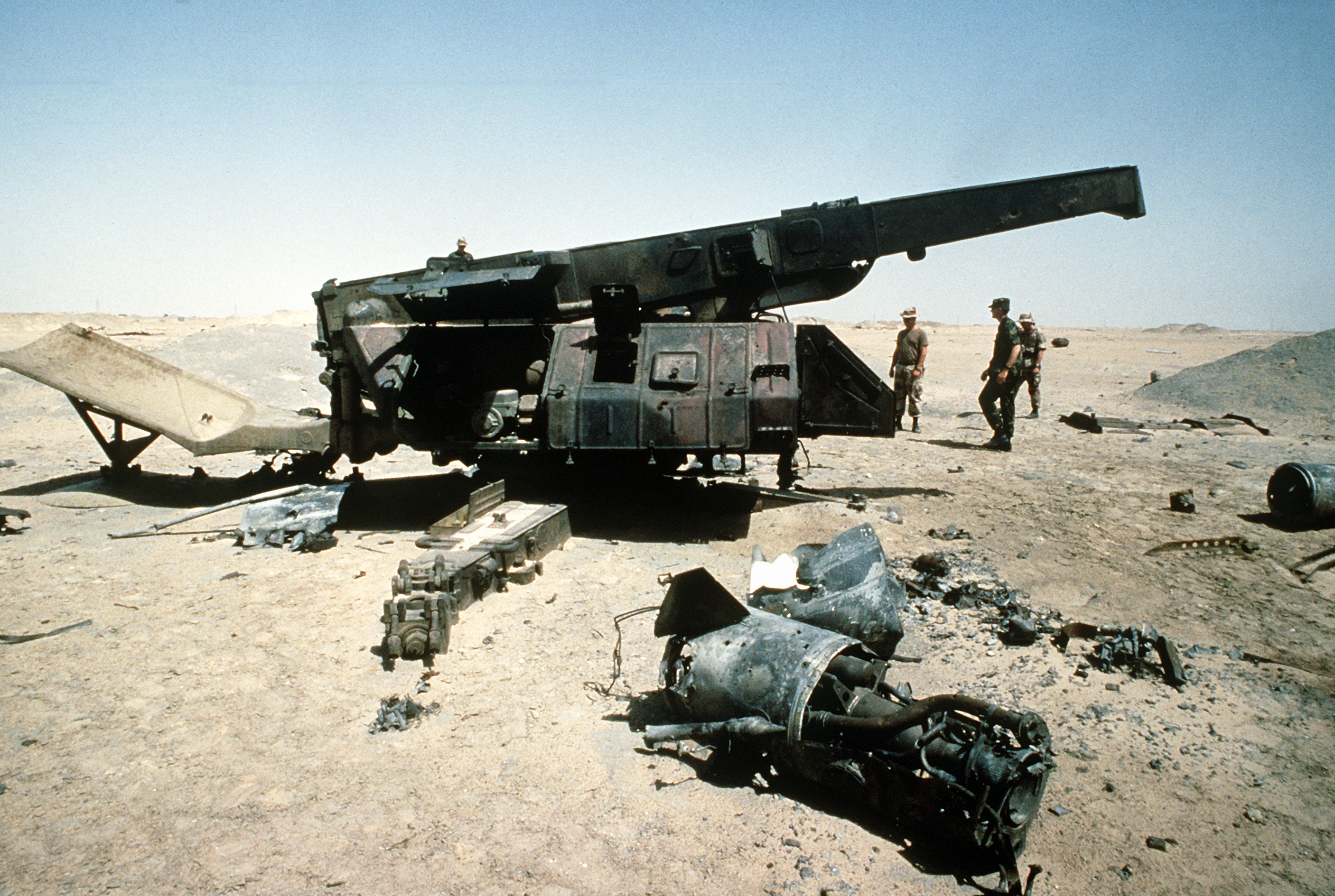
Lanzadera SA-2 destruida.

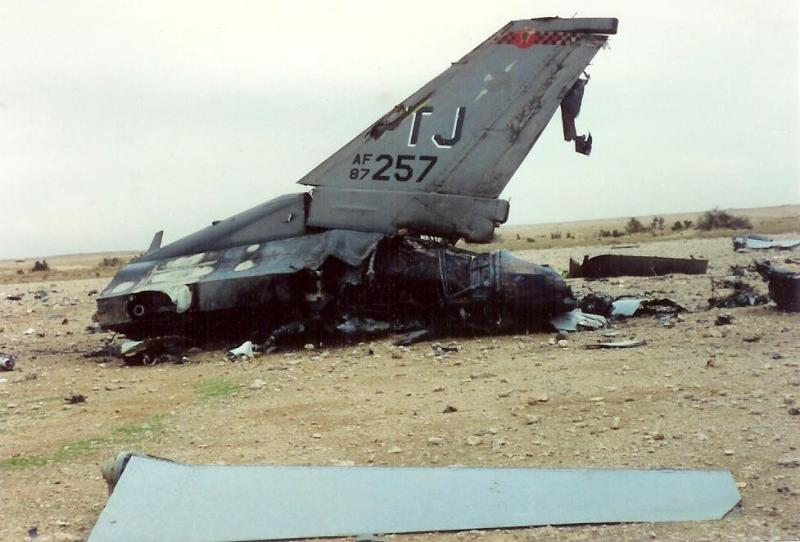
Avion derribado por los iraquíes.

La estrategia aliada buscaba acabar primero con la defensa aérea y estructura de Mando iraquí. Los F-117 atacaron estructuras de mando, los F-15E y F-111F puntos estratégicos, con los F-4G y EF-111 encargándose de las defensas aéreas. Los EC-130H se encargaron de interferir las comunicaciones entre el mando y los cazas y unidades SAM. Lo que no se podía interferir se enfrentaba a los ataques de misiles antiradar. Y si los misiles y las interferencias fallaban se enviaban misiles de crucero.  
Por parte de la US Navy los EA-6B Prowler interfirieron los radares enemigos y junto a los F-18 emplearon misiles Harm contra ellos. En total 39 EA-6B Prowlers se emplearon, disparando 150 misiles HARM y volando unas 1.600 misiones. Los EA-6B no perdieron a ningún avión derribado durante sus misiones.  
La demanda de sus servicios fue tal que los Marines tenían permanentemente en vuelo al menos uno de sus 12 EA-6B. Mientras hubo un EA-6B o EF-111 operando ningún avión fue derribado por los SAM guiados por Radar. Los F-4G del 52nd TFW operaban desde Incirlik junto a F-16 block 30, encargándose de los SAM del norte de Irak. Otros F-4G se desplegaron en Baréin. La Armada de los Estados Unidos empleó aviones S-3 Viking equipados con drones para lanzarlos como señuelos, así como EP-3 y EKA-3B.
Como se ha indicado por parte de la USAF se recurrió al empleo de sus aviones Wild Weasel, F-4G y F-16, y a los EF-111 y EC-130H de interferencias electrónicas. Se recurrió también al empleo de los RC-135, E-3 AWACS y E-2 Hawkeye para triangular la posición de los radares de los misiles SAM y así enviar aviones contra ellas equipados con misiles antirradar. El misil AGM-88 HARM fue utilizado ampliamente por la Armada, el Cuerpo de Marines y la Fuerza Aérea durante la Guerra del Golfo Pérsico. 
No todo fue un paseo. Cuando en los primeros días se lanzó una formación de 78 aviones de la USAF sobre Bagdad, el Package Q, quedó claro que no había que infravalorar a los iraquíes y se cambiaron las tácticas para sacar más provecho de las armas de precisión y aviones F-117. La configuración típica de un grupo de ataque de la USAF era de 10 a 20 F-16C escoltados por 4 F-4G con misiles HARM, varios F/A-18C o F-15 como escolta aérea y uno o dos EA-6B para perturbar los radares. Francia empleó su misil Armat y la RAF el misil Alarm Las fuerzas aliadas volaron 4.326 misiones SEAD, un 6 % del total de misiones realizadas, y dispararon más de 2.000 misiles antirradares. 
La RAF desplegó su nuevo misil antirradar ALARM, diseñado para que pudiera lanzarse a alta velocidad y baja altitud desde el avión de ataque Panavia Tornado GR.1. Lo que hacía único al misil era su capacidad de merodeo y de supresión de corredor, ya que se podía disparar para que los radares permanecieran apagados y dar al paquete de ataque tiempo suficiente para entrar y salir sin ser iluminado. Eso suponía usar paracaídas en modo merodeo o en el modo supresión de corredor el misil ascendia y luego bajaba en un picado suave, buscando cualquier objeto que emitiera radiación para atacarlo. El disparo a baja altura suponía no exponer el avión lanzador y resultó particularmente útil en las misiones que apoyó durante la Operación Tormenta del Desierto. La RAF desplegó 9 aviones Tornado del 9 Squadron armados con misiles ALARM. Cada uno volaba con 3 misiles 
que disparaban en modo espera para proteger los paquetes de ataque que escoltaban. Se estima que la RAF disparó 121 misiles en las 52 misiones ALARM realizadas, gastando el inventario que tenían. La inteligencia electrónica (SIGINT) de la RAF necesaria corrió a cargo de los Nimrod-R.1P basados en Chipre, aunque también se empleó la que proporcionaron los RC-135V/W Rivet Joint y RC-135U de la USAF.
En la batalla las defensas aéreas terrestres de Irak comprendían los mismos radares soviéticos que las armas SEAD occidentales fueron diseñadas para buscar y destruir. Estaban los radares de vigilancia aérea terrestres SNR-75 (Fan Song), de banda S (2,3 GHz a 2,5 GHz/2,7 GHz a 3,7 GHz) y de banda C (5,25 GHz a 5,925 GHz), y el radár P-35M/37 (Bar Lock). Estos radares suministraban datos a los sistemas de defensa aérea terrestres de nivel estratégico y operativo de Irak.
Los iraquíes no siguieron la doctrina soviética y cometieron errores como no apagar sus radares a tiempo, renunciar a su movilidad o no crear señuelos. Para 
sorpresa y deleite de los aviones SEAD los operadores de SAM iraquíes no apagaban el radar hasta justo antes del lanzamiento, siendo presas más fáciles que lo que habían sido los norvietnamitas. Pronto aprendieron los supervivientes iraquíes a usar el radar de manera más prudente.  
Pasada la fase inicial de la guerra los Wild Weasel de la USAF redujeron sus salidas, ya no necesitaban suprimir los radares sino que bastaba la presencia de patrullas de F-4G para que los operadores apagaran los radares. Las defensas antiaéreas fueron sorprendentemente ineficaces, los aviones de la coalición realizaron más de 100.000 salidas y solo perdieron en combate 42 aviones.  
Se estima que de los 1.000 radares de todo tipo de defensa aérea que Irak tenía inicialmente un gran número fue destruido. La defensa aérea iraquí vio como la coalición internacional destruía su red de mando y control así como sus baterías de misiles. Debido a los incidentes aliados con radares propios por el empleo inadecuado de los misiles Harm se decidió restringir su empleo a los F-4G y EA-6B.
Durante la guerra hubo un incidente de fuego amigo cuando el piloto de un F-4G Wild Weasel, escoltando un B-52 confundió el radar de cola del arma defensiva con el de un emplazamiento antiaéreo iraquí, después de que el artillero de cola del B-52 hubiera dirigido el radar contra el F-4G al pensar que era un MiG iraquí. El piloto lanzó un misil AGM-88 contra el B-52, que fue impactado, pero pudo volver a la base con daños de metralla en la cola y sin víctimas. El B-52 fue posteriormente renombrado In HARM's Way.
La guerra fue el debut de los drones en misiones SEAD por parte de EE. UU.. Tras el éxito israelí de 1982 EE. UU. decidió comprar el AGM-141 TALD. Este dron debutó en combate en 1991, siendo empleado para engañar a la defensa aérea iraquí para que encendiera sus sistemas de radar. 
En las horas iniciales de la guerra unas 100 estaciones de radar se detectaron gracias a los señuelos BMQ-74 y ADM-141 TALD. Esto provocó una respuesta masiva con el lanzamiento de más de 500 misiles AGM-88 y ALARM esa noche. En algún sector esa noche fueron disparados 67 misiles en apenas 20 minutos. El uso indiscriminado de misiles AGM-88 hizo aconsejable restringir su uso.
Posteriormente, tras la guerra, se realizaron numerosas misiones SEAD para garantizar las zonas de exclusión aéreas fijadas al norte y sur del país.

### Balcanes

#### Bosnia
La OTAN planificó la operación Dead Eye, era el plan SEAD contra las defensas aéreas serbo-bosnias. En los meses previos los misiles SA-6 serbios habían derribado dos aviones de la OTAN. Los serbios disparaban los misiles SA-6 en el rumbo estimado de intercepción de los aviones de la OTAN y apagaban el radar. Pocos segundos antes de que la interceptación tuviera lugar volvían a encender el radar para guiar el misil en la aproximación final. Se estimó para proteger las misiones un mínimo necesario de 12 aviones de interferencias (Jammers) y 24 de ataque SEAD (Harm Shooters).
La USAF asignó dos EC-130H y seis EF-111, a los que se unieron diez F-16 HTS. A ellos se unieron un escuadrón de F-18 de los Marines y los S-3B, EA-6B y F-18 del portaviones USS Theodore Rooselvet, que realizaron el 60 % de las misiones SEAD. La Luftwaffe asignó 8 Tornados ECR y los EF-18 españoles se asignaron ocasionalmente a misiones SEAD, armados con misiles Harm. 
Cuando la operación Deny Flight se convirtió en Deliberate Force los primeros ataques se dirigieron contra las defensas aéreas de la zona de Banja Luka. En los ataques iniciales los F-14 lanzaron señuelos para tratar que los serbios activaran sus radares y así quedaran expuestos a los misiles HARM de los F-18 que les acompañaban. 
Los operadores de misiles SAM serbios optaron por mantener silencio radar el máximo posible, lo cual dificultó su destrucción. Las misiones SEAD supusieron alrededor de un 22 % del total, aunque menos de un tercio de esas misiones supuso lanzamiento de misiles contra los radares serbios.
En estas operaciones tuvo lugar el primer lanzamiento en combate real de un misil AGM-88 Harm por un EF-18 español, destruyendo un radar de guiado de misiles SA-6.

#### Kosovo
La OTAN fue incapaz de neutralizar el sistema de defensa antiaérea tal y como deseaba. Serbia tenía bien aprendidas las lecciones de la guerra del Golfo y siguió la doctrina soviética, cambiando sus equipos SAM a menudo de emplazamiento, empleando señuelos para engañar a la OTAN, camuflando sus misiles y artillería antiaérea y manteniendo una férrea disciplina de empleo de radar.Entre los señuelos empleados se recurrió al uso de los radares de los MiG retirados.
Los serbios desplegaron una red compleja de señuelos y réplicas de armamento. Con recursos limitados, construyeron falsos lanzadores de misiles, cañones antiaéreos simulados y emisores radar falsos que imitaban el funcionamiento de sus sistemas reales. Estos señuelos, hechos a menudo con materiales simples pero efectivos, fueron estratégicamente distribuidos para atraer el fuego enemigo y desviar ataques de los objetivos verdaderos. Estas tácticas de engaño se desplegaron en áreas clave, especialmente alrededor de las principales ciudades y bases aéreas estratégicas. En varios puntos críticos, estos señuelos lograron engañar a la inteligencia y a los sistemas de reconocimiento de la OTAN, provocando que los ataques fueran dirigidos contra blancos falsos o que las baterías reales fueran defendidas con éxito debido a la dispersión y confusión.

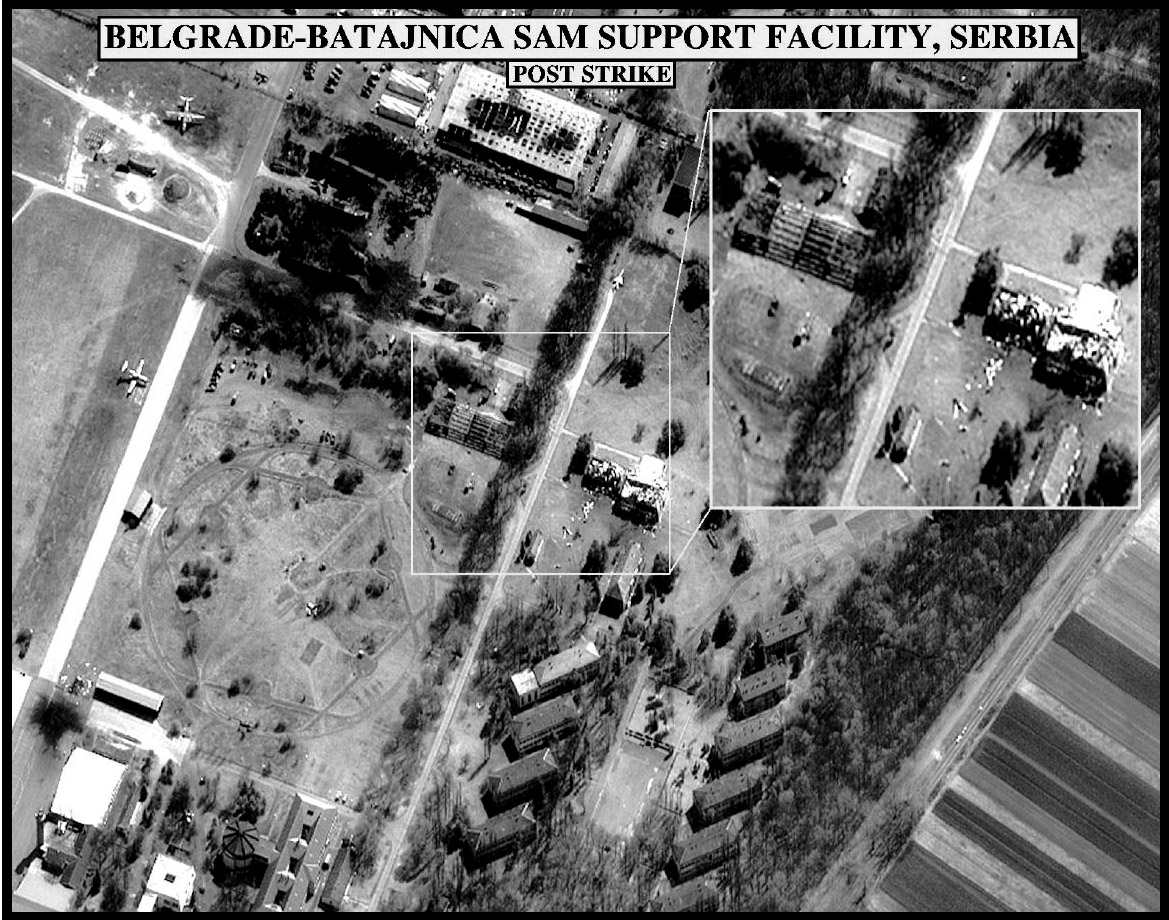
Instalación de defensa aérea serbia destruida en Belgrado-Batajanica, 1999.

Por el lado de la OTAN se recurrió a un empleo mayor del esperado de aviones EA-6B Prowler, RC-135V/W Rivet Joint, Tornado ECR y F-16CJ Weasel durante las operaciones, que emplearon unos 750 misiles AGM-88 Harm (el 50 % tratando de eliminar a los SA-6 serbios). 
La defensa aérea serbia obligó a realizar las misiones de ataque a altura media, haciendo mayor uso del planificado de bombas guiadas. La retirada de los F-4G y menor énfasis en entrenar misiones SEAD se hizo sentir. El Pentágono envió a la base de Aviano 25 aviones EA-6B Prowler que sacó de los escuadrones VMAQ-1 y 2 de los Marines y VAQ-134 y 138 de la Armada, junto al VAQ-209 de la reserva. Los 4 EA-6B del VAQ-141 estaban asignados al portaviones que operaba en el Adriático. 
Todas las misiones de ataque contaron con escolta de aviones EA-6B. La OTAN empleó el misil HARM Block 6, equipado con guía GPS que le llevaba donde se había detectado la fuente de emisión de señal radar, sin importar que el operador de radar ya hubiera apagado el equipo.
Solo tres de los 22 radares Straight Flush de guiado de los misiles SA-6B Gainful fueron destruidos por la OTAN. A su vez la OTAN reclama haber destruido once de las 14 baterías de SA-3 serbias y el 66 % de las baterías de SA-2. En cuanto a los serbios se estima que dispararon unos 800 misiles SAM, de los cuales solo dos lograron derribos. Los serbios hicieron un uso más profesional de los misiles SAM rusos que lo que se había visto en Oriente Medio. Una de las tácticas serbias que más dolor de cabeza causó a la OTAN era disparar los misiles, apagar el radar y volver a encenderlo solo cuando se calculaba que estaba ya cerca del objetivo, para dar al misil las últimas instrucciones. Esto limitaba la exposición del radar, aunque exigía un cálculo preciso de la interceptación.
Además empleando misiles SA-3 Serbia derribó un F-117 y logró alcanzar a otro, que se vio obligado a realizar un aterrizaje forzoso en Bosnia. Parece ser que Serbia combinó el uso de radares antiguos y la interceptación de comunicaciones para saber donde localizar a los aviones de la OTAN. La OTAN se encontró con el problema que no sabía nada de la señal que emitían los SA-2 y SA-3 modernizados yugoslavos.
Las operaciones en Kosovo hicieron que alguien en la USAF propusiera emplear el B-52 como plataforma de contramedidas e interferencias electrónicas cuando llegó la petición de apoyar a los EA-6B Prowler. Se propuso instalar barquillas ALQ-99 en el B-52 y un avión fue modificado antes del final de la guerra pero el EB-52H no llegó a entrar en servicio. Algunos en el Pentágono se opusieron a la idea ya que preferían a un B-1B modificado o al EF/A-18G Growler realizando ese papel.

### Invasión de Irak
Durante los años que duraron las operaciones Southern Watch y Northern Watch de modo casi diario patrullas aéreas de EE. UU. y Gran Bretaña sobrevolaban Irak y tuvieron frecuentes roces con la defensa aérea iraquí. Debido a ello en 2003 la defensa aérea iraquí estaba debilitada, por el largo embargo y por los ataques. 
Los principales aviones implicados en misiones contra la defensa aérea iraquí fueron los EA-6B Prowler y F-18 Hornet de la Armada y los F16CJ Fighting Falcons de la Fuerza Aérea. Contaban entre sus armas con los misiles AGM-88 Harm antirradar, utilizados anteriormente por EE. UU. en 1991 y en Kosovo yy los AGM-65 Maverick, ambos en las versiones actualizadas que ofrecían mayor alcance y efectividad.

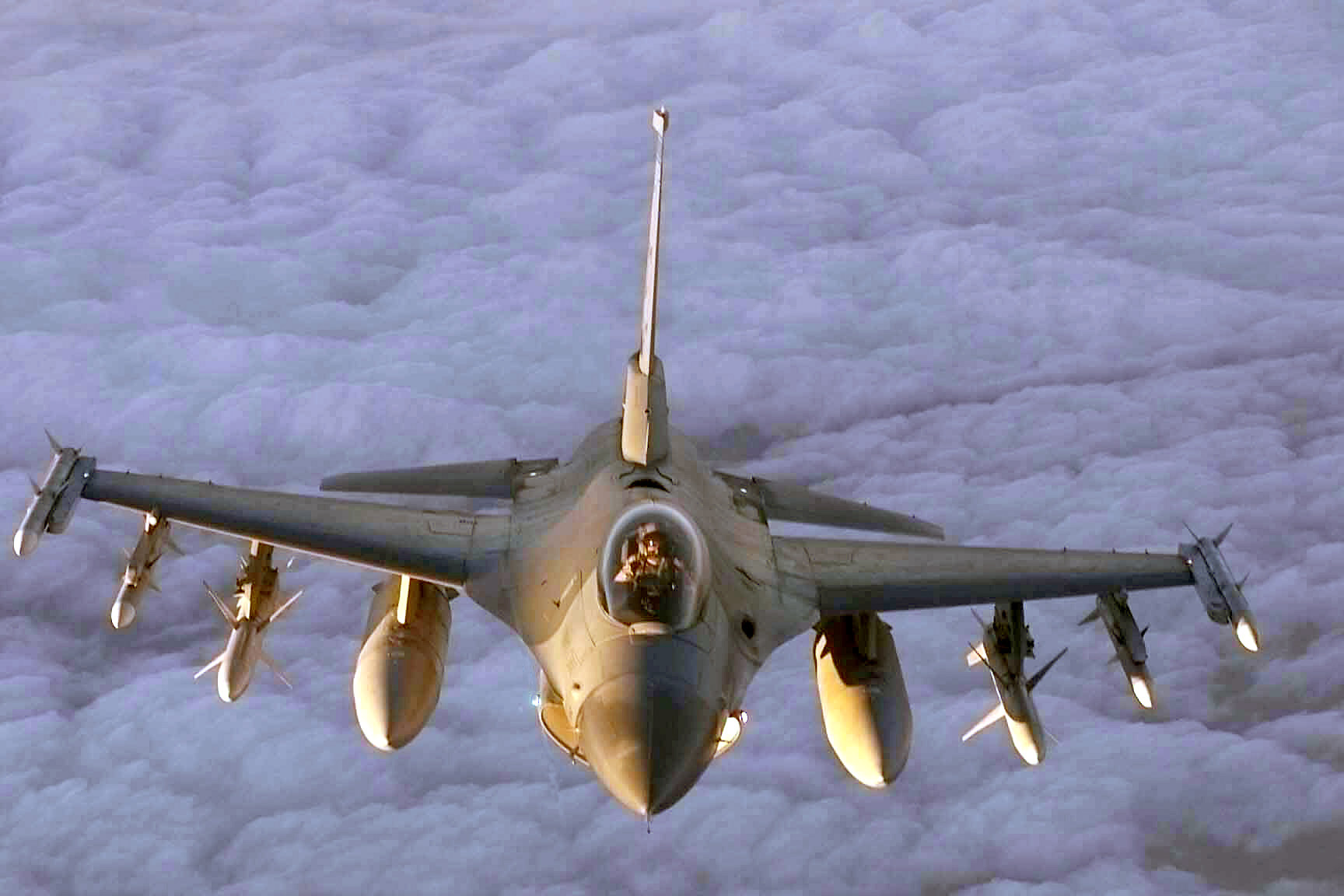
Un F-16 patrullando sobre Irak durante la operación Southern Watch. Su armamento se compone de misiles AIM-120 aire-aire y AGM-88 antirradar.

En los días que precedieron a la guerra los bombarderos B-1B destruyeron elementos de la red de defensa aérea integrada de Irán. Se atacaron radares P-15 en la zona de exclusión aérea.
El 19 de marzo de 2003 comenzó la operación Iraqi freedom con el objetivo de derrocar a Sadam Huseín. Los iraquíes sabían muy bien para 2003 los peligros de encender los aparatos de radar. Apenas los encendieron y por ello la eficacia de la defensa aérea fue mínima. EE. UU. conocía también muy bien los emplazamientos de los centros de mando. Unos 400 misiles HARM se dispararon durante la invasión.
Los primeros aviones en atacar fueron dos F-117, escoltados por una pareja de EA-6B. A partir de ese momento los EA-6B realizaron numerosas misiones protegiendo a los aviones de ataque así como colaborando activamente en la destrucción de los radares y de los sistemas antiaéreos iraquíes. 
Una de las acciones en que se vio involucrado un F-16CJ fue un ataque a una batería MIM-104 Patriot del Ejército de los Estados Unidos. El radar de control de tiro del sistema de defensa antiaérea Patriot fue dañado por un misil antirradiación AGM-88 HARM disparado cuando el radar de control de tiro adquirió la posición del F-16.

### Guerra Rusia-Georgia
En agosto del 2008 la fuerza aérea rusa atacó con misiles KH-58 el radar 36D6-M georgiano que controlaba la zona de operaciones, destruyéndolo.
La defensa aérea georgiana dio muchos problemas a los rusos. Antes de la guerra Georgia compró en Ucrania sistemas SAM móviles BUK-M1 y Osa, así como dos sistemas radar 36D6-M de largo alcance y también móviles. El primer día de la guerra misiles BUK derribaron 3 aviones de ataque Su-25 y un bombardero Tu-22M3 en misión de reconocimiento. Tres días después misiles Osa derribaron un Su-24M y un Su-24MR. Los Strela dañaron al menos tres Su-25. 
La disciplina radar georgiana fue posible gracias al empleo de sistemas Kolchuga-M de detección pasiva comprados a Ucrania. Parece que además los rusos carecían tanto de entrenamiento como de equipos para afrontar la defensa aérea. Las tropas rusas en su avance por tierra capturaron o destruyeron las lanzaderas SAM georgianas, inhabilitando la defensa aérea. 
La guerra en Osetia del Sur fue el primer empleo en combate de sistemas SAM modernos desarrollados en la URSS a partir de la década de 1980. Años después Rusia declaró haber usado su sistema de guerra electrónica Azaliya desde helicópteros Mi-8PPA, logrando reducir significativamente el alcance efectivo del radar enemigo. El sistema Smalta-PG de los Mi-8SMV-PG habría hecho lo mismo con el radar de los Buk-M1 y S-125 georgianos.

### Siria
Desde que en 2007 Israel destruyó el reactor nuclear sirio es sorprendente que cada vez que Israel lanzó un ataque aéreo el sistema de defensa aérea sirio no funcionó, ni siquiera dando aviso de que el espacio aéreo haya sido penetrado. En la Operación Orchard lanzada en 2007 los 10 F-15 que atacaron el reactor nuclear en construcción cerca del río Éufrates fueron cubiertos por sistemas de guerra electrónica israelíes que anularon los sistemas de defensa aérea de Siria durante todo el tiempo que duró la incursión. 
Los S-200 sirios, debido a su estructura estática y tecnología obsoleta, no sirvieron de nada en el ataque israelí contra el complejo nuclear de Al Kibar. Sin embargo, hay informes que indican que estos sistemas fueron modernizados posteriormente en 2016 por Rusia. Según algunas fuentes el éxito del ataque se debió a que Israel logró de algún modo que el radar sirio identificara a los aviones de combate israelíes como aviones amigos y no como aviones enemigos. El ataque hizo que Siria encargará a Rusia sistemas SAM más modernos.

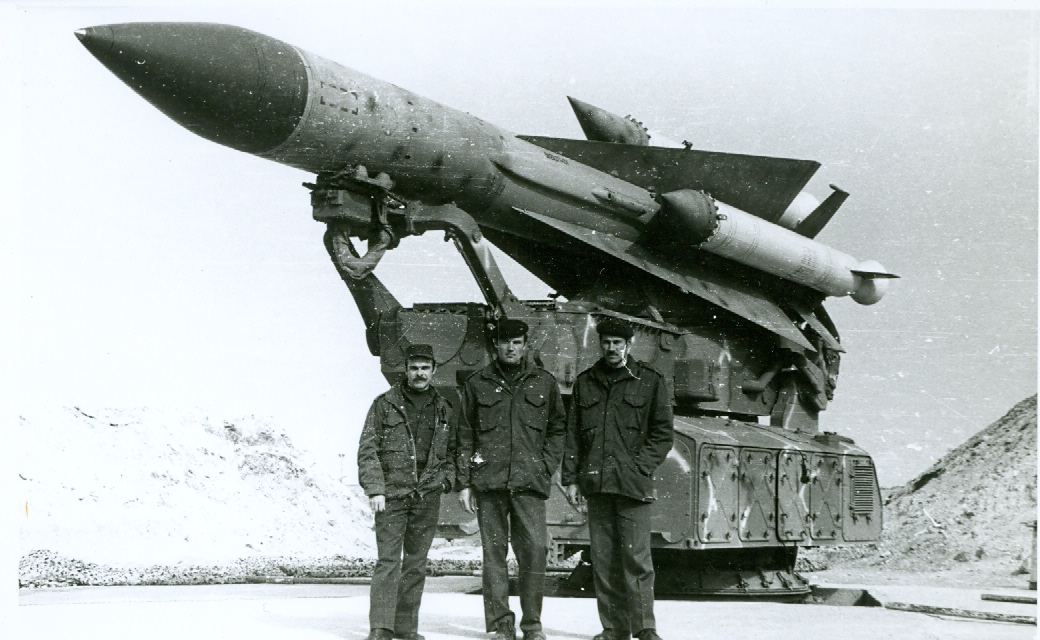
Misil S-200 sirio fotografiado en la década de 1980.

Durante la guerra civil siria Israel ha atacado frecuentemente depósitos de armas y convoyes en Siria. Según algunas fuentes durante el ataque a un almacén de armas en enero de 2017 los aviones israelíes habrían destruido una batería de misiles S-300 siria a la que consideraron una amenaza. La defensa aérea Siria durante todos esos años no fue un enemigo muy serio para los Israelíes. La guerra civil supuso que muchos equipos cayeran en manos de facciones rebeles. Para reforzar la defensa aérea Irán envío misiles SAM de diversos tipos y los rusos también ayudaron con entrenamiento y algunos equipos. Asimismo Siria compró en China algunos radares. Sin ser la defensa aérea que fue antes de la guerra civil seguía teniendo peligro, como demostraron el derribo de un avión RF-4 turco y de un dron MQ-1 de EEUU.
En febrero de 2018 un F-16 israelí fue derribado por misiles SA-5 (S-200) sirio, a lo que siguió el ataque de represalia contra varias instalaciones de la defensa aérea siria. En esos ataques Israel reclamó haber destruido la mitad de la defensa aérea Siria. 
En 2018 un avión de inteligencia ruso Ilishin Il-20 fue derribado por error por un S-200 operado por Siria, lo que hizo que Rusia decidiera vender misiles S-300 al régimen sirio y lanzar un programa de modernización de las defensas antiaéreas, vendiendo a Siria varios sistemas antiaéreos de altitud baja y mediana Pantsir-S1 o SA-22 en denominación OTAN. Ese mismo año 2018 una operación israelí logró destruir algunos de los lanzadores y radares de SA-2, SA-22, SA-5 y SA-17. Los sistemas Pantsir-S1 (SA-22) no pudieron defenderse contra las municiones guiadas israelíes a pesar de haber sido diseñados para ello. Los sistemas rusos de defensa aérea desplegados para proteger a la fuerza expedicionaria rusa en Siria no actuaron. Se cree que Rusia había sido informada de los ataques con antelación y había un acuerdo. En 2018 Israel destruyó un lanzador de SA-22 situado en el Golán como represalia. Fue uno de los muchos Pantsir destruidos por Israel en Siria. También se destruyeron baterías de misiles SA-17 y SA-5 en diversas ocasiones. 
La fuerza aérea de Israel siempre se ha tomado muy en serio los misiles SAM de Siria e Irán. Israel ha practicado frecuentemente maniobras SEAD con los S-300 operados por Grecia y Bulgaria, pero además también ha intercambiado información con Ucrania (y se supone que también con India). Chipre también ha sido usado para maniobras ya que opera misiles rusos Tor-M1 (SA-15 Gauntlet) y Buk M1-2 (SA-17 Grizzly). Israel se encargó también tener siempre actualizado el mapa electrónico de Siria empleando sus aviones SIGINT/ELINT. Para garantizar la seguridad de sus pilotos y aviones los aviones israelíes utilizaron a menudo municiones lanzadas desde el exterior del espacio aéreo sirio. Siria afirmó repetidamente que sus defensas aéreas interceptaron un gran número de estos misiles, aunque se ofrecieron pocas pruebas. 
Rusia formó a los operadores sirios y controlaba las baterías SAM, aunque se sospecha que frenó su uso en combate, tanto por evitar la mala prensa de que los S-300 fallasen o fueran destruidos como por el hecho de que los ataques israelíes debilitaban la posición iraní en Siria. Para proteger sus bases en Siria los rusos desplegaron misiles S-400. En mayo de 2022 los S-300 sirios dispararon contra los aviones Israelíes y como consecuencia se lanzó un ataque de represalia contra la defensa aérea Siria 

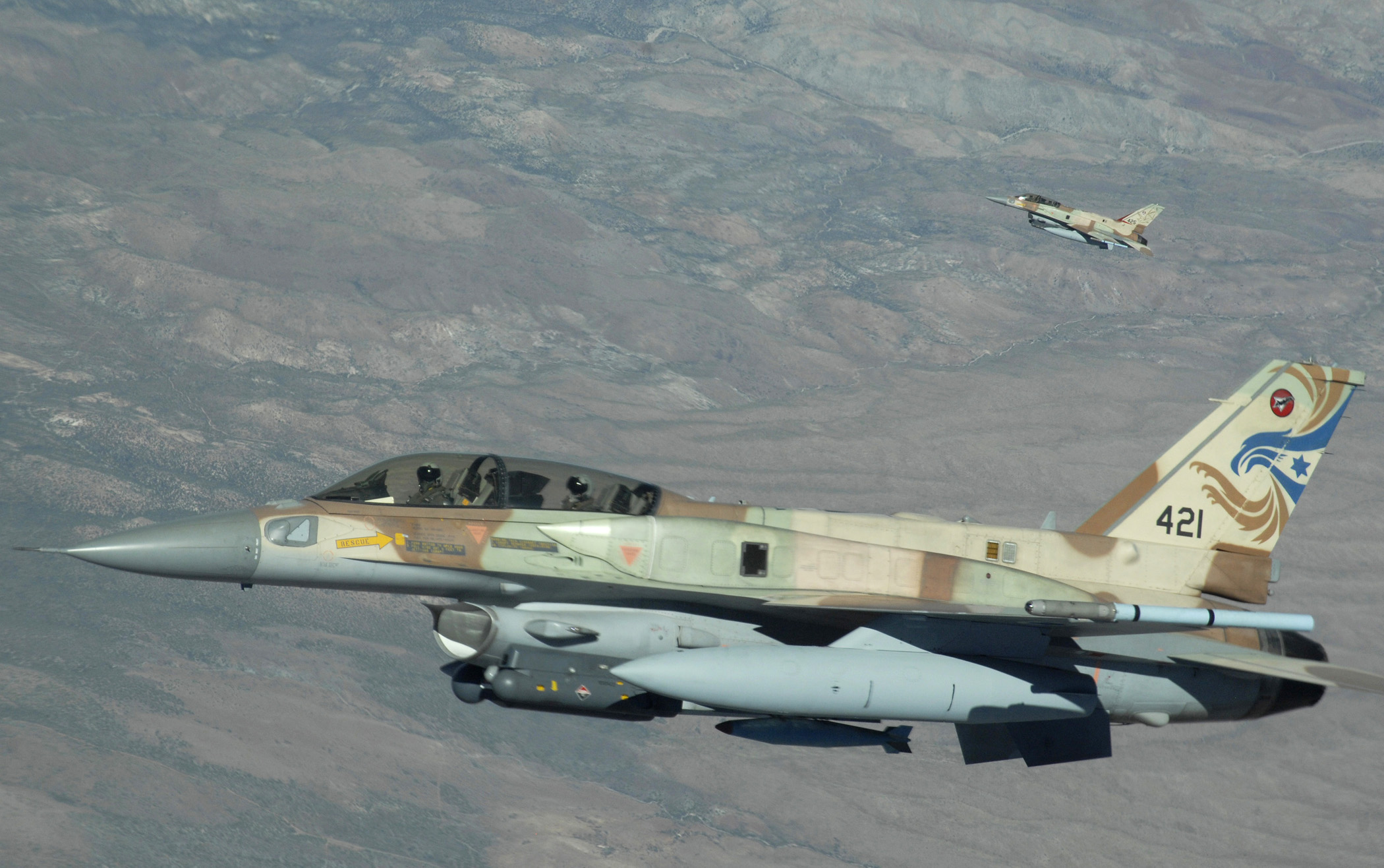
Durante años de ataques y con docenas de SAM sirios disparados Israel solo ha perdido un F-16 en Siria.

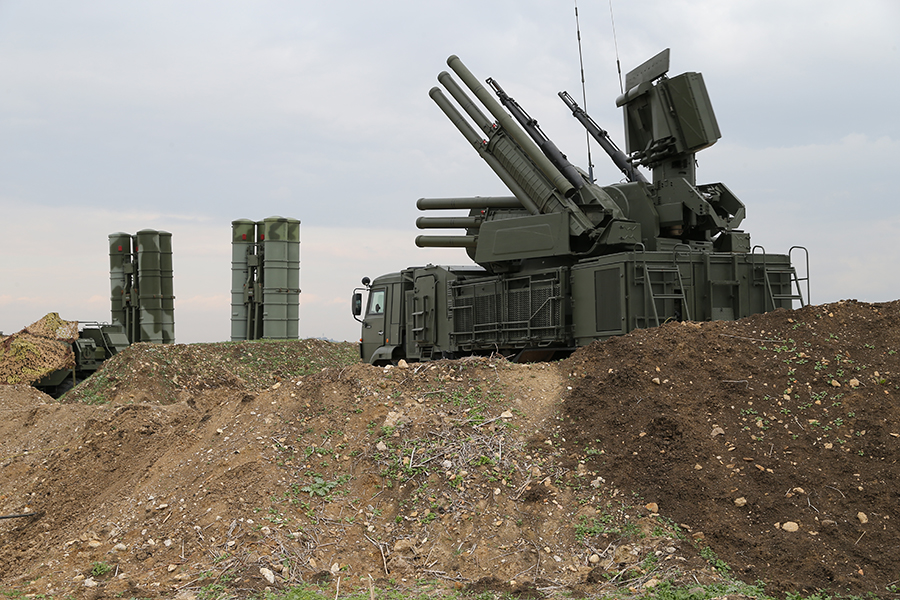
El despliegue ruso en Siria incluyó sistemas de defensa aérea protegiendo sus bases.

Se estima que desde el inicio de la guerra civil cientos de misiles SAM fueron disparados contra los israelíes. Que solo un avión israelí haya sido derribado habla muy bien de las tácticas SEAD y de la gran y valiosa experiencia que ha ganado Israel en lidiar con defensas aéreas. 
También está claro que el entrenamiento y profesionalidad de los operadores sirios dejaba mucho que desear. Se cree que Israel en varias ocasiones los ha engañando con señuelos para luego destruir sus sistemas SAM, tal y como se hiciera en 1982. Israel ha sido capaz de atacar objetivos fuertemente defendidos por misiles S-400 rusos y S-300 sirios y rusos. Esto sembró la duda en occidente acerca de las prestaciones reales del S-300. Además Israel lanzó frecuentemente ataques por todo el país, incluida la frontera sirio iraquí. Todo esto demostró que las tácticas y equipos israelíes funcionaban.
Turquía también se atribuyó, mediante drones, la destrucción de varios sistemas antiaéreos Pantsir (SA-22) y al menos un Buk (SA-17) en Siria. Rusia reconoció que dos Pantsir sirios fueron dañados. No se sabe si los drones atacaron directamente a estos sistemas, o dirigieron sobre ellos la artillería turca. En Siria y Libia los drones Bayraktar TB-2 turcos se impusieron inicialmente sobre los Pantsir aunque una vez que se ajustó la defensa aérea los éxitos fueron menores. Israel también empleó munición merodeadora contra la defensa aérea siria. A principios de 2019 se reconoció que un Skystriker destruyó un sistema antiaéreo móvil Pantsir en Siria. El Harop también había destruido anteriormente sistemas Pantsir en Siria. Hay que indicar que el personal sirio que opera los sistemas de defensa aérea rusos más modernos se cree que carece de la capacitación necesaria para operar de manera efectiva esos sistemas. Esto justifica en parte todo lo explicado anteriormente. Un ejemplo fue el batallón S-300PMU desplegado en Damasco. Teóricamente ofrecía un radio de 200 km de alcance pero las montañas de Líbano limitaban mucho ese alcance. No fue solo repetidamente aprovechado por los israelíes para atacar desde Líbano sino que sorprendentemente los sirios nunca hicieron nada para resolver el problema.

### Ucrania
Para sorpresa de muchos hubo por parte rusa una falta de iniciativa de supresión de las defensas antiaéreas ucranianas que garantizara la supremacía aérea y el apoyo aéreo a las unidades terrestres. Se pensaba que sus misiles Kalibr y sus aviones Su-34 destruirían los emplazamientos SAM en las primeras oleadas. 
No fue tan sorprendente que no fuera así cuando se conoció la poca preparación de los pilotos rusos, falta de armas guiadas suficientes y el deficiente entrenamiento en misiones SEAD. Si sorprendió que los rusos tardarán en recurrir a sus numerosos equipos de interferencias para cegar a los ucranianos. De todos modos los primeros días las aeronaves rusas si operaron sin demasiados impedimentos.

#### Antecedentes
Todo el éxito de la defensa aérea ucraniana fue posible porque desde 2014 Ucrania se esforzó por modernizar su defensa aérea, volviendo también a poner en servicio algunos sistemas SAM almacenados y mejorando el entrenamiento. Los rusos conocían bien los sistemas SAM ucranianos ya que eran de la última época soviética. 
La fuerza aérea ucraniana contaba a finales de 2021 con unos 250 S-300P/PS/PT (SA-10 Grumble) y 72 9K37M BUK-M1 (SA-11 Gadfly) junto a algunos S-125 Pechora modernizados. El ejército contaba con 4 regimientos de defensa aérea armados con S-300V, 6 9K330 Tor-M, unos 75 9K35 Strela-10b (SA-13 Gopher), algunos 9K33 Osa-AKM (SA-8 Gecko) y 75 K22 Tunguska (SA-19 Grison) junto a cañones ZSU-23-4 Shilka, ZU-23-2 y S-60. 
Poco antes de la guerra se recibieron centenares de misiles tipo Stinger y se dispersó la defensa aérea para hacerla menos vulnerable a un ataque. Desde al menos ocho meses antes de la guerra las unidades de defensa antiaérea ucranianas recibían órdenes de practicar como ocultar sus sistemas SAM en nuevas posiciones camufladas. Se practicaban tácticas SEAD con drones ucranianos intentando encontrarlos, simulando ataques contra aquella que estuviera mal oculta. También se iban fabricando sistemas de misiles falsos para confundir a los rusos con señuelos. A pesar de todo se cree que Ucrania perdió en un primer momento hasta 22 lanzaderas de S-300 y 17 baterías de corto alcance ya que estaban mal defendidos o mal ocultos. Los rusos contaban al empezar la guerra con versiones más modernas y capaces de los S-300 y BUK y sistemas más modernos S-400, S-350 y Pantsir. 

#### Primeros meses de la guerra
En marzo de 2022, el Teniente General retirado David Deptula declaraba en el The New York Times que estaba claro que Rusia no había logrado el dominio del espacio aéreo ucraniano, como mostraban las operaciones de drones ucranianos y la reticencia de los aviones rusos a atacar objetivos en el interior de Ucrania. 
La defensa antiaérea ucraniana, basada en misiles S-300 y Buk, logró contener a la fuerza aérea rusa e impedirle lograr la superioridad aérea pese a contar Rusia con aviones más modernos y en números mayores. Para final de marzo de 2022 unos 40 aviones y helicópteros rusos ya habían sido derribados. 
Los rusos tampoco estuvieron de brazos cruzados durante los primeros días de la guerra. Aviones Tu-95MS y Tu-160 iniciaron la guerra lanzando oleadas de misiles Kh-101 y Kh-55S contra bases aéreas y emplazamientos de radar y misiles SAM conocidos. La Armada se unió con misiles Kalibr. En el sur de Ucrania se lograron detectar y destruir unas 12 lanzaderas 5P851A, montadas sobre remolque para lanzar misiles S-300PT y algunos BUK que no supieron camuflarse o moverse lo suficientemente bien para sobrevivir. 
Los sistemas de guerra electrónica cegaron radares, dañando temporalmente alguno. Sin embargo parece que el principal objetivo de las misiones SEAD rusas se limitaba a crear un corredor seguro para el asalto al aeropuerto de Hostomel. Era un enfoque táctico de la misión SEAD, ya que se esperaba que Ucrania cayera en pocos días.

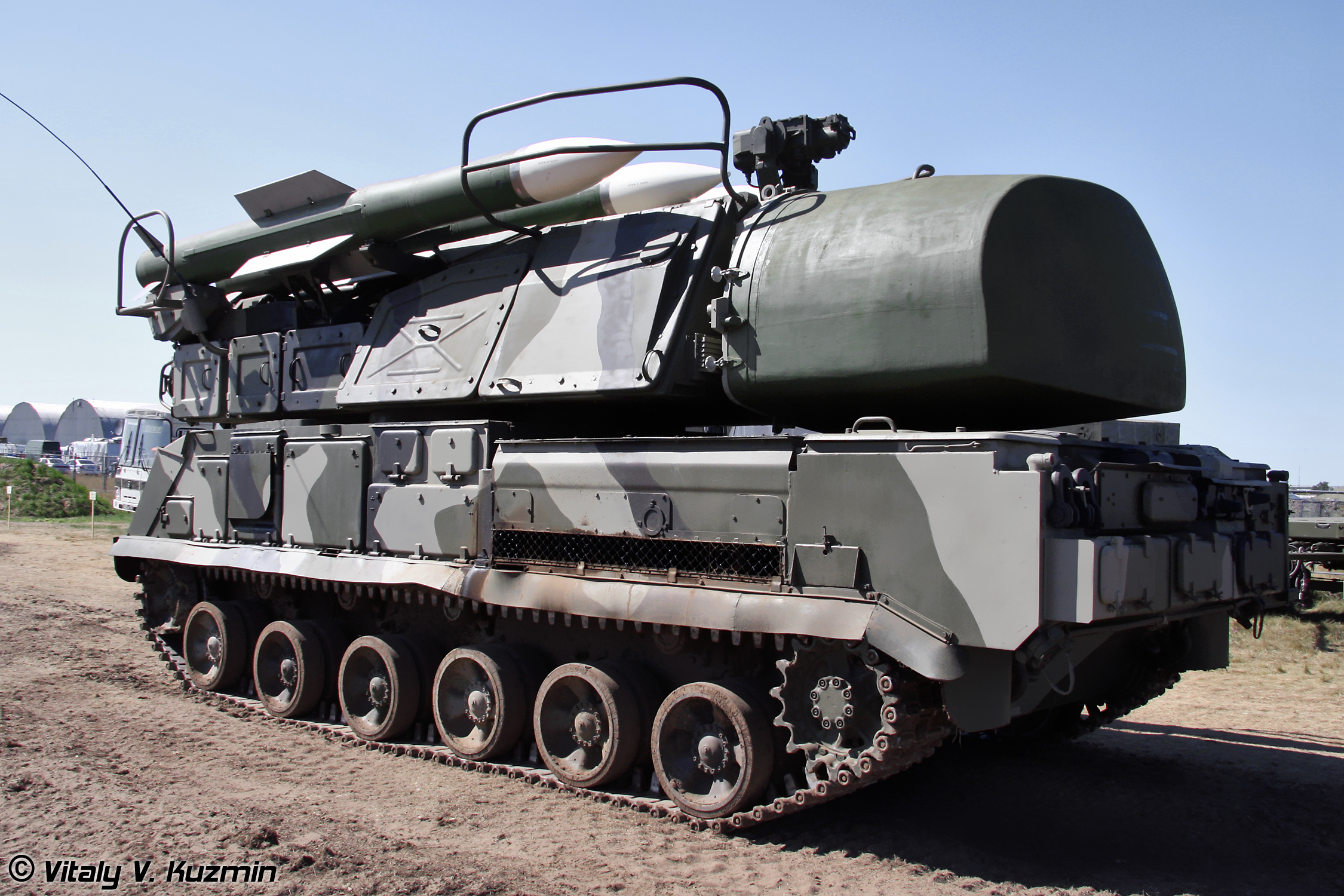
El SAM BUK en diferentes versiones ha luchado en ambos bandos.

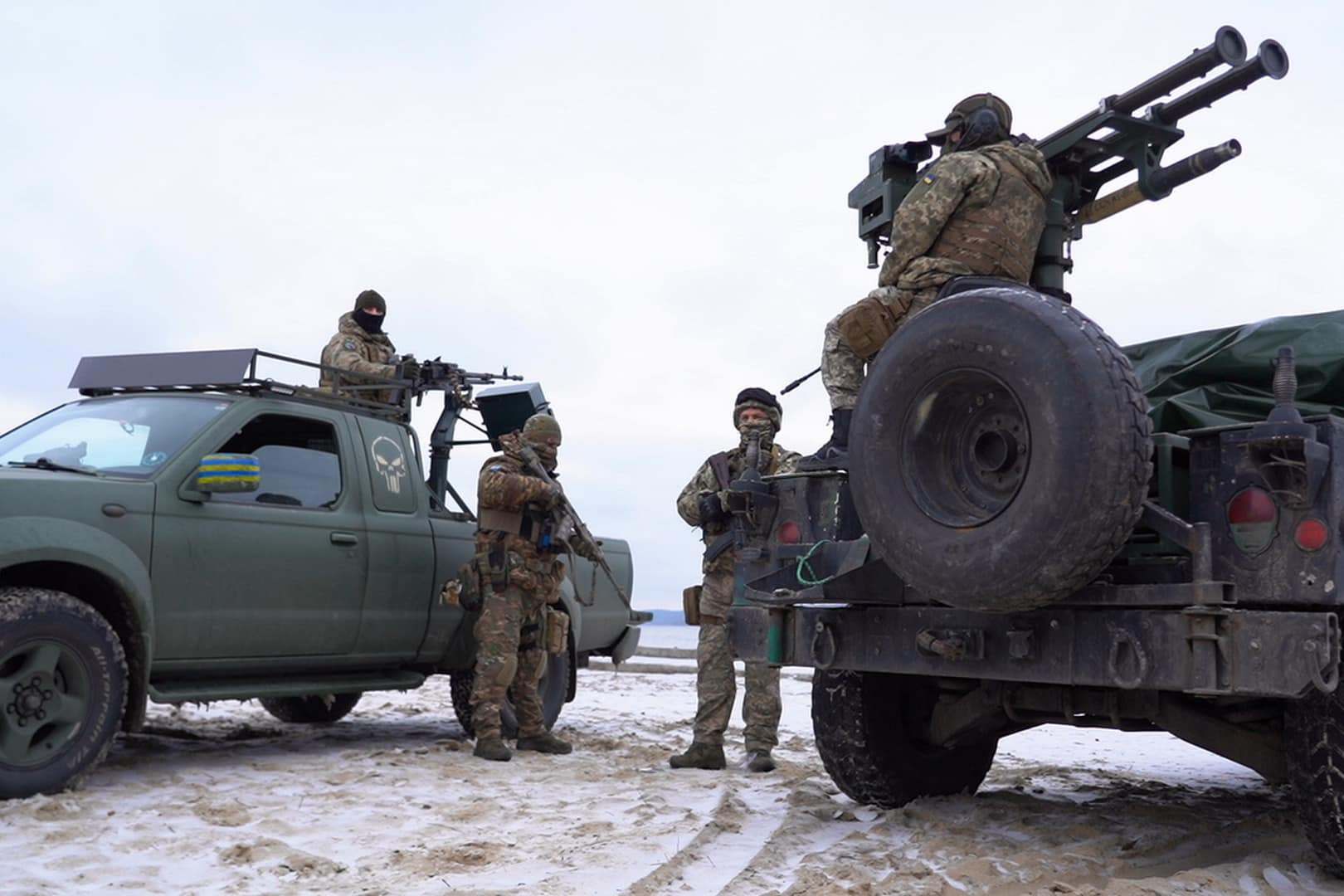
Misiles Stinger ucranianos, montados en un Hummer.

Ucrania logró mantener en funcionamiento un número suficiente de los S-300 y BUK-M1 de la época soviética y estos resultaron un serio adversario para la aviación y misiles de crucero rusos. Con los S-300 ucranianos operativos volar a gran altura era imposible. Volar a baja altura también era difícil por los cientos de Stinger y misiles de corto alcance que se disparaban contra la Fuerza Aérea rusa. En marzo de 2022 los Su-34 rusos fueron encargados de atacar objetivos detrás de las líneas del frente, volando a baja altura y con bombas convencionales, pero las defensas ucranianas derribaron varios aviones con misiles Osa-AKM y MANPADs por lo que estas misiones fueron canceladas rápidamente. 
La tarea de derribar los aviones rusos que volaban a media altura recayó en los misiles BUK. Los BUK-M1 usan desde el inicio de la guerra sus frecuencias siguiendo tácticas de emboscada, sin usar apenas su radar lo justo para guiar los misiles. Al ser autopropulsados y capaces de operar de forma autónoma son objetivos muy difíciles de eliminar. Se usaron desde el principio tácticas de minimizar uso del radar, disparar y cambiar rápidamente de emplazamiento. En el caso ucraniano disparaban y se escondían rápidamente en los bosques. Como medida de emergencia los rusos armaron sus patrullas de Su-35S de superioridad aérea con un par de misiles adicionales KH-31P antiradar. 
A pesar de algún éxito la situación no cambió y los rusos se vieron obligados a volar a baja altura sobre las grandes llanuras de Ucrania para evitar ser interceptados por radares y baterías SAM, pero se volvieron más vulnerables a la artillería antiaérea y misiles portátiles tipo Stinger.
A las altas pérdidas rusas en aviones contribuyeron además la falta de armas guiadas, la falta de formación táctica adecuada para operar en zonas de combate modernas y la inexplicable falta de información adecuada y actualizada sobre las últimas ubicaciones de los SAM ucranianos. La coordinación y velocidad con que la información de emplazamientos SAM ucranianos circulaba fueron sorprendentemente malas. 
También se cuestionaron los misiles antiradar, sistemas de guerra electrónica y defensa de los aviones rusos. Sus prestaciones reales no estuvieron a la altura esperada. Finalmente hay que señalar que el fracaso de la ofensiva terrestre inicial obligó a los aviones Su-34 rusos a olvidarse de misiones para suprimir las defensas aéreas ucranianas para priorizar el apoyo a las tropas. 
En junio de 2022 Rusia dijo haber empleado aviones Su-57, que identificaron y destruyeron sistemas de defensa aérea ucranianos. En julio se priorizó la destrucción de misiles y artillería de largo alcance ucranianos, asignando los aviones de ataque a esa misión. Los bombarderos de largo alcance Tu-22M3, Tu-95 y Tu-160 pasaron a encargarse de detectar los sistemas de defensa aérea ucranianos y lanzaron misiles antiradar (ARM) Kh-31 y Kh-58 contra ellos. Los drones y munición merodeadora rusos se unieron desde otoño de 2022 en la caza de lanzaderas SAM.

#### Desde 2023
Los ucranianos se cree perdieron unos 100 sistemas antiaéreos para primavera de 2023. Pero lo perdido eran sistemas de la era soviética para los cuales se estaba quedando tras un año de guerra sin misiles, producidos por Rusia y difíciles de comprar a terceros países. Ucrania reemplazó sus pérdidas con equipos occidentales, en muchos casos más modernos. La defensa aérea ucraniana fue reforzada con el tiempo con todo tipo de misiles recibidos del extranjero (SA-3, SA-6, Hawk, Aspide, NASAMS, S-300, IRIS-T, SAMP/T, Osa, Hisar, Patriot...). Ucrania recibió misiles S-300 soviéticos donados por Eslovaquia, S-125 donados por Polonia, IRIS-T donados por Alemania, Aspide donados por España e Italia,  MIM-23 Hawk donados por España y Taiwán, Crotale donados por Francia y Finlandia, Stormer HVM donados por Reino Unido, 9K35 Strela donados por República Checa y NASAMS y 'AN/TWQ-1 Avenger donados por Estados Unidos. Se siguen recibiendo misiles y equipos aunque no siempre se hace público ( por ejemplo Israel parece que finalmente entregó sus Patriot y Hawk y Corea del Sur y Taiwán podrían también haber entregado sistemas Hawk a EEUU para su transferencia a Ucrania). No fue para nada fácil la integración electrónica entre los sistemas occidentales y ex-soviéticos, pero Ucrania se benefició del hecho que EEUU envió un equipo de defensa aérea para estudiar la situación ucraniana en diciembre de 2021. Muchas de las conclusiones de ese equipo pudieron ser aplicadas en los años siguientes. La necesidad llevó incluso a emplear misiles Sea Sparrow en lanzaderas de BUK ucranianas. La efectividad de misiles SAM ya retirados en occidente como el HAWK sembraron dudas acerca de la preparación y equipamiento real de la fuerza aérea rusa. Prueba de la eficacia de la defensa aérea ucraniana fue que en un solo día, el 24 de septiembre de 2023, cuatro aviones rusos fueron derribados (un Su-25, dos Su-30 y un Su-34) cuando se incrementaron las salidas de combate rusas.
la joya de la corona de los SAM occidentales, el MIM-104 Patriot, también acabó llegando a Ucrania. Los aviones rusos hubieron de enfrentarse el mejor sistema de misiles tierra-aire de occidente. Los alemanes enviaron a Ucrania misiles Patriot montados sobre camiones. La filosofía de empleo alemana era disparar y luego moverse de inmediato. Los ucranianos entrenados por los alemanes añadieron la filosofía SAM ex-soviética y enseguida utilizaron sus Patriot para llevar a cabo emboscadas SAM. Los ucranianos a menudo han empleado sistemas SAM simulados para engañar a los rusos. Operando cerca del frente, dentro del alcance de los drones rusos, los Patriot también derribaron varios helicópteros y aviones rusos en mayo de 2023 en emboscadas SAM. Los ucranianos integraron en su defensa aérea 8 baterías Patriot para principios de mayo de 2025, seis en pleno funcionamiento y dos en mantenimiento. Tres baterías fueron donadas por Estados Unidos, dos por Alemania, una donación conjunta de Alemania y Holanda, una por Rumanía y un sistema parcial holandés. Se cree que además otros países como Israel o Grecia han donado componentes parciales y misiles que han permitido mantener las baterías Patriot operativas.
Se sabe que al menos dos lanzadores Patriot fueron destruidos por misiles rusos Iskander en Pokrovsk en marzo de 2024 en una misión SEAD. Los radares del Patriot son una pieza codiciada por los rusos y por ello se enfrentan a la amenaza de misiles antirradiación Kh-31P y drones Lancet, lo que requiere constantemente un posicionamiento dinámico y contramedidas electrónicas. Los ataques rusos contra los Patriot comenzaron en mayo de 2023, cuando misiles balísticos lanzados por aviones MiG-31K rusos trataron de destruir un radar Patriot ucraniano. En marzo de 2024, se atacaron baterías Patriot en Donetsk y Odesa. En julio de ese mismo año, dos baterías fueron atacadas en las cercanías de Yuzhnoye, empleando misiles guiados de precisión. Además para hacer frente a la eficacia de los Patriot los rusos han modernizado sus misiles balísticos con señuelos de radar y maniobras evasivas, haciéndolos más difíciles de interceptar. Ucrania reconoció la destrucción de algunas lanzaderas de Patriot por parte de Rusia. En julio de 2025 se hizo público que la Luftwaffe había reparado un radar de Patriot declarado inservible por un ataque ruso a finales de 2024.

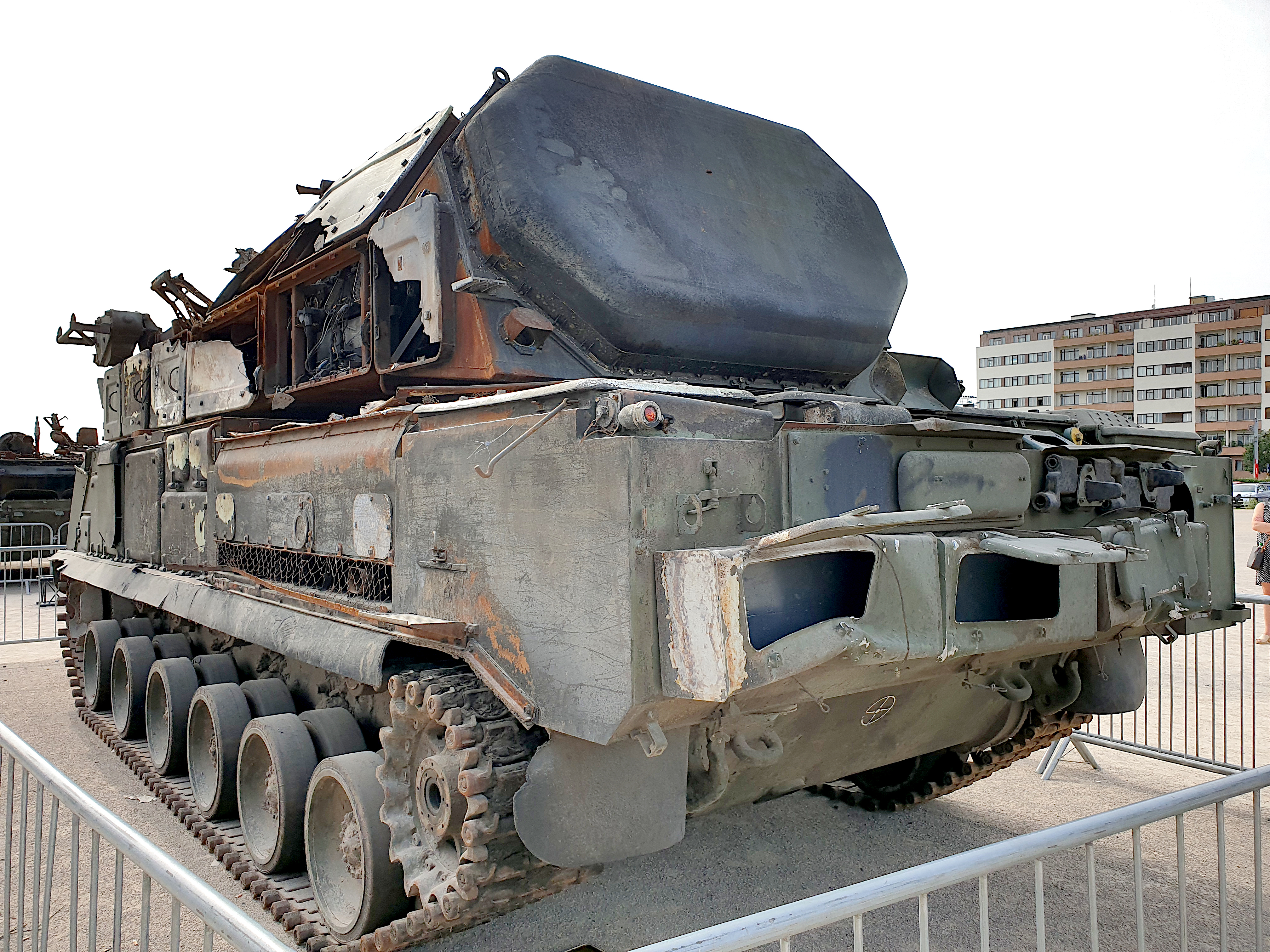
SAM BUK ruso capturado por los ucranianos.

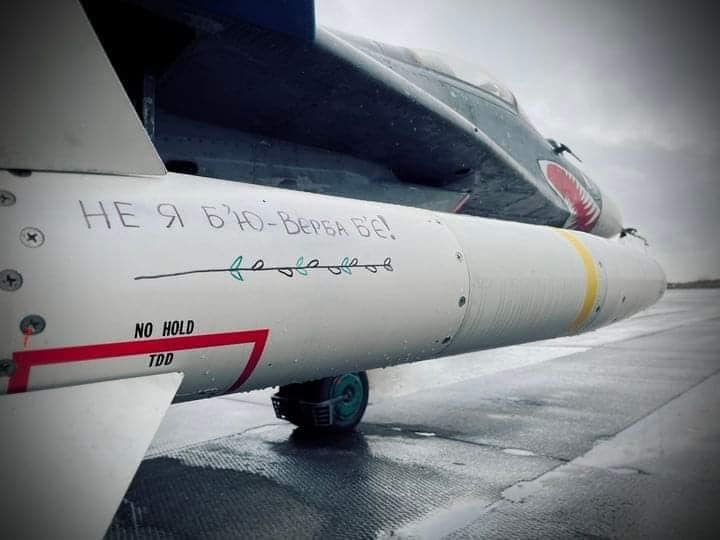
Misil HARM en un avión ucraniano.

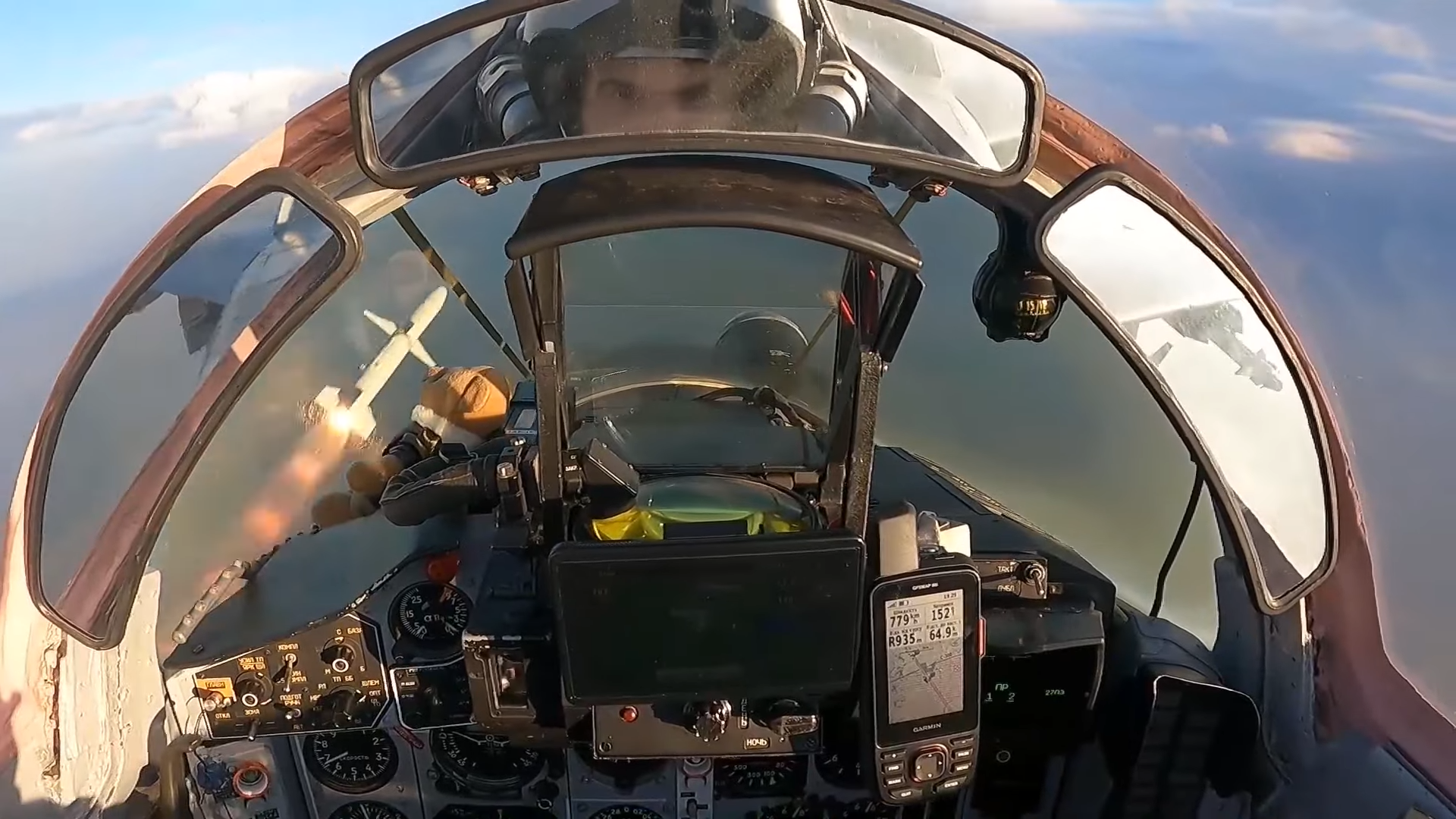
MiG-29 ucraniano disparando un AGM-88.

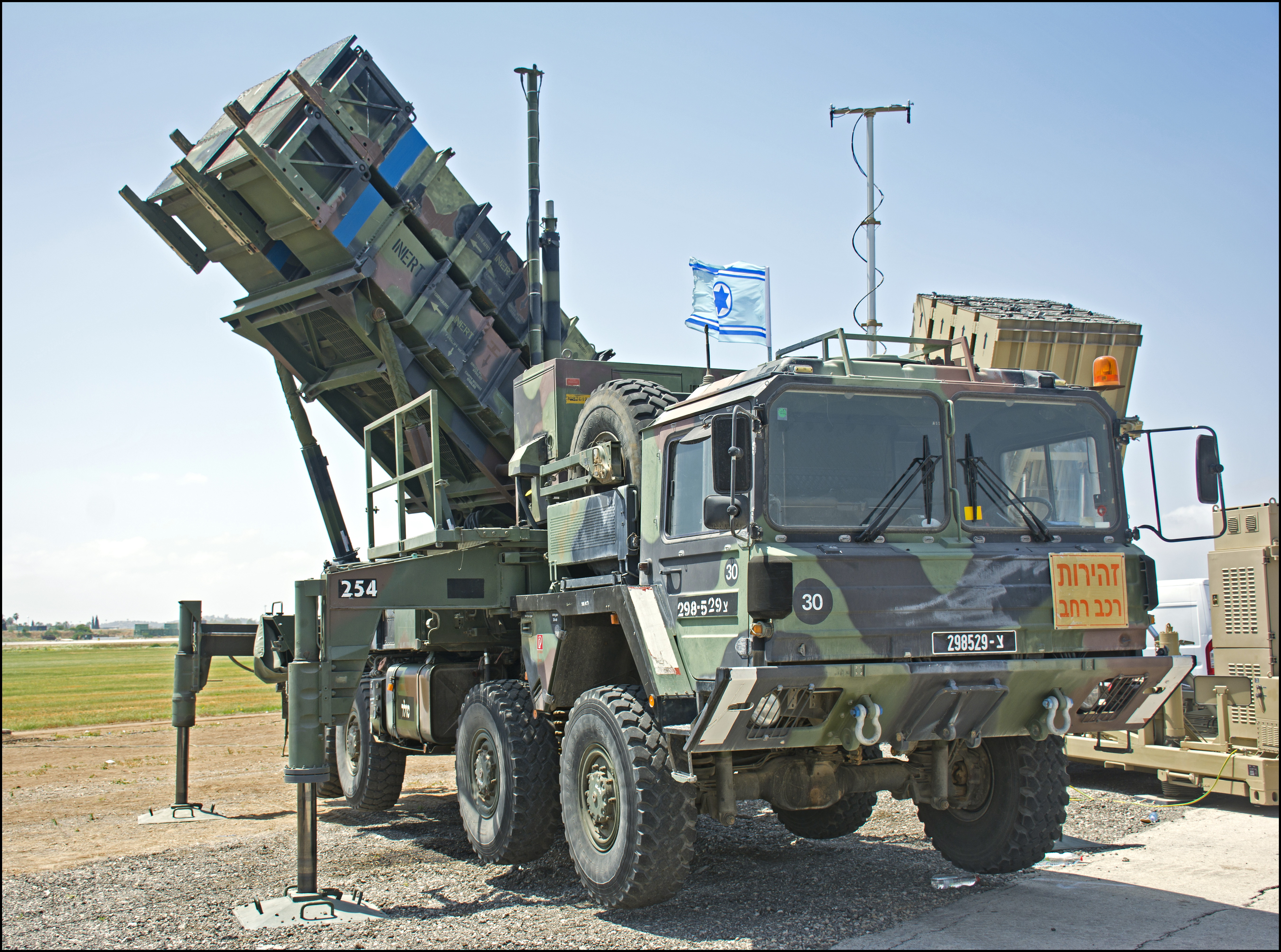
Lanzador misiles Patriot. Los sistemas alemanes recibidos por Ucrania son similares a este.

Al final ambos bandos disminuyeron las misiones aéreas a medida que fueron perdiendo aviones y optaron finalmente por una estrategia de crear zonas de defensa aérea que negaran el acceso de los aviones enemigos. Los aviones rusos se vieron obligados a atacar a baja altura para emplear bombas y cohetes no guiados pero se encontraron que los ucranianos consiguieron coordinar muy bien su defensa aérea de corto alcance, utilizando con acierto los diferentes sistemas y complementándose con eficacia. Un ejemplo fue emparejar los OSA con los Guepard. El misil con un alcance de hasta 10 km. y el cañón de hasta 5 km. resultaron un dúo muy peligroso, contra los drones. En el corto alcance los MANPADS y los misiles de medio alcance 9k33 OSA, Mistral, Stormer HVM y los 9k35 Strela se han cobrado muchos drones, aviones, helicópteros y misiles de crucero rusos. La necesidad de volar bajo también ha causado muchas bajas a helicópteros y aviones ucranianos, derribados por las defensas rusas.

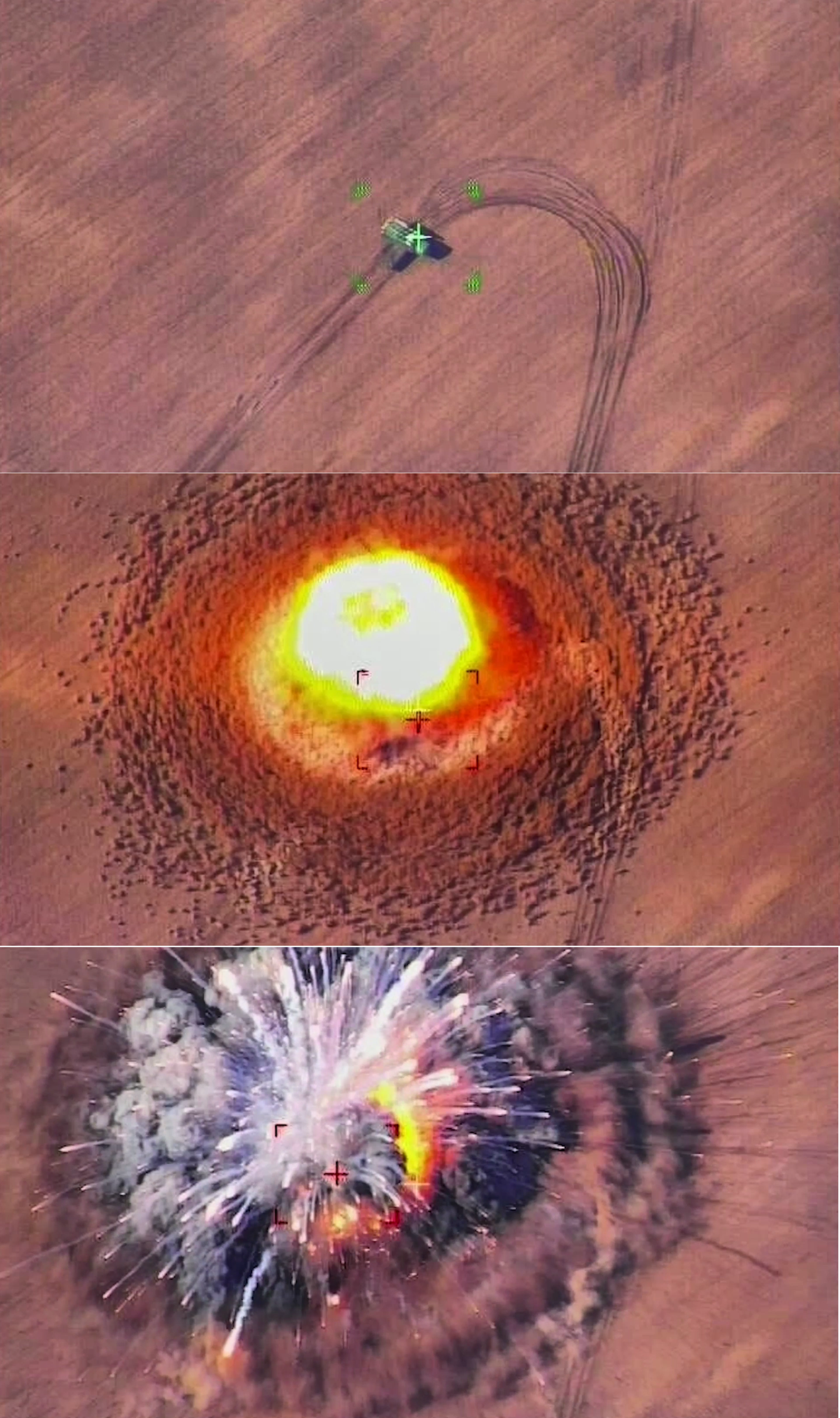
Secuencia de fotos de la destrucción de un SAM BUK-M1 ucraniano.

A medida que la guerra se fue concentrando en la región del Donbás y en el sur se hizo cada vez más presente la defensa aérea rusa. 
Los dos bandos establecieron una red de defensa aérea que limitó las operaciones aéreas del contrario, negando a las fuerzas terrestres el apoyo aéreo cercano. Los drones y aeronaves ucranianos sufrieron en sus carnes el desgaste que los rusos sufrían hasta entonces. 
Los drones sufrieron fuertes pérdidas y aviones y helicópteros ucranianos se vieron obligados a volar muy bajo si no querían ser derribados. A los SAM rusos también se les pidió derribar los cohetes lanzados por HIMARS y los misiles ucranianos que atacaban centros logísticos y de mando, en lo que destacaron los BUK-M3. Sin embargo al interceptar drones e HIMARA los sistemas rusos quedaban expuestos a los misiles AGM-88 antiradadiacion.
Para combatir los SAM rusos Ucrania comenzó a usar en verano de 2022 misiles AGM-88 HARM lanzados desde aviones MiG-29, más tarde también desde los Su-27. Al activarse los radares rusos para derribar los cohetes HIMARS ucranianos se volvían vulnerables a los misiles antiradar. 
Se cree que la OTAN suministró información antes de cada misión de ataque ucraniana acerca de donde se encontraban las emisiones de radares rusos. También contribuyó al éxito inicial de los AGM-88 la falta de entrenamiento de los operadores rusos en como enfrentarse a misiles antiradar.
Ante la falta de aviones suficientes las tácticas ucranianas intentan mediante drones señuelo activar las defensas antiaéreas rusas, para lanzar los HARM contra ellas y, una vez desactivada la defensa, proceder al ataque contra los objetivos. 
En 2023 Ucrania recibió señuelos ADM-160B para ayudar a engañar a la defensa aérea rusa. Los operadores rusos aprendieron la misma lección que los ucranianos, disparar y moverse inmediatamente para sobrevivir. Con la llegada de misiles Storm Shadow Ucrania los usó conjuntamente con señuelos ADM-160 y misiles HARM para lograr anular las defensas rusas, por destrucción o apagar su radar. 
Es raro que ningún SAM esté más de varias horas en un mismo emplazamiento, dispare o no. Los drones, munición merodeadora, misiles antiradar y artillería enemiga aconsejan moverse, camuflarse bien, emplear discreción radar y recurrir a señuelos si se quiere sobrevivir. Dado que cada vez que se enciende el radar se inicia el juego del gato y el ratón en el cual el enemigo trata de localizar la fuente de emisión para destruirla la disciplina radar y saber ocultarse es fundamental. Emitir más de 10 minutos seguidos o no cambiar de posición constantemente es una sentencia de muerte para una batería SAM. Dada la amenaza que supone que los rusos están buscando sus radares los operadores ucranianos pronto aprendieron que los radares de defensa aérea deben apagarse mientras los radares de adquisición de búsqueda rastrean las amenazas. Sólo cuando una amenaza está lo suficientemente cerca la defensa aérea enciende sus radares para localizar y atacar. A veces, los rusos lanzan ataques en el que la finalidad no es destruir objetivos, sino obligar a las defensas aéreas ucranianas a activar sus radares y delatarse.
Un buen ejemplo es el ataque ruso del 4 de mayo de 2023 contra Kiev, MiG-31K armados con misiles Kinzhal se enfrentaron a una batería MIM-104F Patriot ucraniana. El radar de ésta estuvo activo durante solo 60-120 segundos, apenas suficiente para que los medios ELINT y SIGINT rusos detectaran su actividad pero dificultando rastrear y establecer adecuadamente su ubicación precisa. 
A este le siguió días después un ataque mejor coordinado que buscaba destruir la batería SAM ucraniana. Drones Shahed-131/136 y viejos misiles de crucero Kh-5 sirvieron de señuelos para obligar a encender no solo los radares de alerta temprana, sino también los de los SAM ucranianos.
Les siguieron 6 misiles Kinzhal y al menos 3 Iskandar-M y S-300 disparados contra la ubicación de los sistemas de radar activos. El sistema Patriot sufrió daños, aunque no quedó destruido como reclamó Rusia. Se cree que grupos de Spetnatz rusos se infiltraron en primavera de 2023 en Ucrania para localizar lanzaderas SAM y pasar sus coordenadas. Asimismo desde abril de 2023 el uso de drones rusos para detectar lanzaderas SAM y obligarlas a encender sus radares para delatarse se incrementó. En Ucrania derribó en combate el Mi-8MTPR-1, utilizado por los rusos para interferir la aviación y sistemas de defensa antiaérea con su sistema Rychag-AV que es efectivo en un radio de más de 100 km.

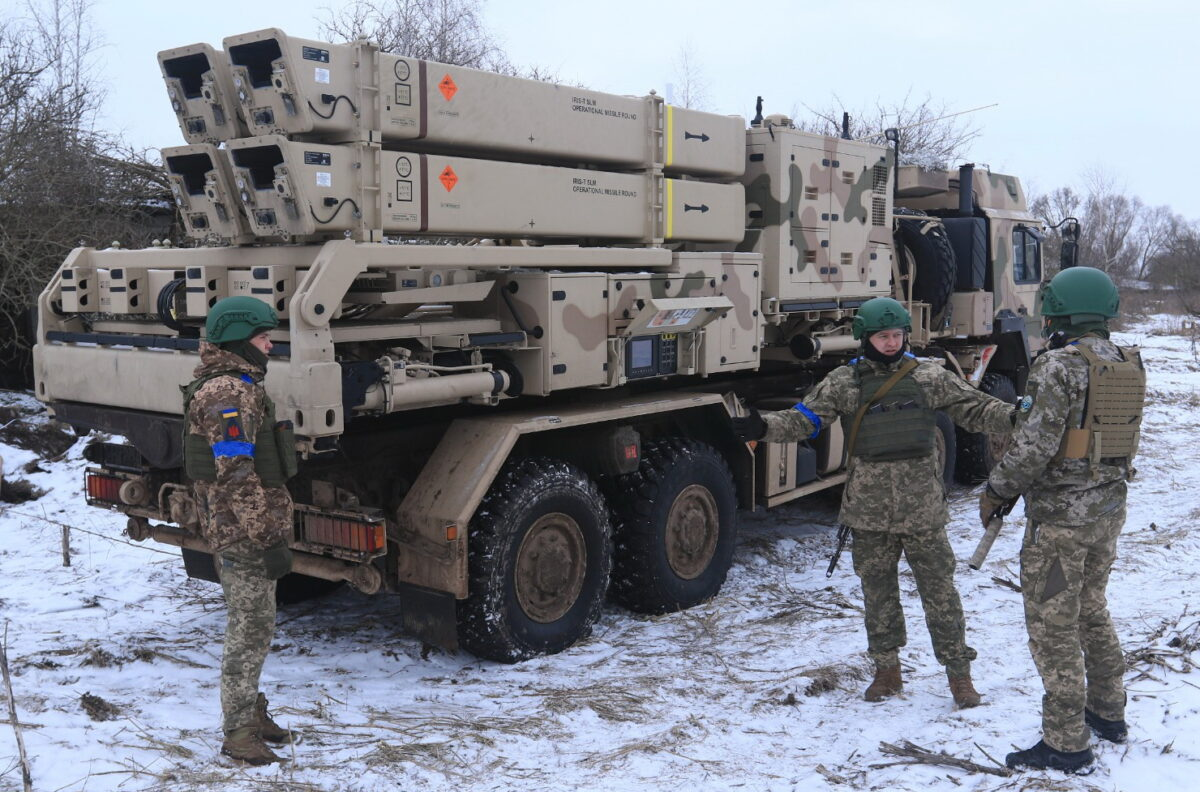
Misiles IRIS-T operados por Ucrania.

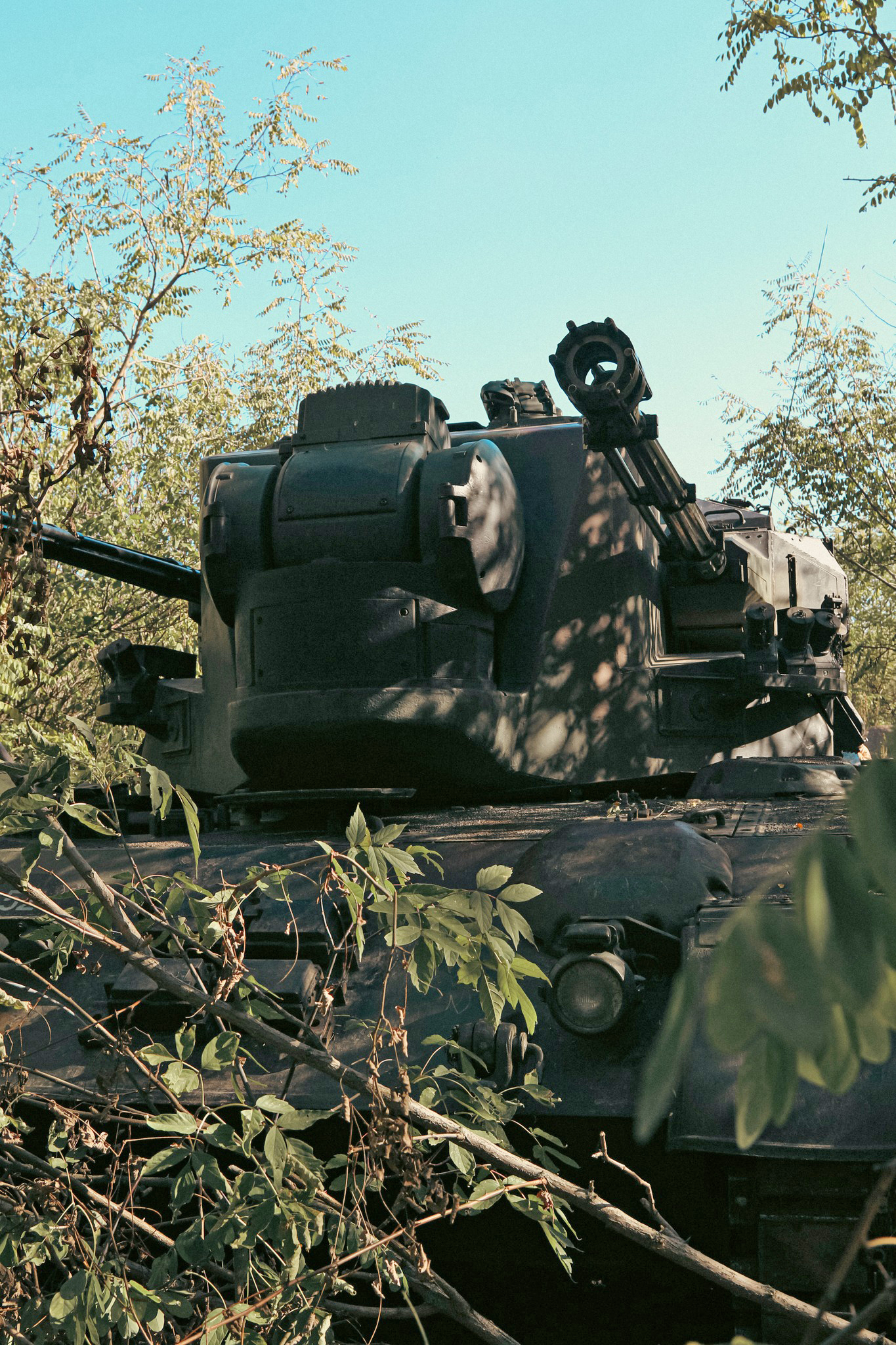
Uno de los Gepard recibidos por Ucrania y camuflado para escapar a los drones.

Las baterías SAM de gran alcance de ambos lados son defendidas por misiles de corto alcance que pueden derribar drones y misiles. Los drones de munición merodeadora han confirmado ser un peligro para la defensa aérea de corto y medio alcance. 
Se cree que el ejército ruso ha estado utilizando activamente señuelos para estimular y engañar a la defensa aérea de Ucrania, utilizando misiles señuelo sin ojivas explosivas y desplegando drones señuelos y globos con reflectores radar. 
Rusia además se encontró con el reto que suponen los enlaces de datos de los sistemas SAM ucranianos entregados por occidente, que les permite recibir los datos de seguimiento de objetivos de los E-3 AWACS de la OTAN en tiempo real. Así se pueden rastrear objetivos aéreos rusos sin encender los radares de búsqueda y no revelar sus posiciones. 
Sólo cuando los rusos entran en el radio de disparo de los misiles, los ucranianos activan su radar de guiado y disparan sus misiles. Este seguimiento pasivo dificulta los ataques rusos armados con misiles antirradar Kh-58UShK.

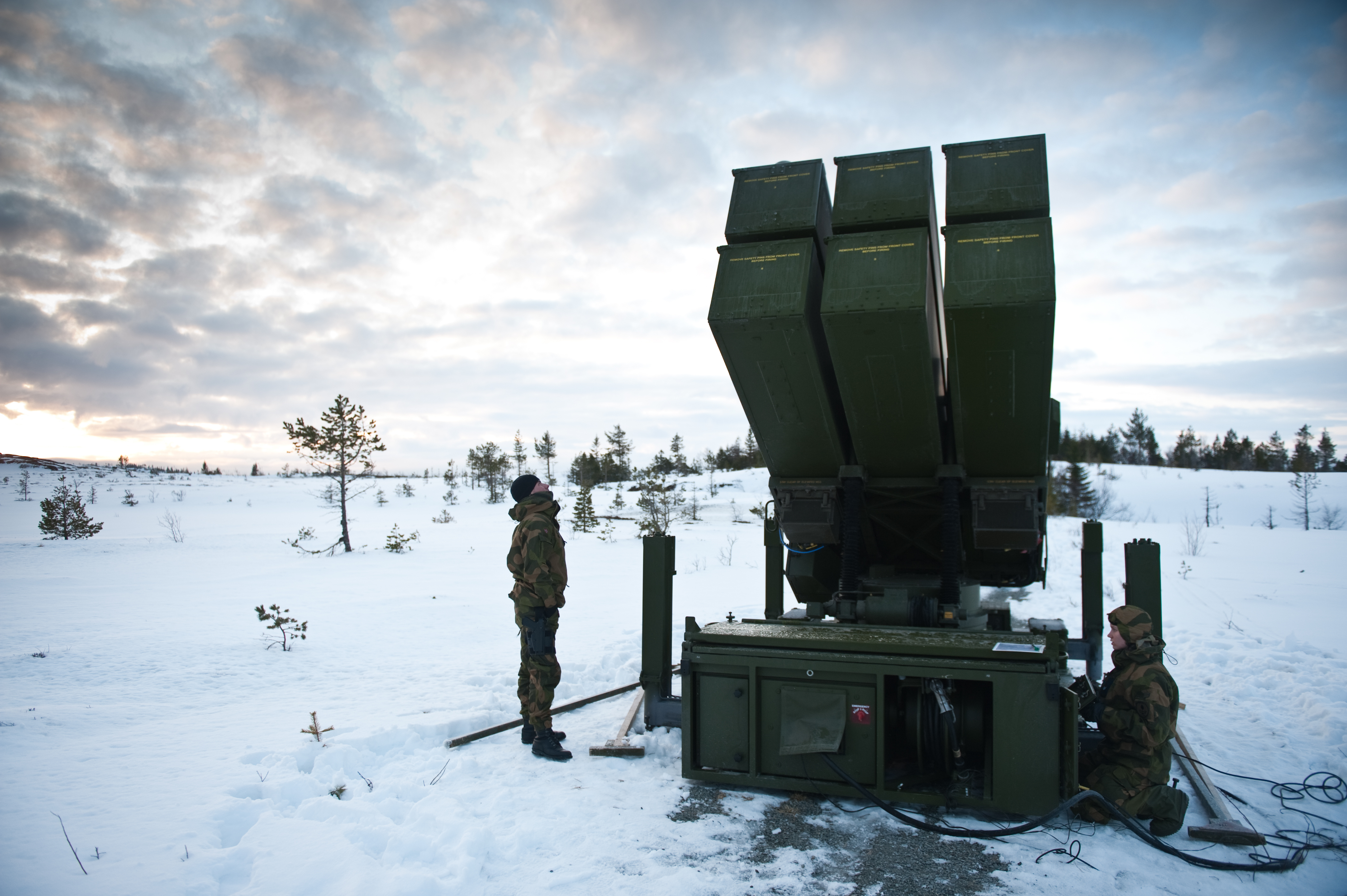
Los NASAMS fueron enviados a Ucrania, con muy buenos resultados.

La artillería de largo alcance ucraniana también se empleó contra la defensa aérea rusa. Los obuses de 152 y 155 mm., y sobre todo los cohetes GMLRS disparados por los M142 HIMARS, fueron muy eficaces disparando contra las posiciones de las lanzaderas SAM rusas en la ofensiva de otoño de 2022. Otro ejemplo fue cuando en noviembre de 2024 un ataque con misiles ATACMS destruyo dos lanzaderas del sistema S-400 en la región de Kursk. En enero de 2023 fue documentada la primera pérdida de una lanzadera de S-400 en combate, destruida por los HIMARS ucranianos en la región de Zaporiyia. En julio de 2023 se documentó la primera destrucción del radar 92N6A, componente esencial de una batería S-400. Las fuerzas armadas ucranianas han destruido desde 2023 varios componentes de los sistemas rusos S-400, entre ellos camiones 5P85SM2-01 TEL, puestos de mando 55K6A y radares multifuncionales 92N6A mediante el empleo de diferentes armas (HIMARA,ATACMS, misiles Neptuno, misiles Storm Shadow, drones,...). 
La estrategia ucraniana de atacar sistemáticamente la defensa aérea rusa desde el inicio de la guerra se cree que para abril de 2023 logró la destrucción de 130 sistemas antiaéreos rusos, y para reemplazarlos Rusia se cree que recurrió a equipos soviéticos más anticuados y más vulnerables a tácticas de supresión. Cualquier batería antiaérea detectada por un dron es un objetivo prioritario para obuses o cohetes dirigidos por láser o GPS. Muchas baterías SAM han pagado el error de no esconderse o no camuflarse adecuadamente. Las baterías S-400 situadas en Crimea son un claro ejemplo de estos errores.
En primavera de 2023 Ucrania había mejorado su capacidad de defensa aérea, especialmente los sistemas móviles SAM, gracias a los sistemas occidentales (Patriot, Aster, Hawk, Iris-T, NASAMS, etc.), más modernos y capaces. Para derrotar las defensas aéreas ucranianas la nueva estrategia rusa de saturación obligó a un ritmo de empleo de misiles que dejó en mínimos los inventarios ucranianos. Se cree que se buscaba que los aviones rusos encontraran brechas por las que penetrar sin que las defensas antiaéreas ni los aviones de combate ucranianos pudieran hacerles frente.
Lo que se ha visto en Ucrania es una táctica de denegar la superioridad aérea y la necesidad de lidiar con los cada vez más numerosos drones de todo tipo. En el reforzamiento ucraniano al goteo de misiles recibidos de occidente se unió en 2024 la recepción de sistemas HAWK retirados de Taiwán. En 2025 se cree que Israel envió docenas de misiles Patriot que había retirado y almacenado. Es muy posible que lanzadores y radares de sistemas Patriot ex-israelíes les siguieran después de haber sido puestos al día. También Ucrania recibió sistemas Gepard almacenados en Jordania que fueron puestos a punto en occidente. Los países occidentales ayudaron también a realizar los FrankenSAM, mezclando radares y lanzaderas soviéticos con misiles occidentales. Se cree que los S-300 ucranianos se han empleado con misiles Patriot y el envío de docenas de misiles Sparrow y Sea Sparrow almacenados parece confirmar que los BUK ucranianos los emplean. 
Por su lado los rusos reforzaron sus defensas aéreas en Ucrania con misiles S-400 y S-350 debido a la mezcla de perdidas en combate y necesidad de defender más objetivos.
En noviembre de 2024 los ucranianos destruyeron elementos de un sistema de misiles S-400 en Crimea. Anteriormente se había confirmado la destrucción de otro sistema S-400 en la región de Kursk. Además de lanzaderas destruidas, varios informes sugieren que el radar 92N6 del sistema S-400 también ha sido alcanzado en varias ocasiones. Estos éxitos contra los misiles rusos más modernos señalan la creciente capacidad ucraniana para detectar y neutralizar las defensas aéreas rusas asignadas a la defensa de ubicaciones estratégicas.
Otras lección de la guerra es que en muchas ocasiones los SAM han sido destruidos mientras se encontraban realizando mantenimiento y reparaciones, fuera de combate. La capacidad de detección del enemigo obliga a no bajar la guardia nunca.

### Irán
Al igual que en 1973 y en 1982 la Fuerza Aérea Israeli volvió a escribir una nueva página en la lucha contra las defensas aéreas enemigas. Al igual que en esos conflictos anteriores es muy posible que se haya entrado en una fase de la lucha SEAD que obligue reescribir las tácticas y manuales. En junio de 2025 Irán sufrió un ataque que alteró el equilibrio de poder en Oriente Medio. En un ataque aéreo meticulosamente planificado durante años Israel eliminó elementos clave de los recursos militares y científicos, paralizó gran parte del sistema de defensa aérea y provocó el colapso de la estructura de mando militar.

#### Antecedentes

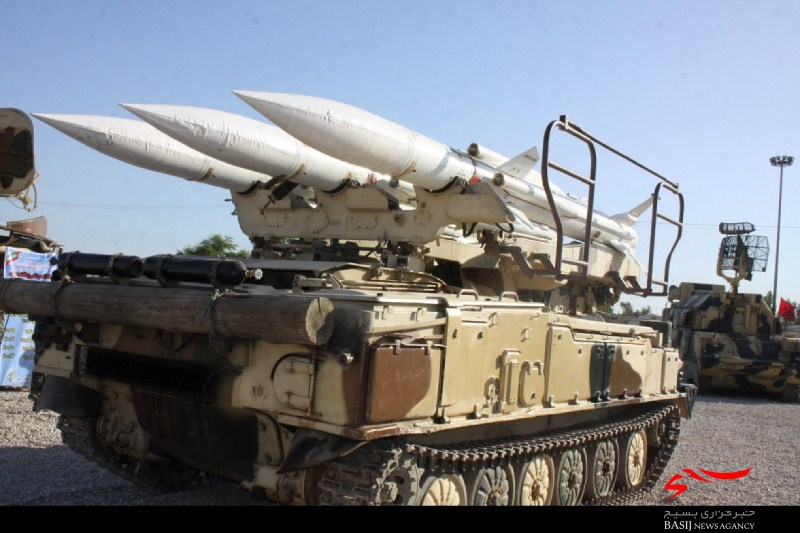
Misil BUK en servicio en Iran.

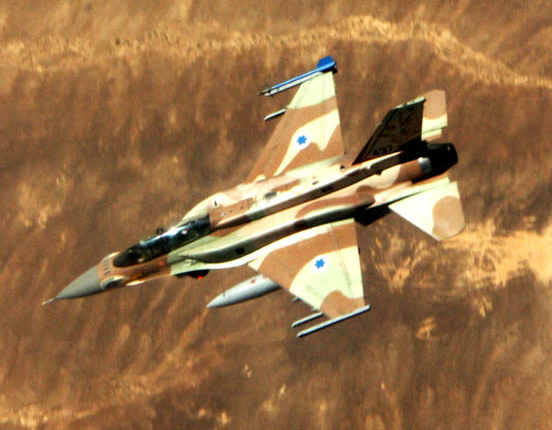
Avión F-16I israelí.

Ante la dificultad de conseguir aviones nuevos o repuestos para los que tenía en servicio Irán recurrió a aumentar sus sistemas de misiles SAM, tanto en su Fuerza de Defensa Aérea (IRIADF) como en el Cuerpo de la Guardia Revolucionaria (CGRI oIRGC en inglés). 
Oficialmente la IRIADF es la responsable de la defensa aérea y cuenta con sistemas S-300PMU-2 (SA-10 Grumble) y MIM-23B I-HAWK/Mersad. Con la invasión de Irak en 2003 el CGRI decidió adquirir sus propios sistemas de defensa aérea. Se equipó con sistemas chinos y rusos: HQ-2, 2K12 Kub (SA-6 Gainful), 9K317 Buk-M2EK (SA-17 Grizzly) y 9K330 Tor (SA-15 Gauntlet).
Irán contaba así en 2024-25 con una amalgama de sistemas. Estaban los que compró en el extranjero en los tiempos del Sha, y luego en algunos casos copió y modernizó. Esto incluye sistemas Rapier británicos, RBS-70 suecos, MIM-23 HAWK estadounidenses. Con el final de la guerra fría y del embargo en Rusia se compraron sistemas SA-5 Gammon, SA-11 Buk, SA-15 TorM1, SA-16 Igla, Pantsir y la estrella de la defensa aérea iraní, misiles S-300 PMU2. Este último era una versión adaptada iraní SA-20C montada en camiones 10x10,También recibidos desde los década de 1980 están los misiles chinos HQ-2J/23, desarrollo chino basado en los SA-2 Guideline.
Obligados por el embargo y basándose en la experiencia en la guerra con Irak y a la amenaza de un posible ataque por parte de Israel o EEUU Irán ha estado durante décadas modernizando los equipos conprados y desarrollando sistemas de misiles superficie-aire propios. Además empleando vehículos de origen comercial se aseguró que fueran plataformas con movilidad táctica suficiente. 
Irán modernizó con ayuda de China los equipos MIM-23B I-HAWK, S-200/SA-5, 2K12/SA-6, 9K317/SA-11 y SA-17. Además creó variantes propias del MIM-23B I-HAWK y S-200. Irán se basó en el misil chino HQ-2 para desarrollar localmente el Sayyad-1 de medio alcance. El misil Sayyad-2 tiene un diseño y formas iguales a los SM-1 Standard que equipan a buques iraníes. Sus equipos de radar se cree se basan en el PAR (Pulse Adquisition Radar) y el HIP (High Power Illuminator) de las baterías HAWK compradas antes de la revolución. El sistema Mersad se montó sobre camiones 6x6, equipado con misiles de guiado semiactivo Shahim derivados del HAWK. El sistema Raad contaba con misiles Taer-2, muy parecidos a los 9M317 del Buk. Los sistemas Ya Zahra-3 y Herz-9 emplean misiles Shahab-e-Sagebque se creen copias del chino HQ-7, a su vez copia no autorizada del francés Crotale.
Además los iraníes presentaron sus sistemas de defensa zonal y largo alcance AD-75 Kordad 15 y AD-120 Talash. El misil fue designado Sayyad 3, se cree una modificación de su precedente. Ante el embargo y la aspiración de comprar el S-300 se realizó el AD-200 Bavar-373, montado en camiones y equipado con misiles Sayyad 4 y un radar PESA (Pasive Electronically Scanned Array). Nunca estuvo claro si Irán recibía ayuda tecnológica de China, Rusia o Corea del Norte ni si todo era pura propaganda o de verdad eran misiles efectivos. 
El esfuerzo también se extendió a los radares. Con ayuda China numerosos tipos aparecieron en servicio asociados a los misiles . Esto debió crear una pesadilla logística para mantener y operar tanta diversidad de misiles y radares. Pero por otro lado se pensaba que lo que buscaba Irán era tener tantos tipos distintos que hiciera difícil a un ataque enemigo combatir tantos sensores distintos desempeñando las mismas funciones al mismo tiempo.
Pese a las declaraciones oficiales iraníes que defendían la autosuficiencia militar con sistemas como el Bavar-373 o el Khordad 15 parece que Irán durante años ha tratado de comprar el S-400 ruso. Se trataba evidentemente de reforzar su defensa aérea con tecnología de última generación. Los primeros indicios de la entrega del S-400 se remontan a agosto de 2024, cuando un avión Il-76 aterrizó en Teherán con componentes clasificados.
Desde la guerra contra Irak apenas hubo empleo de misiles SAM en Irán. Se pensaba que Irán faroleaba con sus misiles SAM pero nn Khordad derribó un dron Global Hawk frente a la costa de Irán en 2019. También se intentó enviar el Khordad a Siria pero en abril de 2018 la base T-4 fue atacada y los sistemas recibidos fueron destruidos. Le siguieron otros ataques israelíes. En Siria la defensa aérea suministrada por Irán no tuvo éxito. Algunos pensaban que con la corrupción endémica de Irán y su desorganización interna en la cual el CGRI obtiene recursos costa de esquilmar otras organizaciones el fracaso de los misiles SAM iraníes en Siria quedaba explicado.

#### Los ataques aéreos de 2024

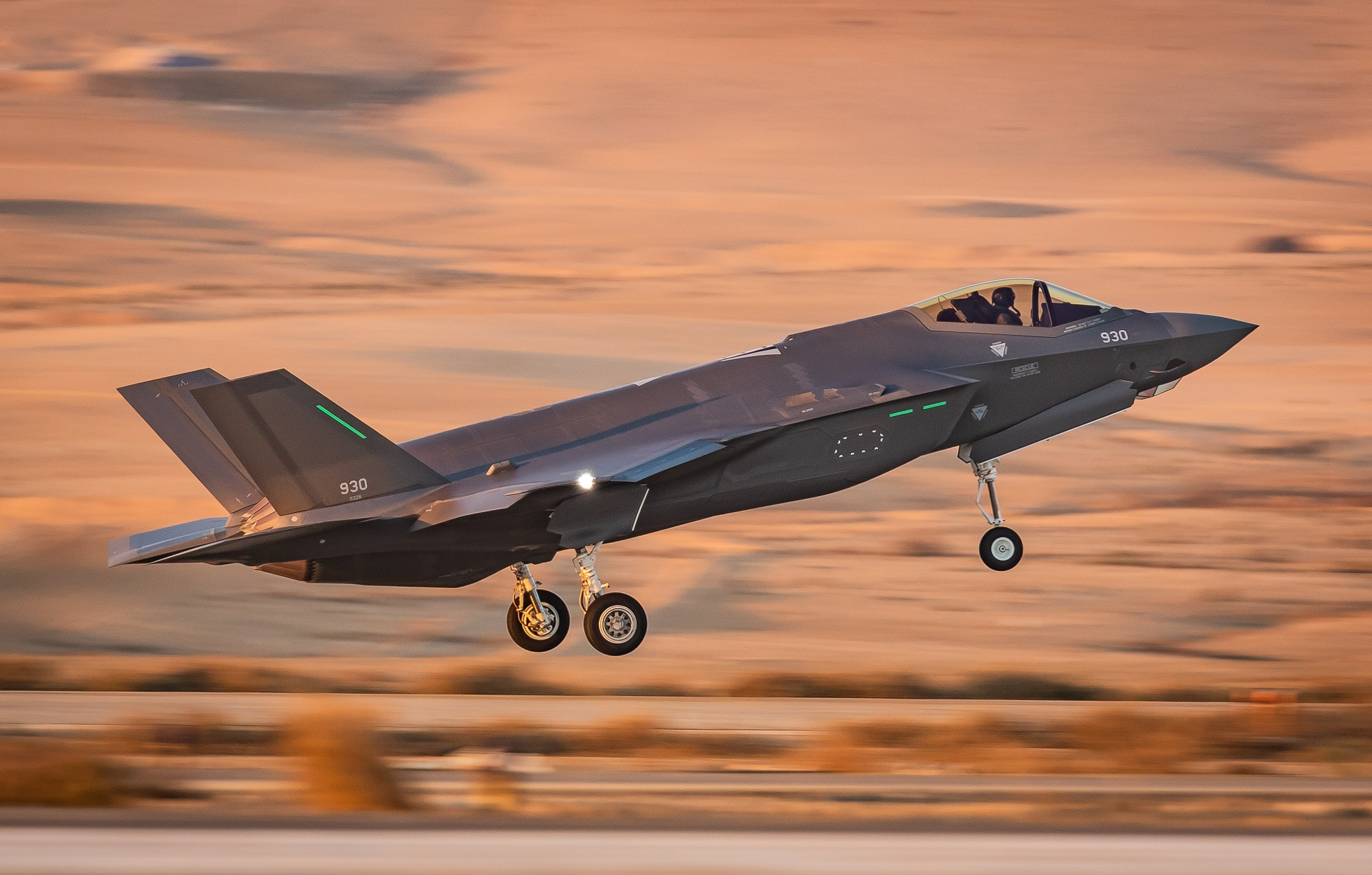
Avión F-35I.

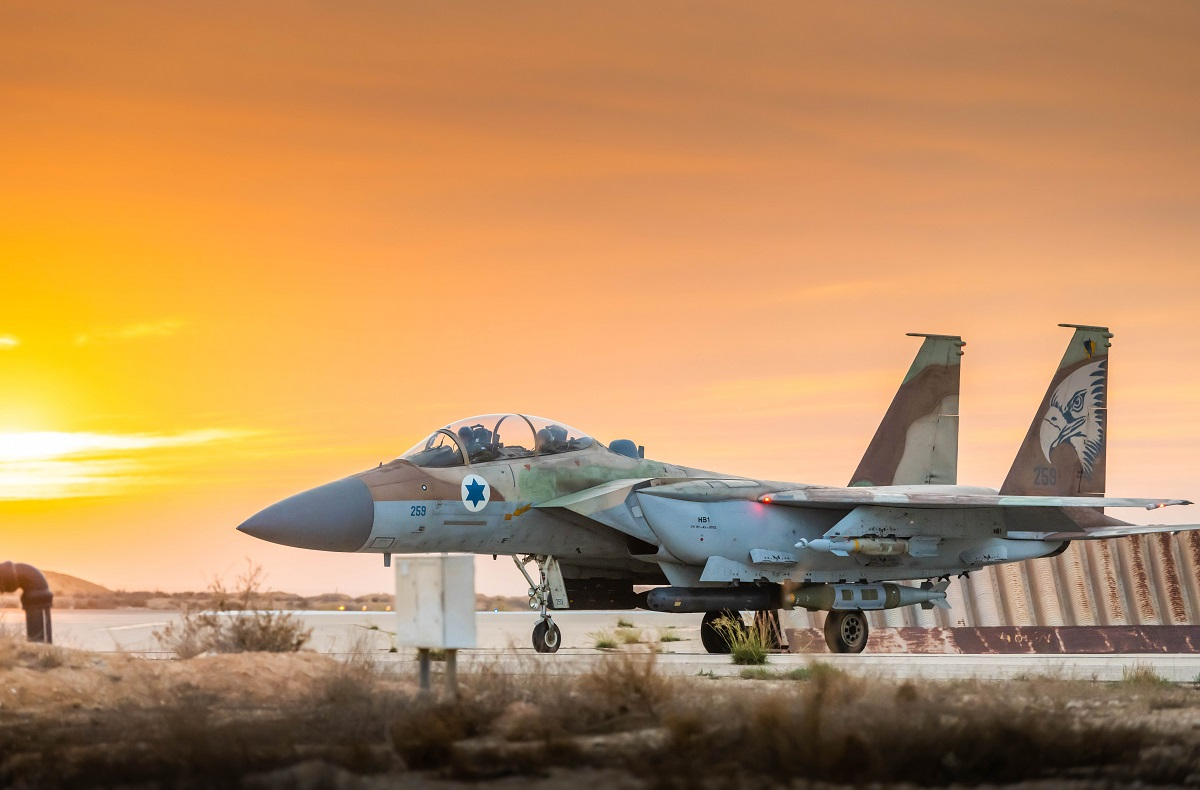
Avión F-15I fotografiado en 2024.

Con anterioridad a los ataques de junio de 2025 el ataque israelí del 26 de octubre de 2024 demostró la capacidad israelí para suprimir los radares y sistemas de defensa aérea iraníes. En 2024 Israel destruyó en abril y octubre las 4 baterías S-300 que Irán había comprado a Rusia en 2016. Cuando en abril de 2024 Israel destruyó el S-300 de fabricación rusa que defendía la base de Isfahán quedó claro que era un mensaje para que Irán supiera que Israel era capaz de neutralizar las defensas de Irán. En octubre de 2024 se destruyó la flor y nata de la defensa aérea iraní.
Los S-300 eran los mejores misiles SAM con que contaba Irán. Esto era ya un aviso de lo que podría venir si Israel volviera a atacar. Cuando Irán compró el S-300PMU-2 Favorit (SA-20B Gargoyle) como respuesta Israel se entrenó durante años con los S-300PMU-1 de Grecia y Bulgaria, así como con los S-300 con que contaba EE. UU. Tampoco ayudó a Irán la poca inversión real en defensas aéreas realmente efectivas y la existencia de dos redes de defensa antiaérea paralelas, la del ejército y la del Cuerpo de Guardianes de la Revolución. Además de los S-300 Irán contaba con 10 lanzaderas de S-200, un número desconocido de lanzaderas Bavar, unas 150 lanzaderas de misiles Hawk modernizados localmente, 45 lanzaderas SA-2 en versión China, unos 250 Crotale en versión China y unos 29 Tor. Las prestaciones de los misiles desarrollados localmente en Irán eran una incógnita.
Con la caída del régimen de Assad en Siria en diciembre de 2024 Israel destruyó más del 90% de los misiles antiaéreos modernos de Siria, especialmente los SA-22 y SA-17 que a veces se enfrentaron a los ataques israelíes contra objetivos iraníes en Siria. En total se estima el 85% de la defensa aérea de Siria fue destruida, incluyendo también sistemas menos avanzados. Además fue destruida prácticamente toda la capacidad de radar de Siria y gran parte de sue fuerza aérea. Siria pasó a ser una zona de bajo riesgo para la fuerza aérea israelí.

#### Junio de 2025

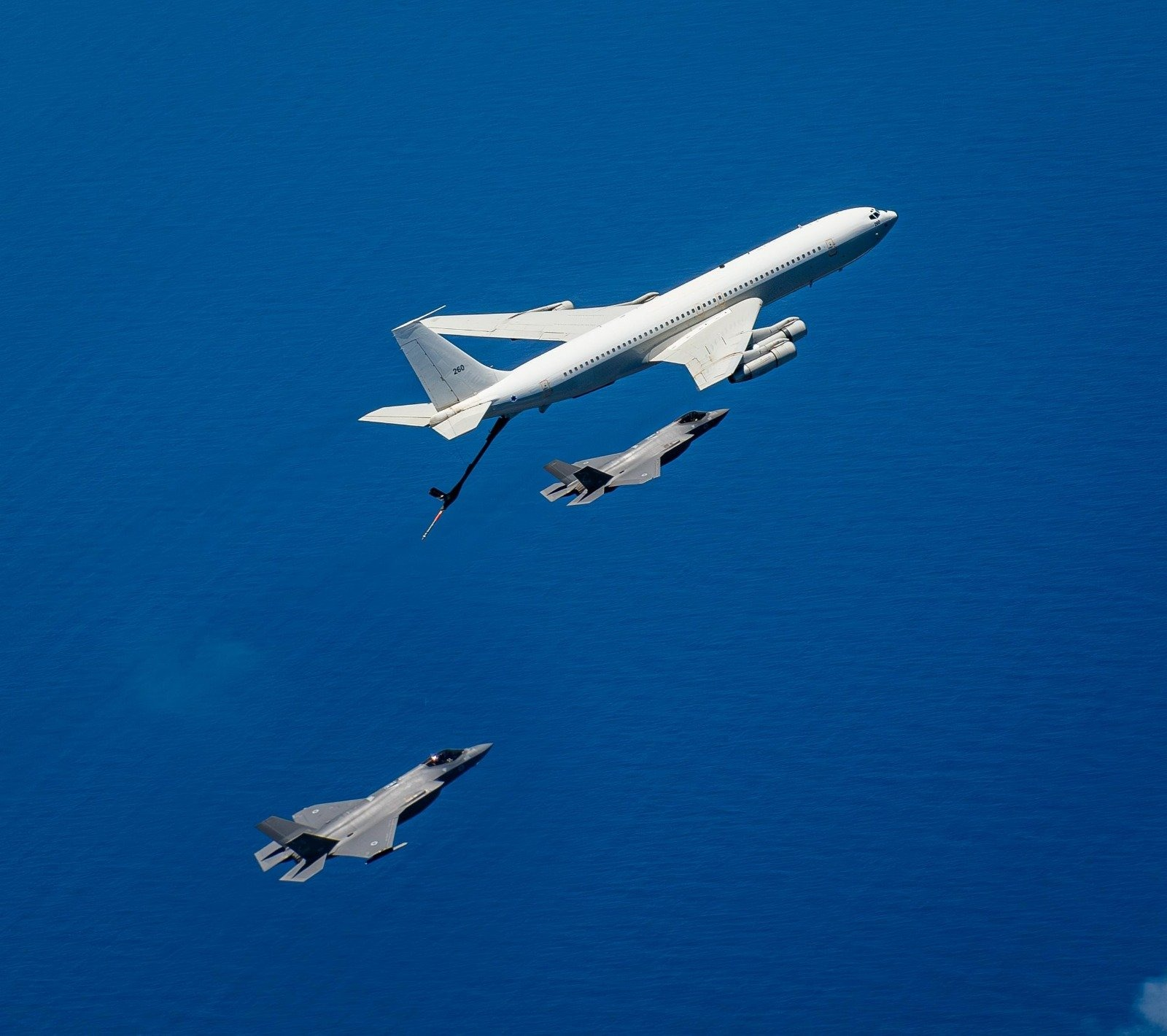
Aviones repostando en su ruta hacía Iran.

En junio de 2025 Israel atacó instalaciones de desarrollo de misiles y plantas de enriquecimiento nuclear iraníes. Israel además trató de destruir en el suelo la mayor cantidad posible de los misiles iranies, reduciendo el riesgo que una vez en el aire pudieran atravesar el sistema antimisil Arrow israelí y THAAD norteamericano (se calculaba que el 20% de los misiles lo lograría). Para que el ataque fuera efectivo, primero se suprimieron las defensas antiaéreas de Irán. La mayoría de las incursiones se llevaron a cabo a través de rutas sobre Irak y Siria, que ya eran seguras después de que la Fuerza Aérea israeli destruyera el sistema antiaéreo del régimen de Bashar al-Assad. Unidades de comandos y del Mossad desplegaron armas guiadas de precisión cerca de las instalaciones de misiles tierra-aire iraníes, que se activaron inmediatamente antes de los ataques para debilitar las defensas en un momento crítico. No hubo derribos de aviones israelíes en las primeras oleadas de ataques. Era una misión difícil, con 200 aviones atacando objetivos a 1.500 kilómetros de distancia. 
Entre los más de 70 sistemas de defensa aérea iraníes destruidos estaban el SA-69 Bavar 373 (derivado iraní del S-300), el SA-68 (derivado del Mersad, copia iraní del Hawk), el SA-71 Raad (versión del sistema ruso antiaéreo Buk) y el SA-63 Khordad (evolución del RIM-66 con radar iraní). Irán solo disparó contra drones y aparentemente apenas algún misil se disparó contra los aviones tripulados israelíes. Que los sistemas SAM iraníes no estaban a la altura y se inflaron sus prestaciones fue confirmado al tratar de comprar Irán misiles HQ-9B tras el fin de la campaña israelí. Tampoco se descarta que ahora Irán trate de comprar misiles tierra-aire S-400 Triumf. Prueba del daño que causó Israel es que la propaganda iraní afirmó semanas después tener una batería de S-400 desplegada en Isfahán incluidos el radar 91N6E Big Bird, radar 92N6E Grave Stone y varios lanzadores 5P85TE2. Se considera muy dudoso dadas las necesidades rusas y compromisos ya existentes con otros países, aunque había rumores que a finales de 2024 componentes del S+400 y asesores rusos habían llegado a Iran.
Los israelíes parece ser se inspiraron en la guerra de Ucrania e innovaron con el uso de drones y fuerzas especiales, aprovechando al máximo la información del Mossad. Según parece se estableció una base clandestina de drones dentro de Irán, que se utilizaron para atacar lanzamisiles balísticos y defensas aéreas en la zona de Teherán. También se introdujeron en el país misiles antitanque Spike NLOS se utilizaron para atacar radares y sistemas de misiles SAM, lo que permitió a la Fuerza Aérea de Israel llevar a cabo más de 100 ataques en la primera oleada.
La campaña aérea israelí le permitió el dominio aéreo sobre Irán, a diferencia del caso ruso en Ucrania. Otra diferencia con el caso ruso fue que Ucrania organizó y dispersó sus defensas aéreas tras recibir advertencias sobre la inminente invasión rusa. En el caso de Irán de manera incomprensible no se tomaron medidas similares. Se comprende aún menos después de los éxitos israelies en 2024 y durante años en Siria contra la defensa aerea iraní y rusa. Lo que Israel logró en Irán fue lo que Rusia quería haber hecho con Ucrania. La fuerza aérea israelí demostró ser capaz de suprimir la defensa aérea enemiga gracias a la adecuada planificación, preparación y entrenamiento. La campaña demostró también las capacidades SEAD del F-35I. El éxito israelí puso en el foco las innovaciones técnicas que ha traído el F-35I. El alcance de los F-35 se ha aumentado al integrar tanques de combustible externos que no comprometen las capacidades furtivas. Esto supone eliminar la necesidad de reabastecimiento aéreo, lo que representa prescindir de los cada vez más vulnerables e indiscretos aviones cisternas. En el Pacífico este aumento de autonomía obligará a replantear las estrategias. Además ha quedado claro que el F-35 con sus sistemas de guerra electrónica y enlace de datos han mejorado mucho la capacidad existente de supresión de defensas antiaéreas enemigas (SEAD) y destrucción de defensas antiaéreas (DEAD).
A todo ello se unieron el conocimiento israelí de los puntos débiles de la defensa aérea iraní: falta de profundidad, falta de adaptación y munición insuficiente. Una vez que los israelíes degradaron la estructura de mando iraní y eliminaron los lanzadores SAM clave, Irán ya no tuvo capacidad para absorber pérdidas ni reabastecerse rápidamente y los israelíes ganaron así la superioridad aérea. Israel por su parte se había equipado con amplios arsenales y pudo mantener sus operaciones sin interrupción.

## Técnicas y operaciones

### Misiones SEAD
Las misiones SEAD son complicadas y arriesgadas, como experimentaron los americanos en Vietnam o los israelís en octubre de 1973. Con los años se han ido depurando una serie de técnicas para ganar en efectividad y reducir riesgos, en la medida de los posible ya que siempre existen muchos riesgos en este tipo de misiones. 
Una misión SEAD puede implicar desde interferencias que entorpezcan o cieguen los radares enemigos hasta la destrucción de las defensas aéreas (DEAD). El óptimo es la destrucción, ya que ese radar ya nunca más supondrá una amenaza y obliga a extremar el silencio radar al resto de defensores para evitar también ser eliminados.

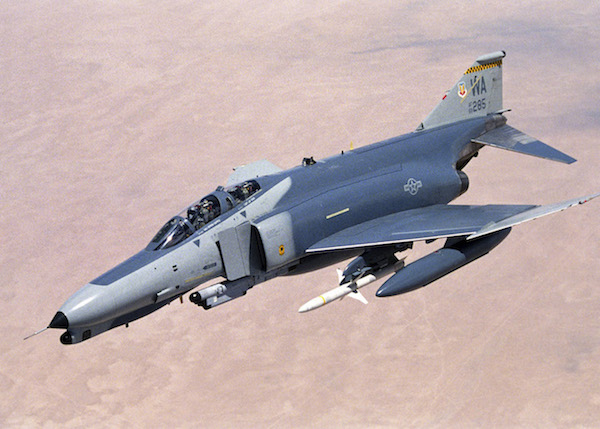
El avión especializado en SEAD F-4G Wild Weasel fue resultado de la evolución tecnológica de la USAF en la Guerra Fría.

Normalmente los aviones SEAD se integran en las formaciones de ataque. En las campañas aéreas uno de los objetivos principales desde el primer día es la eliminación de las redes de defensa aérea del enemigo. 
El análisis de la naturaleza exacta de la amenaza de la defensa aérea es importante para planificar adecuadamente y no caer en los errores cometidos por Israel en 1973 por exceso de confianza y mala evaluación de las capacidades enemigas. 
La supresión de defensas aéreas siempre va más allá de la simple eliminación de radares y misiles, implica también guerra electrónica y ataque a redes de comunicación y cadena de mando. Esta por ver el empleo futuro de los aviones Stealth F-35 en misiones SEAD.
En la USAF la unidad táctica SEAD básica está formada por 4 aviones volando en dos parejas. En la época del F-4G cada pareja se componía de un F-4G dedicado exclusivamente a radares y un F-4E dedicado a DEAD, escolta y ataque. En la actualidad se emplea F-16CJ, que al se puede turnar en ambas tareas.
Los aviones SEAD emplean el terreno a su favor, ocultándose del radar hasta que les conviene. Emplean equipos RAHW (Radar Homing And Warning) que reciben señales de una amplia gama de frecuencias, las analizan y memorizan los datos recogidos. Sus librerías electrónicas permiten clasificar las señales recibidas y priorizar entre las que se deba elegir. Además se ubica el radar por triangulación de la señal, incluso si el emisor se desconecta para evitar su localización. Una vez detectado el radar se habrá memorizado sus señales y el ordenador fijará su última posición conocida.

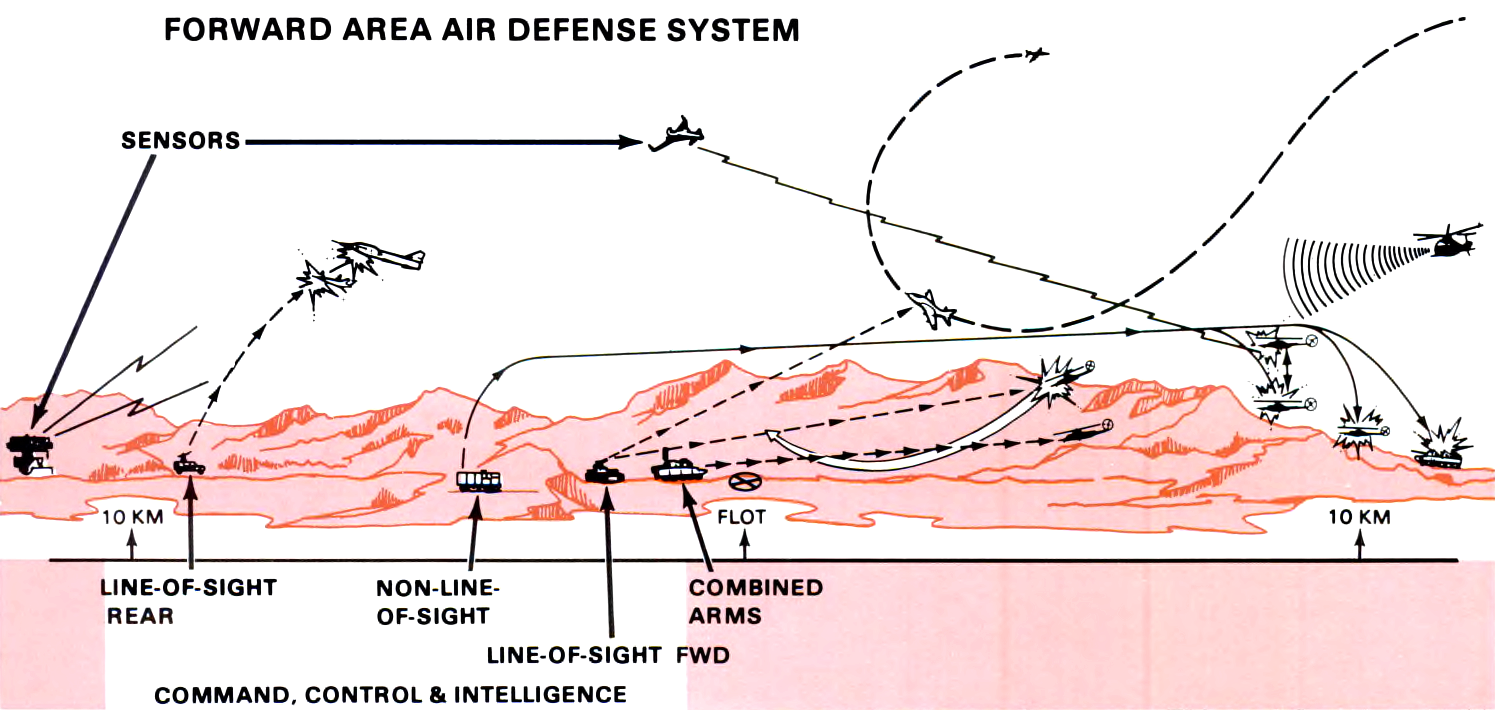
Dibujo mostrando un sistema de defensa aérea avanzada.

En cuanto al empleo de misiles antirradar para eliminar la defensa aérea enemiga, esta se ha demostrado una táctica eficaz pero que depende de la disciplina del enemigo. 
En los casos en que se mantiene silencio radar es difícil que estos misiles encuentren sus blancos. El empleo de señuelos intenta que la defensa aérea active sus radares, pero no siempre funciona. 
El misil antiradar tiene pocas posibilidades si el radar se apaga poco después de haber sido lanzado, de hecho cuanto más tiempo esté apagado el radar potencialmente mayor será el error de cálculo del rumbo. El AGM-88 memoriza la localización del radar y lo geolocaliza, dirigiéndose hacia las coordenadas. 
Por contra el misil ALARM tenía un modo de acecho, se paraba y un paracaídas le hacía descender lentamente pero si el radar volvía a emitir el misil encendia de nuevo su propulsor. Para evitar un misil antiradar desde la guerra de Vietnam la batería SAM apagaba el radar y giraba su antena en dirección contraria. En la práctica esto ya no funciona, tal y como aprendierylos rusos en Ucrania. Con los misiles AGM-88C y AGM-88D, si el radar enemigo se apaga tienen memorizada su última posición o gracias al GPS pueden atacar coordenadas predeterminadas.

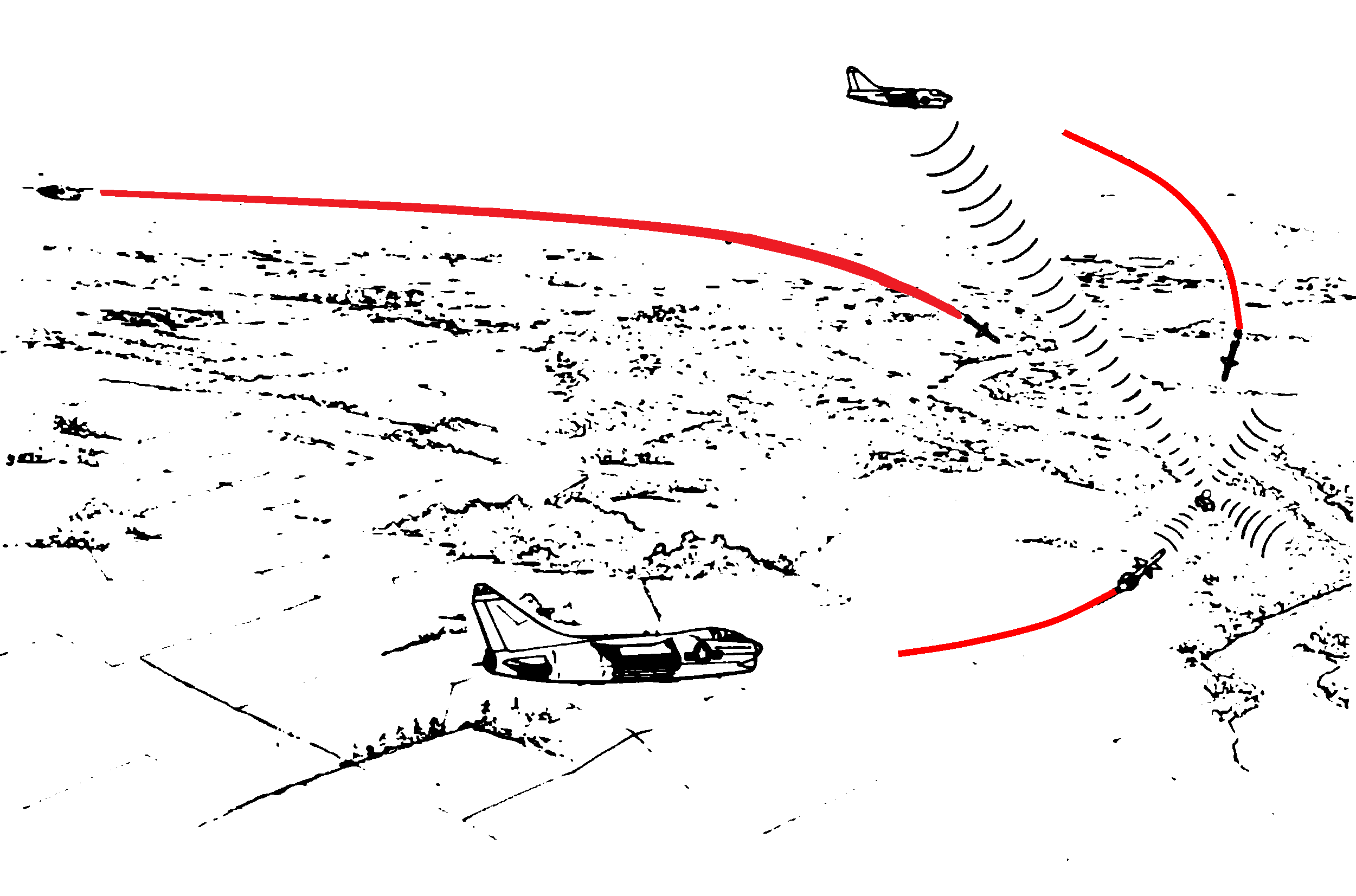
Dibujo publicitario mostrando los modos de operación del HARM.

Con el fin de la guerra fría cambió la doctrina operacional de la USAF. Del SEAD se pasó al DEAD. La interferencia de radares de defensa aérea y misiles perdió importancia frente a la nueva doctrina que defendía emplear aviones F-117 y los F-16CJ armados con HARM para destruir la defensa enemiga. Esto llevó a cancelar la modernización de los equipos ALQ-99E y retirar los EF-111A para ceder la misión a los EA-6B operados conjuntamente por USAF/USMC/US.
La campaña aérea sobre Kosovo fue un toque de atención acerca de la dificultad de afrontar una defensa aérea preparada, disciplinada y profesional, justo lo contrario de lo sucedido en repetidas ocasiones en Oriente Medio con Siria e Irak. 
Una táctica empleada por la OTAN en Kosovo fue el disparo preventivo de misiles HARM en las aéreas en que había la certeza que se encontraran baterías SAM enemigas, táctica tradicional SEAD desde la guerra de Vietnam. Sin embargo debido al precio actual de cada misil y a los incidentes de fuego amigo de la guerra del Golfo no es una táctica que actualmente se favorezca demasiado. Adicionalmente rusos y chinos han desarrollado también cebos, esto es, falsos radares para atraer a los ataques SEAD.
US Army y los Marines incluyen en su doctrina de supresión de defensas aéreas el empleo de artillería convencional, cohetes y misiles superficie-superficie. El misil ATACMS tiene un alcance de 300 km. que lo hace efectivo contra misiles de largo alcance como los S-300PMU1/2. Se están probando nuevas versiones del HIMARS con alcances mayores, misiles de crucero de lanzamiento terrestre o nuevos misiles aire-superficie como el NSM. Las tácticas SEAD de los Marines incluye la designación de blancos a través de aviones (E-2D, P-8, MQ-4, EF-18G, F-35B/C) y combinar guerra electrónica con SEAD.
La doctrina israelí SEAD también es distinta. Israel no ha optado por comprar misiles AGM-88E sino que para SEAD ha impulsado el uso de munición merodeadora combinada con contramedidas e interferencias. Este fue el modelo empleado en Nagorno-Karabaj. A un precio barato se obtiene suficiente tiempo de permanencia y no se depende de aviones ya que se lanzan desde tierra. En Líbano tuvo éxito en 1982 y la ha tenido en las frecuentes incursiones en Siria, pero está doctrina se creía no valdría si algún día se decide atacar Irán. Efectivamente en el ataque de 2025 Israel introdujo novedades en sus métodos.
La doctrina SEAD de Turquía promueve la utilización combinada de inteligencia electrónica (ELINT), inteligencia de señales (SIGINT) y sistemas de guerra electrónica (ECM), junto al empleo de drones para eliminar las defensas aereS. En sus primeras campañas fue de gran efectividad, pero está decayó significativamente cuando las defensas aéreas cambiaron su modo de operar para adaptarse.
No hay que olvidar que para ser eficaz en misiones SEAD es fundamental el contar con inteligencia electrónica recolectada previamente. El registro de todo tipo de emisiones del enemigo debe ser analizada para determinar las capacidades y disposición de los sistemas enemigos y estimar el mejor modo de contrarrestarlos. 
El desarrollo de sistemas de interferencia electrónica eficaces requiere saber qué bandas de radares está usando el enemigo o qué tipo de emisiones utiliza un misil enemigo y como contrarrestar las interferencias del enemigo. Para derrotar la defensa aérea enemiga se construyen bibliotecas electrónicas, que ayudan a desarrollar contramedidas para cada sistema defensivo y permiten elegir las armas de supresión adecuadas. La OTAN se esfuerza continuamente para mantener su biblioteca de firmas electrónicas actualizadas.

### Retos futuros
En las últimas décadas los militares occidentales se han enfrentado a defensas aéreas de la era soviética y controlados por soldados deficientemente entrenados. La vez que más cerca se estuvo de enfrentarse a una red integrada de defensa aérea efectiva fue durante la primera mitad de la guerra de octubre de 1973, con la defensa aérea egipcia cubriendo a sus tropas en la orilla este del canal. Las defensas encontradas se basaban principalmente en componentes estáticos, fáciles de rastrear y evitar. Sus misiles eran de corto alcance, comparados a los sistemas modernos como el S-400, y casi todos sus detalles técnicos se conocían. 
Los sistemas SAM más recientes tienen mayor alcance y movilidad, sistemas de radar modernos, sistemas avanzados de enlace de datos en tiempo real y la capacidad de cambiar de posición en un período de tiempo muy corto. Además, la disponibilidad de soldados bien capacitados ya no es crítica debido a los avances en automatización y ordenadores que ha simplificado su manejo. Eso supone que las redes de defensa aérea integrada son más sofisticadas que en el pasado. Además pueden emplear la nube para interconectar todos los elementos de la red de defensa aérea con aviones de combate, radares,satélites y aviones AWACS.
Sin embargo la ventaja parece estar todavía del lado del cazador. Si vemos un posible enfrentamiento F-35A vs S-400 Triumf (SA-21 Growler), supuestamente capaz de destruir todo tipo de objetivos en un radio de 380 km y hasta una altitud de 30 km, aparentemente la ventaja estaría todavía del lado del F-35 si juega bien sus cartas. El S-400 está diseñado para intercambiar datos con el avión A-50 AEW&C y los sistemas SAM rusos (S-300, Pantsir S1/2 y Tor-M1/2) creando un sistema de defensa integral de múltiples capas. En espera de armas más potentes en curso de certificación se estima que un F-35 armado con bombas GBU-39/B SDB puede aprovechar su RCS y sistema de guerra electrónica para lanzarlas a unos 50-80 km del S-400 y destruirlo sin haber sido detectado. Por ese riesgo los rusos recurren a sistemas Pantsir S1/2 o Tor-M1/2 conectados al S-400. Asimismo el S-400 debe su movilidad a camiones grandes y pesados, pero cada vez que cambia de posición necesita un área relativamente plana para desplegarse y que el alcance de su radár no se vea afectado por la curvatura de la Tierra. No sólo puede haber un número finito de localizaciones posibles y previsibles para los componentes del S-400 sino que un despliegue ineficiente aumenta las posibilidades para un avión que vuele a baja altura de acercarse al radar del S-400, oculto debajo del horizonte radar y detrás de las irregularidades del terreno. Eso hace a sistemas como el S-400 vulnerable, no sólo al F-35 sino también a un misil de crucero como el Tomahawk o el SCALP o a drones.en misión SEAD. En una pequeña isla del Pacífico un misil SAM chino sería vulnerable al ser su posición muy previsible al renunciar a la movilidad. La llegada de la nueva generación de misiles y bombas hará posible que el F-35 ataque desde más lejos, y contará con la colaboración de drones cooperativos y de enjambres de drones baratos que pueden vigilar las posiciones SAM y pasar las coordenadas.
A los radares terrestres se unen los sistemas AWACS y radares AESA de Los cazas enemigos. Los militares de EE.UU aún no se han encontrado en combate a un sistema de defensa aérea moderno. Nadie sabe a ciencia cierta que podría pasar en una guerra real entre países con equipos modernos. La guerra en Ucrania ha dejado claro que los misiles SAM más modernos siguen siendo vulnerables. Asimismo que a veces hay soluciones baratas y eficientes gracias a la innovación. La saturación con drones para acabar con un radár o una batería SAM puede ser más rentable que enviar un F-35.

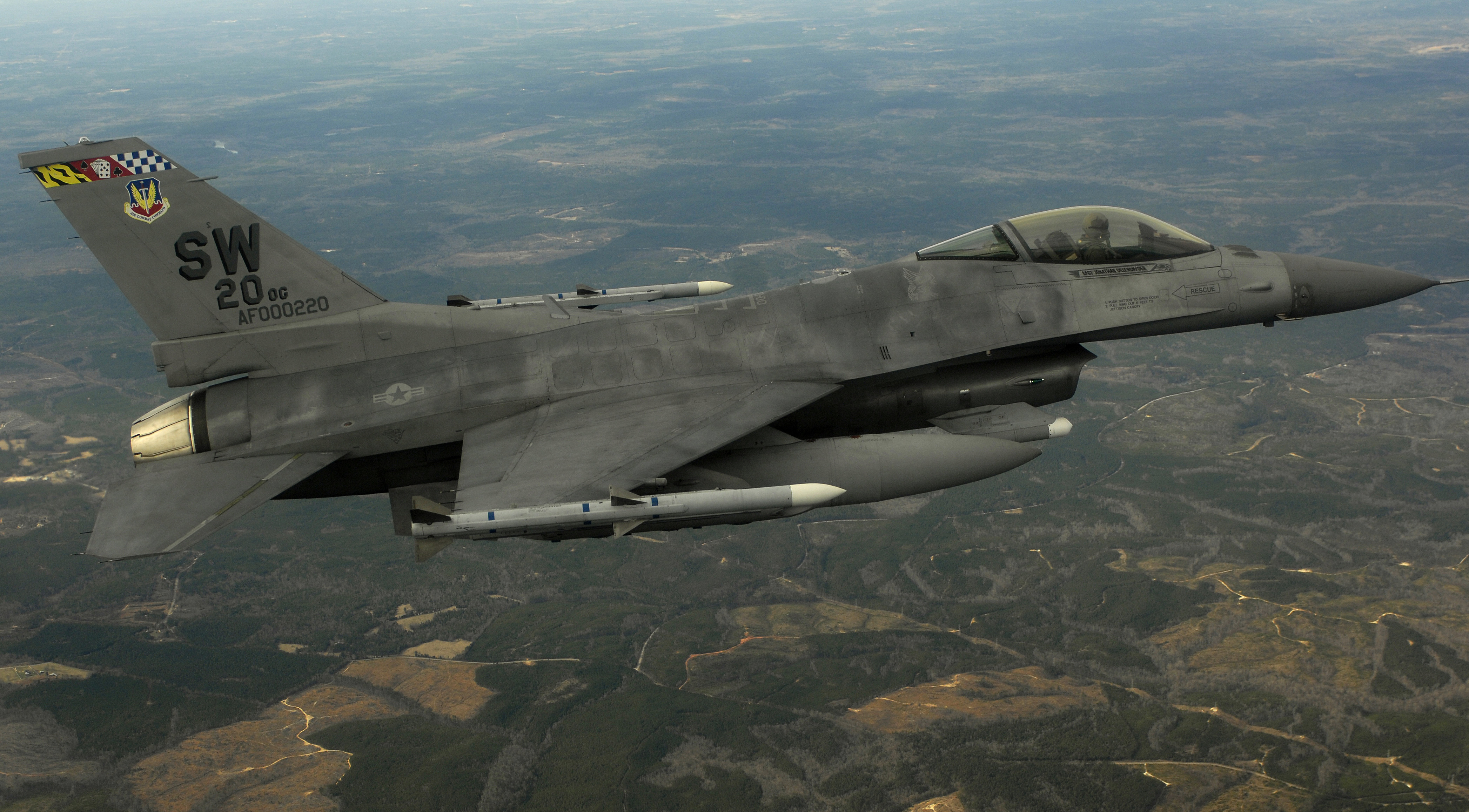
F-16CJ Fighting Falcon del 20th Fighter Wing, unidad compuesta por tres escuadrones de 19 aviones.

Las nuevas tecnologías y sistemas militares incrementan la dificultad de eliminar a los misiles SAM más modernos, como los rusos SA-20, SA-21, SA-10 y SA-12 o el americano Patriot PAC-2/3. Cada es más fácil dispersar los radares, lanzadores de misiles y otras plataformas asociadas, pudiendo compartir información entre lanzadores. Los radares se pueden cada vez utilizar con menos frecuencia y por períodos más cortos. Los rusos además aconsejan emplear sistemas radar señuelo para atraer los misiles SAM y tender emboscadas a los aviones enemigos. 
Adicionalmente proliferan los misiles portátiles y cañones guiados por radar diseñados para proteger a los SAM y otros elementos de alto valor de la defensa aérea. La defensa aérea también puede emplear sistemas de guerra electrónica y bloqueadores de GPS, que degradan o interrumpen las señales de orientación, reduciendo la precisión de las armas empleadas por los aviones.
Los sistemas antiaéreos más modernos hacen que el espacio aéreo del futuro sea mucho más letal, con objetivos muy protegidos por densos sistemas de defensa aérea moderna. El reto actual es lograr penetrar una moderna defensa antiaérea multicapa, con radares terrestres y aerotransportados de diferente frecuencia y potencia, y con sistemas de misiles tierra-aire de diferentes alcances actuando de manera coordinada. 
Ni el vuelo a muy baja altura, ni sistemas de guerra electrónica ni la discreción del radar aseguran ya nada con la entrada en servicio de radares de baja frecuencia. El número de defensores importará y cualquier atacante debería aceptar fuertes pérdidas. Las tácticas de ataque actuales de pequeños grupos de aviones furtivos que penetren hasta cerca del objetivo sin ser detectados podrían fracasar en el futuro. Tampoco será asumible utilizar una gran formación de aviones que sufran gran número de bajas, tanto por los precios de los aviones actuales como por el hecho de que los pilotos son difíciles de reemplazar. 
Aquí es donde entran en escena para misiones SEAD los UCAV (Unmanned Combat Aerial Vehicle), diseñados para acompañar a los aviones con piloto. Las nuevas tecnologías también significan que los drones pueden tomar un papel más activo en misiones SEAD. De actuar en el pasado como señuelos o realizando interferencias electrónicas pueden ahora pasar a realizar misiones de supresión de defensas aéreas. Sistemas el IAI Harop o el Harpy están diseñados para merodear, buscando y atacando objetivos. Sistemas como el Loyal Wingman asumirían misiones desempañadas hasta ahora por aviones. 
Las operaciones SEAD siguen de plena actualidad. La fuerza militar de EE. UU. sigue siendo la más poderosa, pero los rápidos avances tecnológicos y militares de China unidos a las tensiones en el Mar del Sur de China han hecho que muchos países potencien sus armas contra las defensas aéreas. 
EE. UU. y sus aliados se encuentran que Rusia en el Báltico y China y Corea del Norte en el Pacífico que emplean las tácticas denominadas Anti-Access/Area Denial(A2/AD), consistente en haberse equipado con densos y potentes sistemas de defensa aérea que desgastarán a cualquier fuerza aérea que entre en su espacio aéreo de interés. 
Los sistemas de misiles SAM chinos son numerosos y de tecnología moderna, algunos misiles tienen en teoría un alcance de hasta 550 kilómetros. China cuenta con hasta 46 diferentes sistemas SAM, que incluyen desde misiles avanzados (SA-15 desde el año 2000, SA-10, S-300 y últimamente también S-400) hasta otros anticuados (HQ-2, copia del SA-2). 
China además produce y exporta sus propios diseños de misiles SAM, así el HQ-18 es una evolución del S-300V ruso. EE. UU. trata de mantenerse al día acerca de como enfrentar las amenazas potenciales. Así los vuelos de sus aviones RC-135U son frecuentes, por ejemplo en Siria se cree que han podido obtener abundante información de sistemas SAM de fabricación rusa que emplean China o Irán.
En un conflicto futuro el alcance de los misiles SAM superará el alcance de las armas de cualquier avión que no esté equipado con armas de ataque a distancia. Además los SAM modernos son de más alta precisión y tienen una alta probabilidad de destrucción. Los aviones SEAD no podrán atacar a los misiles SAM antes de que éstos las ataquen. 
Esto invalida la doctrina actual, que asume que los aviones SEAD serán capaces de atacar a los SAM antes que éstos les puedan atacar. Para mantener su posibilidad de destruir los SAM deberán estar equipadas con armas de ataque a distancia suficiente para permanecer fuera del alcance de los SAM. 
Los aviones solo pueden atacar un sistema de defensa aérea moderno acortando la distancia a la que se las puede detectar o ampliando el alcance de sus armas. Las drones y aviones F-35, aunque no son invisibles al radar, limitarán la distancia a la que se les puede detectar y rastrear, pudiendo acercarse lo suficiente para utilizar sus armas sin ser atacados primero. Esta suposición es importante porque limita mucho las aeronaves SEAD y afectará el número total de aviones disponibles para otras misiones. 
Cada F-35 asignado a destruir misiles SAM sería retirado de misiones antiaéreas o de ataque. Los aviones que no sean stealth y que estén equipadas con armas de ataque a distancia serán capaces también de atacar un SAM antes de ser atacadas, pero representarían un avión que se podría haber utilizado en una misión diferente.
La respuesta lógica futura a los nuevos desafíos será incluir en las misiones de supresión de las defensas aéreas enemigas un número cada vez mayor de drones SEAD. Algunos están ya siendo ensayados como el sistema Neuron de Francia. También se irán introduciendo armas hipersónicas de largo alcance y alta maniobra que puedan destruir la defensa aérea de un adversario o erosionarla lo suficiente para iniciar los ataques con aviones de combate, debidamente protegidos por una escolta SEAD mixta de aviones y drones que combata los radares enemigos. 
Si la campaña SEAD falla otros vectores entrarán en acción. Cada vez más se emplearán en la ofensiva contra las defensas aéreas las capacidades de ciberguerra que se están desarrollando ahora para el F-35 o el J-20. Es previsible que se introduzcan armas electromagnéticas que podrían desactivar los componentes electrónicos utilizados por los sistemas de mando y comunicación del enemigo. Además los sistemas de artillería ofrecerán en el futuro la capacidad de apoyo de fuego en las profundidades del territorio enemigo, atacando con alta precisión y a largo alcance los radares y misiles SAM del enemigo.
Los aviones de quinta generación como el F-35 pueden cambiar las reglas del juego gracias a que cuentan con discreción radar y un sistema de guerra electrónica AN/ASQ-239 altamente integrado y nuy avanzado. Se le unen las ventajas de su radar AESA y las antenas a lo largo de los bordes de sus alas y fuselaje por lo que son capaces de volar hasta el área objetivo y de regreso, analizando en todo momento las emisiones enemigas electrónicas para mantenerse lejos y evadir la detección por completo. Su equipo de guerra electrónica y el alto grado de fusión del sensor del avión ofrecen también la capacidad de destruir e interferir a los radares que aparezcan y supongan una amenaza. 
Pueden hacer tanto misiones DEAD con armas como SEAD con ataques electrónicos que confundan la defensa enemiga. Los equipos de los F-35 no solo tienen la capacidad de detectar emisiones de radar, clasificarlas y geolocalizarlas sino que pueden luego distribuir los datos de amenazas a otras aeronaves y plataformas navales o terrestres, para que eviten las defensas o las ataquen. 
Se cree que en caso de guerra la USAF emplearía el F-35 aprovechando su sigilo y sensores avanzados para penetrar las defensas aéreas y destruir objetivos críticos, y al mismo tiempo proporcionar datos de puntería a otros aviones y plataformas para acabar con la defensa enemiga. 
Pero esto es teoría y solo hay un modo de saber si funcionará en la vida real. Además se está desarrollando el concepto de Guerra Electrónica Cognitiva, que consiste en combinar herramientas de aprendizaje automático con sensores avanzados para lograr la interferencia de la defensa aérea en un ambiente dinámico de guerra electrónica. 
Las actuales contramedidas basadas en bibliotecas de emisiones, radares, transmisores, etc del enemigo se verán complementadas por sistemas de contramedidas capaces de detección y reacción instantánea ante una amenaza electromagnética desconocida.

## Fuerzas Aéreas con capacidad SEAD
Arabia SauditaEntre los roles principales de las unidades equipadas con F-15SA está la supresión de defensas aéreas enemigas. Los Tornado pueden emplear el misil ARM Alarm, que fue empleado en combate en Yemen.
 ArgeliaSe compraron misiles antiradar Kh-31P para ser empleados por los Su-30MKA. Se han usado en maniobras contra objetivos que simulan radares enemigos.
 AustraliaLa RAAF cuenta con un escuadrón equipado con aviones EA-18G de guerra electrónica y misiles AGM-88B/E. Recientemente se ha equipado con 5 Gulftstream MC-55 SIGINT. Los Boeing E/A-18G Growler de la RAAF cuentan con equipos AN/ALQ-99 de interferencias, que serán reemplazados por AN/ALQ-249(V)1. Australia está en el proceso de comprar misiles AGM-88E2 AARGM E2.
 ChinaFuerzas Navales:La Armada ha adoptado aviones de guerra electrónica H-6G, versiones del bombardero H-6. Se cree que podría estar trabajando desde 2018 en crear una versión del Shenyang J-15D embarcado que incorpore la tecnología del J-16D de guerra electrónica, aunque adaptado a la menor carga útil debido a las limitaciones de los Ski Jump de los portaaviones chinos.
Fuerzas Aéreas: Se cree que la Fuerza Aérea entrena regularmente misiones SEAD. China compró misiles antirradar rusos Kh-31P, habiendo creado sobre la base de ellos sus propios misiles YJ-91. También se ha creado el misil antirradiación LD-10, derivado del misil antiaéreo PL-12, y el CM-102 (según China con un alcance de 100 kilómetros y una carga explosiva de 80 kilogramos). Se compraron hace años en Israel drones Harpy, que junto a los drones locales podrían emplearse para ayudar a localizar) destruir baterías SAM.
China quería tener un avión equivalente al EA-18G Growler, y así nació el J-16D, puesto que la guerra electrónica sería clave para ganar cualquier conflicto con Taiwán, desbordando la defensa antiaérea en las primeras y cruciales horas. Se estaría ya incorporando en los escuadrones SEAD, el Shenyang J-16D (el J-16 es una copia china del Su-30). Se cree que al menos una unidad especializada en SEAD se equipa con el J-16D, la Electronic Warfare 26th Air Brigade.
De este modo China es el segundo país del mundo en contar con aviones y armas locales dedicados específicamente a misiones SEAD. China cuenta con una versión del biplaza JH-7 con capacidad de guerra electrónica, aunque carece de equipos de guerra electrónica integrados en el fuselaje. Hace unos años se presentó una versión SEAD del J-10, aunque se desconoce si para exportación o se empleará por parte de China.
China podría estar trabajando también en una versión de guerra electrónica del avión J-20. La Fuerza Aérea cuenta con algunos Y-8GX e Y-9GX, equipados con equipos de guerra electrónica y al igual que la marina cuenta con aviones de guerra electrónica HD-6 basados en el bombardero H-6. Los aviones cisterna chinos también han sido vistos en maniobras con pods ECM de interferencias en la punta de las alas.
 Corea del SurEl 121 Fighter Squadron está equipado con aviones KF-16, en realidad F-16C/D block 52 con posibilidad de capacidad SEAD, y equipados con misiles AGM-88 HARM. Han sido equipados con equipos ALQ-165 de guerra electrónica. En misiones SEAD emplearían misiles AGM-88, pero debían operar junto a los F-16 del 36th Fighter Squadron de la USAF ya que a nivel de radar y equipos SEAD no cuentan con todas los equipos que tiene la USAF en sus F-16 SEAD. Tras las últimas actualizaciones esto podría ya no ser así. Corea también cuenta con otras armas, como los IAI Harpy, 4 Hawker 800XP Baekdu y 4 Dassault Falcon-2000 Baekdu II dedicados a misiones SIGINT.
 EAUAdemás de los AGM-88 que emplea en sus F-16 Emiratos demostró la capacidad SEAD de sus Mirage 2000-9 en sus operaciones en Libia.
 Estados UnidosLa USAF es oficialmente la única fuerza aérea con unidades especializadas en SEAD. La US Navy cuenta con el avión especializado EA-18G. Se cree que EE. UU. dispone en el desierto de Nevada de una red simulada de defensa aérea, que incluye algunos radares de fabricación rusa y china reales y otros simulados, que se emplea en maniobras como Red Flag y Green Flag para dar el mayor realismo posible. La US Navy y USAF han desarrollado modelos de aviones con el objetivo específico de supresión de defensas aéreas.
USAF: los F-16CJ o F-16CM de los dos escuadrones de la 35th Fighter Wing, basada en Japón, están especializados en SEAD. También la 20th Fighter Wing, con tres escuadrones y basado en EE. UU., y la 169th y 52nd Fighter Wing, cada una con un escuadrón, son unidades especializadas en SEAD y equipadas con F-16CJ. Con la llegada del F-35 a los escuadrones Wild Weasel, se espera una mejora sustancial en la efectividad contra defensas aéreas modernas. Su capacidad furtiva y tecnología avanzada los hacen más potente en comparación con los F-16. Además, su integración con el AGM-88G AARGM-ER y el SiAW, junto con su avanzado sistema de enlace de datos, eleva aún más sus capacidades SEAD. Los F-15E podrían colaborar con ellos en misiones SEAD. Aviones F-35 se han asignado al 134th Fighter Squadron dedicado a SEAD en la ANG. La 52.ª FW de Spangdahlem cambiará sus F-16CM por F-35A en los próximos años.US Navy: los escuadrones de Boeing F/A-18E y EA-18G Growler pueden emplear los misiles AGM-88B y AGM-88E. La US Navy cuenta con 13 escuadrones de guerra electrónica, equipados cada uno con 4/6 EA-18G. La USAF paga parte de los EA-18G a cambio de que estos puedan dar apoyo a sus aviones, tal y como sucedía con los EA-6B. Se evalúa el uso del AGM-88G en aeronaves como el P-8 Poseidon.
Marines: los escuadrones equipados con Lockheed Martin F-35B se encargarán de estas misiones tras la retirada de los últimos EA-6B. También se experimenta con una versión roll-on/roll-off del equipo de guerra electrónica Intrepid Tiger para su uso en los MV-22B. Al igual que el US Army se quiere usar el HIMARS y drones para eliminar baterías SAM.
 GreciaLos F-16C bloque 50 del 341 Mira son los encargados de realizar misiones SEAD. Para ello cuentan con misiles AGM-88 HARM. Para aliviar la carga de trabajo el 343 Mira fue asignado también a misiones SEAD.: dia aspiraria a desarrollar una versión local del Su-30 que sea equivalente al J-16D y EA-18.
 IndiaSe busca adquirir hasta siete aviones de espionaje y guerra electrónica, ante la amenaza que representan China y Pakistán y sus SAM cada vez más modernos como los HQ-9B. También se quiere equipar los cazas con equipos de guerra electrónica más modernos. :: Se cree que los Mig-27ML contaban con misiles antirradiación rusos Kh-25MP. India ha desarrollado un misil antirradiación local NGARM o Rudram-1, con un alcance estimado de 100–150 km., que equipará a los Mirage 2000, Sukhoi Su-30MKI y los HAL Tejas. : Antes de decidirse por su desarrollo se estaba negociando la compra de hasta 1.500 misiles AGM-88E. India compró a Israel 110 vehículos aéreos no tripulados Harop para la supresión de la Defensa Aérea Enemiga.
 IsraelEntre los roles principales de algunas unidades equipadas con F-15I, como el 69 Squadron Hammers, está realizar misiones SEAD. A pesar de ser secreto no se duda que Israel cuenta con los equipos más avanzados, como prueban sus continuas incursiones en Siria. Aunque Israel ha creado sus propios misiles antirradiación en 2013 EE. UU. le ofreció la venta de misiles AGM-88 por primera vez. : A día de hoy Israel es indiscutiblemente el país con más experiencia de combate real en operaciones SEAD. Se aprovecharon durante años los S-300 griegos y búlgaros para entrenamiento y se sabe que hay intercambios de información con Ucrania e India acerca de sistemas SAM. ::En los ejercicios Blue Flag se simulan misiles S-75 (SA-2), S-125 (SA-3), 2K12 Kub (SA-6), 9K33 Osa (SA-8) y Pantsir-S1 (SA-22) mediante emisores que incluyen el sistema Scorpius-T de entrenamiento creado por Elta. En las operaciones en Siria han colaborado los aviones de guerra electrónica Beechcraft B200T Zufit IV/V del 100 Squadron, Gulfstream G550 Nachshon Eitan AEW&C y Gulfstream GV Nachshon Shavit ELINT del 122 Squadron. Las informaciones de Siria hacen creer que puede existir una versión SEAD del misil Dalilah.
 JapónJapón opera 4 Lockheed Martin EP-3C y 4 YS-11EA. Hace años los RF-4EJ iban equipados con pod ASTAC para realizar vigilancia electrónica. Recientemente Japón ha empezado a trabajar para estar mejor preparado en misiones SEAD y dotarse con los medios necesarios para interferencia electrónica en ataques a gran escala. :: Se prevé construir una versión de guerra electrónica del avión de transporte C-2 de la Fuerza de Autodefensa Aérea y del avión de patrulla marítima P-1. La decisión se debe a las mejoras de China y Rusia en sus capacidades de guerra electrónica, y se planea también mejorar la capacidad de la JSDF para recopilar información electrónica.
 MarruecosEquipos AN/ALQ-254(V)1 Viper Shield equiparán a los F-16 Block 72 de la Fuerza Aérea de Marruecos. Además se han comprado en Israel equipos de guerra electrónica, drones y cohetes que pueden ser empleados contra la defensa aérea de Argelia.
 Organización del Tratado del Atlántico NorteLas fuerzas aéreas cuentan con entrenamiento y armamento SEAD. La guerra de Ucrania ha sido un recordatorio de que los países de la OTAN deben mejorar sus capacidades SEAD.
En el caso de España el Ala 15 es la unidad con mayor dedicación a entrenarse en misiones SEAD.
Solo Italia y Alemania cuentan con aviones especializados en misiones SEAD, los Tornado ECR. Alemania decidió reemplazarlos inicialmente con 15 EA-18G y 15 Typhoon ECR pero finalmente optó solo por los Typhoon. Italia aún no se ha decidido por los Typhoon ECR.
Los Tornado ECR italianos están asignados al 155° Gruppo, y pronto habrá que decidir cuál es su sustituto.
Los F-35 que muchos países han comprado también tienen gran potencial SEAD. En 2023 Finlandia adquirió 150 misiles AGM-88G y en 2024 Holanda formalizó la compra de 265 unidades. Estos misiles equiparán a los F-35
La RAF dotó de cierta capacidad SEAD a sus Tornado F4. Ahora quizás podría recuperarse si se incorpora el F-35A.
También unas pocas fuerzas aéreas de la OTAN cuentan con aviones de reconocimiento e interferencias electrónicas. Un ejemplo es Italia y su pareja de Gulfstream G550 AISREW/ISTAR (Airborne Intelligence, Surveillance, Reconnaissance, Target Acquisition, Electronic Warfare) y Francia, con el reemplazo de sus C-160G por Dassault Falcon-8X Archange.
Para reemplazar a los Tornado ECR y EF.3 Airbus propone una alternativa europea al EA-18G, el Eurofighter ECR. Esta versión llevará dos pods de interferencia electrónica, dos sensores de localización de emisiones radar en las puntas de las alas y puede llevar 6 misiles Spear-EW, Meteor y/o Iris-T y tres tanques de combustible externos.
La OTAN fijó como objetivo que en el año 2025 el 50% de las capacidades SEAD deben provenir de Canadá y los socios europeos. Esto se incumplió aunque se espera que se mejore un poco ahora tras los cambios que trajo la invasión rusa de Ucrania.
 PakistánSe cuenta con tres aviones Dassault DA-20 de guerra electrónica. Se cree que Pakistán prepara una versión del JF-17 Thunder para realizar misiones de supresión de defensas aéreas. Irían equipados con misiles antirradiación MAR-1 o AL-10 y con el pod KG-300 de Guerra Electrónica. La compra por India de baterías de misiles S-400 ha espoleado la necesidad de afrontar de modo creíble las misiones SEAD/DEAD. Parece que se habrían comprado misiles antiradadiacion en China.
Se podría estar desarrollando drones, entre cuyas aplicaciones estaría atacar la defensa aérea. La compra de los aviones J-10 a China reforzará las capacidades de Pakistán, incluidas las SEAD ya que se cree que la versión J-10D incluye sistemas de guerra electrónica, aunque no se sabe si Pakistán la comprará.
También se explora el equiparse con drones Stealth que puedan realizar misiones SEAD. El ejército propone usar contra las lanzaderas SAM cohetes Fatah-1 de largo alcance, lanzados desde los MLRS A-100 comprados a China.
 RusiaLos SU-25T y SU-30 pueden llevar misiles antiradar rusos en misiones SEAD. El Su-34 Fullback armado con misiles antiradar Kh-25MP (AS-12 Kegler), Kh-58 (AS-11 Kilter) y Kh-31P/PD (AS-17 Krypton) y gracias a sus equipos de guerra electrónica Khibiny y sistemas SAP-18 y SAP-518 es el avión ruso mejor preparado para misiones SEAD. La guerra de Ucrania ha demostrado que la doctrina soviética aún pesa. La fuerza aérea rusa sufrió la falta de aviones como el EA-18, los misiles antiradiacion diseñados al final de la guerra fría no estuvieron a la altura, equipos de interferencias lentos, etc.
 SingapurLos Lockheed Martin F-16D Block 52 cuentan con equipos electrónicos israelíes y misiles AGM-88.
 República de ChinaRecientemente se compraron misiles AGM-154C, AGM-88E y AGM-84H que podrán ser empleados por los F-16V resultantes de la actualización de la flota original de block 20. Además localmente se creó el misil antiradar TC-2A, similar al AGM-88 HARM, que debería armar a los aviones F-CK-1. Se cree que sus equipos ALQ-184 de los F-16 block 20 han sido mejorados o reemplazados con AN/ALQ-213 durante la modernización. :: El reto de Taiwán será, en caso de guerra, que los F-16V puedan operar eficazmente ya que sus bases quedan dentro del alcance de los S-300/HQ-9 chinos. Los 66 F-16V nuevos que se compraron estarán equipados con el sistema de guerra eléctrica ALQ-256. :: Además se han comprado 82 barquillas de guerra electrónica ALQ-211(V)9. Se cree que Taiwán ha fabricado su versión del dron Harpy, que puede ser empleado contra radares enemigos. Los Mirage 2000-5 cuentan con pods ASTAC que permiten recolectar información electrónica, algo que también hace el solitario C-130H ELINT comprado en 1991.
 TurquíaLos F-16 bloque 50 del 151 filo basado en Merzifon están especializados en misiones SEAD, armados con misiles AGM-88 HARM. Turquía ha empleado con éxito drones en misiones SEAD en Libia y Siria.
Los sistemas terrestres de guerra electrónica son otras de las armas que pueden emplearse contra la defensa aérea enemiga. Se compraron 4 aviones Bombardier Global 600 para detectar e interferir los sistemas de radar y de comunicaciones enemigos.
 UcraniaLos MiG-29 y Su-27 ucranianos se han actualizado para ser capaces de emplear misiles AGM-88B, AGM-88C1 y AGM-88D. Ucrania también ha empleado su artillería y drones contra las baterías antiaéreas rusas. Los F-16 ucranianos se cree también han recibido está capacidad de empleo de misiles AGM-88. Asimismo Ucrania ha empleado con bastante éxito drones, artillería y misiles de crucero contra las baterías SAM rusas.